# Kunst im öffentlichen Raum in Hannover

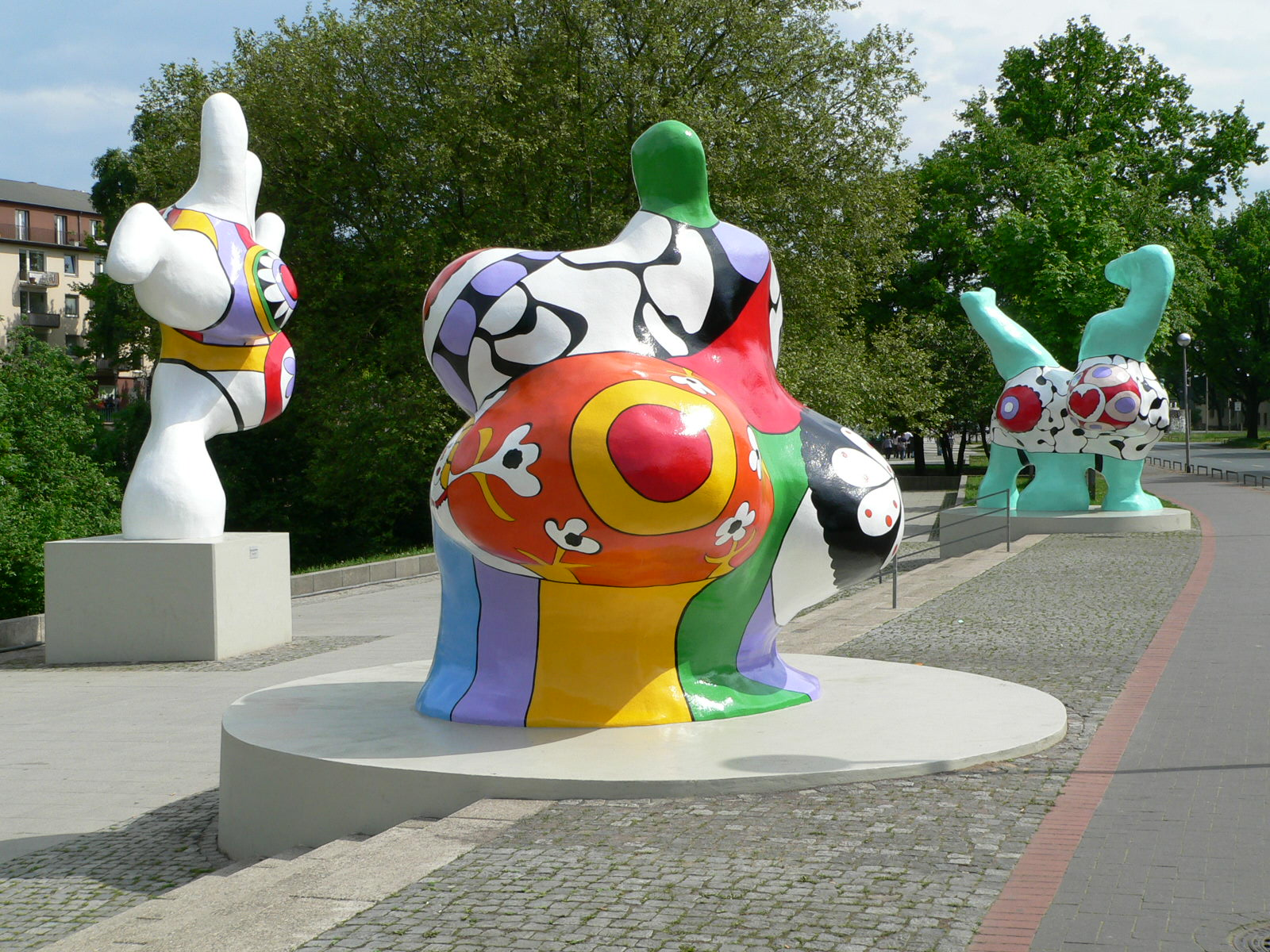
Die 1974 im Zuge des „Experiments Straßenkunst“ aufgestellten Nanas

Kunst im öffentlichen Raum hat in Hannover eine jahrzehntelange Tradition: Als erste deutsche Stadt hatte sich der Rat der Stadt 1970 mit dem „Experiment Straßenkunst“ die Förderung von Kunst im öffentlichen Raum zur kommunalpolitischen Aufgabe gemacht. 2010 verzeichnete die niedersächsische Landeshauptstadt mehr als 200 Skulpturen, Plastiken und Installationen insbesondere im Bereich der Innenstadt. Zu dem Kunstprogramm gehören unter anderem die Nanas, heute Teil der Skulpturenmeile, oder künstlerische Objekte wie die Busstops.

## Geschichte

### Vorgeschichte

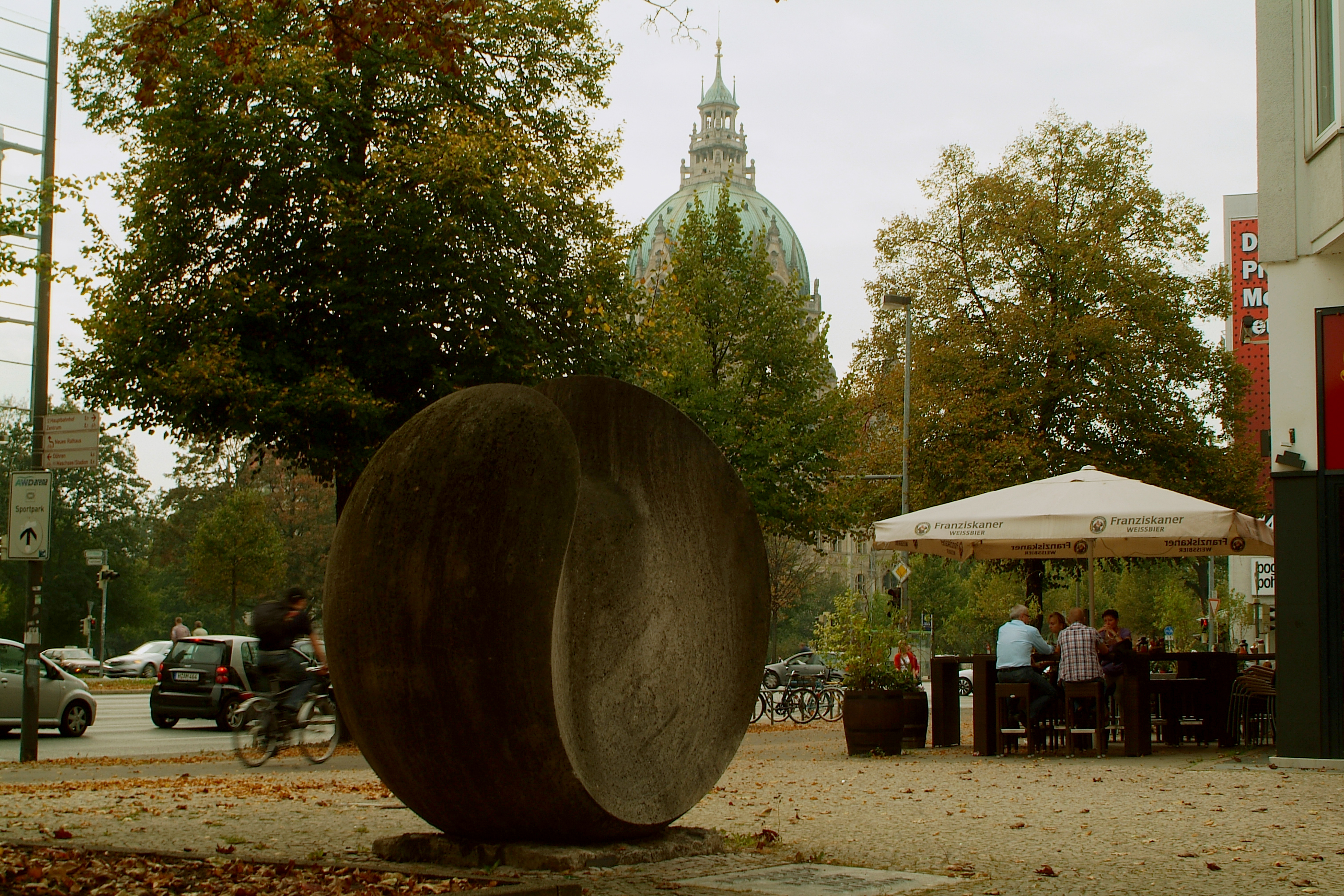
Die 1956 angekaufte Große Kugelform war eine der ersten abstrakten Plastiken im öffentlichen Raum in Deutschland.

Im Zuge des Wiederaufbaus hatte Hannover schon 1956 als eine der ersten Städte in Deutschland eine abstrakte Plastik im öffentlichen Raum aufgestellt, wenngleich die Große Kugelform 1960 zum Symbol für die gewünschte Wiedervereinigung umgewidmet wurde.

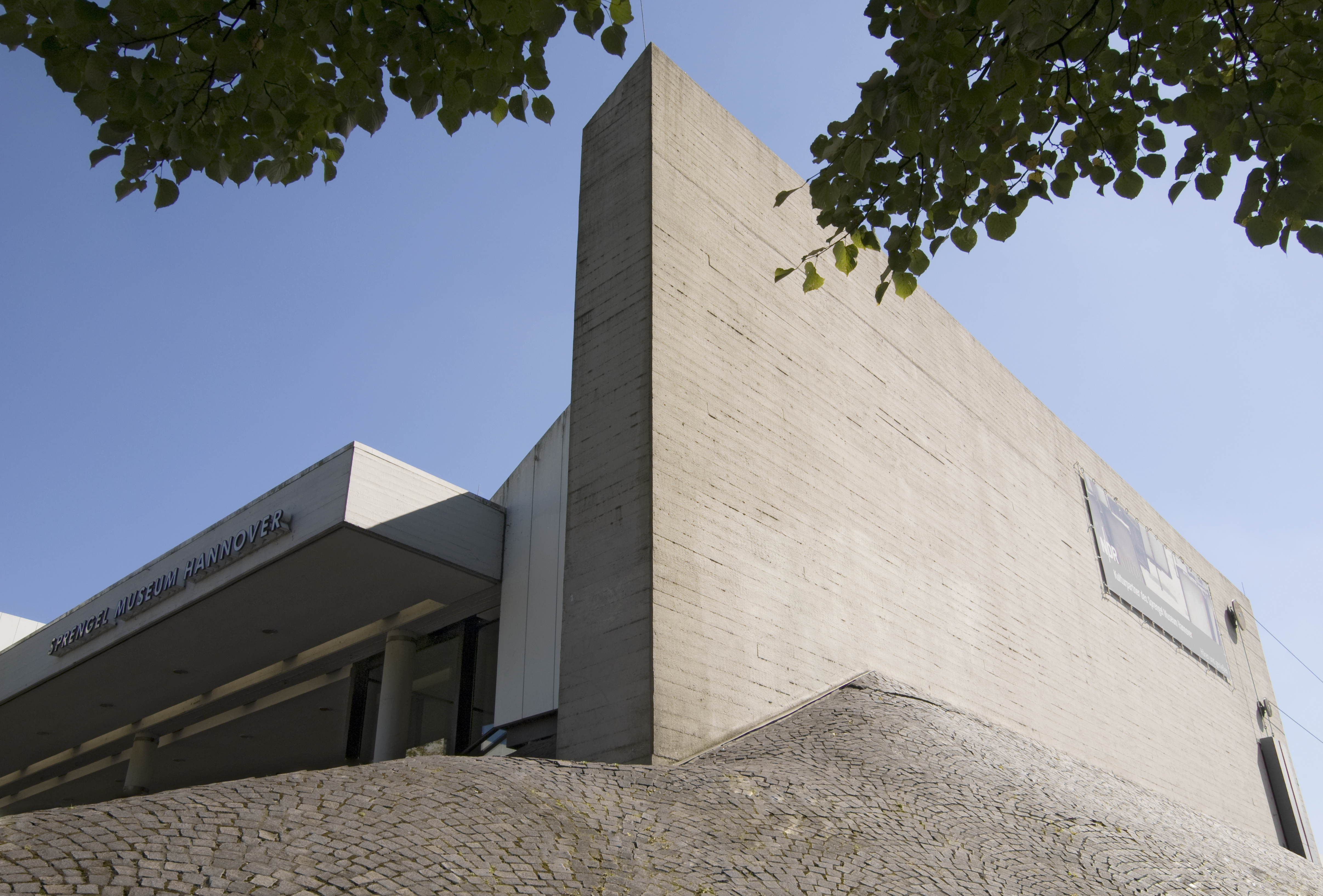
Die Schenkungen von Bernhard Sprengel 1969 gingen dem Bau des Sprengel Museums voran

Dem Experiment Straßenkunst vorausgegangen war 1969 die Schenkung der Kunstsammlung, die der hannoversche Schokoladenfabrikant Bernhard Sprengel zu seinem 70. Geburtstag der Stadt überantwortete. Als „eine der umfangreichsten und qualitätsvollsten deutschen Sammlungen der Gegenwartskunst“ bildete sie zusammen mit Sprengels Schenkung von 2,5 Millionen Mark die Grundlage zum Bau des Sprengel Museums. Im selben Jahr wurden im Kunstverein Hannover Arbeiten von Niki de Saint Phalle gezeigt.

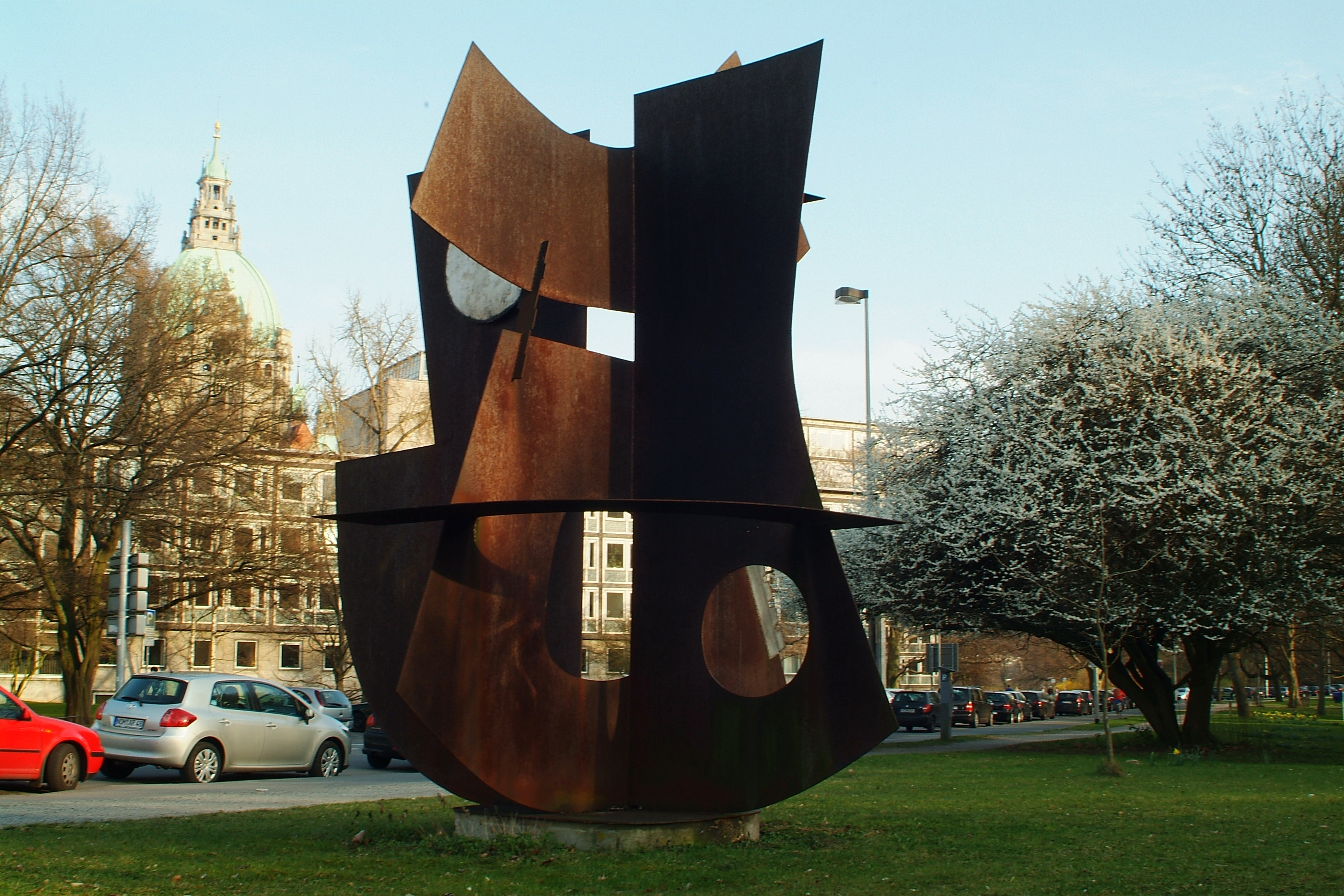
Die Ile de France war im Auftrag Frankreichs für die Weltausstellung in Montreal geschaffen worden

Ebenfalls 1969 wurde die Stahlplastik Ile de France des Franzosen Berto Lardera angekauft. Sie war im Auftrag Frankreichs für die Weltausstellung in Montreal geschaffen worden. Harald Seiler, seinerzeit Direktor des Niedersächsischen Landesmuseums, hatte den Ankauf vorgeschlagen. Ursprünglich gegenüber dem Landesmuseum aufgestellt, dann auf dem Hof des Sprengel Museums, fand die bis 1969 „konsequenteste Umsetzung autonomer Plastik“ im öffentlichen Raum Hannovers 1998 ihren heutigen Standort an der Culemannstraße Ecke Friederikenplatz. (→ Karte)

### Experiment Straßenkunst

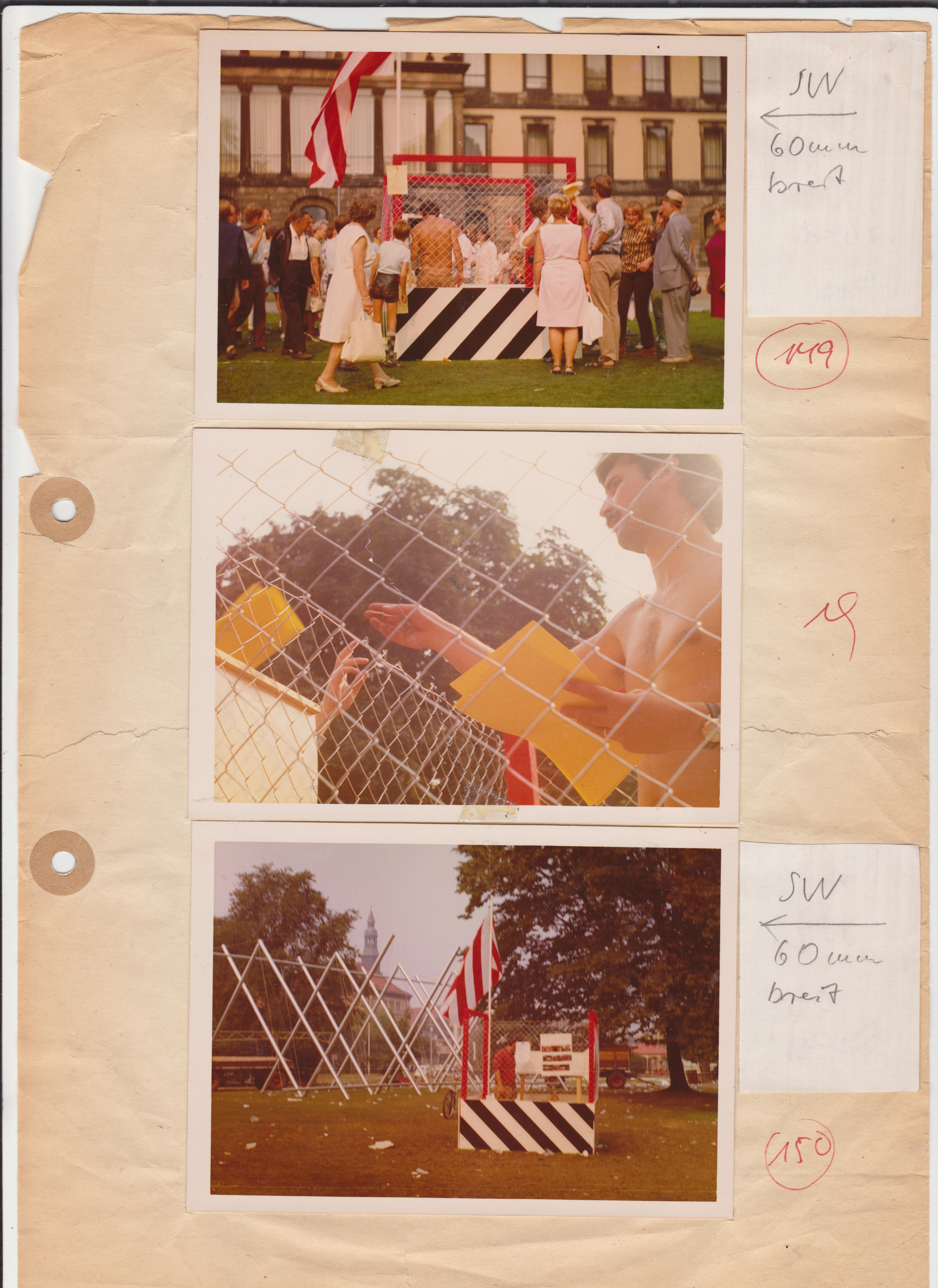
Den Auftakt des „Experiments Straßenkunst“ bildete 1970 das bundesweit erste Altstadtfest; hier mit Aktionskunst von János Nádasdy.

1970 initiierten der hannoversche Oberstadtdirektor Martin Neuffer, Kommunalpolitiker wie Rudolf Hillebrecht und Heinz Lauenroth gemeinsam mit „sachverständigen Bürgern“ wie Bernhard Sprengel oder Wieland Schmied das „Experiment Straßenkunst“. Den Auftakt für alle folgenden Aktionen bot Ende August 1970 das erste Altstadtfest in Hannover, das bundesweit beachtet wurde und das erste seiner Art in Deutschland war.
Die künstlerische Leitung und Koordination für das Experiment Straßenkunst übernahm Manfred de la Motte, der Leiter des Kunstvereins Hannover, nachdem der Rat der Stadt Hannover die Finanzierung bewilligt hatte, für eine zunächst begrenzte Laufzeit vom 1. September 1970 bis 31. August 1973. Danach wurden die Aktionen jedoch fortgesetzt und fanden mit der Aufstellung der Nanas im Februar 1974 ihren vorläufigen Höhepunkt.
In der Bevölkerung, aber auch unter den Initiatoren selbst sorgten sowohl die Programmatik als auch die konkreten Ausgestaltungen der Kunstaktionen immer wieder für teils heftige Kontroversen.
Für die ersten 27 Kunstwerke, die im Rahmen des Experiments Straßenkunst installiert worden waren, verausgabte die Stadt knapp 2 Mio. DM, rund 70 % davon für sogenannte „Sockelkunst“, die im öffentlichen Raum aufgestellt wurde.

## Liste von Künstlern und deren Kunstobjekte
Die unten aufgeführten Künstler schufen Objekte, die in den Straßen Hannovers installiert wurden. Die – nicht vollständige – Liste ist alphabetisch nach den Namen der Künstler sortiert.

### Otto Almstadt
Die Skulptur Kontakte von Otto Almstadt (geboren 1940 in Einbeck) entstand 1973 im Rahmen des „Straßenkunstprogramms“. Aus diesem Anlass organisierte die Hildesheimer Künstlergruppe „Kontakt-Kunst“ zwischen 1971 und 1974 jährlich eine mehrwöchige Kunstaktion in Hannover. Die Künstler baten dabei Passanten, öffentliche Kunstwerke mitzugestalten. Auch bei der Skulptur Kontakte waren vor allem Interaktion und Kommunikation wichtig. Gemäß dem städtischen Kulturbüro zeige die aus Sandstein gefertigte Arbeit eine lebendige, abstrakte Körperlichkeit. Sie deute damit auch auf die langjährigen Natur- und Anatomiestudien Almstadts hin. Ein weiteres Werk, die Skulptur Einschnürung, steht am Eingang des Zoos.
Eine von der Stadt eingesetzte Gutachterkommission untersuchte ab 2006 den Zustand der öffentlich Kunstwerke in Hannover. Bei Almstadts Kontakte stellte sie in Frage, ob die Arbeit noch dem Grundgedanken der „Kontakt-Kunst“ genüge. Bei dem Projekt sei es darum gegangen, gemeinsam etwas herzustellen und sich dabei auszutauschen, während das gegenständliche Ergebnis nur eine untergeordnete Rolle spielte. Sollte es zu einer Umgestaltung des Theodor-Lessing-Platzes kommen, müsse mit dem Künstler geklärt werden, ob die Arbeit auch nach über 30 Jahren noch dort bleiben solle. Falls ja, könne eine Texttafel helfen, das damalige Konzept zu vermitteln.:89
- Standort Kontakte: Theodor-Lessing-Platz (Lage)
- Standort Einschnürung: Am Eingang des Zoo Hannover, nahe der Straßenbahnhaltestelle (Lage)

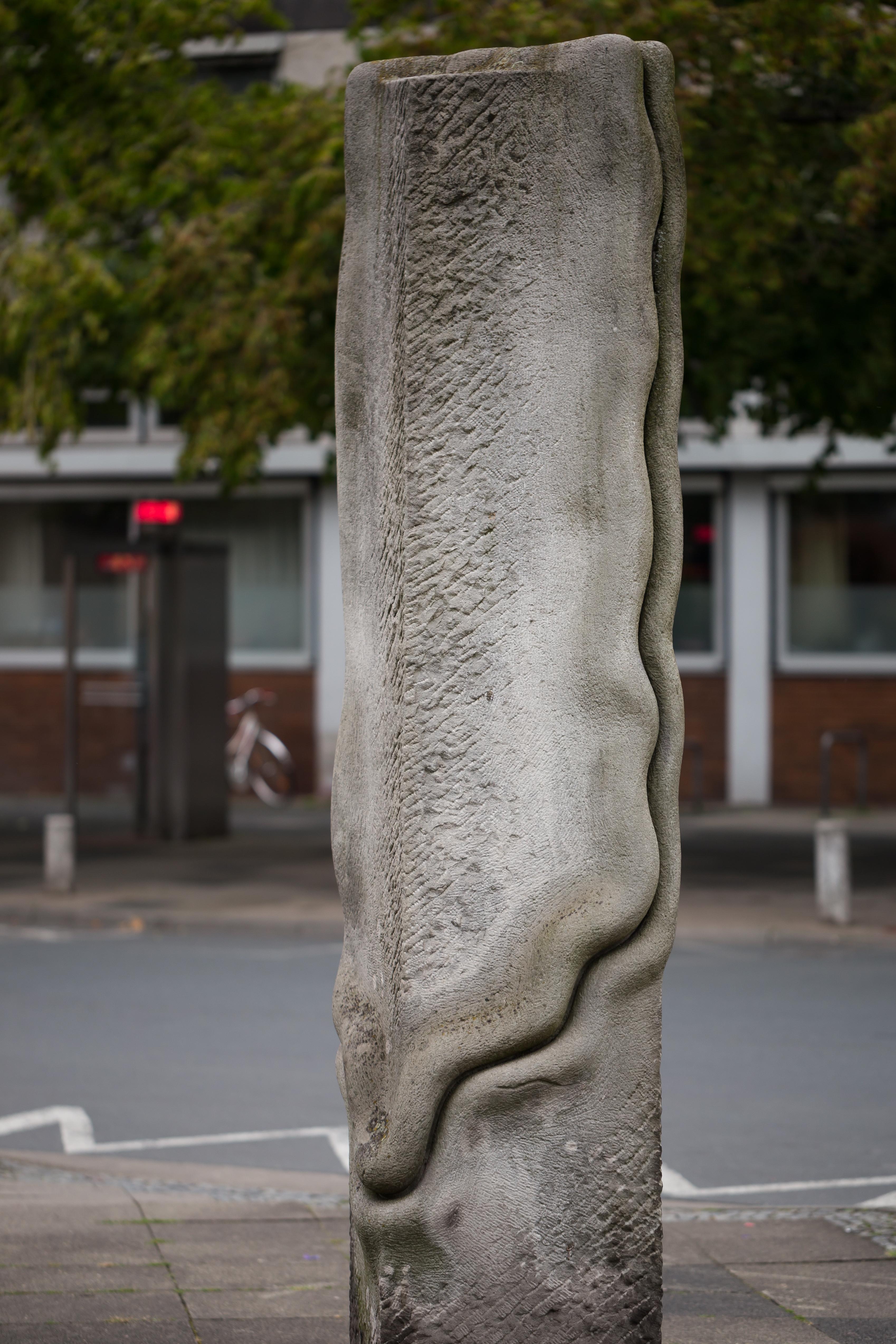
Kontakte
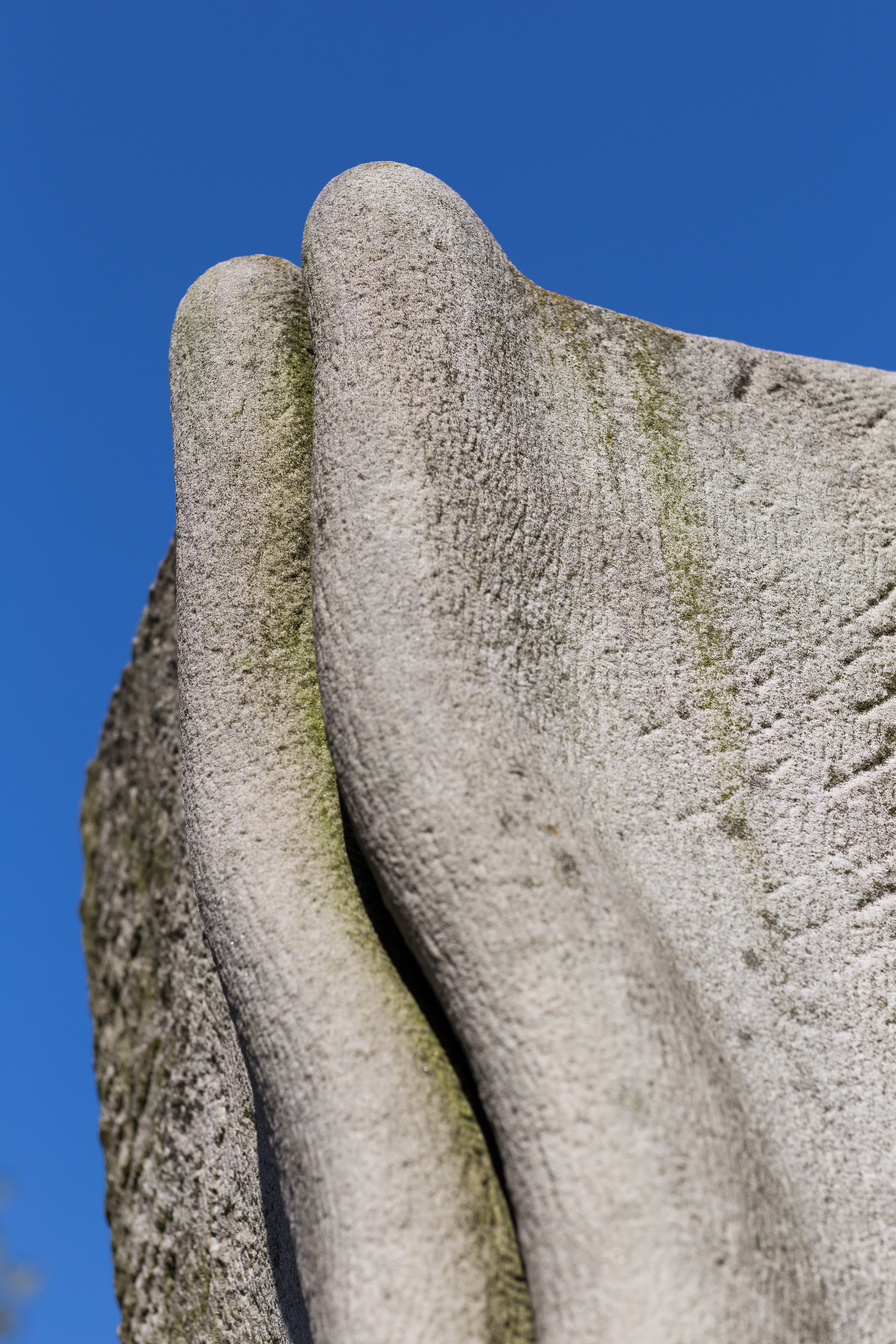
Kontakte
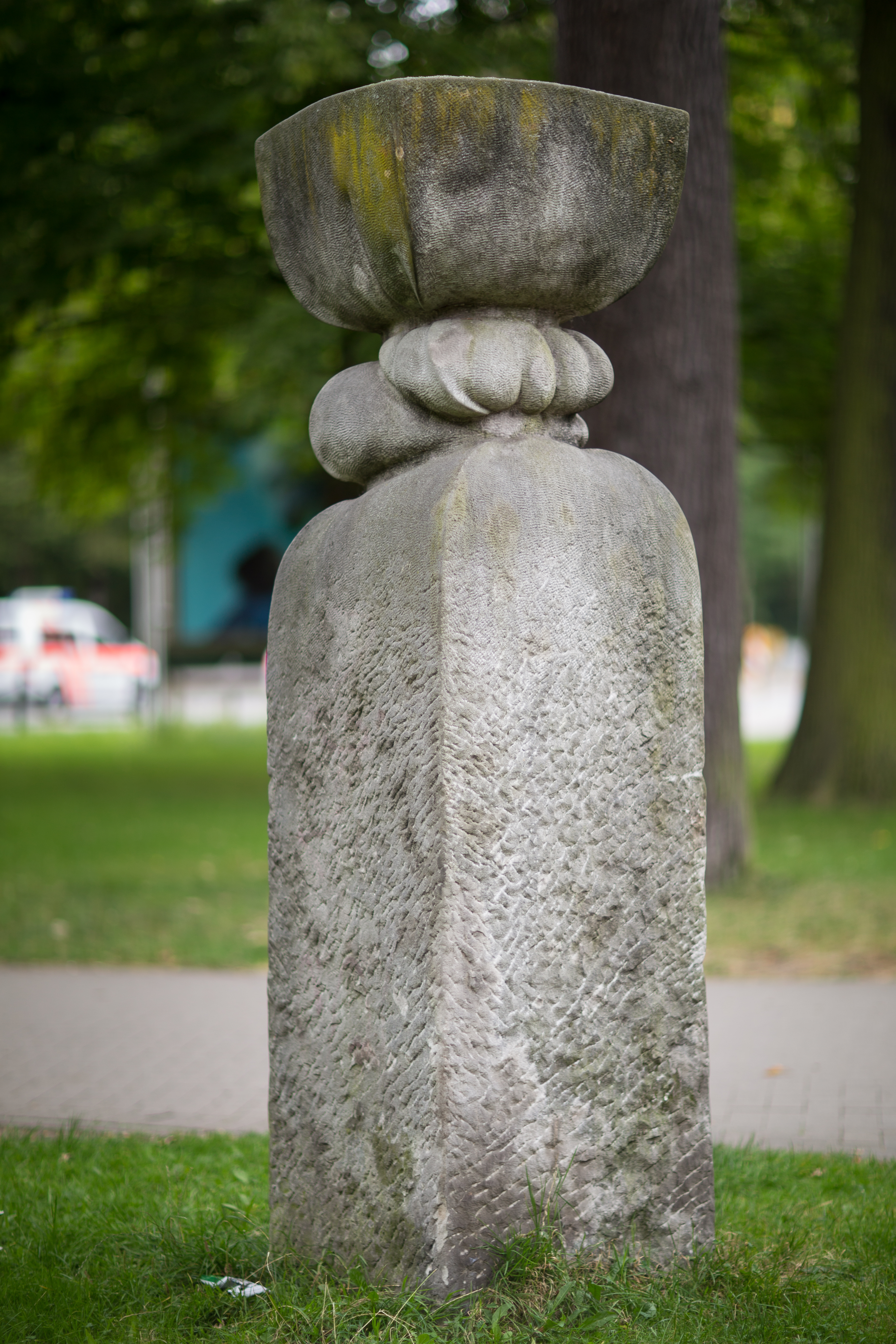
Einschnürung
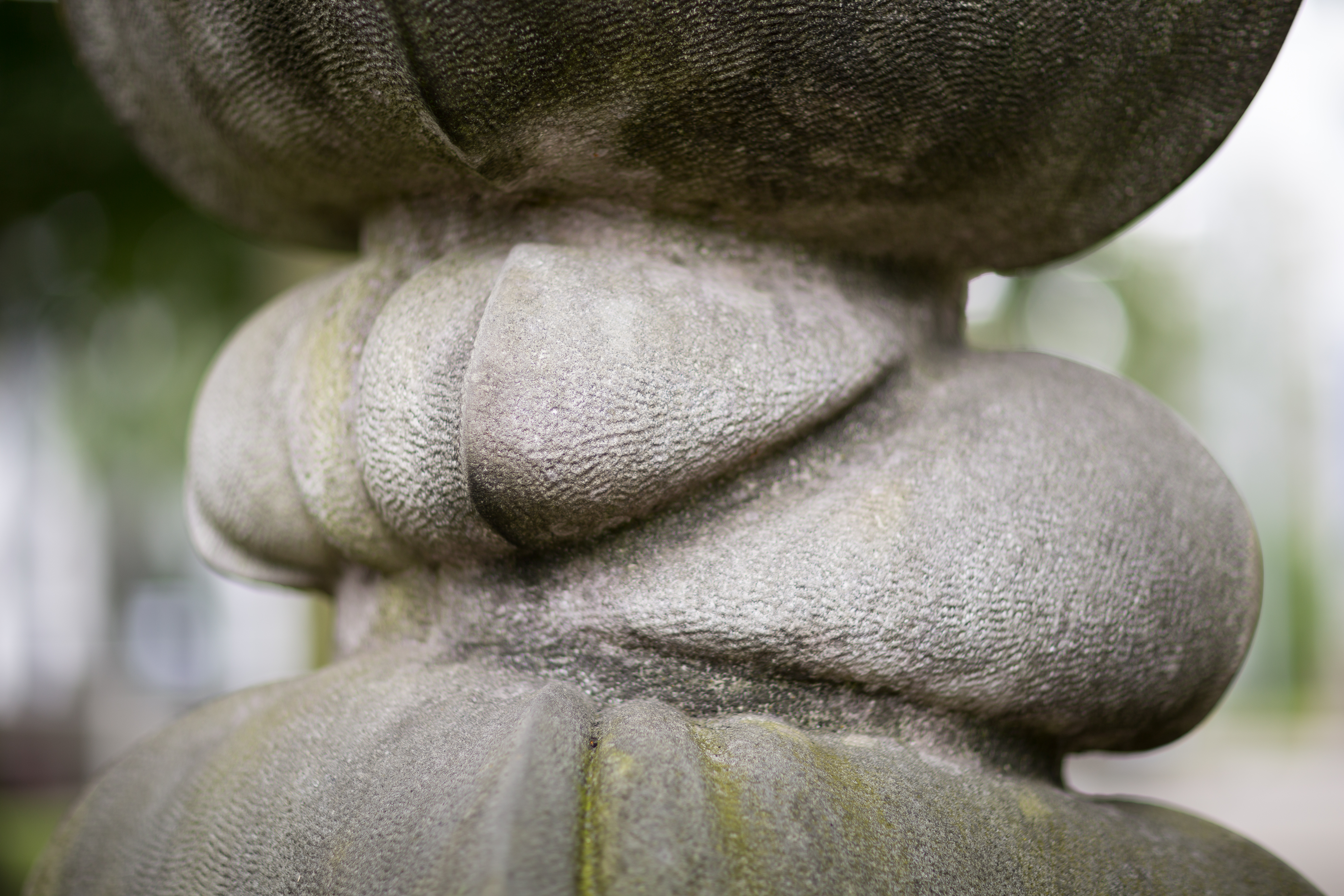
Einschnürung

### Bernd Altenstein

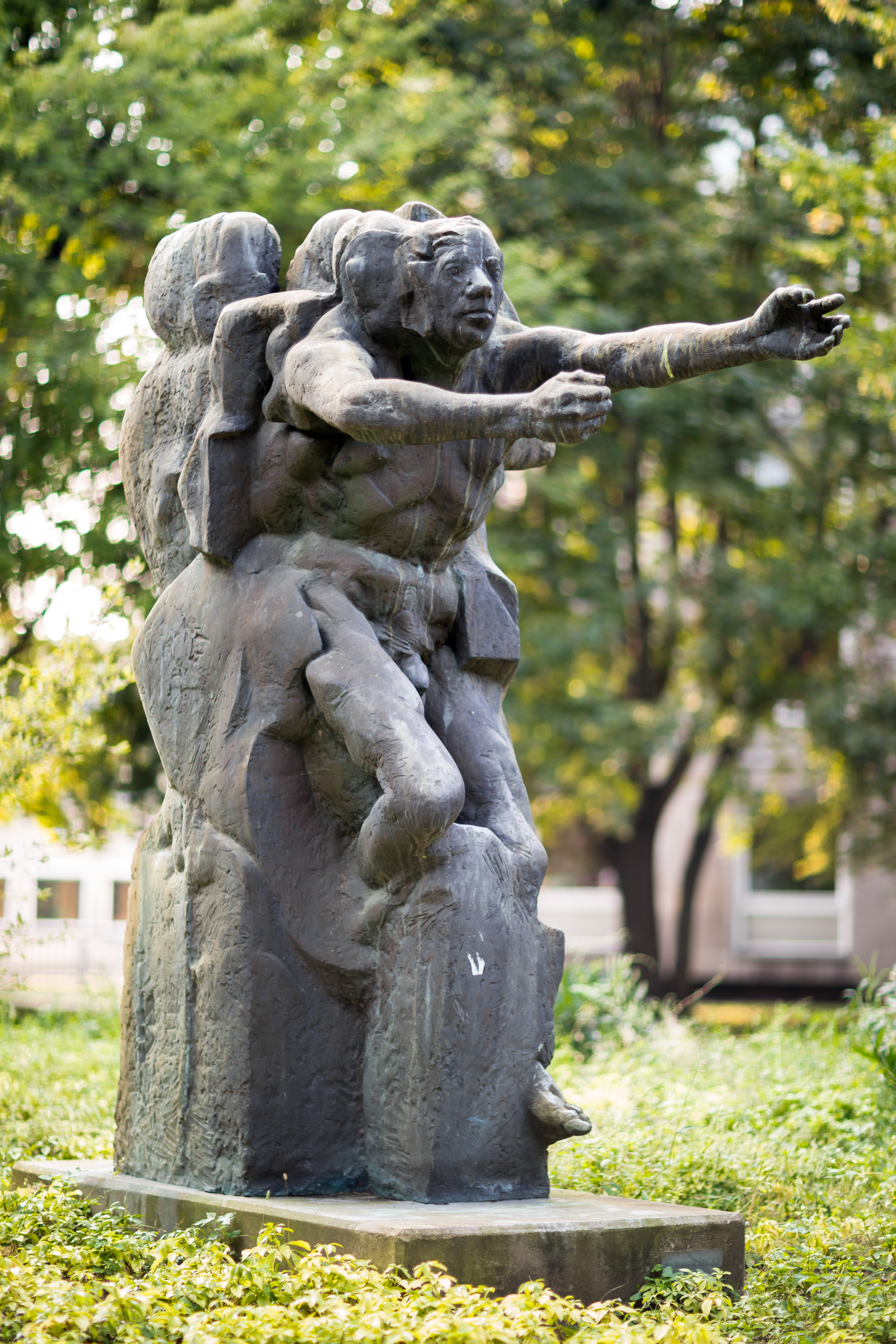
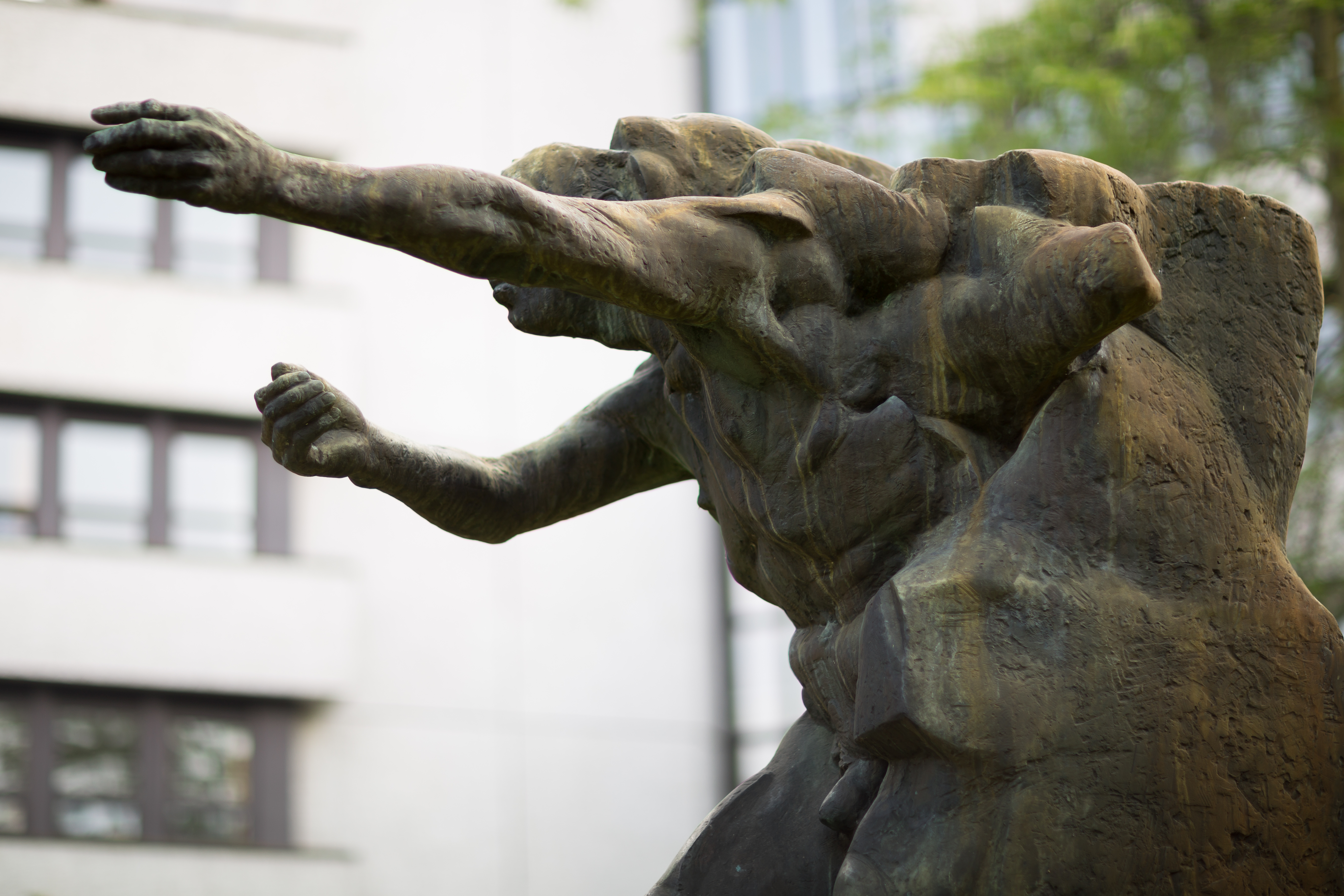
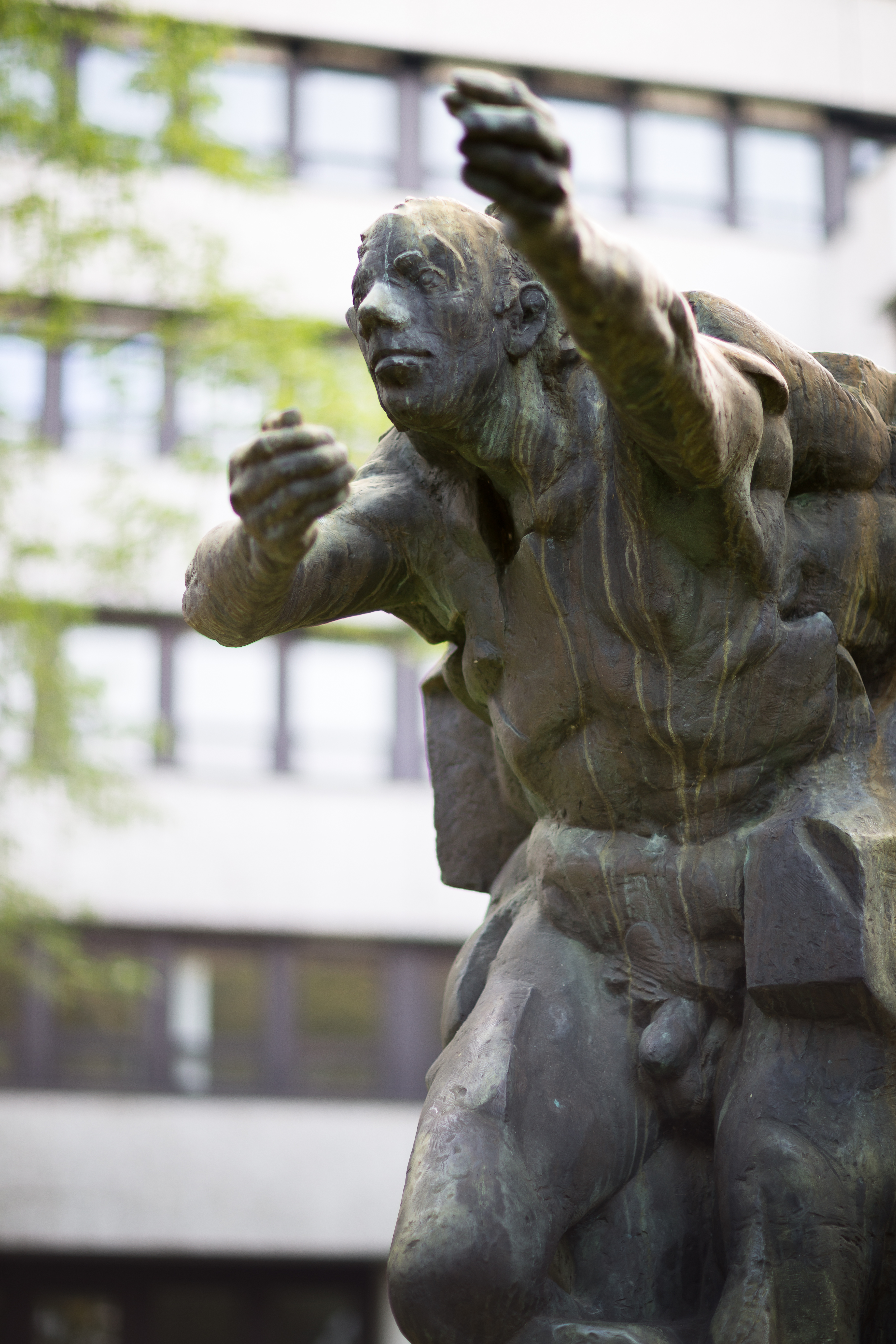

Bernd Altenstein (geboren 1943) schuf die Bronzeplastik Mensch im Aufbruch. Sie wurde 1982 als Kunst am Bau vor dem Gebäude der Oberfinanzdirektion aufgestellt.:95
- Standort: Waterloostraße, vor dem Eingang der Oberfinanzdirektion (Lage)

### Horst Antes
Horst Antes (geboren 1936) etablierte zusammen mit anderen Künstlern die neue figurative Malerei in Deutschland. Zunächst war sein fast ausschließliches Motiv der „Kopffüßler“, umgesetzt in Malerei, Grafik und Plastik. Der Kopf geht hier direkt in die Füße über, so auch bei seiner Plastik Figur 1. September. Die aus einer Aluminium-Legierung entstandene Arbeit wurde 1972 in Hannovers Altstadt aufgestellt. Da das empfindliche Material dort oft beschädigt wurde, übergab man die Plastik 1983 in die Obhut des Sprengel Museum Hannover. Das Museum platzierte sie vor seinem Eingang. Nach Auffassung des städtischen Kulturbüros sei Figur 1. September dort dezent zum Teil der städtischen Umgebung geworden. Die Arbeit stünde für die körperliche und geistige Beweglichkeit.
Am Georgsplatz finden sich die beiden aufeinander bezugnehmenden Plastiken Antes', Kopf in der Hand und Kopf mit zwölf Augen. Sie stehen quer zur Gehrichtung entlang der historischen Achse vom Aegidientorplatz zum Kröpcke. In einem Faltblatt des städtischen Kulturbüros heißt es dazu, die vielen Augen der einen Plastik veranschaulichten die verschiedenen Perspektiven der Menschen, die gemeinsam für das städtische Leben sorgen. Augen und Hand symbolisierten Denken und Handeln als wichtigste Tätigkeiten des Zusammenlebens. Die beiden Stahlplastiken wurden im Jahr 1981 aufgestellt.
- Standort Figur 1. September: Kurt-Schwitters-Platz, vor dem Eingang des Sprengel Museum Hannover (Lage)
- Standort Kopf in der Hand: Georgsplatz (Lage)
- Standort Kopf mit zwölf Augen: Georgsplatz (Lage)

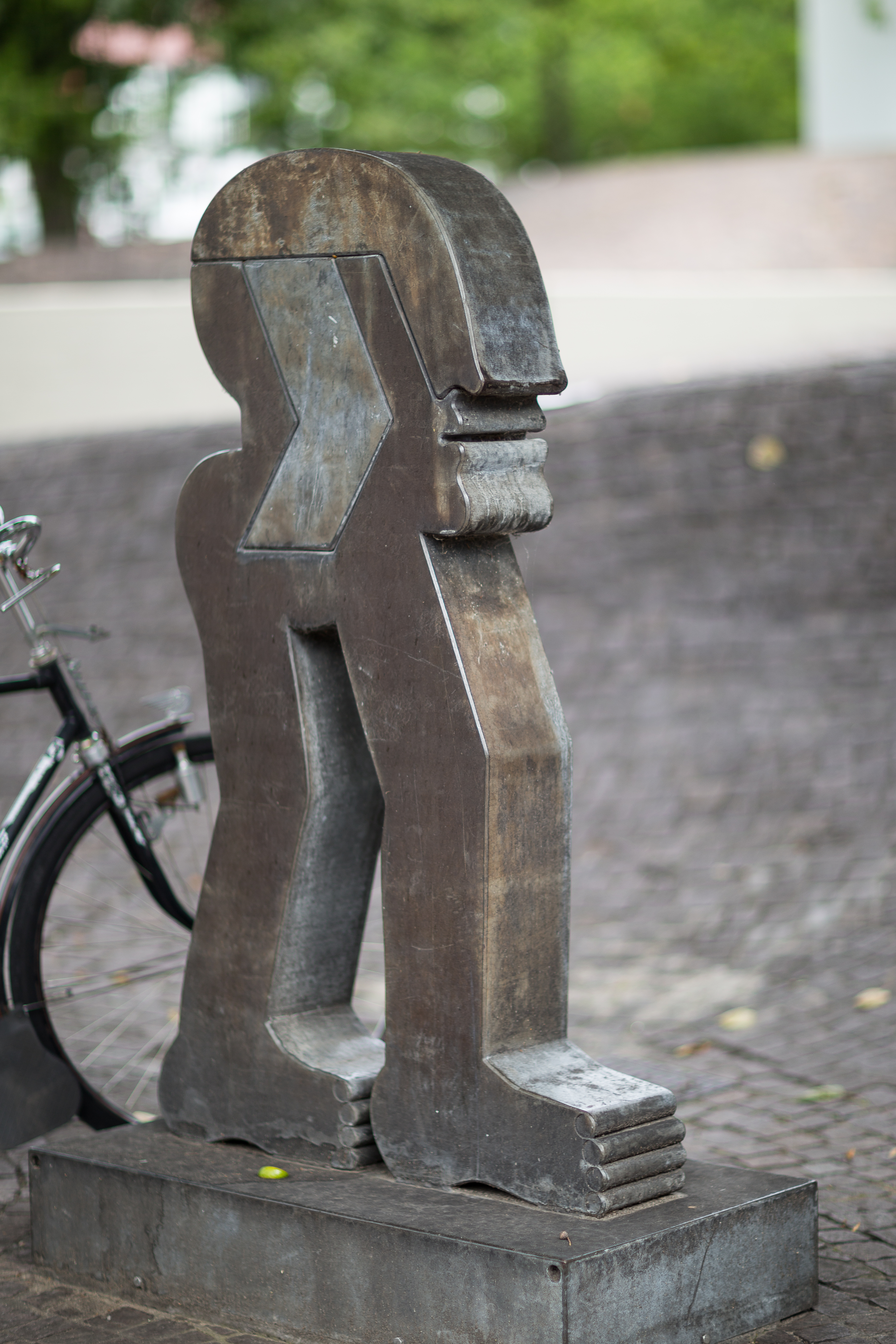
Figur 1. September (ein „Kopffüßler“)
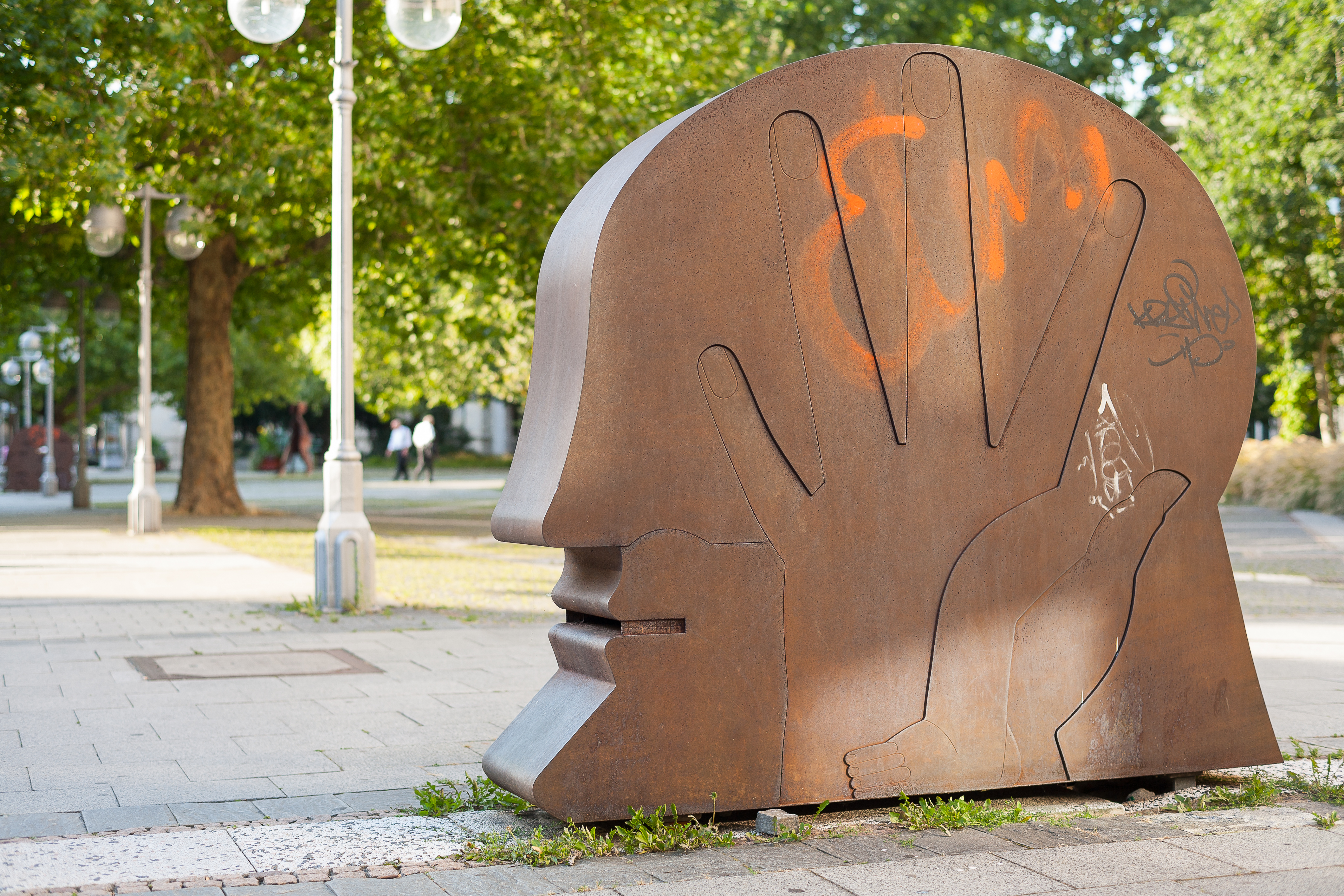
Kopf in der Hand
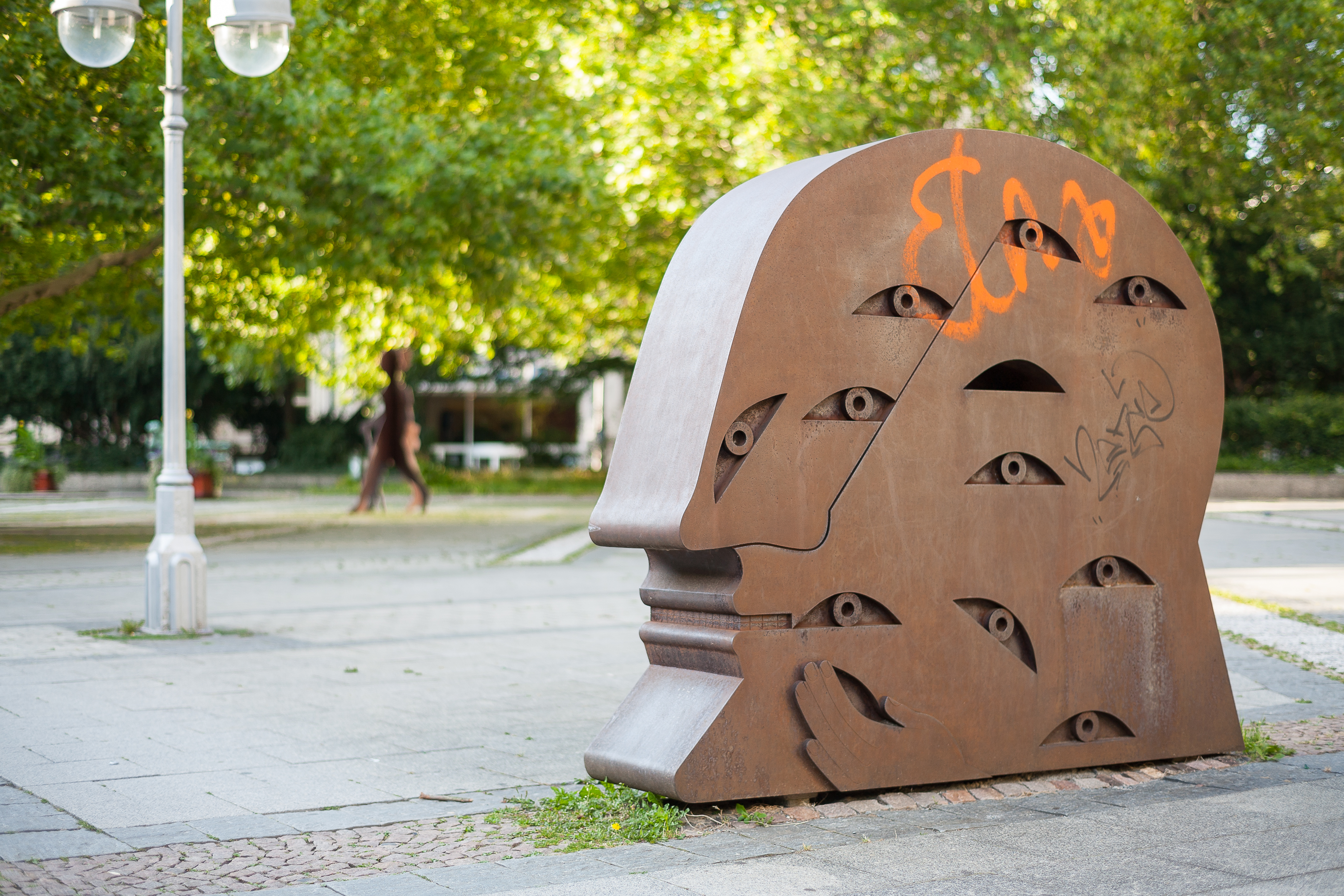
Kopf mit zwölf Augen

### Stephan Balkenhol
Zwei Figuren im öffentlichen Raum Hannovers stammen von Stephan Balkenhol (geboren 1957 in Fritzlar). Die grob gehauene Skulptur Mann mit weißem Hemd und schwarzer Hose ist aus Holz gearbeitet; bei ihr werden der Werkstoff und seine Behandlung deutlich. Für diese Arbeit findet sich in der Literatur auch der alternative Titel Große Säulenfigur:124. Die Figur steht auf einer 5 m-hohen Säule nahe dem Gebäude der Deutschen Bundesbank. In einem Faltblatt des städtischen Kulturbüros heißt es dazu, der stehende Mann scheine in die Ferne zu blicken und dort etwas zu beobachten. Das umgäbe ihn mit einer rätselhaften Aura. Die Deutsche Bundesbank kaufte die Skulptur ursprünglich für eine Niederlassung in den neuen Bundesländer. Nachdem die Filiale geschlossen worden war, kam der Mann mit weißem Hemd und schwarzer Hose 2007 nach Hannover. Die Skulptur kann nur tagsüber besichtigt werden, weil ihr Standort an einem halb-privaten Durchgang nachts verschlossen ist.
Der frühere Kaufhauskonzern KarstadtQuelle kaufte die Bronzeplastik Mann mit Hirsch (oder: Mann im Hirschgeweih:44), um sie 2002 neben einem Warenhausneubau aufstellen zu lassen. Nach Ansicht des städtischen Kulturbüros zeige der Mann mit Hirsch eine unwirkliche, geheimnisvolle Verbindung zwischen Mensch und Tier. Dabei erscheine der Mensch – im Gegensatz zu vielen anderen Kunstwerken – dem Tier nicht übergeordnet. Die dargestellte Situation wirke beiläufig, wie ein Schnappschuss. Die Plastik breche so mit den Posen historischer Vorbilder und könne als alternatives Reiterstandbild aufgefasst werden.
- Standort Mann mit weißem Hemd und schwarzer Hose: Durchgang zwischen Georgsplatz und Osterstraße (Lage)
- Standort Mann mit Hirsch: Andreaeplatz, Ecke Schillerstraße (Lage)

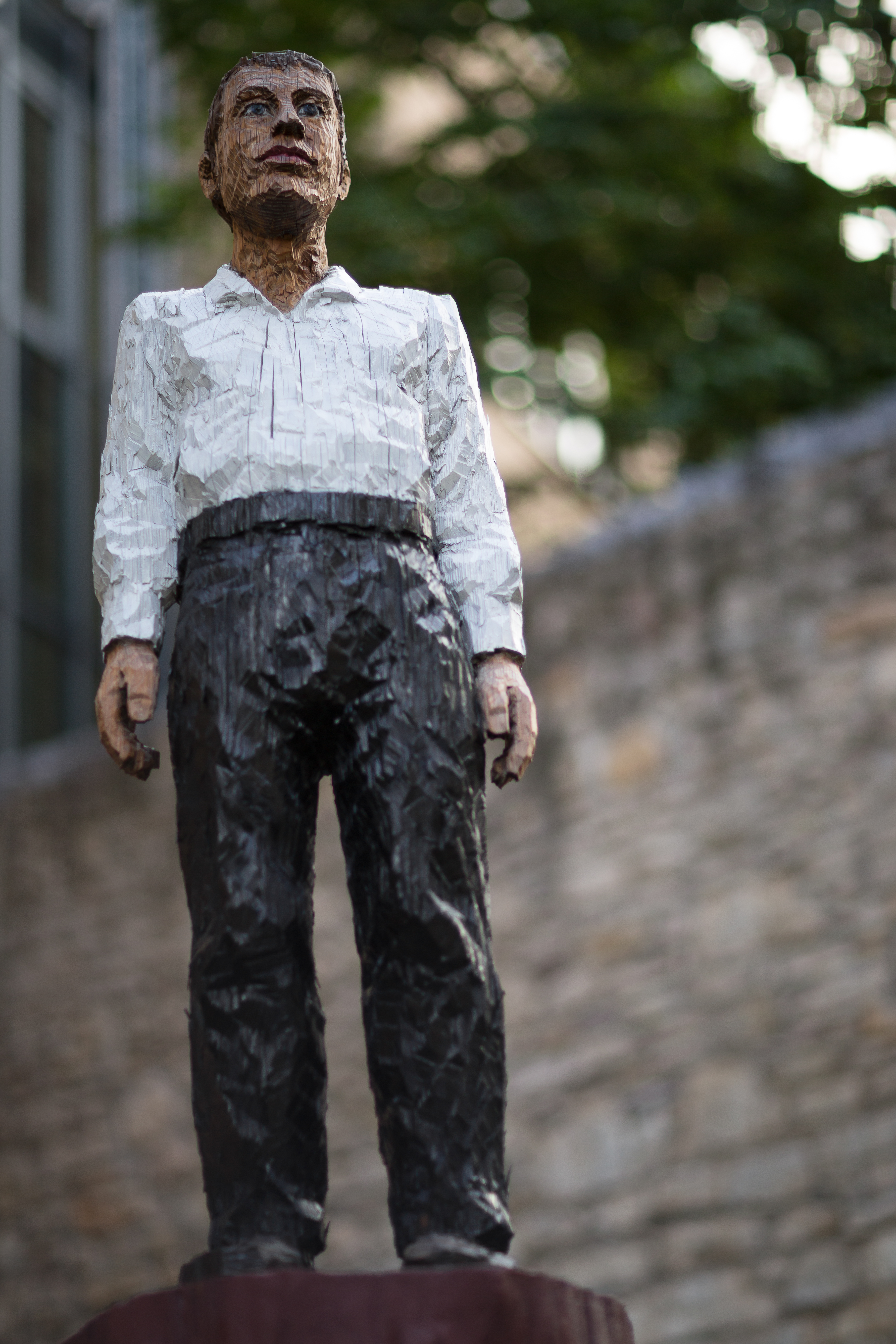
Mann mit weißem Hemd und schwarzer Hose
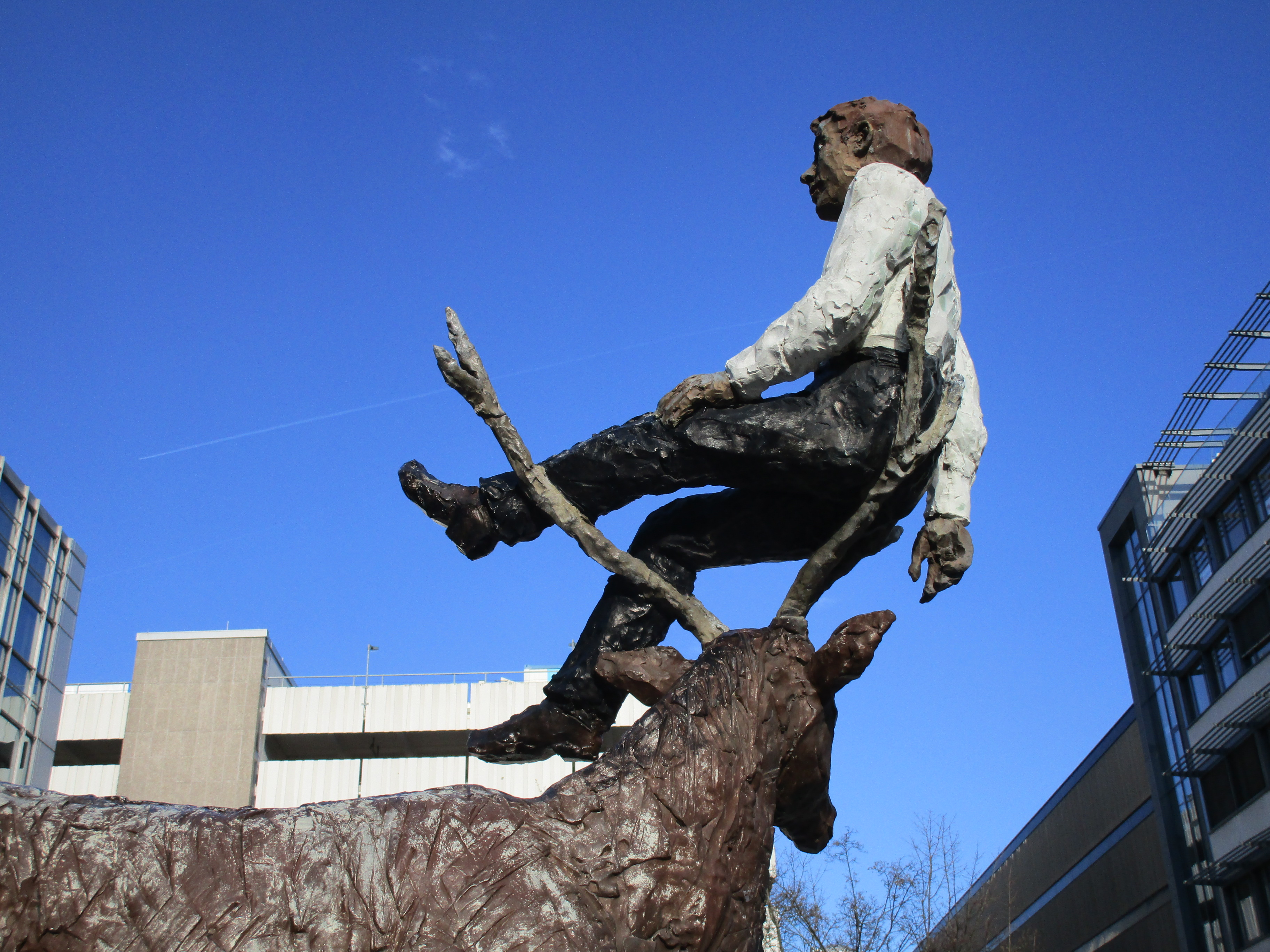
Mann mit Hirsch

### Floriano Bodini
Das Ensemble Göttinger Sieben von Floriano Bodini besteht aus mehreren überlebensgroßen Bronzeplastiken. Sie wurden 1998 aufgestellt. Bodinis Arbeit ist ein Denkmal für die sieben Professoren der Universität Göttingen, die 1837 gegen die Aufhebung der Verfassung im Königreich Hannover protestierten. Als Folge entließ König Ernst August die Hochschullehrer, einige von ihnen wurden zudem des Landes verwiesen. Nach Ansicht des städtischen Kulturbüros solle das Denkmal dazu ermuntern, Details zu erkunden und Bezüge zu Demokratie, Macht und Teilhabe herzustellen. Bei dem Reiter handelt es sich um den Widersacher der Professoren, König Ernst August. Von eben jenem schuf Albert Wolff bereits 1861 ein Reiterstandbild, das vor dem Hauptbahnhof steht. Als Vorlage für die Figuren dienten Freunde Bodinis, die er stellvertretend porträtierte. Die Göttinger Sieben wurden gemeinsam bezahlt von niedersächsischen Firmen, Stiftungen, Verbänden und Bürgern. Die Plastiken gehören dem Land Niedersachsen.
Die Stadt beauftragte eine Gutachterkommission damit, den Zustand und die Qualität der öffentlichen Kunstwerke zu bewerten. Im 2008 erschienenen Abschlussbericht findet sich ein kritisches Urteil über Bodinis Arbeit. Das Werk sei eher ein klassisches Denkmal als ein zeitgenössisches Kunstobjekt. Die Gutachter vergleichen in ihrem Bericht die Göttinger Sieben mit anderen Arbeiten zu ähnlichen Themen, exemplarisch genannt wird Auguste Rodins Die Bürger von Calais. Gegenüber diesen Arbeiten fielen Bodinis Figuren ab, sowohl in gestalterischer Hinsicht als auch in ihrer historisch-politischen Aussage. Bodinis Arbeit polarisiere: In Hannover gäbe es keine andere, die von Laien und Experten so unterschiedlich wahrgenommen werde, sowohl in ihrer Entstehungsgeschichte als auch in ihren künstlerischen Aspekten und in ihrer Rezeption. Historische Zusammenhänge sollen über Texte vermittelt werden, die auf den Bronzetafeln zu finden sind. Dies funktioniere nicht gut. Auch ein erklärendes Faltblatt, im Landtag erhältlich, könne dabei nur wenig helfen. Kaum einem Betrachter sei daher klar, dass es sich bei dem Reiter um denselben König Ernst August wie vor dem Hauptbahnhof handele. Die Kommission empfahl, diese Parallele besser zu vermitteln, beispielsweise durch wechselnde künstlerische Eingriffe auf dem Platz. Solche Aktionen könnten von Schulen oder Hochschulen betreut werden. Die Aufenthaltsqualität des Ortes ließe sich durch zusätzliche gestalterische Maßnahmen steigern. Nach Ansicht der Kommission sei es Bodinis Arbeit nicht gelungen, den zweckmäßigen und wenig städtischen Platz zu beleben. Grundsätzlich begrüßt wurde von den Gutachtern, dass der Standort und die Vergabe des Objektes über einen Wettbewerb bestimmt wurden. Die Umsetzung des Wettbewerbs sei jedoch in Konzept und Form missglückt. Dadurch habe man die Chance fast völlig vertan, sich künstlerisch mit einem bis heute wichtigen Ereignis in der Landesgeschichte auseinanderzusetzen.:106
- Standort: Platz der Göttinger Sieben, neben dem Leineschloss (Lage)

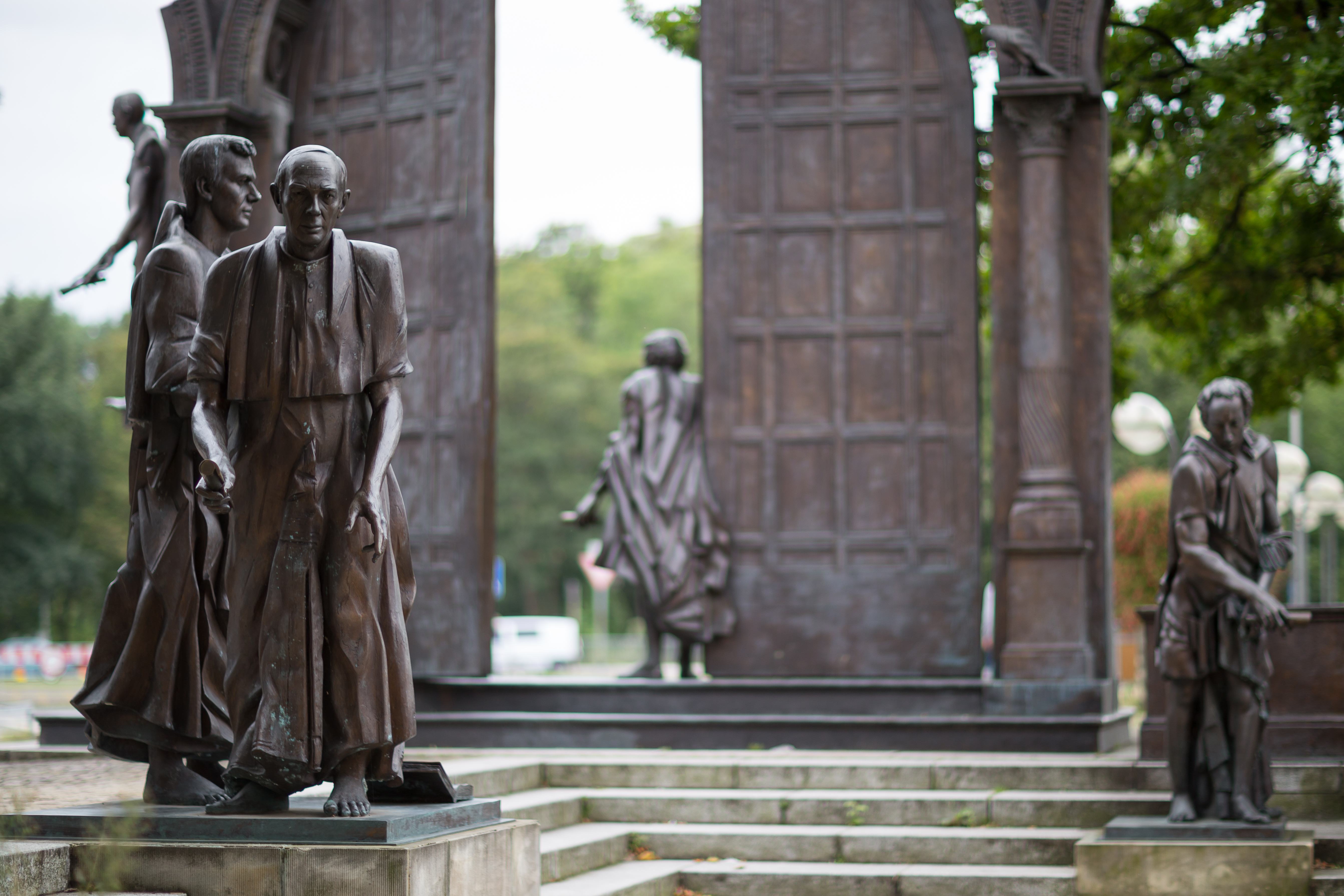
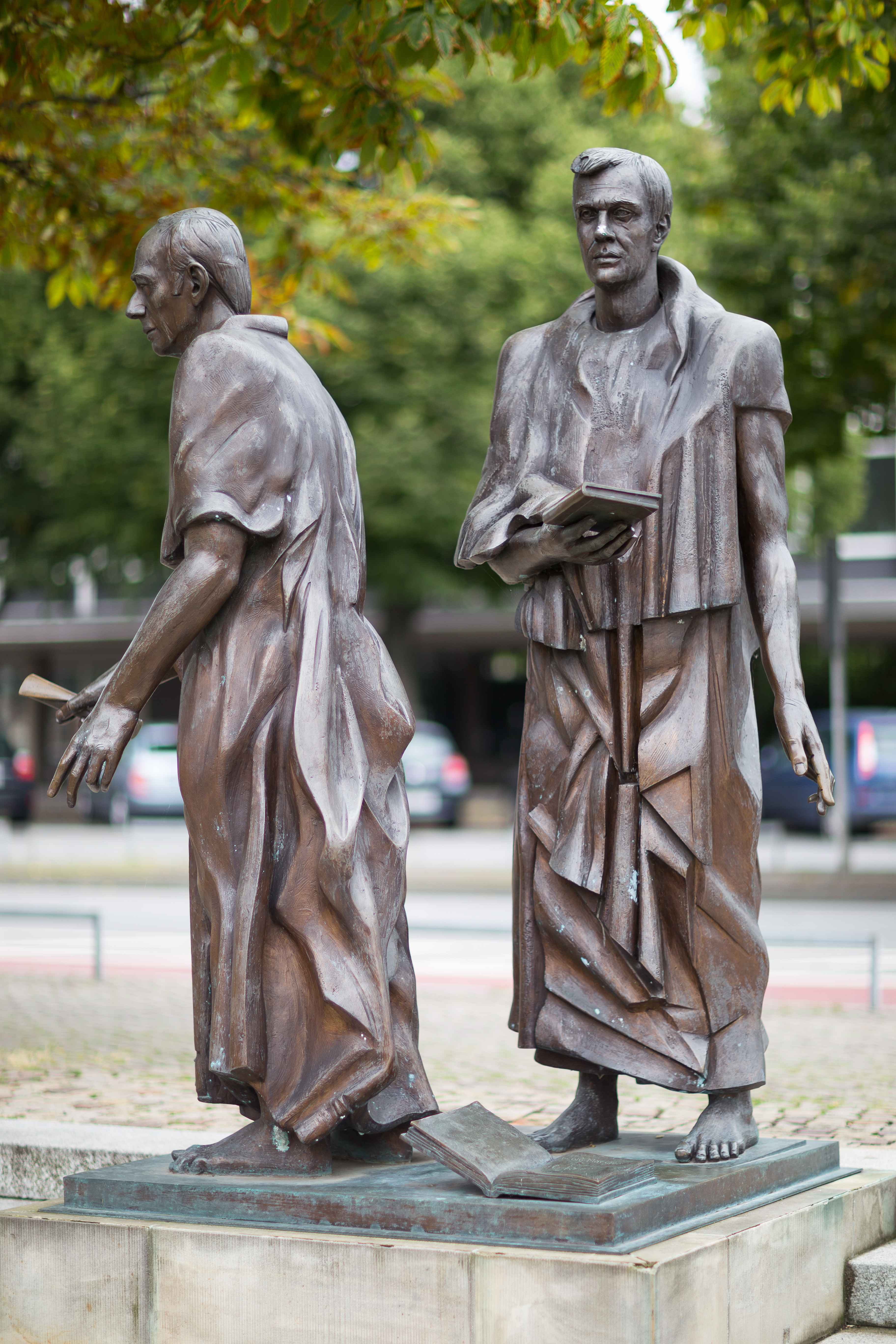
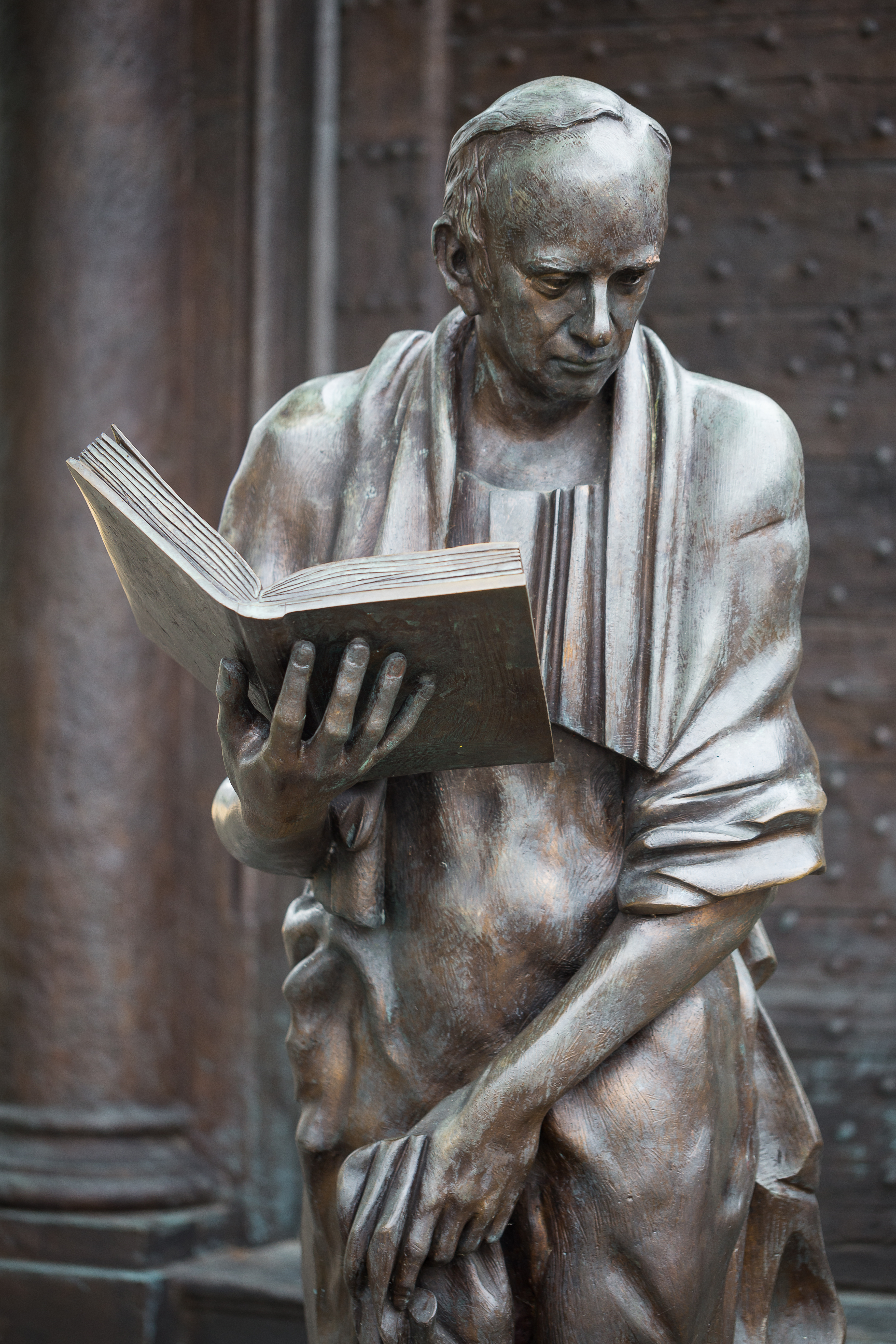
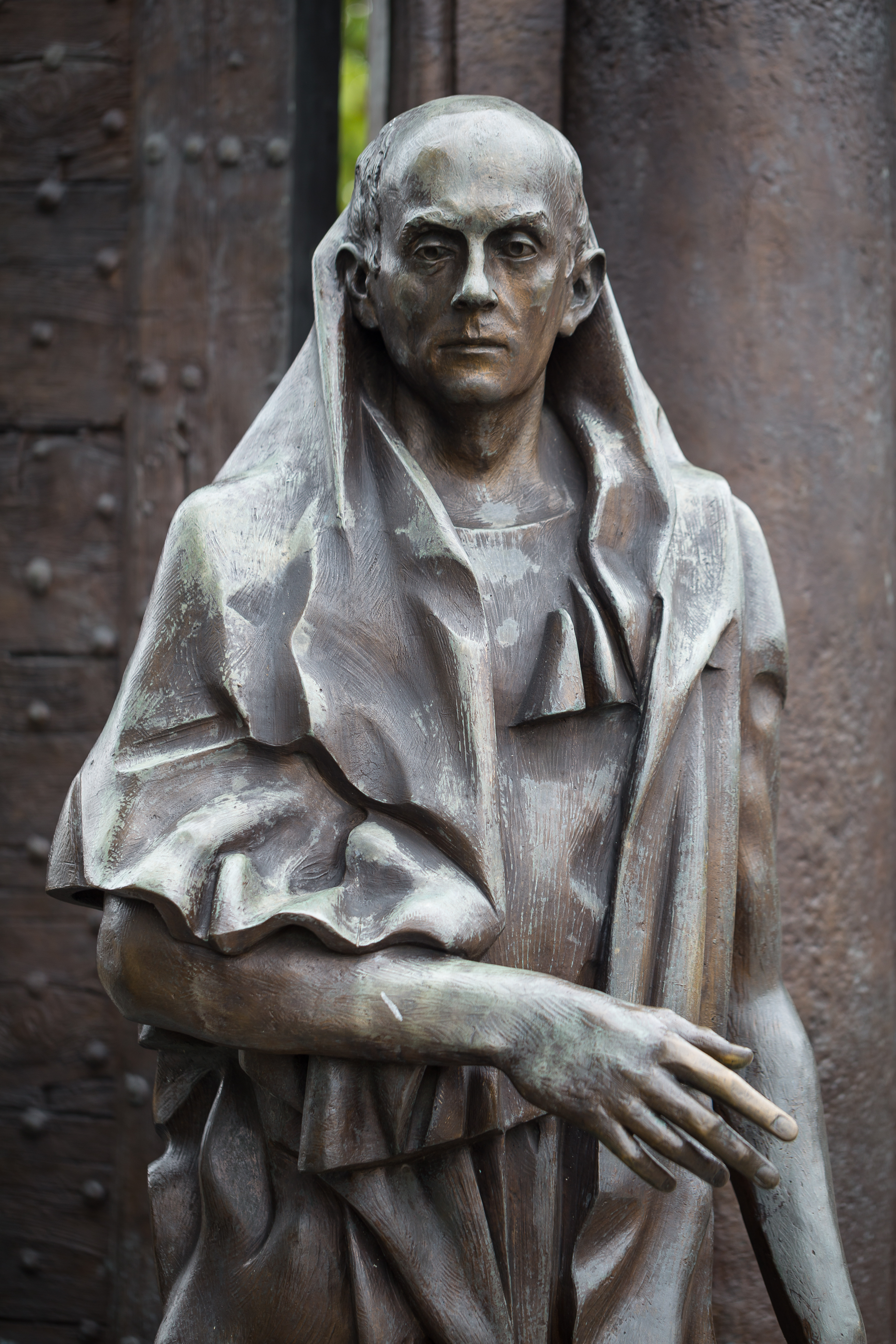
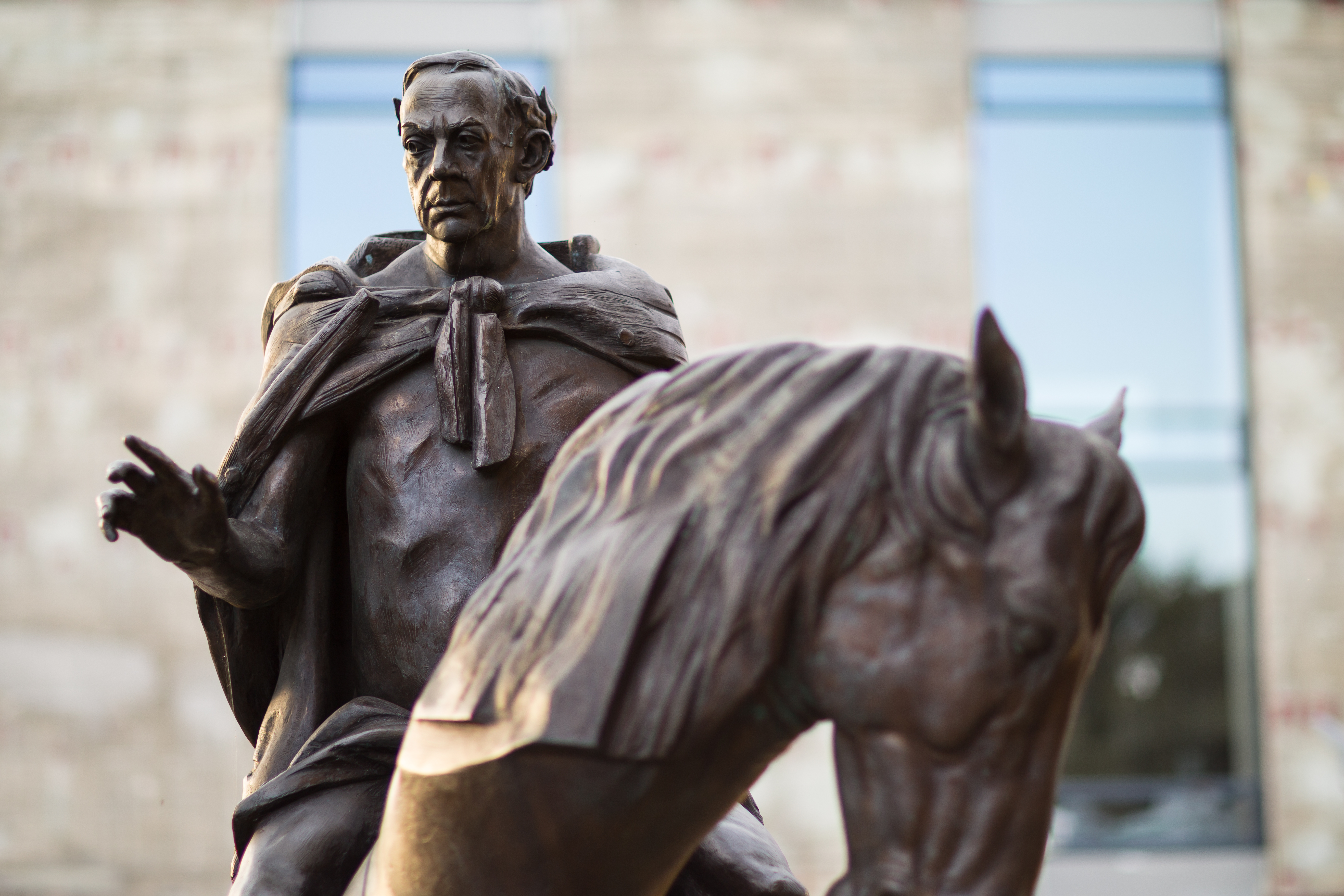
Die Figur für Ernst August I

### Hans Breder
Die Plastik in between von Hans Breder entstand ursprünglich 1971 unter dem Titel Außenobjekt Hannover und war Teil des „Straßenkunstprogramms“. Korrosion und Vandalismus brachten Breder dazu, 2002 eine Neufassung zu schaffen. Diese besitzt eine deutlich veränderte Form gegenüber der alten Plastik, aufgestellt wurde sie unweit des alten Standortes. in between ist aus Cortenstahl gearbeitet. Dabei handelt es sich um einen wetterfesten Baustahl, der an seiner Oberfläche eine beständige Rostschicht ausbildet. In einem Faltblatt des städtischen Kulturbüros heißt es über die Plastik, sie wirke zunächst minimal und pragmatisch. In Bezug zum städtischen Umfeld ihres Standorts gesetzt, erschließe sich die konzentrierte Wirkung: Die in der Plastik enthaltenen Richtungen, Linien und Ebenen setzten sich in der Umgebung fort.

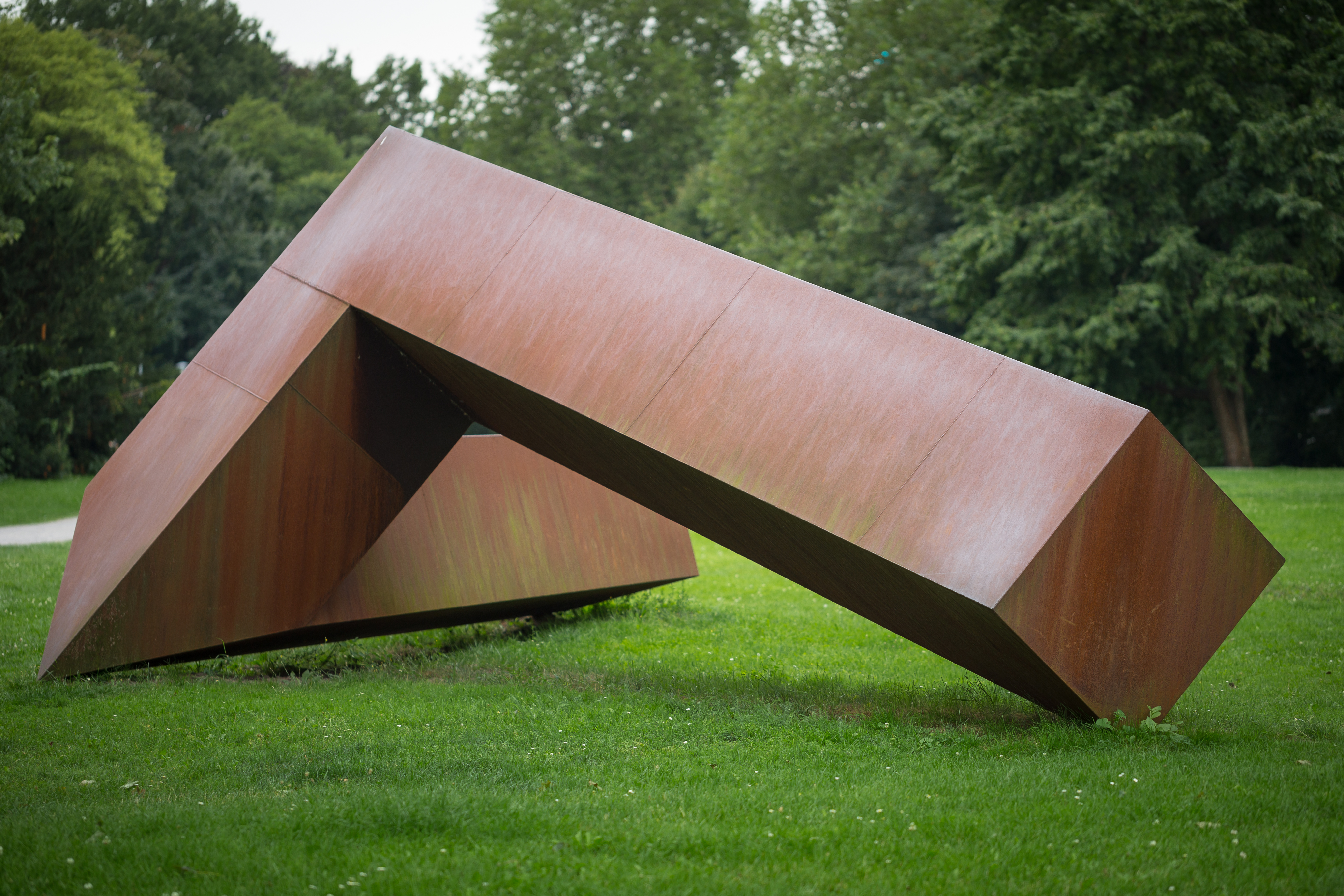
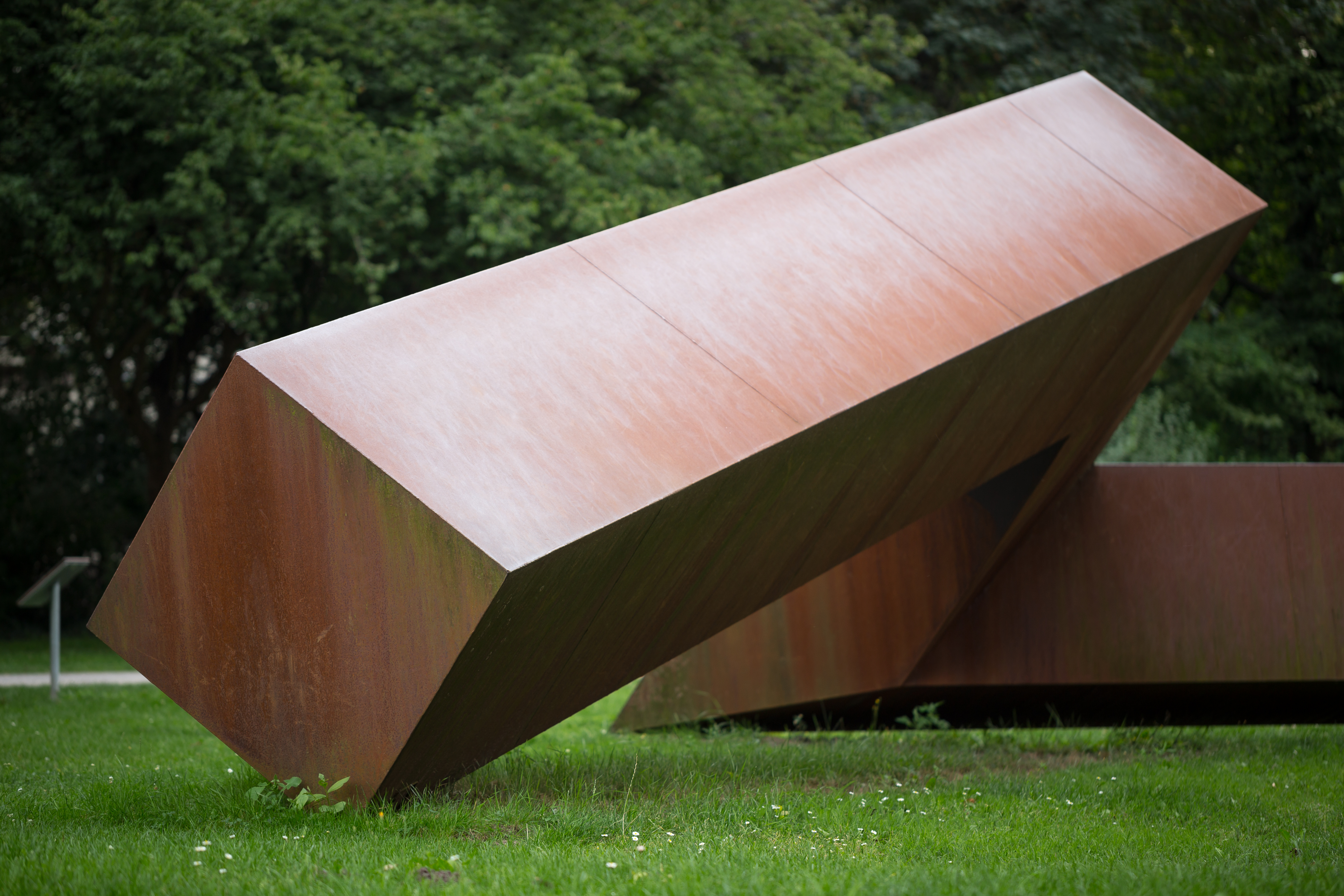

- Standort: Friedrichswall, Ecke Willy-Brandt-Allee (Lage)

### Hans-Jürgen Breuste
Der aus Hannover stammende Objekt-Künstler Hans-Jürgen Breuste (1933 bis 2012) setzte sich bei seinen Arbeiten oft mit politischen Themen auseinander und äußerte sich auf diesem Wege gesellschaftskritisch.
Seine Stahlplastik Mahnmal Gerichtsgefängnis erinnert an ein Gefängnis hinter dem Hauptbahnhof, in dem die Nationalsozialisten ihre Gegner inhaftierten. Mitte der 1980er Jahre entbrannte eine Debatte, wie den Opfern zu gedenken sei. Zunächst war nur eine Texttafel im Gespräch, später ein Mahnmal mit Text. Breuste erhielt bereits 1985 den Auftrag, einen Entwurf dafür anzufertigen. Da man sich lange Zeit nicht einig werden konnte, wo das Mahnmal aufzustellen sei und mit welchem Wortlaut der Tafeltext formuliert werde solle, fand die Plastik erst 1989 an den Raschplatz. Die Diskussionen drehten sich insbesondere darum, ob nur der KPD-Politiker Ernst Thälmann als prominentester Häftling erwähnt werden sollte oder auch noch andere Opfer zu würdigen seien. Schließlich einigte man sich darauf, deutlich mehr Informationen aufzuführen. Eine von der Stadt eingesetzte Kommission attestierte der Plastik 2008, sie wirke ein wenig plakativ und eindimensional, was aber für ein Mahnmal an dieser Stelle naheläge. Die Kommission stellte außerdem fest, dass die Plastik roste und beschmiert sei. Daher empfahl sie, das Mahnmal zu überprüfen, zu reinigen und gegebenenfalls reparieren zu lassen.:94
Breustes Arbeiten Bogside '69 und Derry setzen sich inhaltlich mit dem Nordirlandkonflikt auseinander. Bogside '69 entstand anlässlich des 20-jährigen Bestehens von Amnesty International. Das Objekt wurde 1981 erstmals aufgestellt. Es zeigt eine steinerne Faust, die von Eisenbändern eingeschlossen wird. Der für die Faust verwandte Granit entstammte einem Steinbruch, aus dem früher Nationalsozialisten Material für ideologische Monumentalskulpturen gewannen. Unter ihnen war der Bildhauer Arno Breker, der dort eine Gruppe von Schülern anleitete. Breuste vereint so drei Themen inhaltlich mit dieser Arbeit: politische Gewalt im Nationalsozialismus, die Ideale der Menschenrechtsorganisation Amnesty International und Bürgerrechtsverletzungen aus dem Jahr 1969 in Nordirland. Auf das letzte Thema bezieht sich der Titel des Objektes. Bogside '69 befindet sich seit 1989 am heutigen Standort in Hannovers Fußgängerzone. Die oben genannte Kommission regte an, den Granit der Faust aufarbeiten zu lassen. So solle der starke Farbkontrast wiederhergestellt werden, der ursprünglich zwischen dem hellen Stein und dem absichtlich gealterten Eisen bestand.:91
Die Arbeit Derry kam 1984 auf den Parkplatz des Sprengel Museum Hannover, nach einer Ausstellung mit Werken Breustes. Sie entstand auf Wunsch des damaligen Museumsdirektors Dr. Büchner.:96 Im Zuge der zweiten Museumserweiterung musste die Arbeit weichen. 2014 befand sie sich unweit des alten Standortes an der Culemannstraße.
- Standort Mahnmal Gerichtsgefängnis: Lister Meile, vor dem Pavillon (Lage)
- Standort Bogside '69: Osterstraße, Ecke Kleine Packhofstraße (Lage)
- Standort Derry: Culemannstraße (Lage)

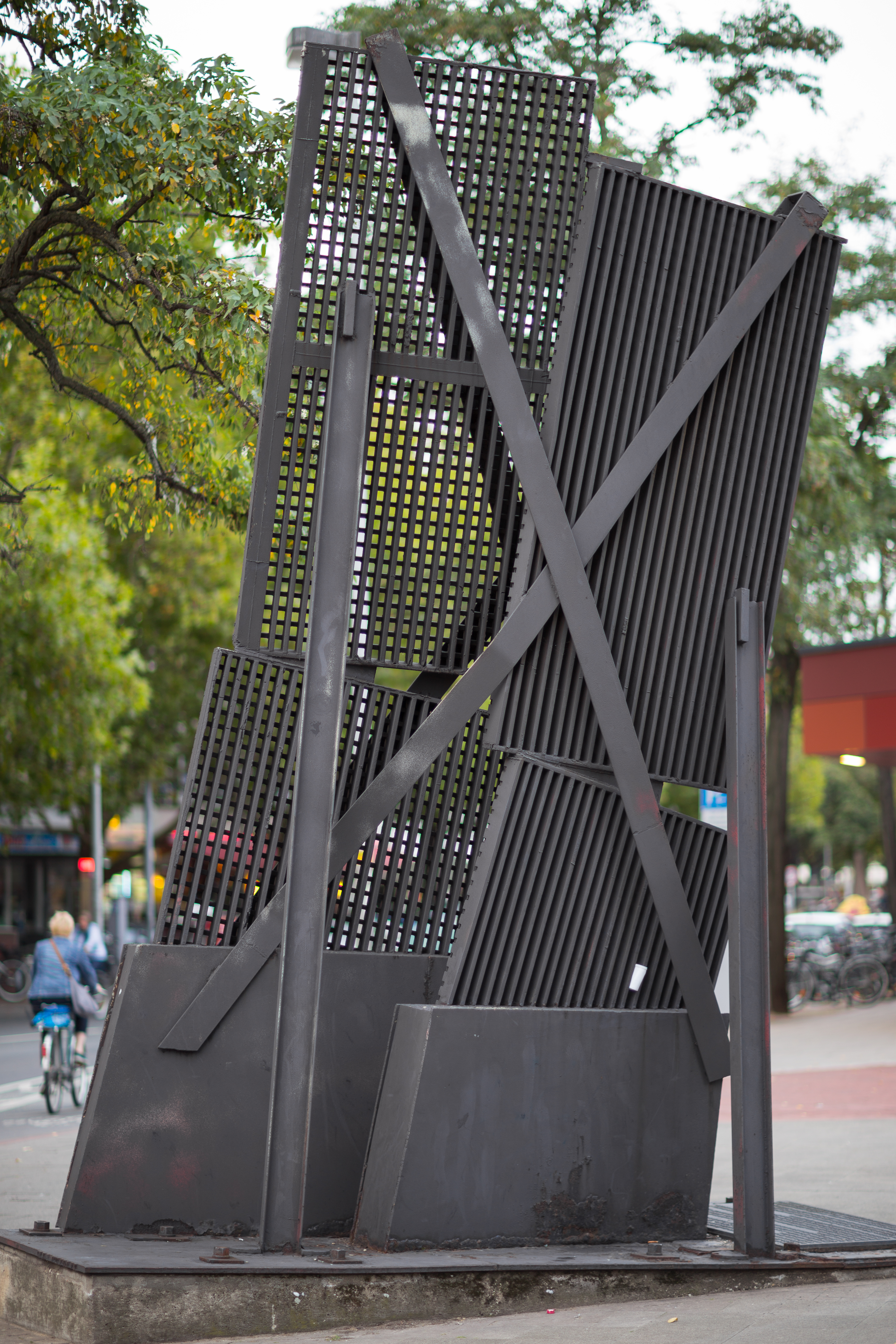
Mahnmal Gerichtsgefängnis
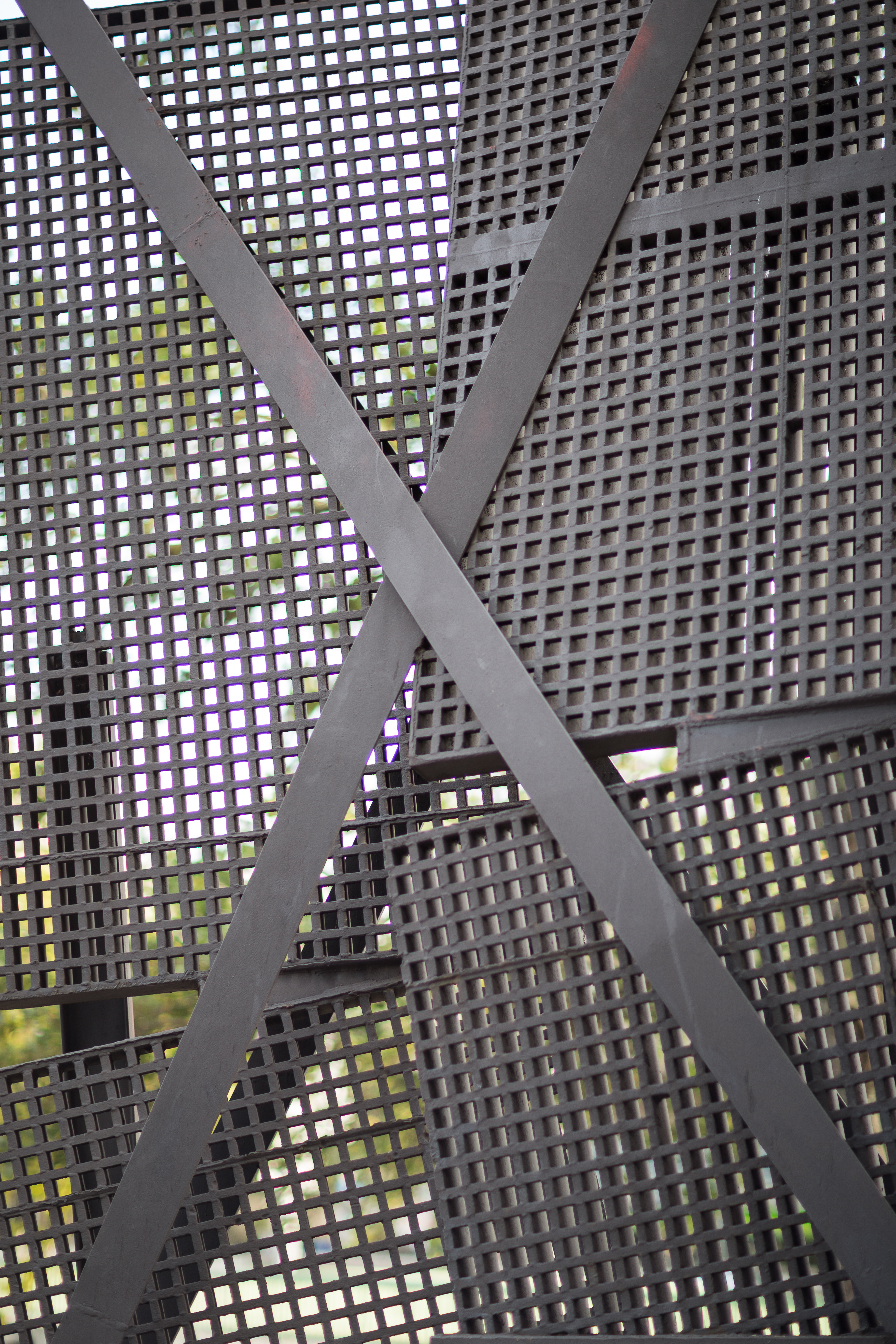
Mahnmal Gerichtsgefängnis
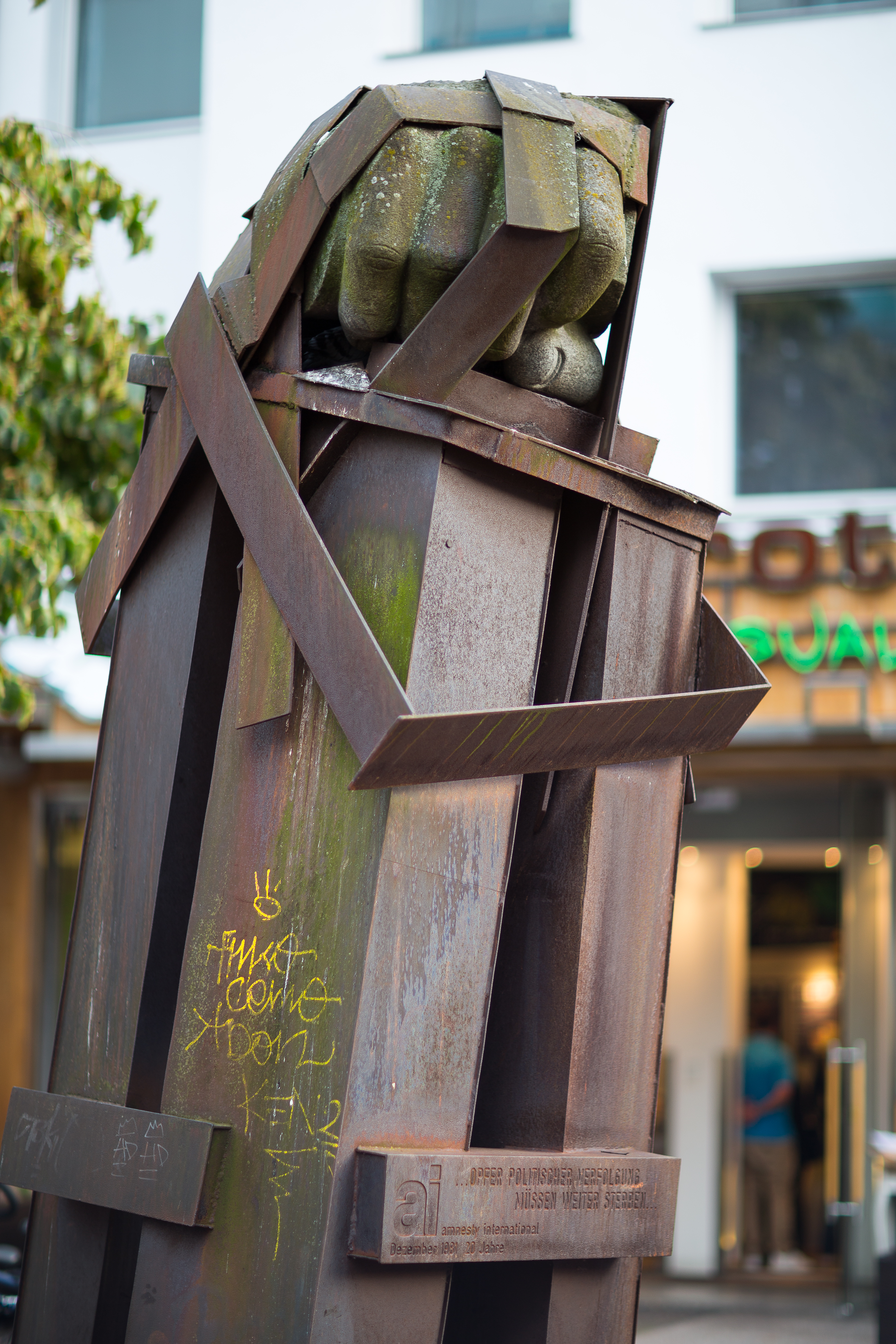
Bogside '69
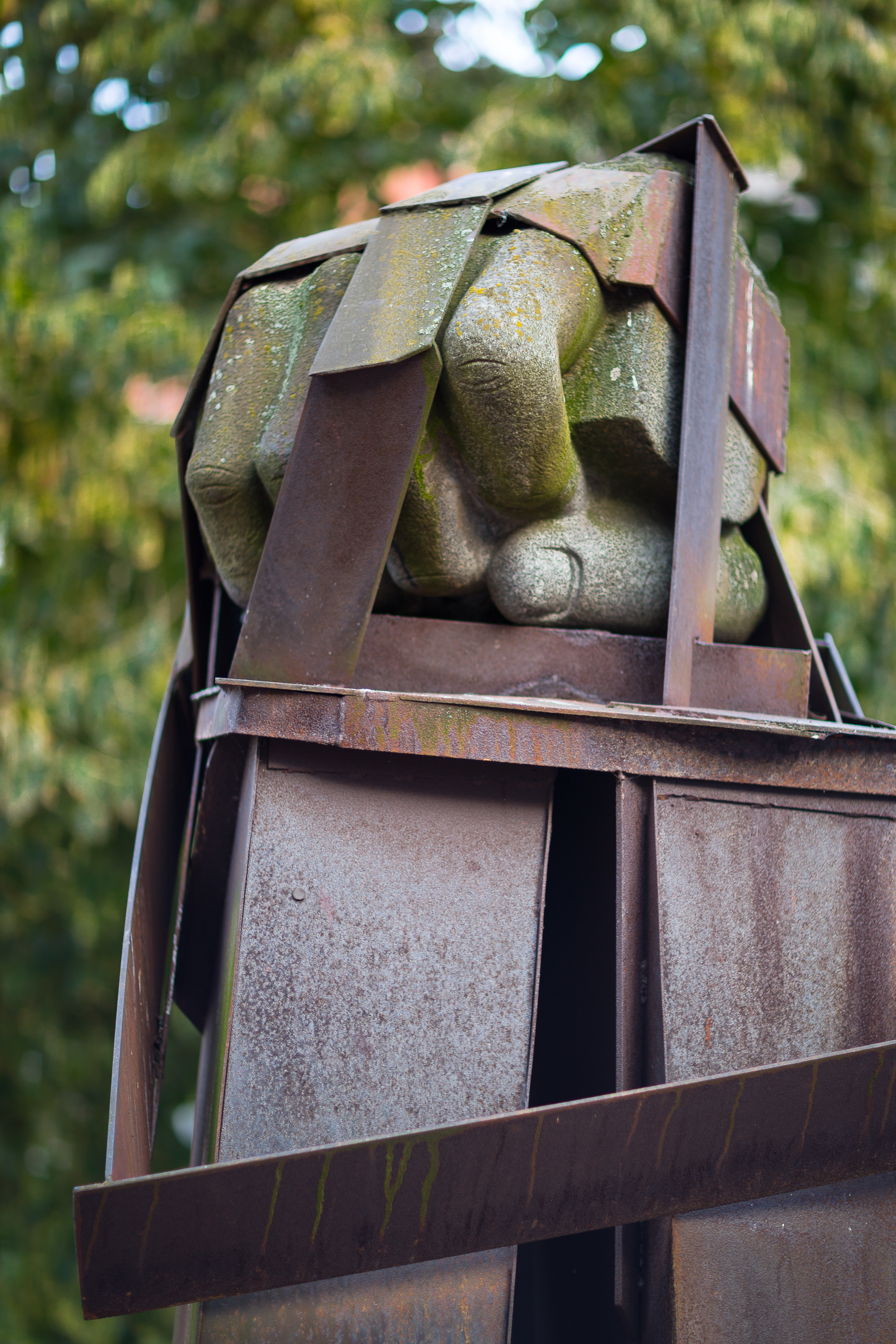
Bogside '69
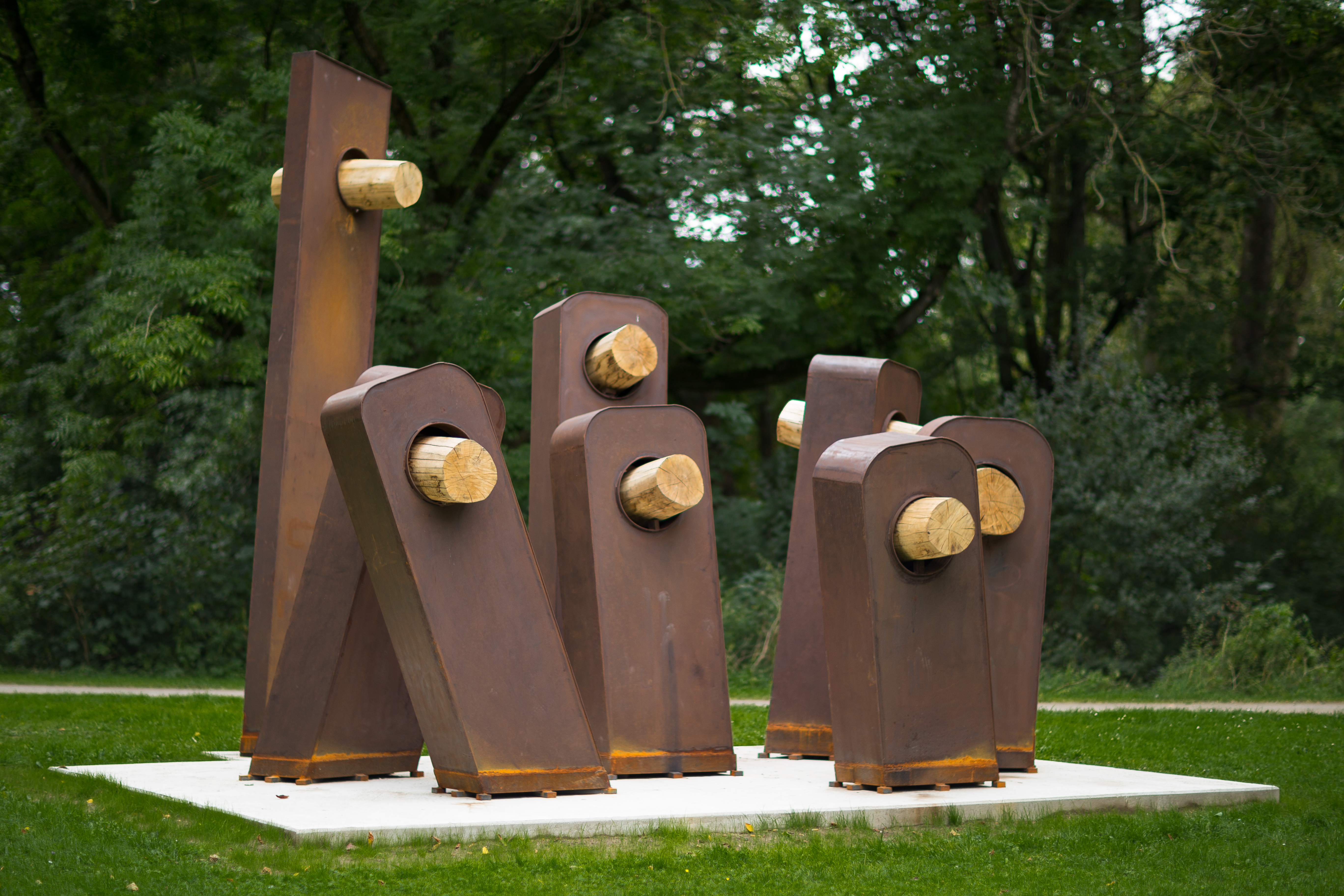
Derry
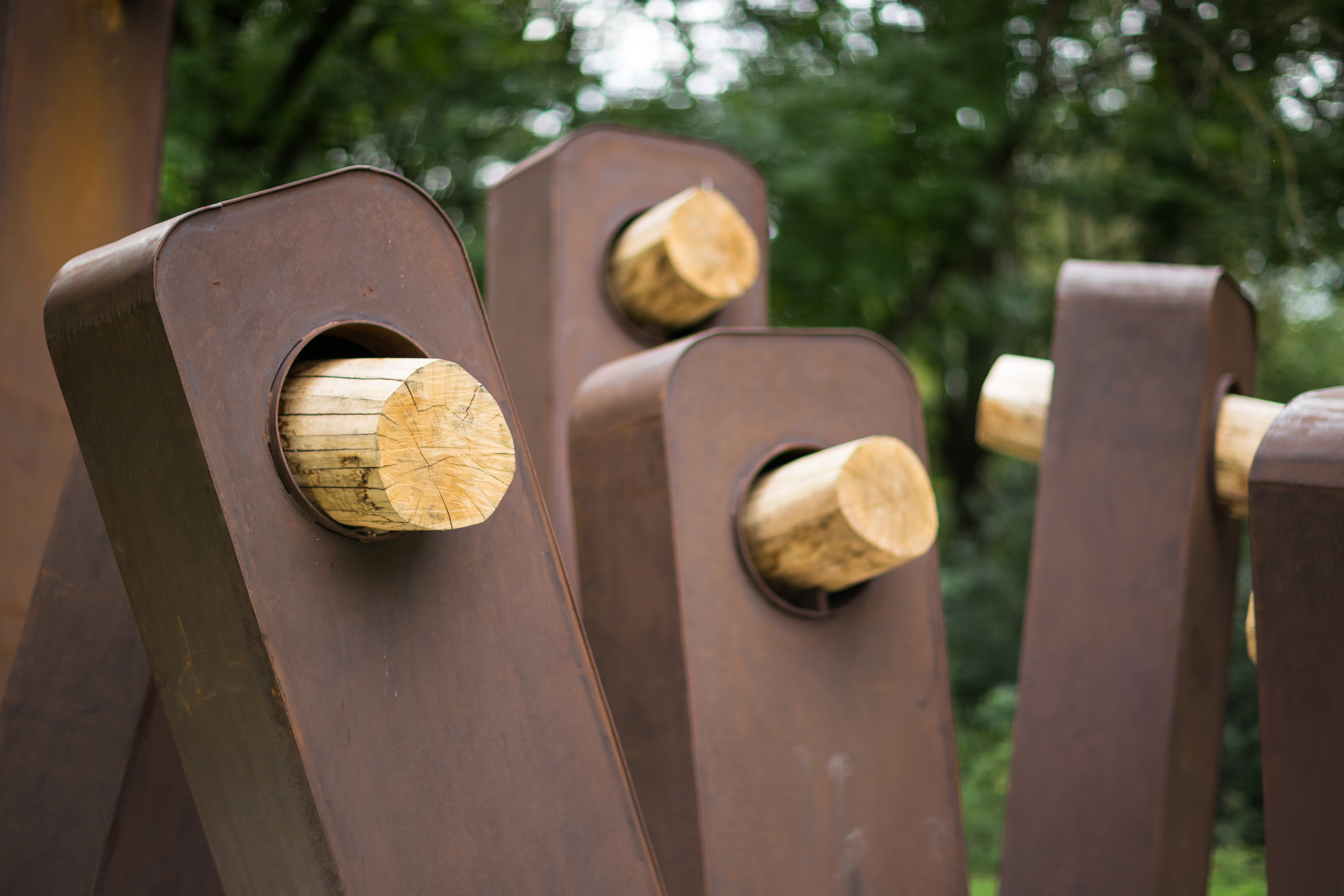
Derry

### Gerhard Bünemann

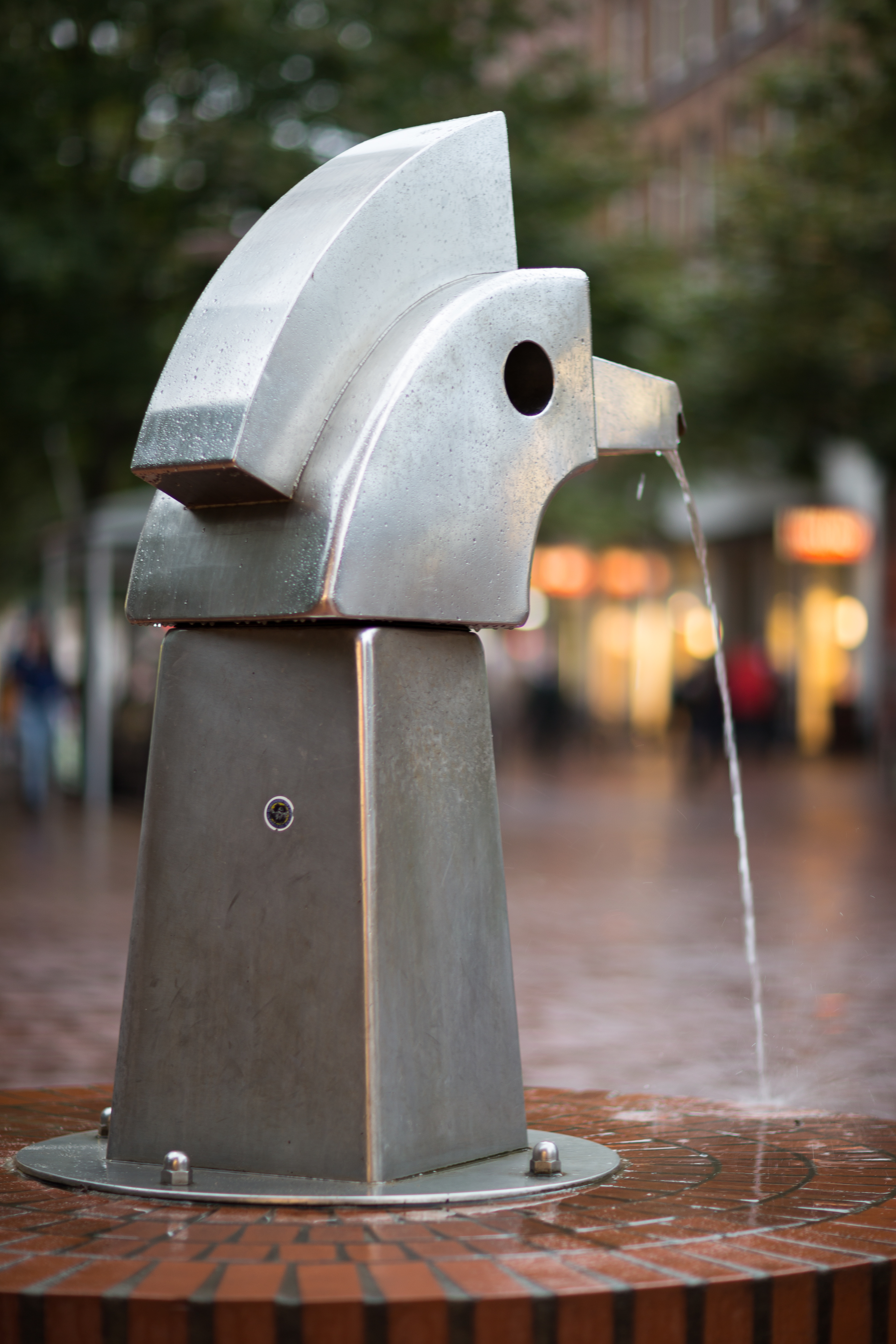
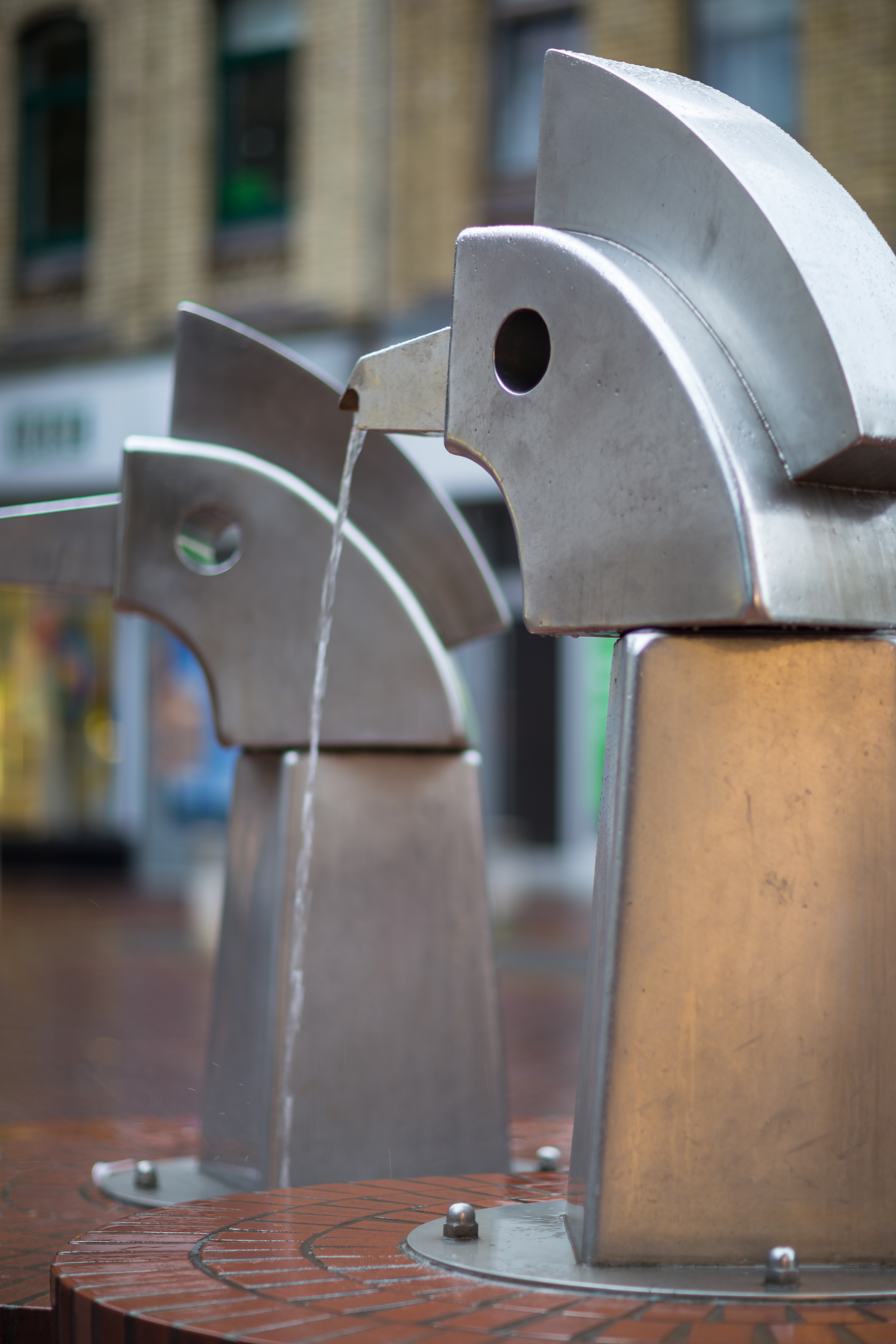

Der für die Bauverwaltung Hannovers arbeitende Architekt Gerhard Bünemann entwarf den Körting-Brunnen. Sein Entwurf mit Köpfen von Pferden und Fabeltieren setzte sich in einem internen Wettbewerb durch. Die aus Edelstahl gefertigten Figuren stehen seit 1976 in der Körtingstraße.:71
- Standort: Lister Meile, in der Einmündung Körtingstraße (Lage)

### Angela Bulloch

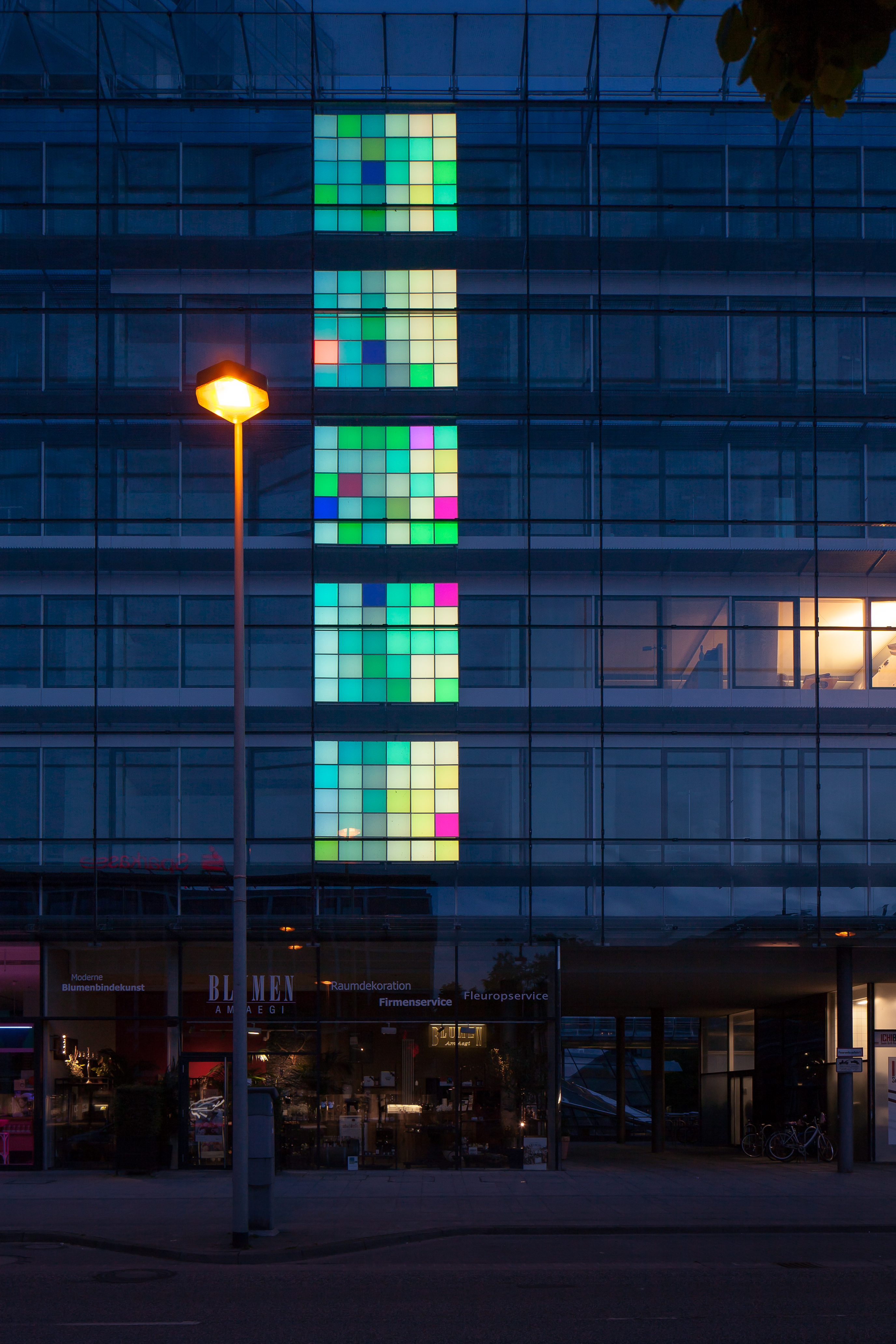
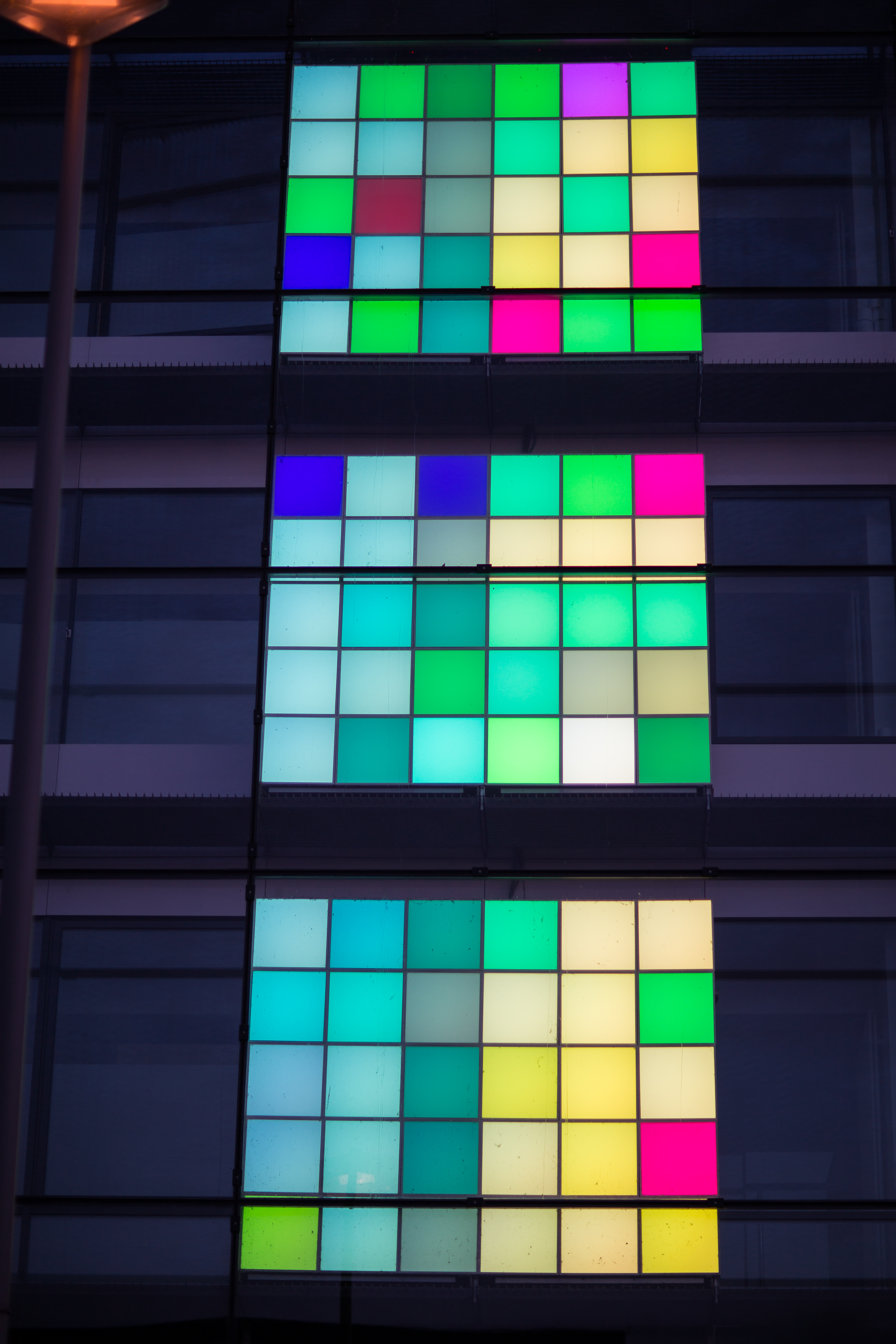
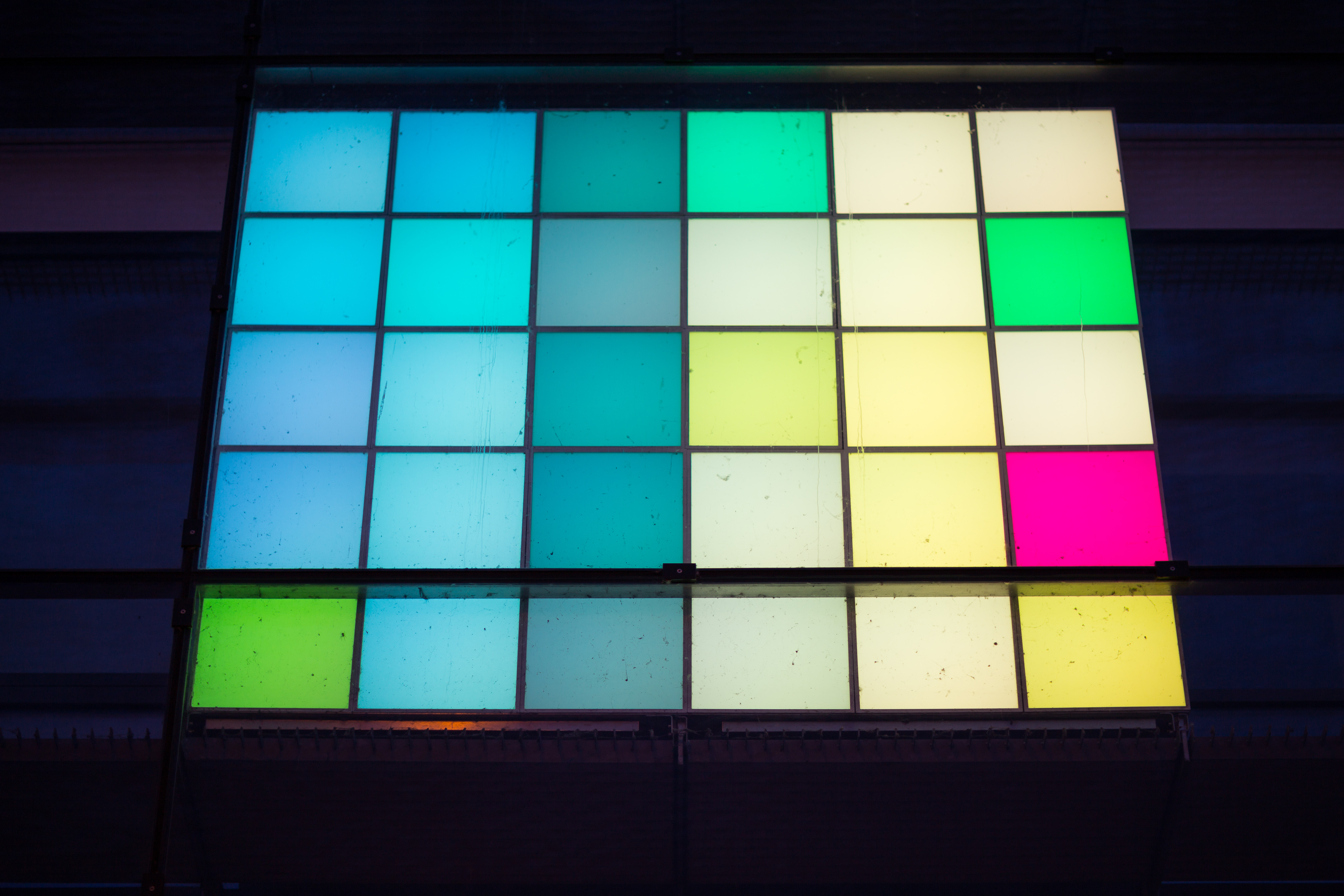

Die Lichtinstallation Pacific Rim Around & Sideways Up ist eine von fünf Arbeiten, die die Norddeutsche Landesbank (Nord/LB) für ihren Büro-Neubau am Aegidientorplatz angefertigten ließ. Eine Expertenkommission ermittelte zunächst über einen Wettbewerb die Künstler, die dann einen Auftrag erhielten. Die 2002 an der Außenfassade angebrachte Installation stammt von der Kanadierin Angela Bulloch (geboren 1966 in Rainy River). Sie ist das einzige der fünf Kunstwerke, das sich betrachten lässt, ohne das Gelände zu betreten. Das gelingt allerdings nur bei Dunkelheit: Am Tag integrieren sich die fünf mal 30 Monitore in die Fassade und bleiben unsichtbar. Bei Nacht erscheint Pacific Rim Around & Sideways Up, indem die quadratischen Flächen leuchten und dabei subtil changieren. Nach Auffassung des städtischen Kulturbüros thematisiere Bulloch damit Funktionsweisen und Ordnungsprinzipien. Die Themen bezögen sich hier auf den Mikrokosmos Stadtgesellschaft: Das Werk sei klar umrissen, verändere sich aber ständig, Strukturen und Übergänge werden angedeutet. Das bloße Betrachten reiche nicht aus, das Ablaufende zu begreifen. Pacific Rim Around & Sideways Up gehört zur Kunstsammlung der Nord/LB.
- Standort: Friedrichswall, gegenüber Georgswall, an der Fassade des Nord/LB-Bürogebäudes (Lage)

### Vera Burmester
Liebespaare bitte hier küssen

### Alexander Calder

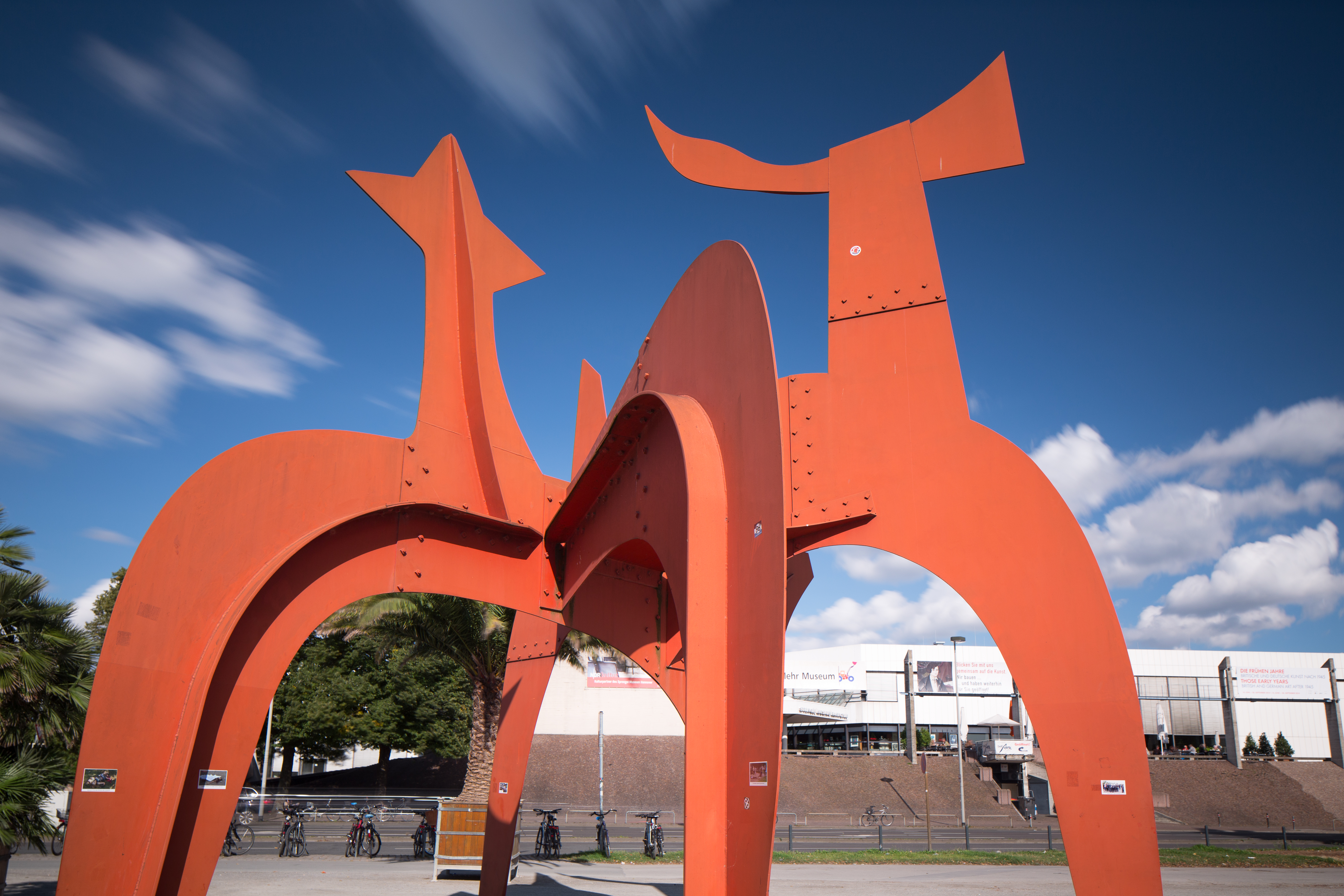
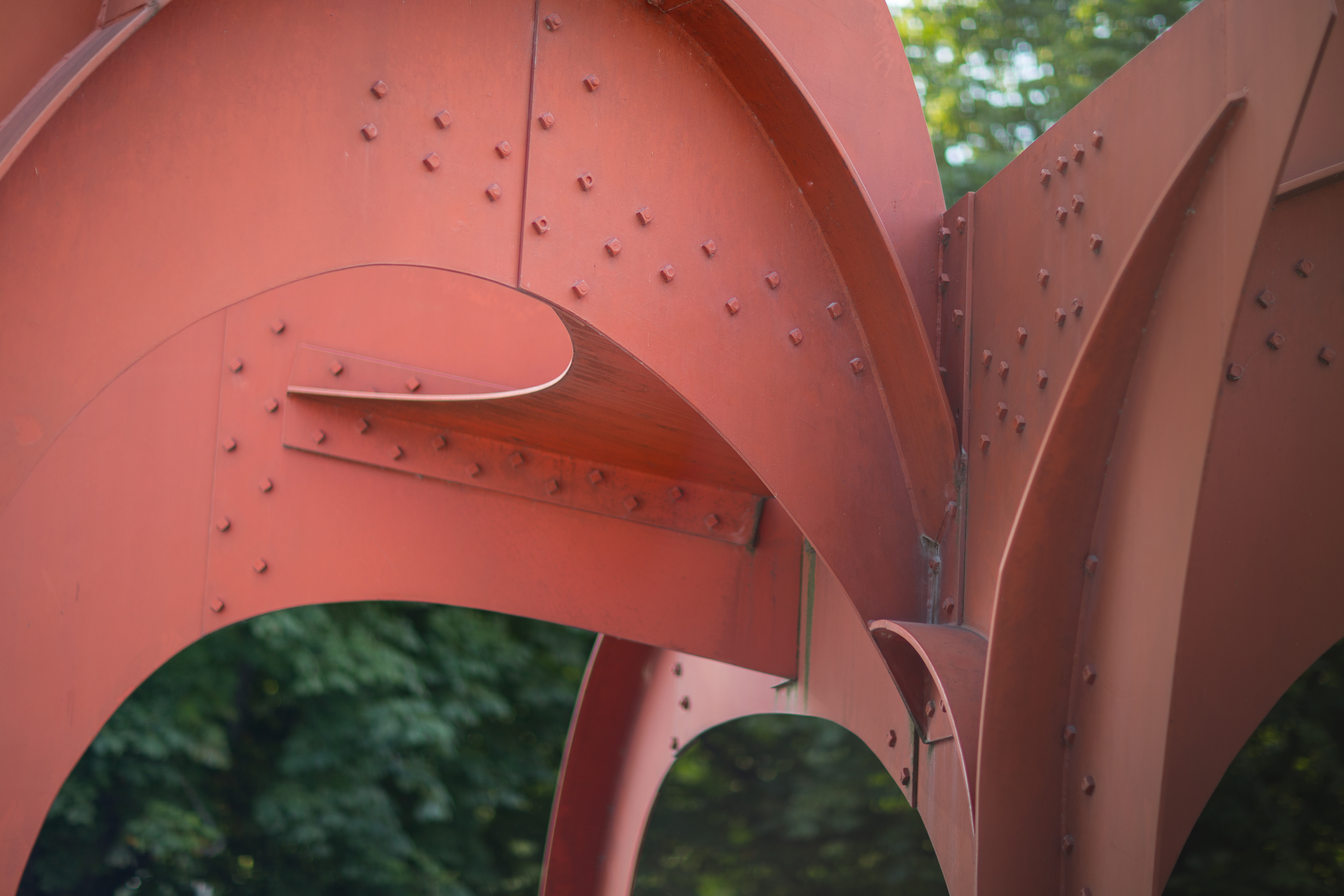

Der Mäzen Bernhard Sprengel stiftete der Stadt Hannover die Hellebardier, auch Guadeloupe genannt. Er fand, dass es dem „Straßenkunstprogramm“ an internationalen Beiträgen mangele: Der Schöpfer der Hellebardier, Alexander Calder, wurde 1898 in den USA geboren. Die Stadt ließ die rot lackierte Stahlplastik im Jahr 1972 vor dem Opernhaus aufstellen. Die Bürger konnten sich aber dort nicht mit ihr anfreunden, weswegen sie an den Maschsee versetzt wurde. In einem Faltblatt des städtischen Kulturbüros heißt es dazu, Calders Arbeit leite an Platz über vom Kulturort des Sprengel Museum zum Freizeitgebiet Maschsee. Außerdem stelle sie sich als Beitrag der Moderne den dortigen Plastiken aus der Zeit des Nationalsozialismus entgegen (Fackelträger und Fisch mit reitender Putte von Hermann Scheuernstuhl).
- Standort: Kurt-Schwitters-Platz, am Nordufer des Maschsees (Lage)

### Emil Cimiotti
Die aus Bronze gearbeitete Brunnenplastik Ständehausbrunnen fand ihren Platz in Hannovers Fußgängerzone, nachdem der Bau des U-Bahnhofs am Kröpcke Mitte der 1970er Jahre abgeschlossen war. Ihr Schöpfer, Emil Cimiotti (geboren 1927 in Göttingen), gilt als wichtiger Vertreter der Informellen Kunst in Deutschland. Nach Auffassung des städtischen Kulturbüros sei untypisch für diesen Brunnen, dass er nur Tischhöhe habe. Daher lasse er sich gut überblicken. Der Brunnen werde in der innerstädtischen Hektik zum zweckfreien Ruheplatz, dessen verspielte Gestaltung zum Betrachten einlade. Die dargestellten Pflanzen sähen aus, als lebten und wüchsen sie, womit Natürlichkeit vorgetäuscht werde. Dieser gekünstelte, statische Zustand fände sich auch in anderen Arbeiten Cimiottis wieder, mit denen er die Vergänglichkeit thematisiere. An der Baringstraße steht eine weitere Brunnenplastik Cimiottis.
- Standort Ständehausbrunnen: Karmarschstraße, in der Fußgängerzone auf Höhe Ständehausstraße (Lage)
- Standort Blätterbrunnen (?): Baringstraße (Lage)

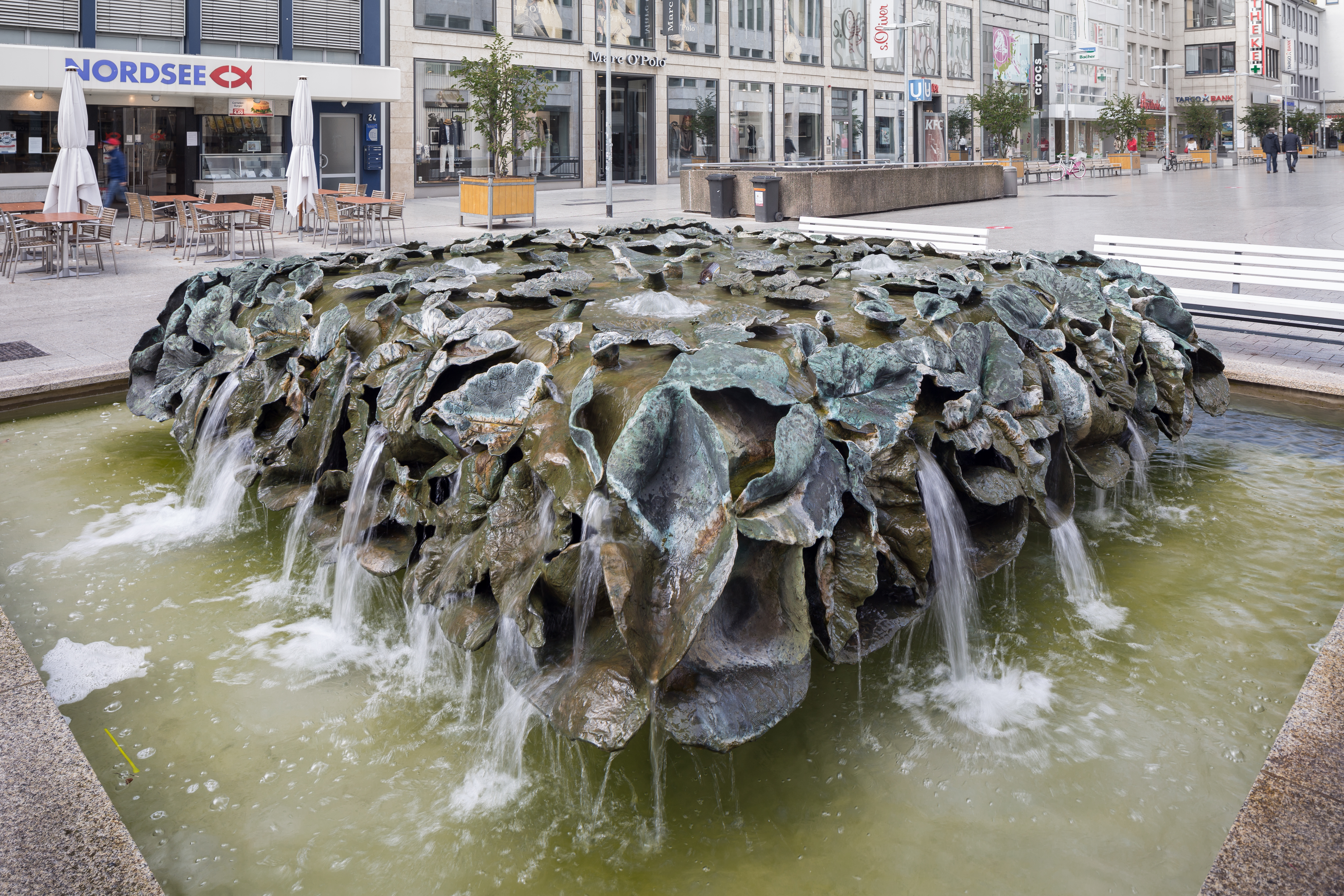
Ständehausbrunnen
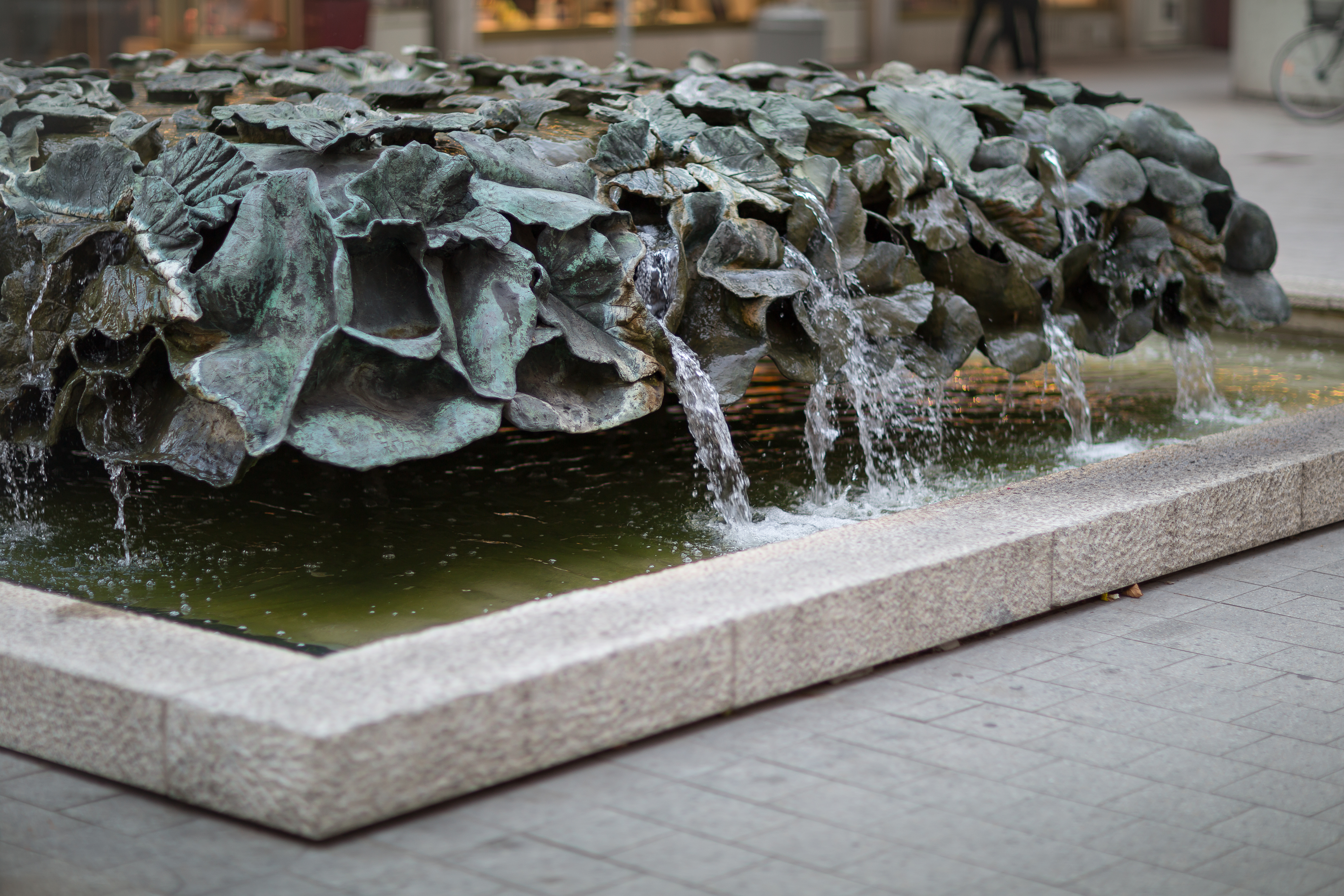
Ständehausbrunnen
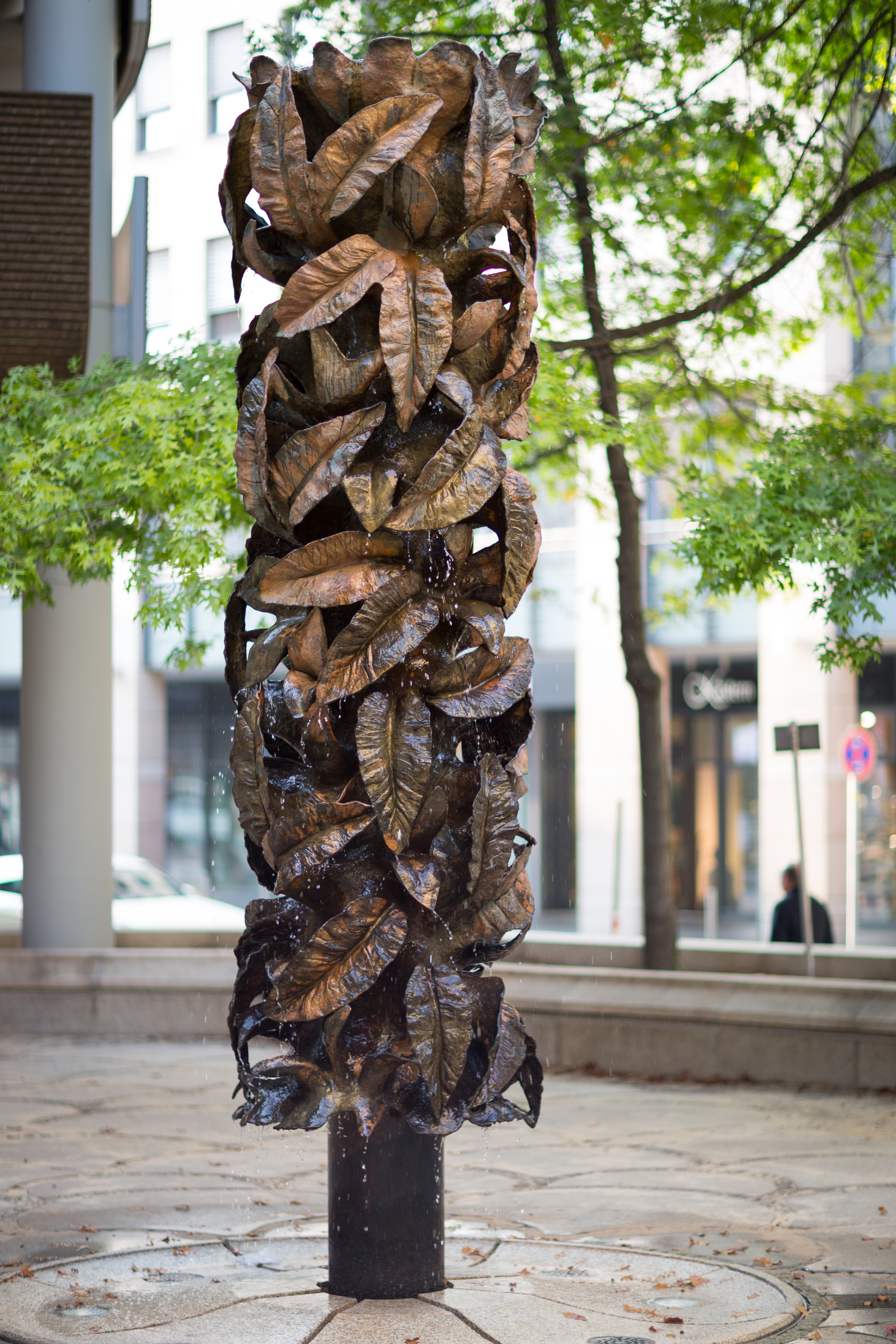
Brunnenplastik an der Baringstraße
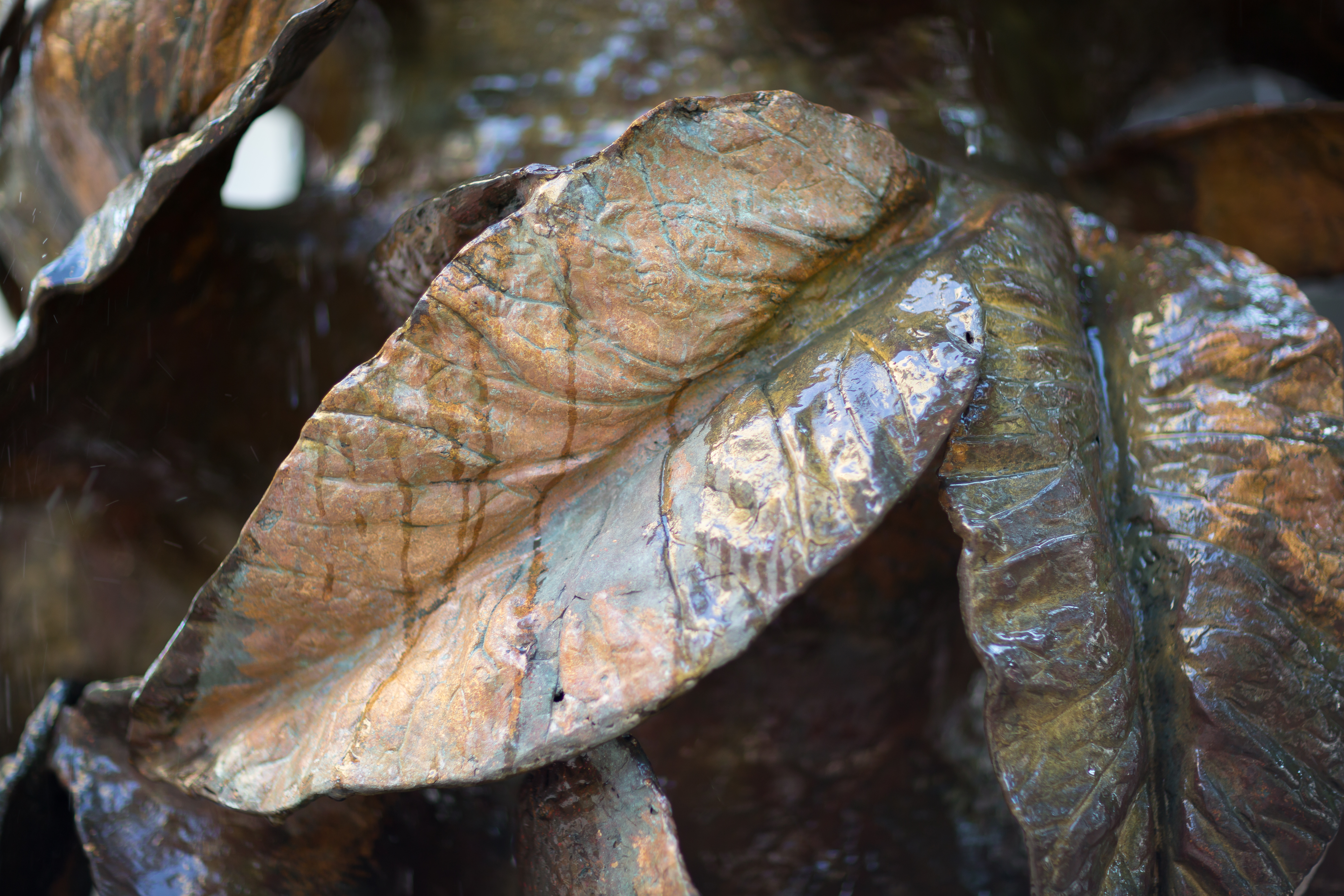
Brunnenplastik an der Baringstraße

### Eugène Dodeigne
Von dem belgischen Bildhauer Eugène Dodeigne (geboren 1923 in Rouvreux) stammen zwei Skulpturen-Ensembles in Hannovers Innenstadt.
Bei den fünf Figuren des Ensembles Etude I-V verzichtete Dodeigne auf Details und Accessoires, die Körper sind auf ihre Haltung reduziert. Sie stehen seit 1985 auf einer kleinen, grasbewachsenen Erhebung, die im Rahmen der Neugestaltung des Königsworther Platzes Fläche eigens für sie angelegt wurde. Zuvor stellte die Galerie Brunsberg die Figuren am Emmichplatz aus, ehe die Stadt Etude I-V ankaufte.
Die Große Familie kam 1971 mit dem „Straßenkunstprogramm“ auf den Trammplatz. In einem Faltblatt des städtischen Kulturbüros heißt es über diese Arbeit, ihr Titel lasse an Verwandtschaften und Beziehungen denken. Er deute auf Personen mit eigenem Charakter, die Geschichten miteinander teilten. Die Betrachtenden würden so angeregt, sich ein soziales Gefüge auszudenken, das durch individuelle Erlebnisse und Gefühle geprägt werde. 1997 wechselte die Große Familie auf die nahe Wiese neben dem Museum August Kestner, um dem Brunnen von Ludger Gerdes Platz zu schaffen.
- Standort Etude I-V: Brühlstraße, auf Höhe Oeltzenstraße (Lage)
- Standort Die Große Familie: Trammplatz, neben dem Museum August Kestner (Lage)

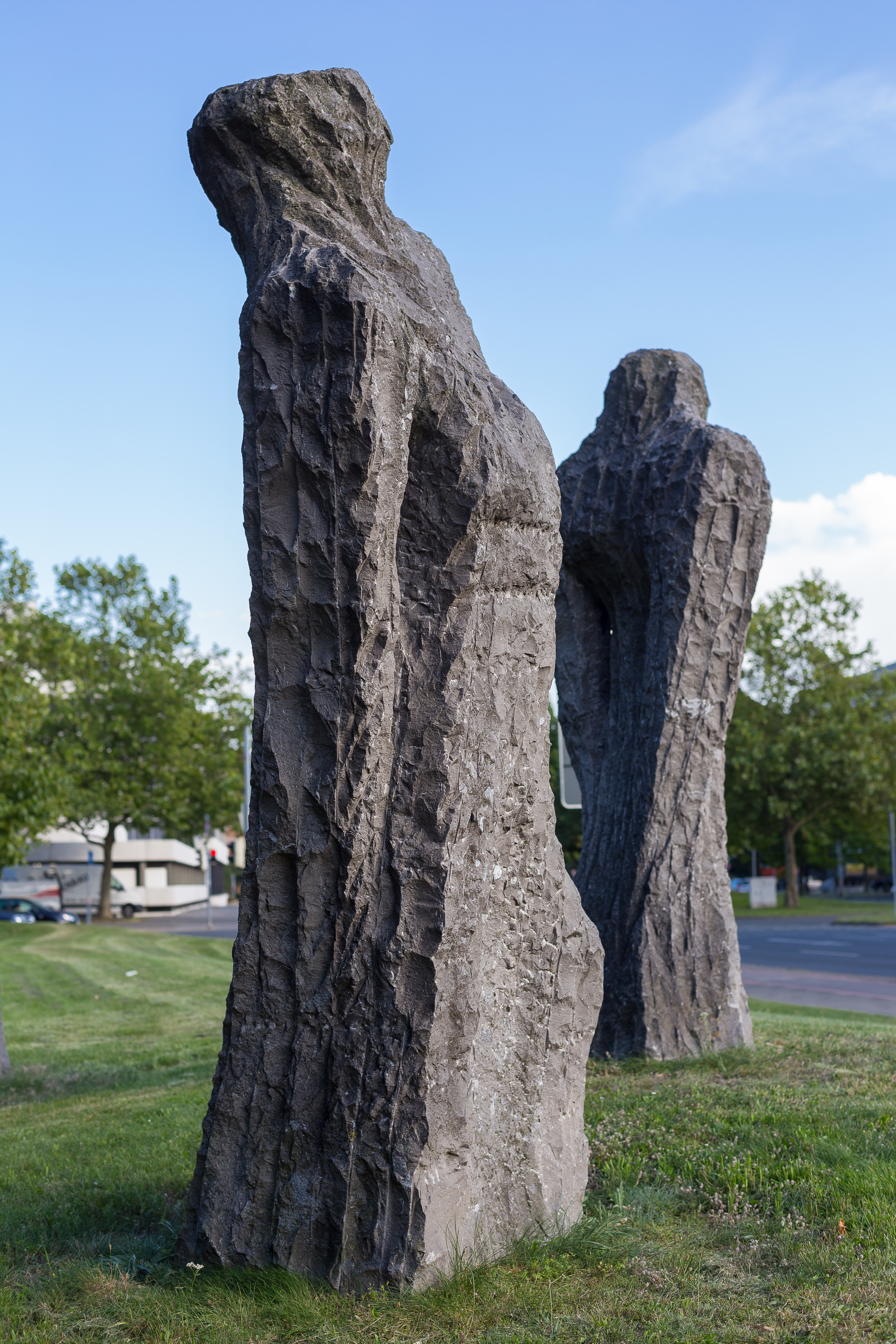
Etude I-V
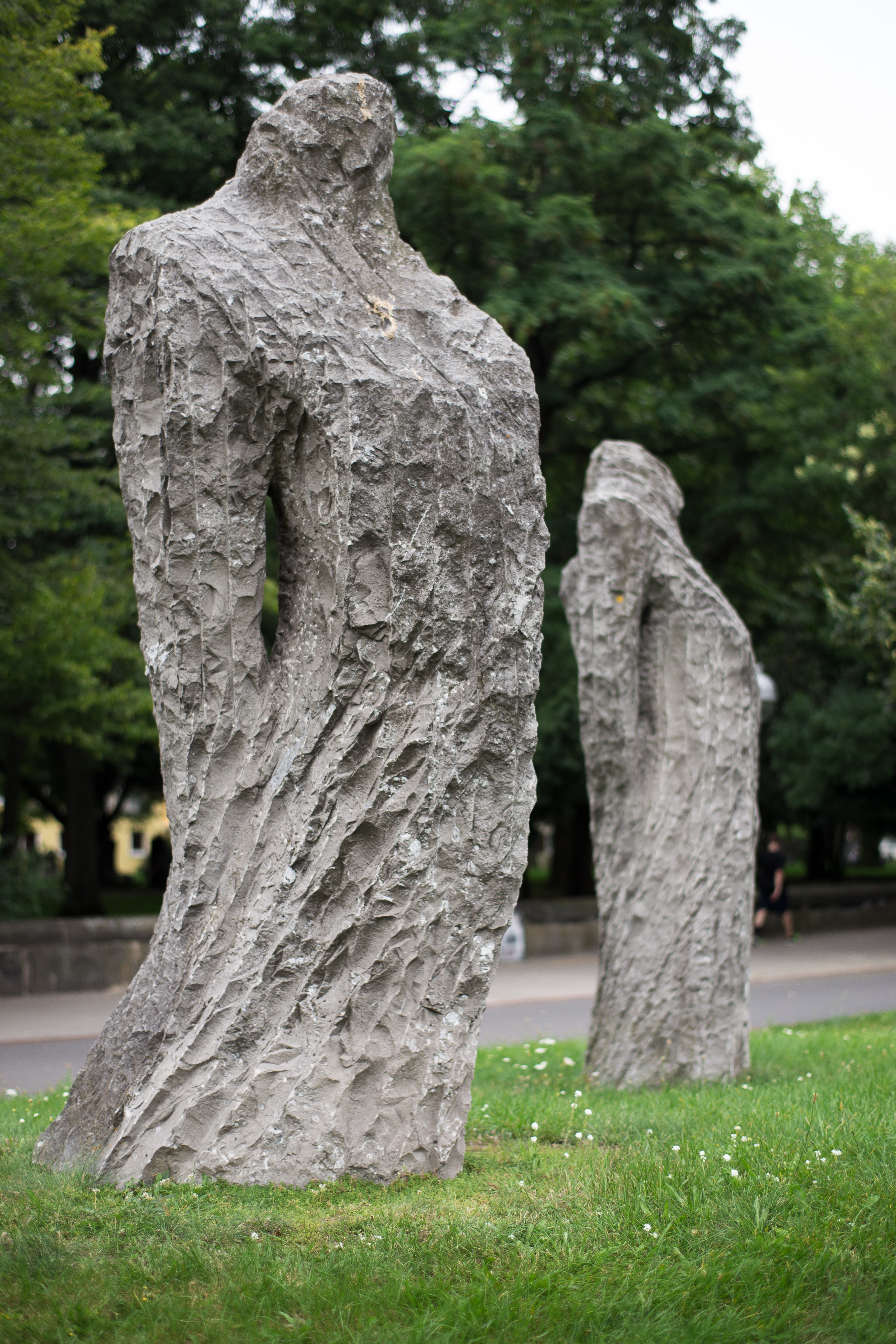
Etude I-V
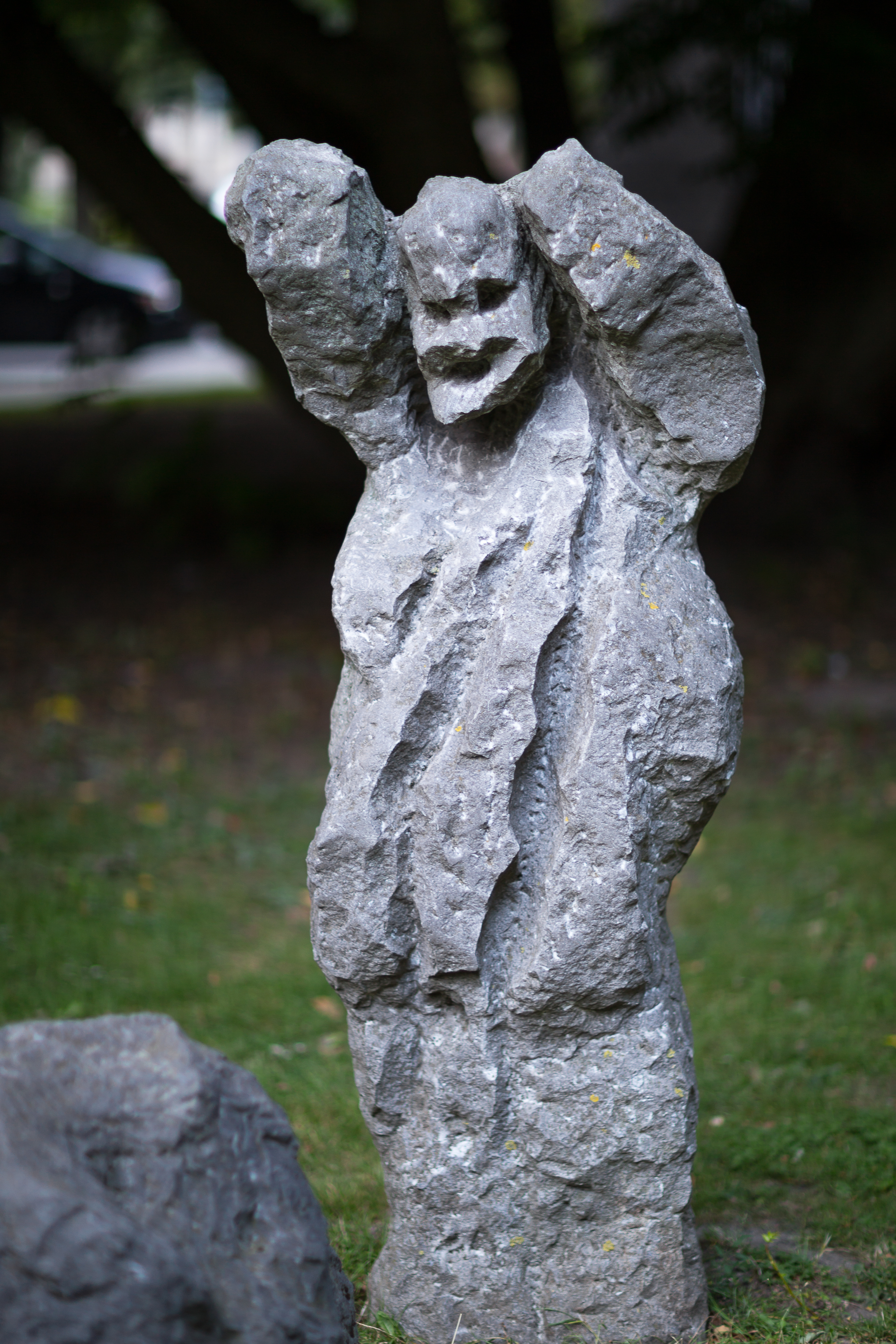
Die Große Familie
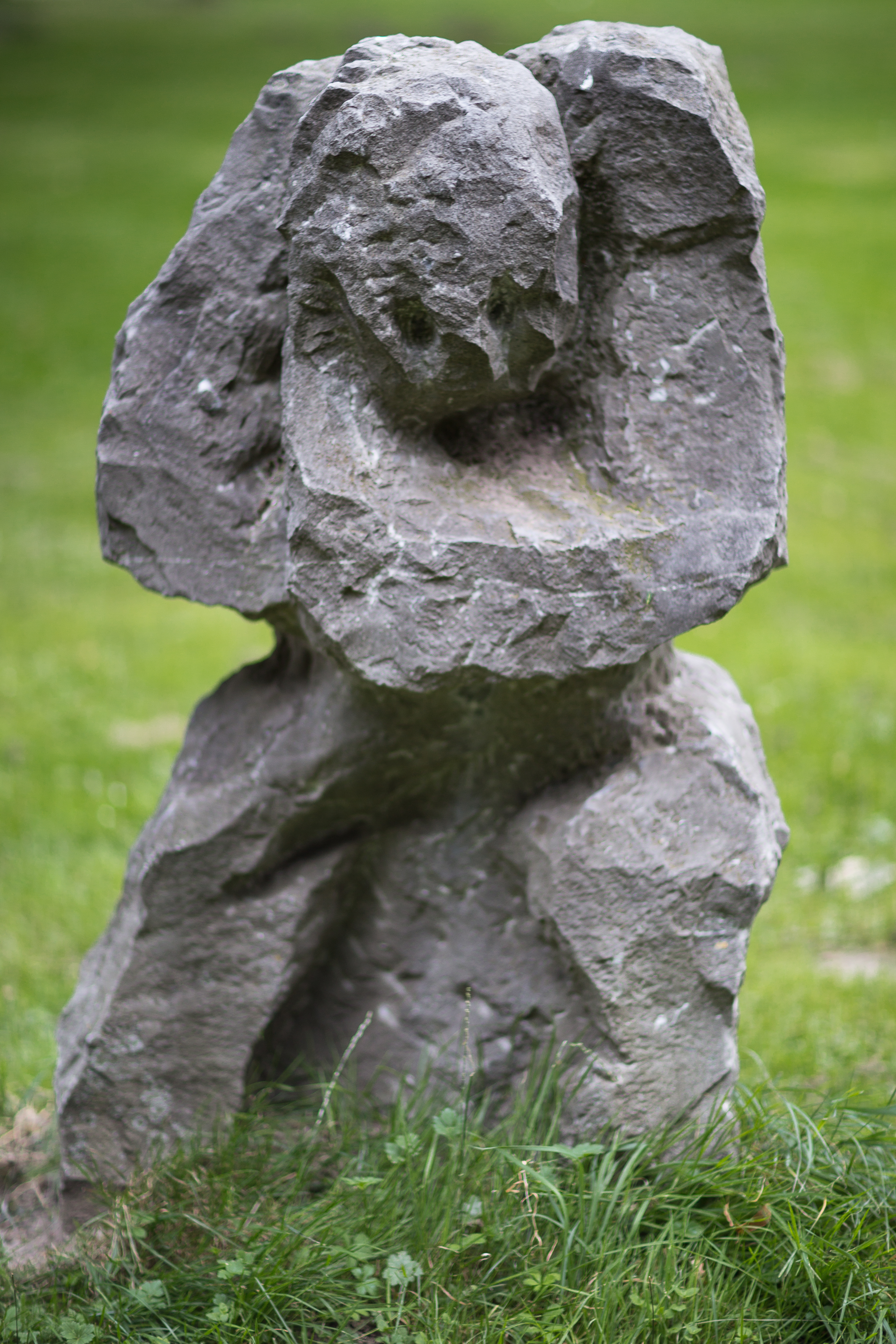
Die Große Familie

### WP Eberhard Eggers
Die Bronzeplastiken Guardians des hannoverschen Künstlers WP Eberhard Eggers (1939 bis 2004) umrahmen den Eingang der Kröpcke-Passage. Deren Eigentümer kauften die Figuren zum 10-jährigen Bestehen der Einkaufspassage und ließen sie 1998 aufstellen. Die Guardians wurden zum Markenzeichen und finden sich auch im Logo der Kröpcke-Passage wieder. Ihr Schöpfer Eggers zeichnete sich anfangs durch sein umfangreiches graphisches Werk aus, ehe er in den 1980er Jahren begann, Graphiken mithilfe maschineller Techniken in plastische Arbeiten umzuwandeln. Nach Auffassung des städtischen Kulturbüros lese sich die technisierte Entfremdung der Figuren als Kommentar zu der Menschlichkeit in einer modernen Gesellschaft. Eine Gutachterkommission, die sich ab 2006 mit dem Zustand Hannovers öffentlicher Kunstwerke befasste, fand überwiegend kritische Worte: Die Plastiken hätten eher dekorativen als künstlerischen Charakter, was ihre Platzierung vor der Einkaufspassage und inmitten der Sitzplätze eines Cafés noch unterstütze. Die Kommission empfahl, die Plastiken zu beseitigen und den Standort nicht wieder zu besetzen.:107
Eine weitere Arbeit Eggers' steht am Braunschweiger Platz: Dicker Mann frisst Maus. Am Fiedelerplatz in Döhren findet sich die Döhrener Sphinx.
- Standort Guardians: Luisenstraße (Lage)
- Standort Dicker Mann frisst Maus: Braunschweiger Platz (Lage)
- Standort Döhrener Sphinx: Fiedelerplatz (Lage)

Der eine Guardian
Der andere Guardian
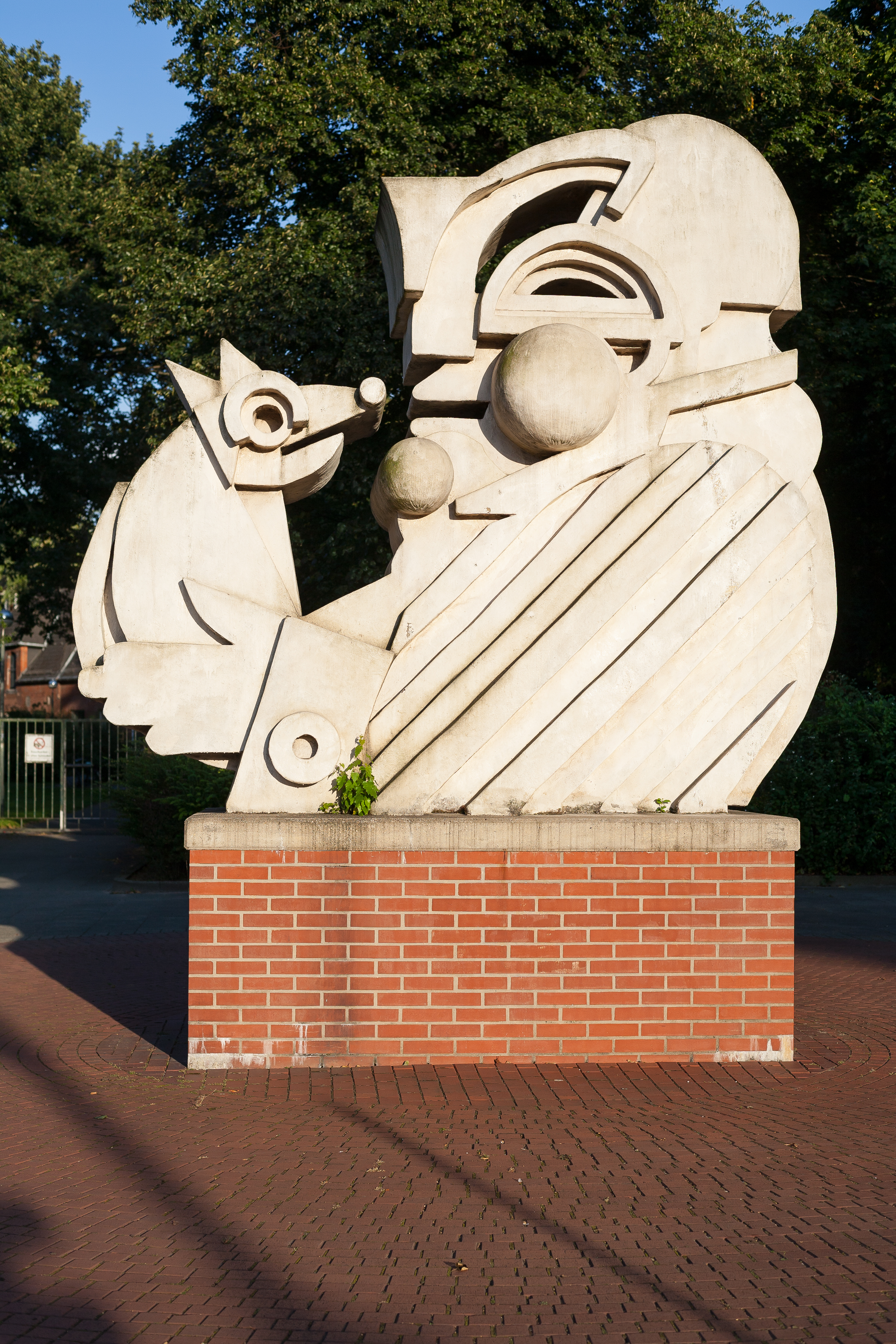
Dicker Mann frisst Maus
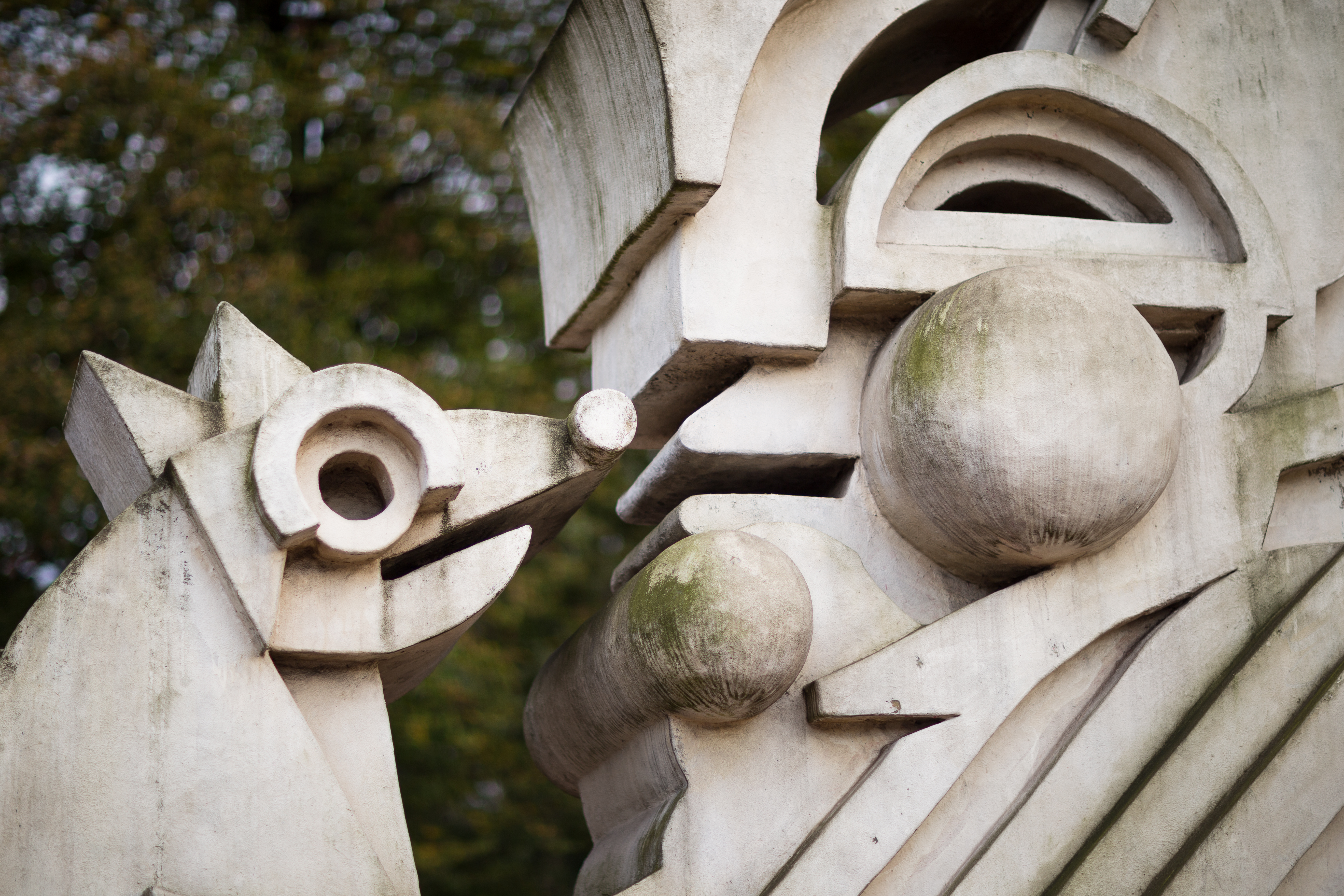
Dicker Mann frisst Maus
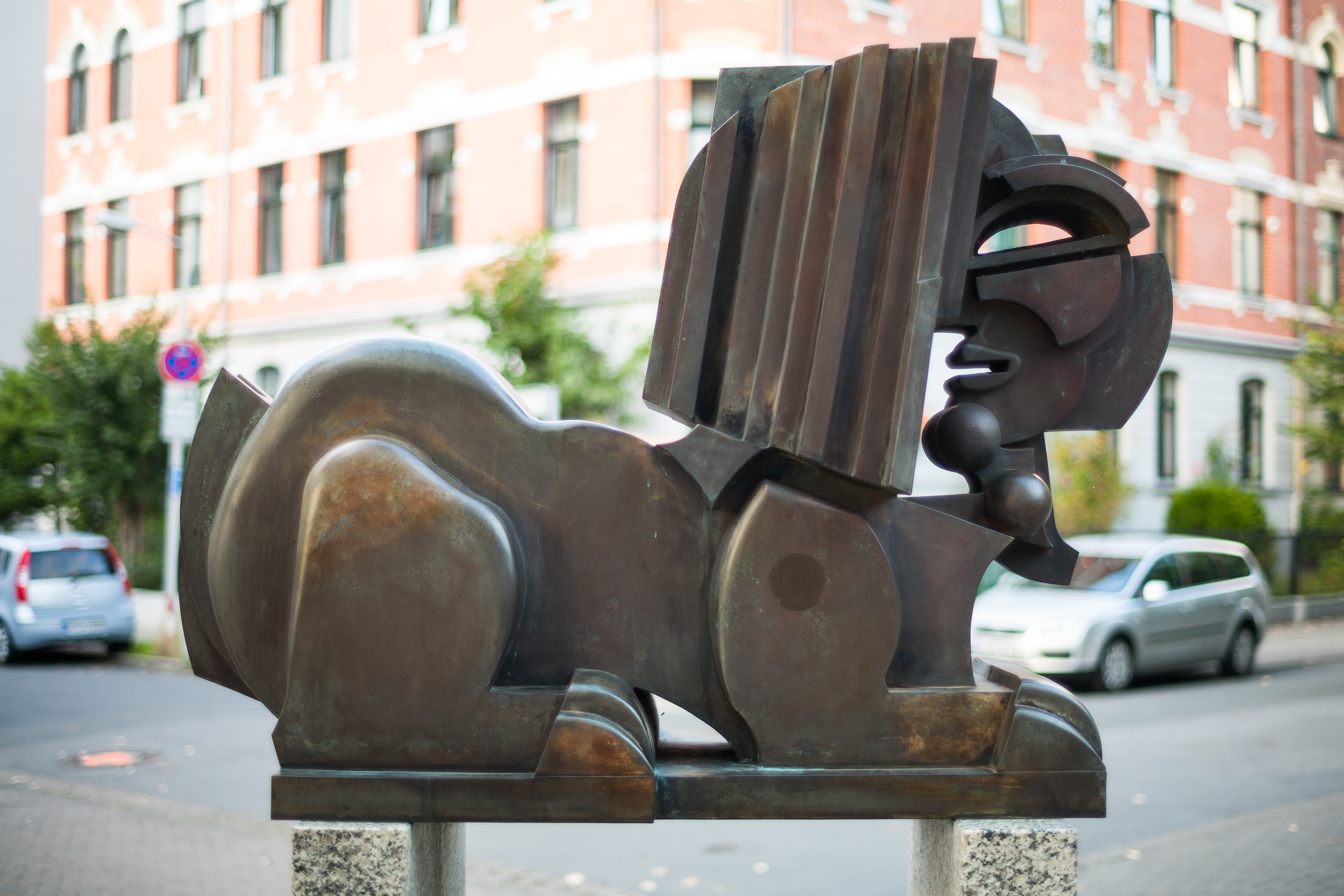
Döhrener Sphinx

### Ulrike Enders
Die beiden Bronzefiguren Zwei Leute im Regen von Ulrike Enders (geboren 1944 in Oberstdorf) stehen in Hannovers Fußgängerzone nahe dem Kröpcke. In einem Faltblatt des städtischen Kulturbüros wird den Figuren attestiert, sie begegneten den Passanten wörtlich auf Augenhöhe. Der Vorbeikommende werde zur Auseinandersetzung mit den Leuten gebracht, er könne sich zwischen ihnen bewegen und positionieren. Durch ihre vertraute Gestaltung und Funktion wirkten die Figuren als Ruhepol im Trubel der Einkaufszone. Ortsansässige Geschäftsleute kauften die Leute und ließen sie 1983 aufstellen. Viele weitere Arbeiten Enders' finden sich im Stadtgebiet von Hannover.
- Standort Zwei Leute im Regen: Georgstraße, auf Höhe Große Packhofstraße (nahe Kröpcke) (Lage)
- Standort Lindener Butjer: Minister-Stüve-Straße in Linden (Lage)
- Standort Drei Muschelkalkstelen: Berliner Allee / Platz der Kaufleute (Lage)
- Standort Momo: Michael-Ende-Platz (Lage)

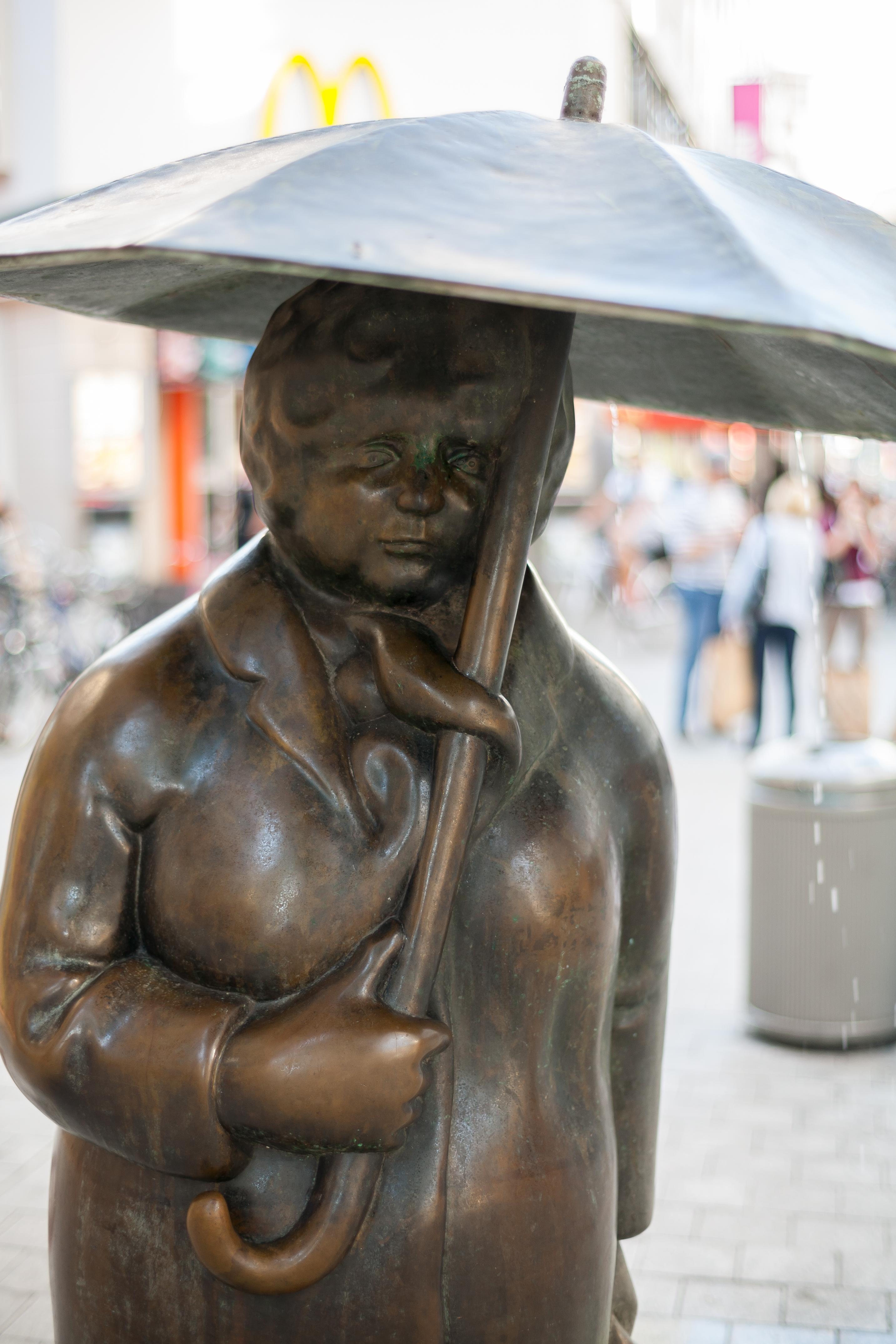
Zwei Leute im Regen
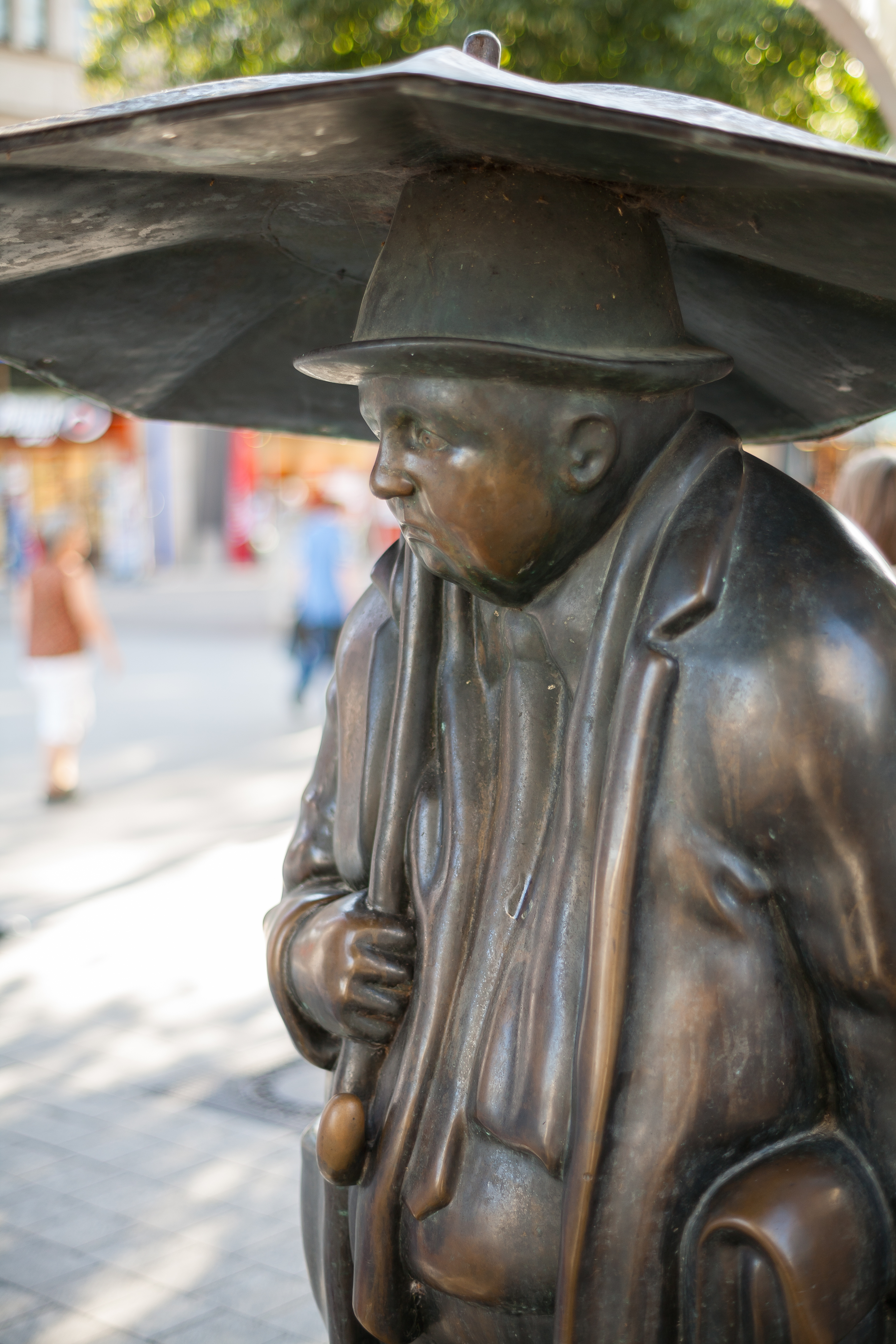
Zwei Leute im Regen
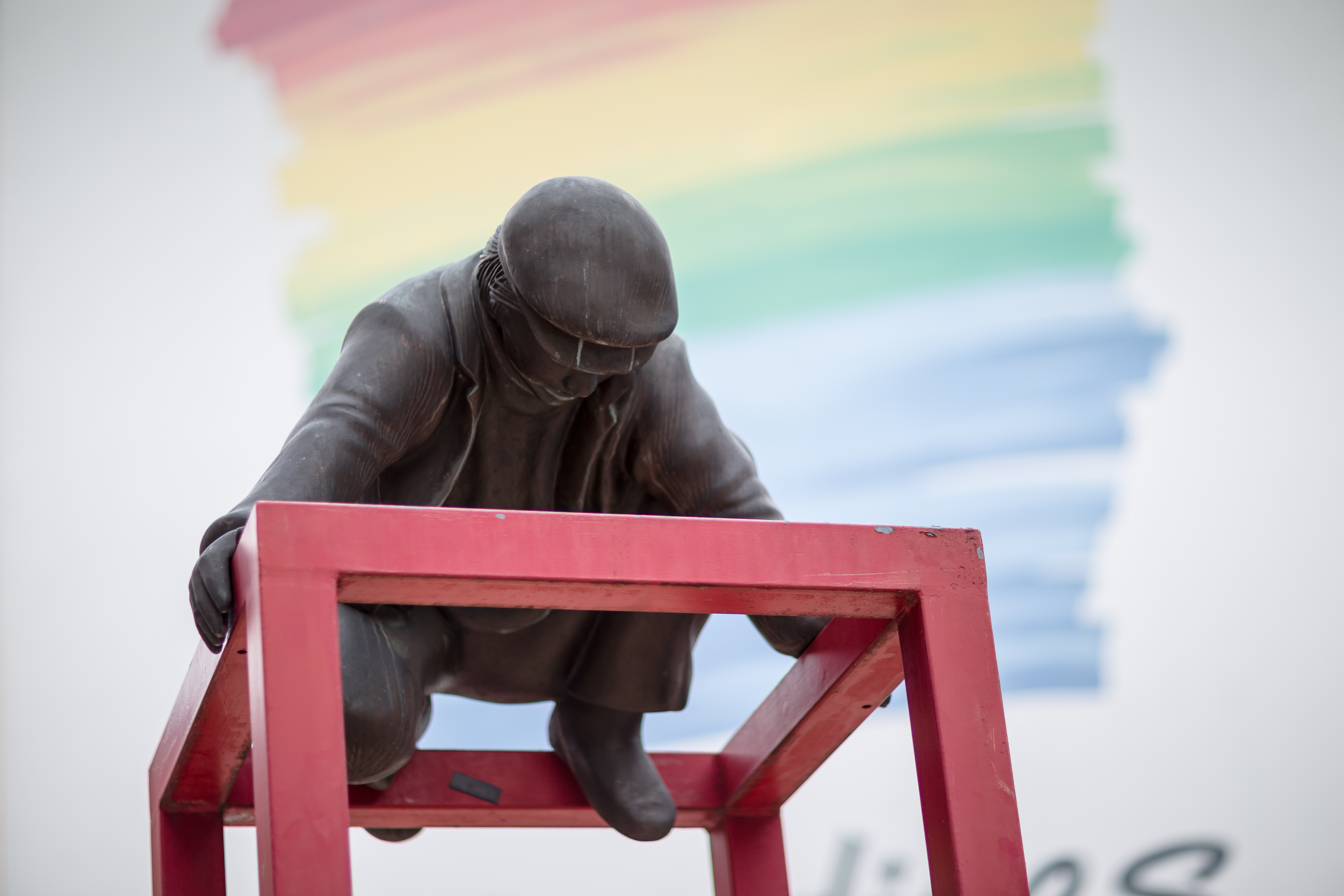
Lindener Butjer
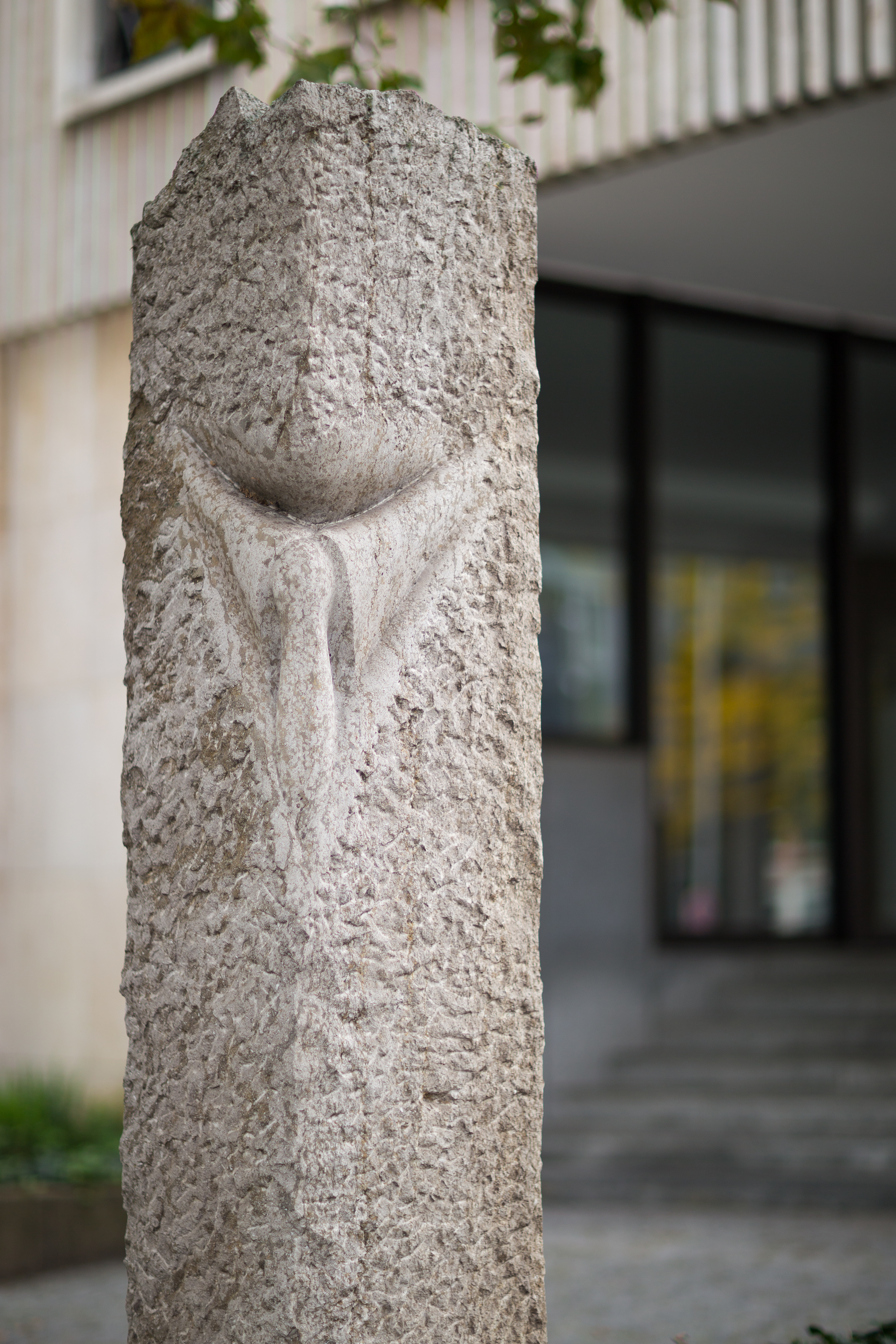
Drei Muschelkalkstelen
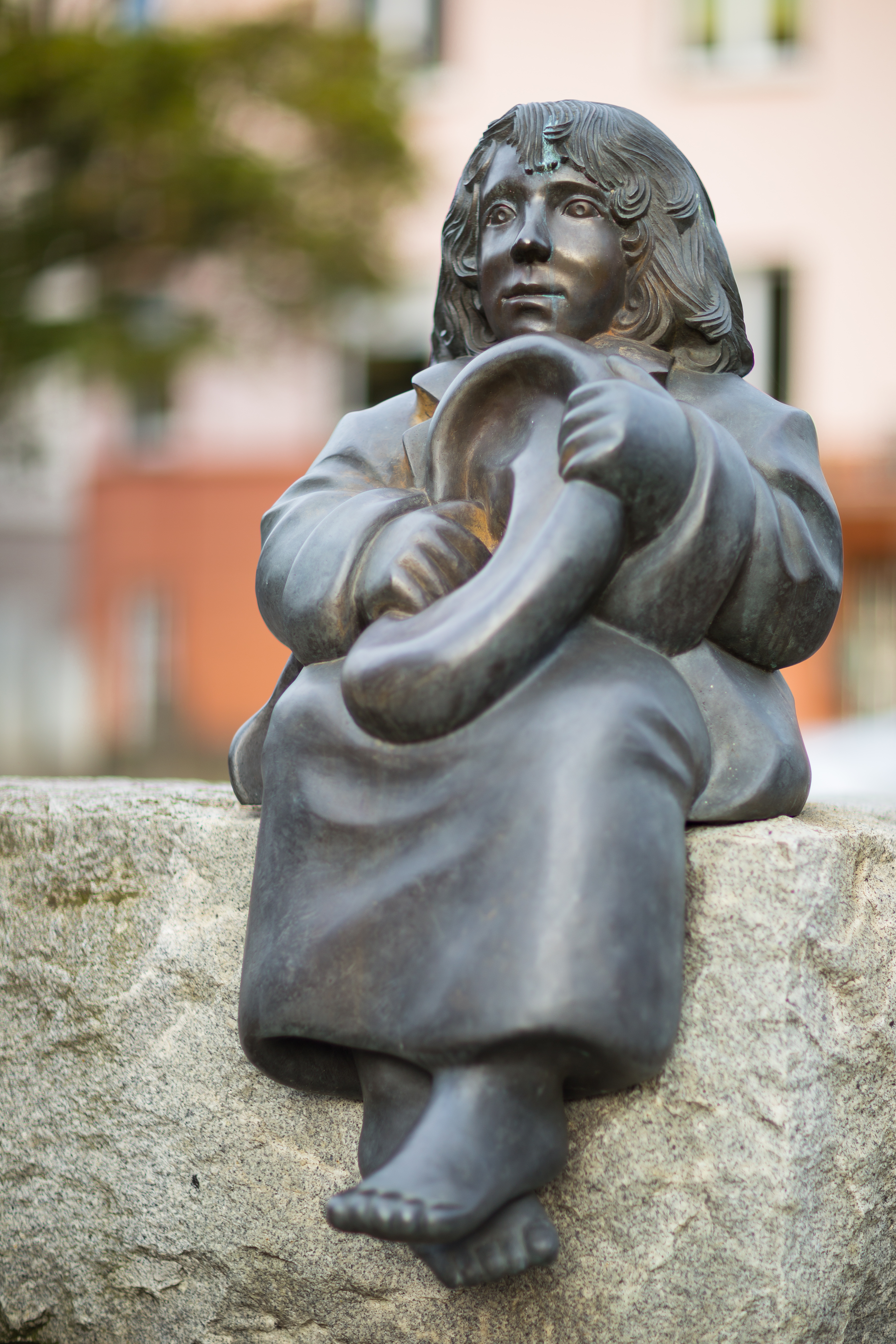
Momo

### Jürgen Friede
Jürgen Friede schuf eine namenlose Plastik, die zunächst vor dem Ballhof aufgestellt wurde. Dies geschah 1994 auf Veranlassung der Galerie Artforum. Die Plastik stand jedoch Veranstaltungen im Wege, die zunehmend häufiger auf dem Vorplatz des Theaters stattfanden. Deswegen kaufte die Stadt 2005 die Arbeit und versetzte sie nach Absprache mit Friede an die Vahrenwalder Straße. Die Plastik steht nun auf dem Mittelstreifen vor dem ehemaligen Verwaltungsgebäude der Continental AG.:103
2006 berief die Stadt eine Gutachterkommission, die den Zustand der öffentlichen Kunstwerke ermitteln sollte. Über Friedes Arbeit urteilte die Kommission, ihre Qualität sei nicht ausreichend, um sich vor der historisch wichtigen Fassade des Verwaltungsgebäudes behaupten zu können. Das Gebäude war nach Entwürfen von Peter Behrens zwischen 1912 und 1914 erbaut worden. Außerdem sei die Platzierung in der Mitte einer Hauptverkehrsstraße wie so oft unglücklich. Fußgänger hätten kaum die Gelegenheit, näher das Objekt heranzutreten; die Aufstellung sei eindimensional am Verkehr orientiert. Die Kommission riet folglich, einen günstigeren Standort für die Plastik zu finden. Außerdem empfahl sie, den Platz vor dem Verwaltungsgebäude frei zu lassen, um dessen Wirkung nicht zu schmälern.:103
- Standort: Am Anfang der Vahrenwalder Straße, auf Höhe Henry-Lüders-Straße (Lage)

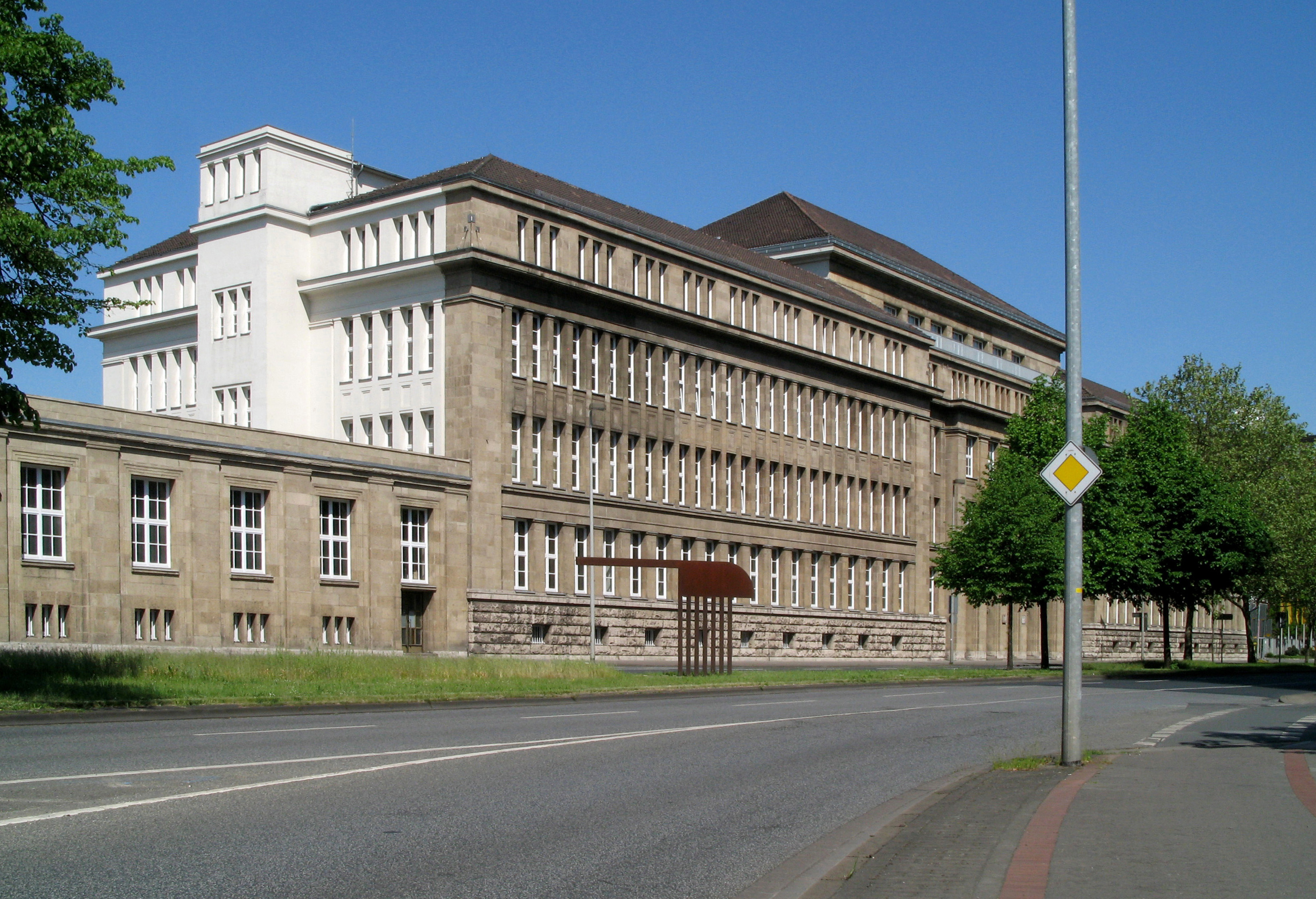
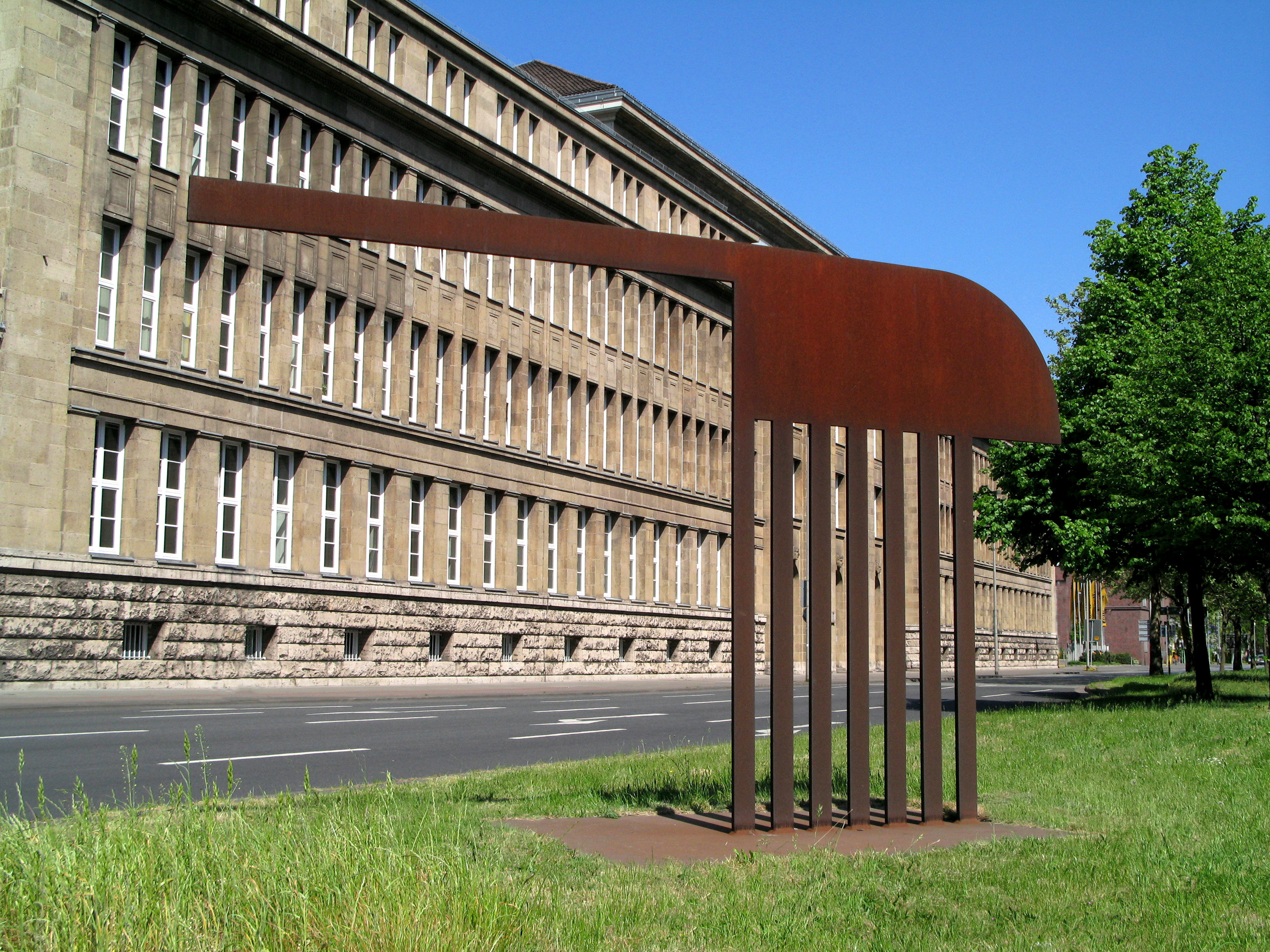
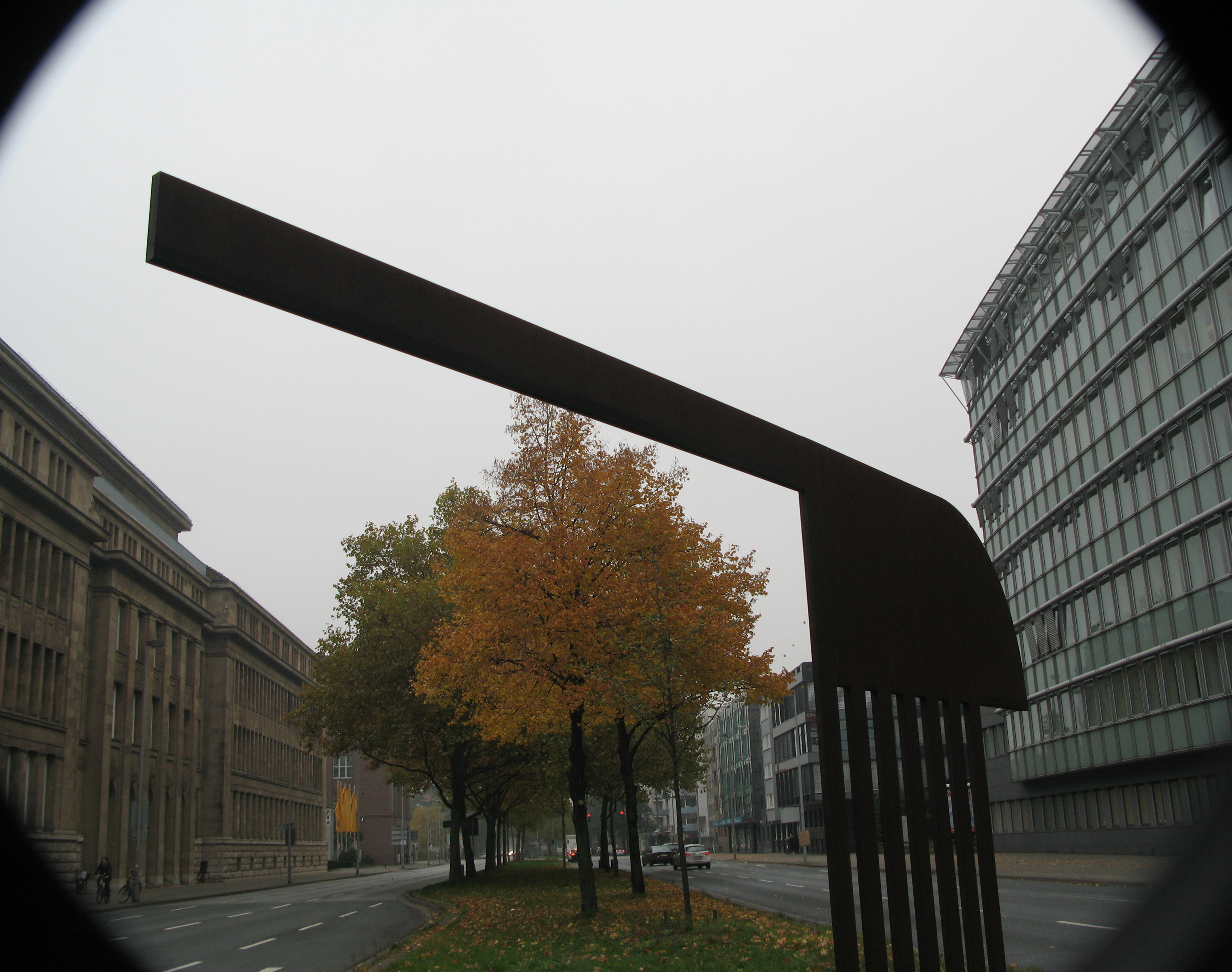

### Dominik Geilker und Stefanie Schmoll

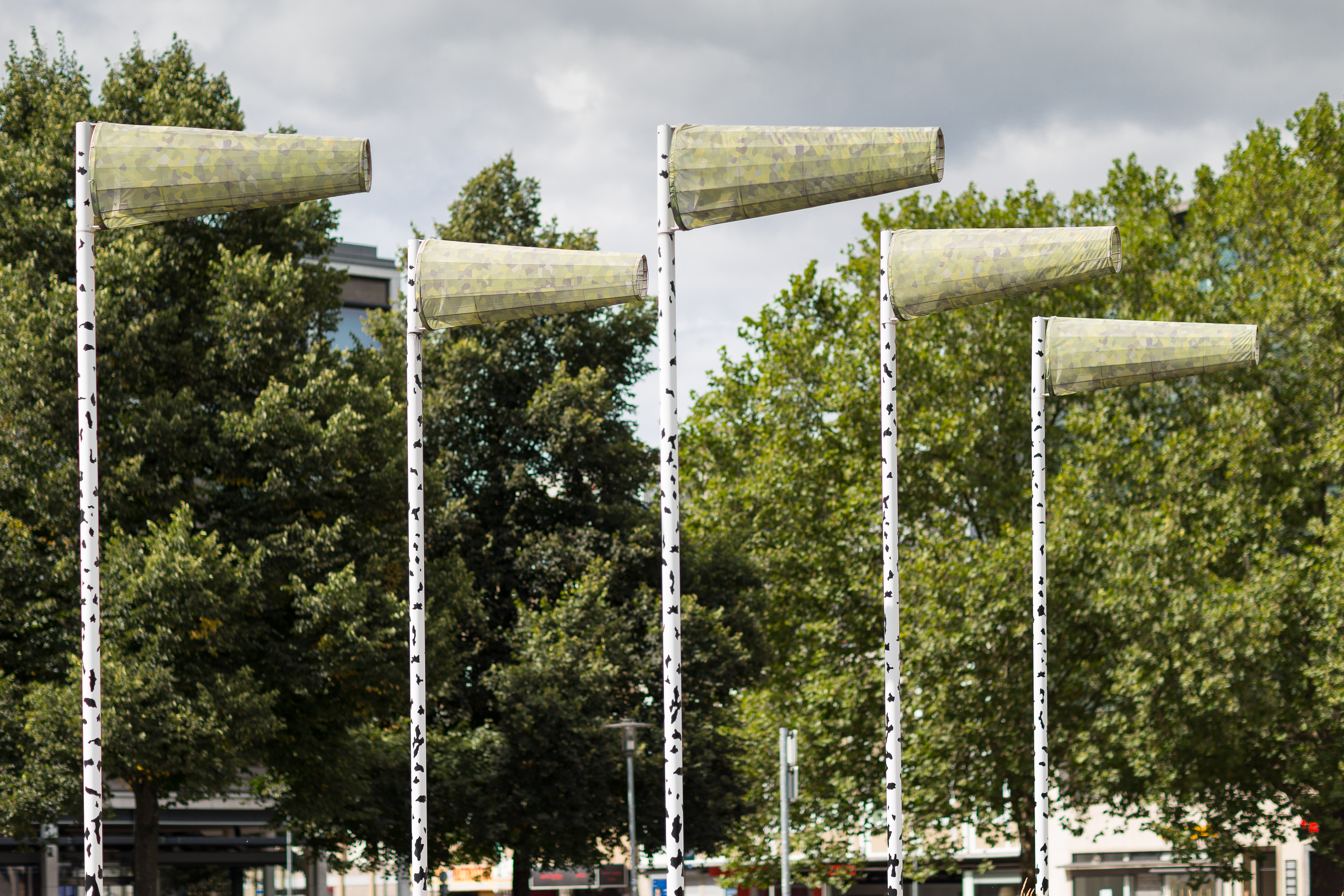
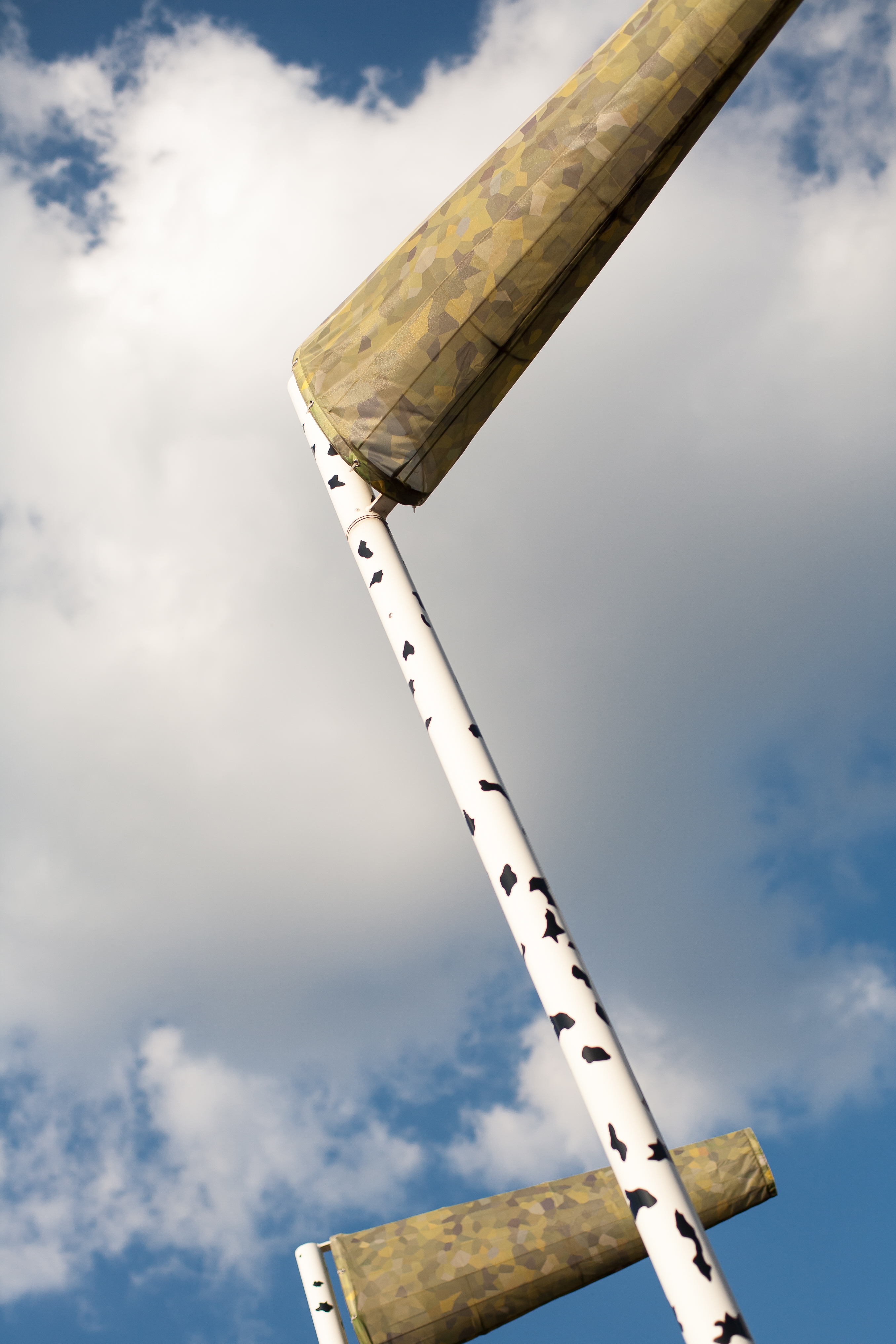

Die Installation Aegidienwald stammt von den jungen Landschaftsarchitekten Dominik Geilker (geboren 1978) und Stefanie Schmoll (geboren 1979). Die Arbeit steht auf der länglichen Mittelinsel am Aegidientorplatz. Die Idee, einen künstlichen Birkenwald im Zentrum der viel befahrenen Kreuzung zu errichten, entstand im Rahmen eines Workshops. Den Workshop leitete Udo Weilacher, damals Professor an der Leibniz Universität Hannover. Auch die am Boden gepflanzten Gräser gehören zu der Arbeit, die sich Mitteln der Bildenden Kunst bedient, obwohl sie aus einem Projekt der Landschaftsarchitektur hervorging. Nach Angaben des städtischen Kulturbüros widme sich die Installation den Richtungen, Bewegungen, Veränderungen und Zuständen an diesem hektischen Ort. Subtil veranschauliche sie den Wind als natürlichen Einfluss und weise gleichzeitig auf die Natürlichkeit hin, indem sie diese abstrakt nachbilde. Bezahlt wurde die Arbeit von der Nord/LB, der Sparkasse Hannover, dem Sparkassenverband Niedersachsen und den VGH Versicherungen. Diese Unternehmen, die ihren Sitz alle in unmittelbarer Nähe haben, gaben für die Auswahl des Projekts den Ausschlag.
- Standort: Aegidientorplatz, auf der Verkehrsinsel (Lage)

### Ludger Gerdes
Klaus-Bahlsen-Brunnen
- (2014 nicht zugänglicher) Standort: Trammplatz (Lage)

### Volker Gerlach

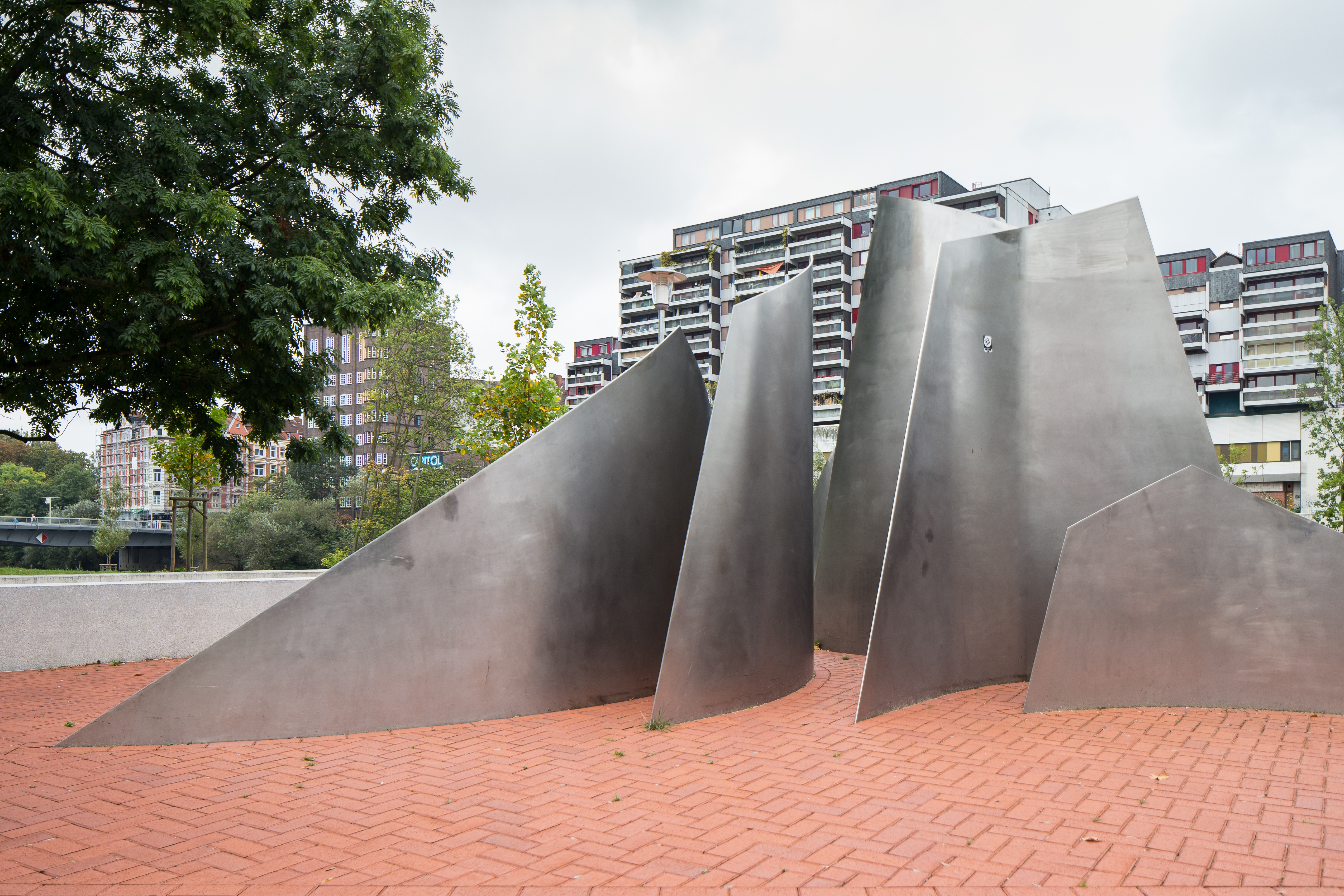
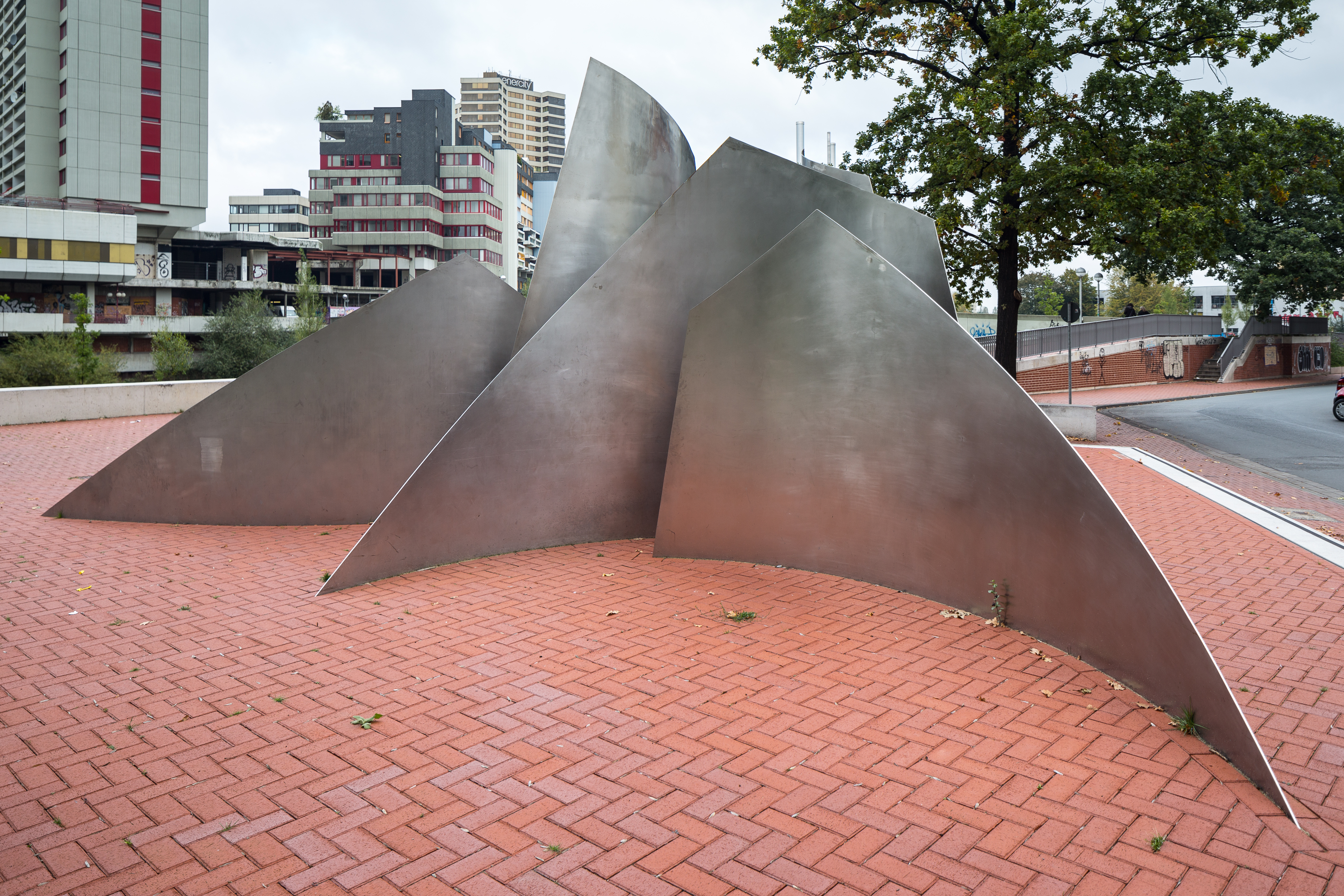
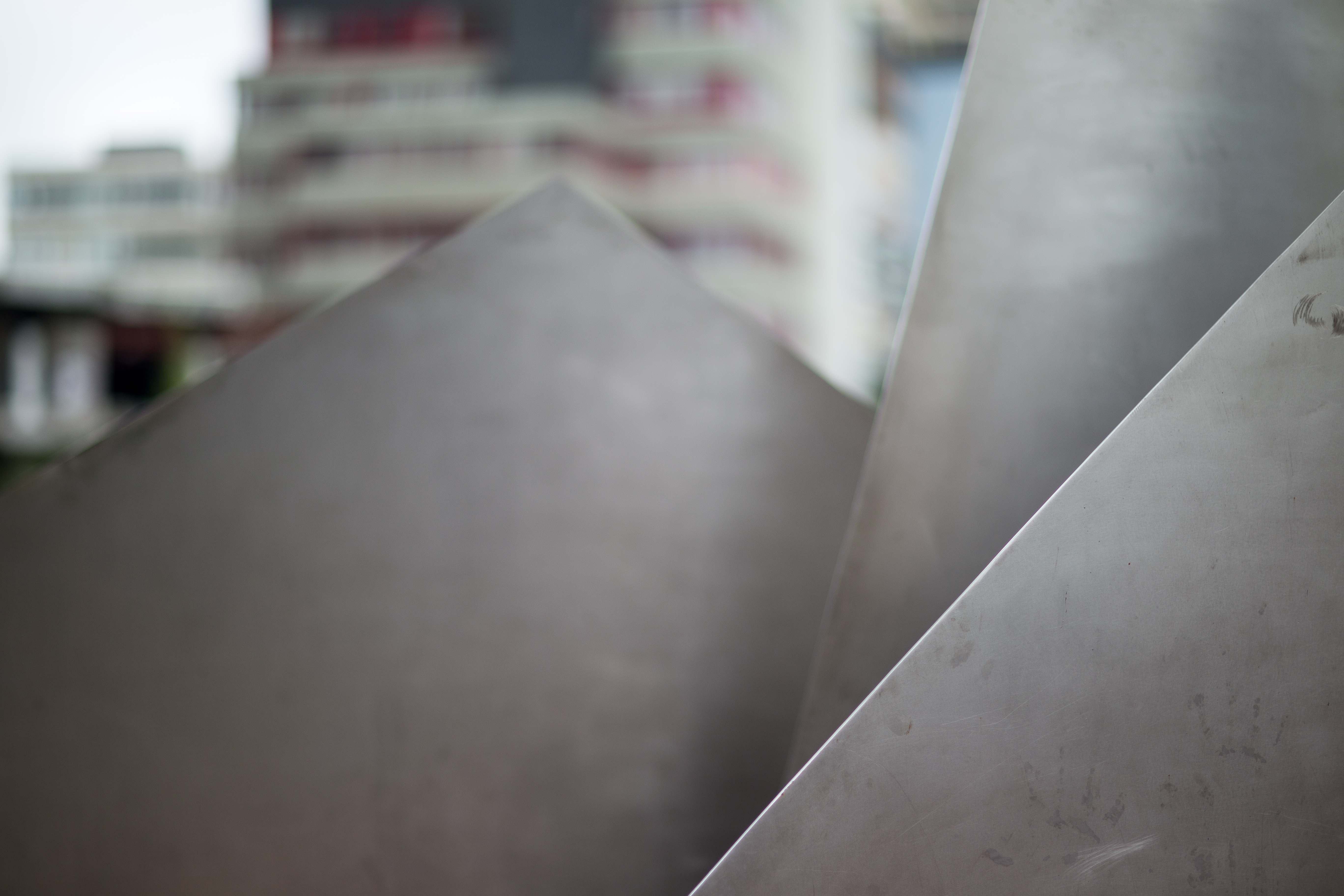
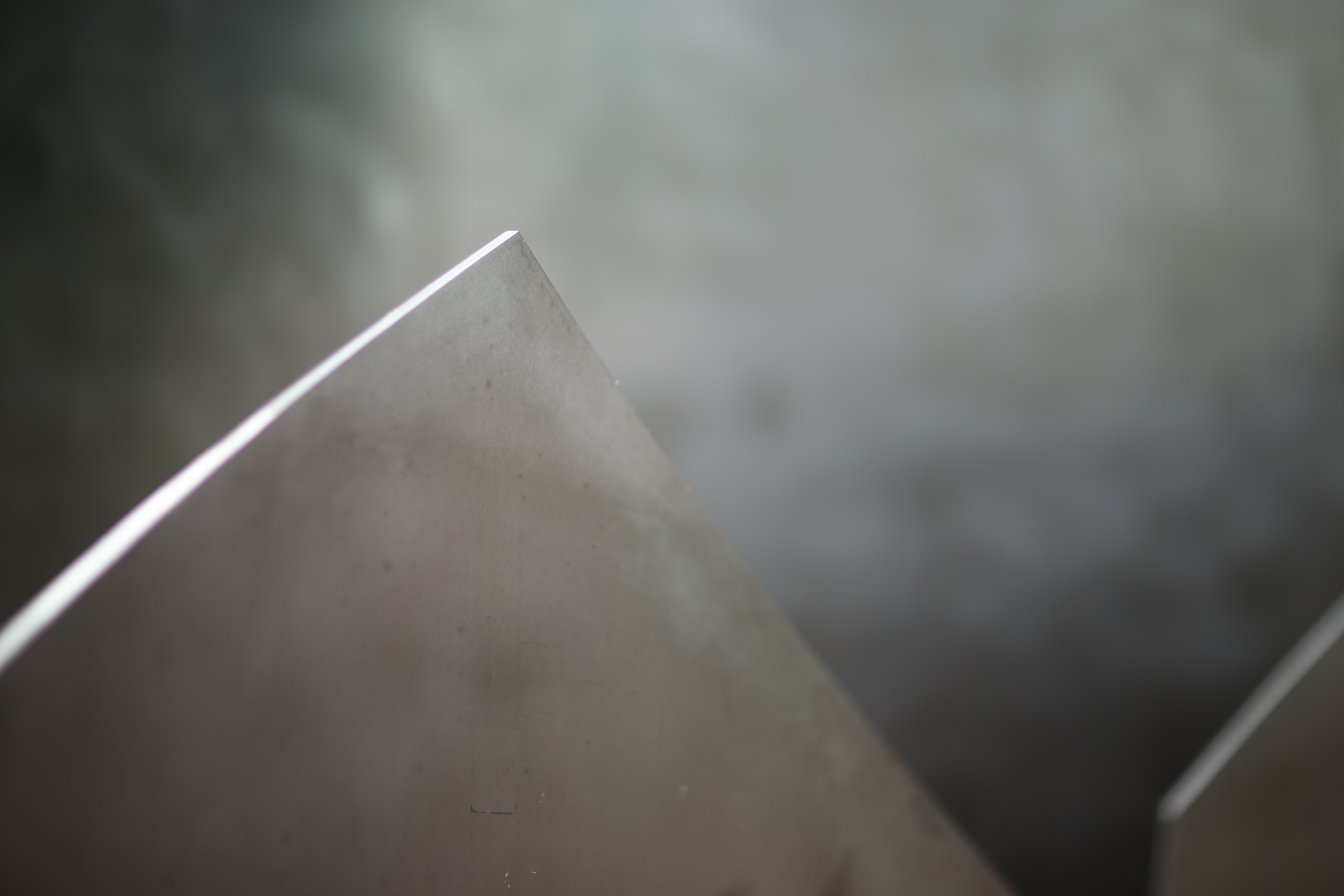

Volker Gerlach entwarf die Plastik Große Begehbare Hannover, 1976 nahe dem Ihmeufer aufgestellt. Sie besteht aus sieben gekrümmten, bis zu vier Meter hohen Edelstahlflächen, zwischen denen man hindurchgehen kann.:87
- Standort: Nahe dem Ihmeufer, im Knick von Calenberger Straße und Glockseestraße (Lage)

### Wolf Gloßner
Die Edelstahlplastik Cross Tower von Wolf Gloßner (1940 bis 2017) kaufte ein Kunstgewerbehändler, um sie 1997 vor seinem Geschäft in der Karmarschstraße aufzustellen. Später erwarb die Stadt das Objekt, angeregt von der Sparkasse und mit Unterstützung der Niedersächsischen Lottostiftung. In einem Faltblatt des städtischen Kulturbüros heißt es dazu, der Cross Tower erscheine zunächst ruhig, weil er wegen seiner Größe und Form kaum auffalle. Erst wenn der Vorbeikommende nah an ihn herantrete, entfalte er seine Wirkung. Die Plastik fordere dazu auf, sie aus unterschiedlichen Blickwinkeln zu betrachten, Linien und Ebenen an ihr zu entdecken. Durch die stark vertikale Betonung leite sie den Blick nach oben. Der Cross Tower sei in seiner Form charakteristisch für Gloßner: er beziehe sich auf die Baugeschichte, wirke von Gefühlen getragen und geheimnisvoll.
Gloßners Plastik Tor ist deutlich älter als der Cross Tower. Sie wurde 1982 auf die begrünte Mittelinsel des Goetheplatzes gestellt. Man nutzte dafür ein Fundament, das ursprünglich für den roten Glasturm von Hans Kuhn entstand.:122
- Standort Cross Tower: Karmarschstraße (Lage)
- Standort Tor: Goetheplatz (Lage)

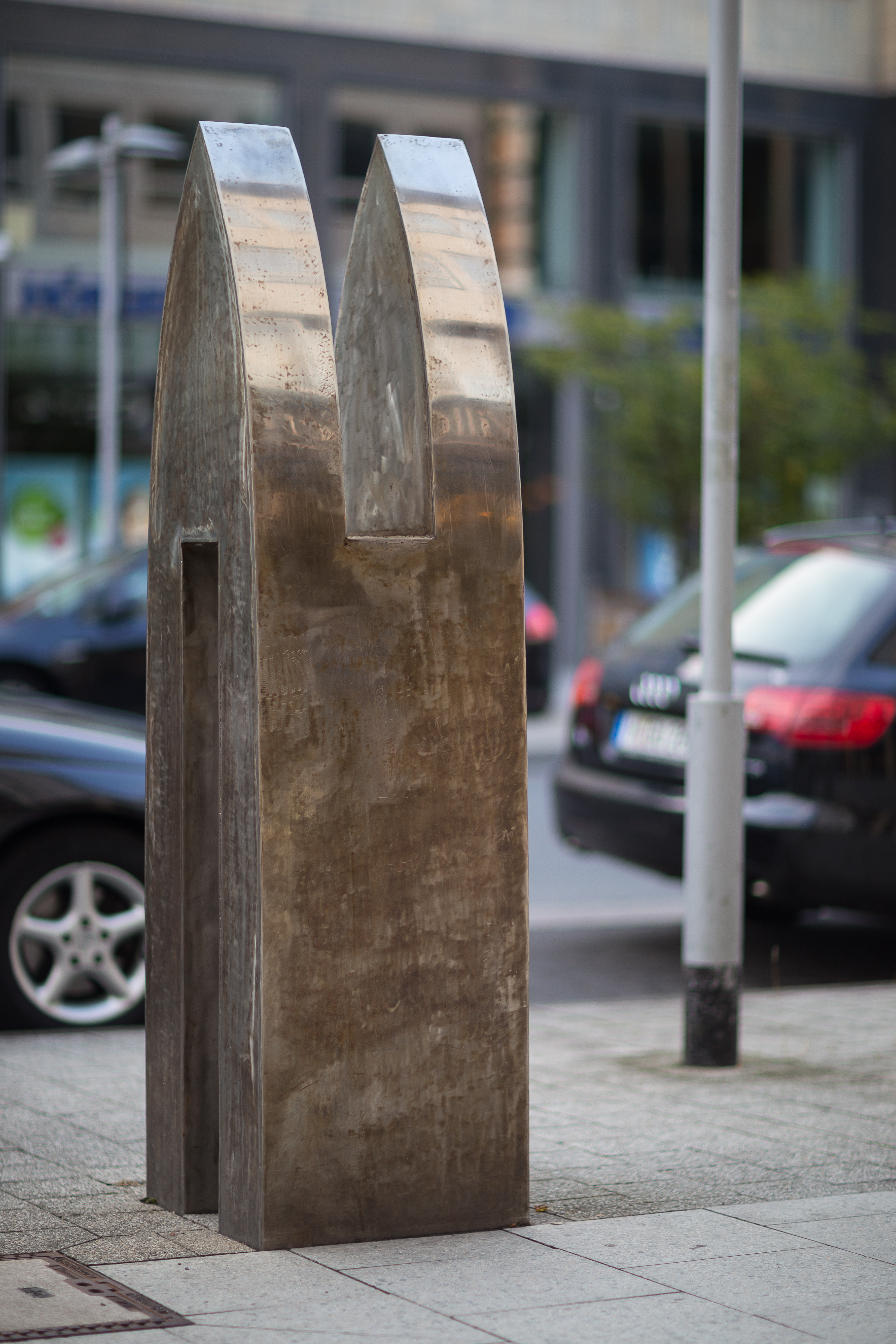
Cross Tower
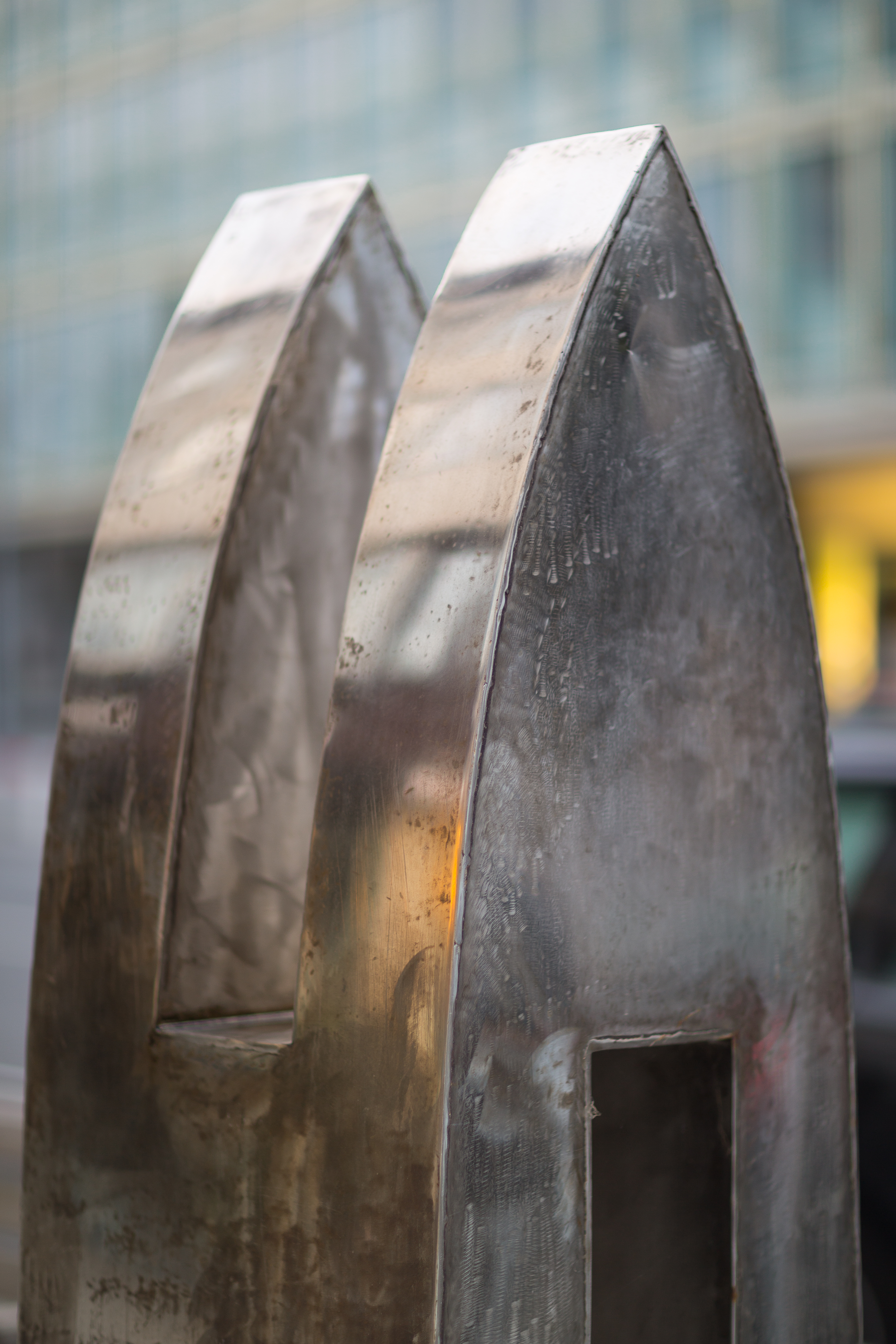
Cross Tower
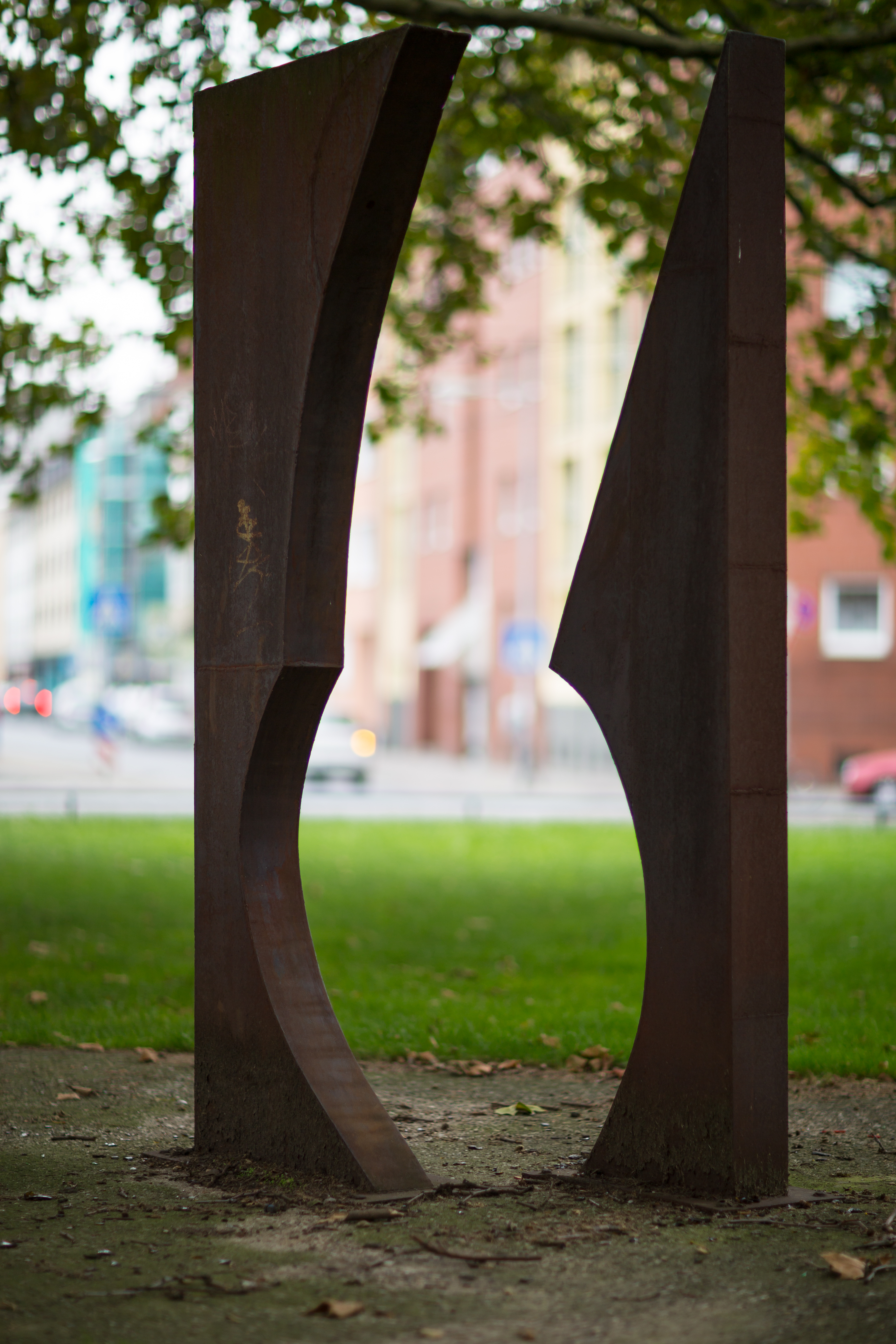
Tor
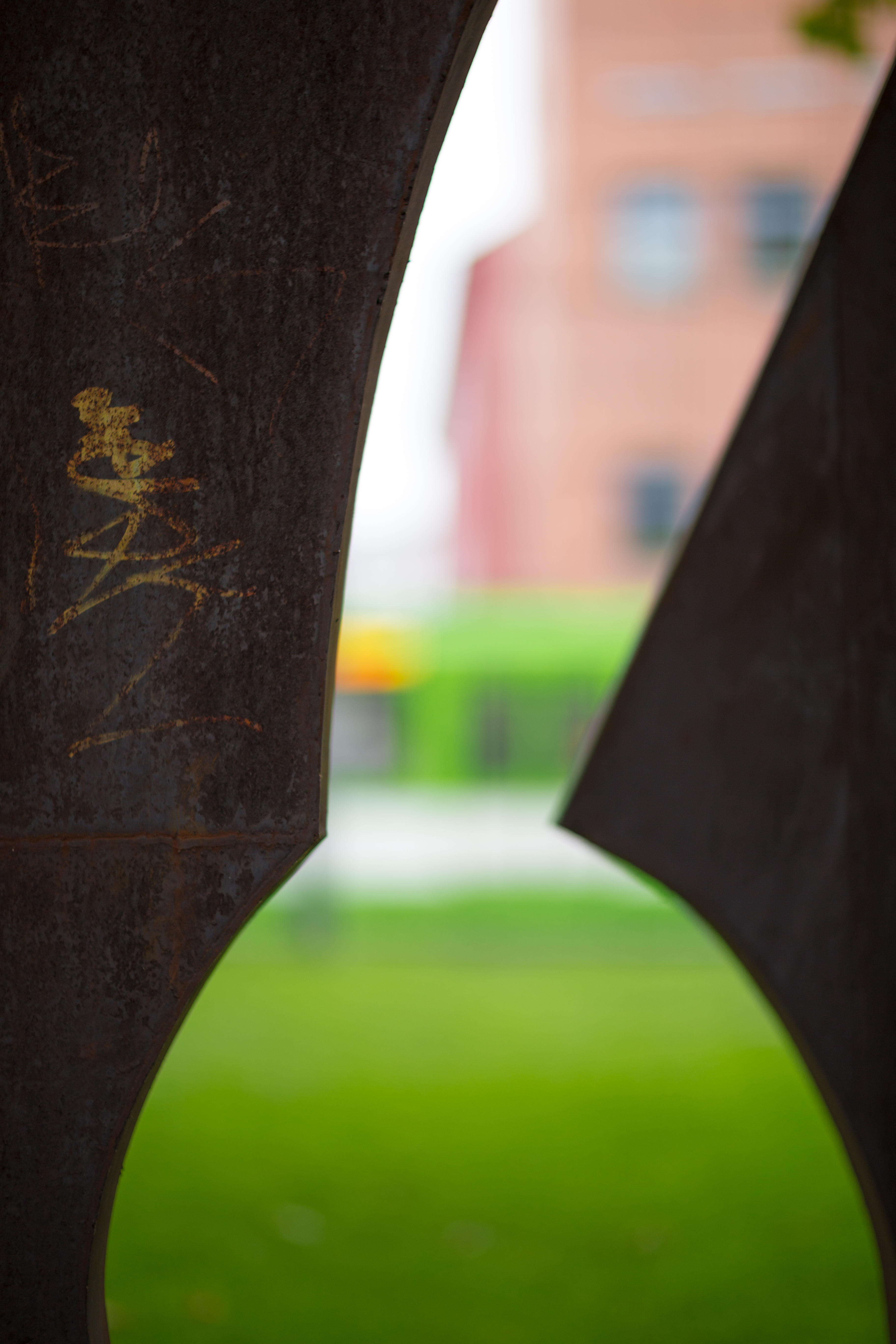
Tor

### Jorge La Guardia

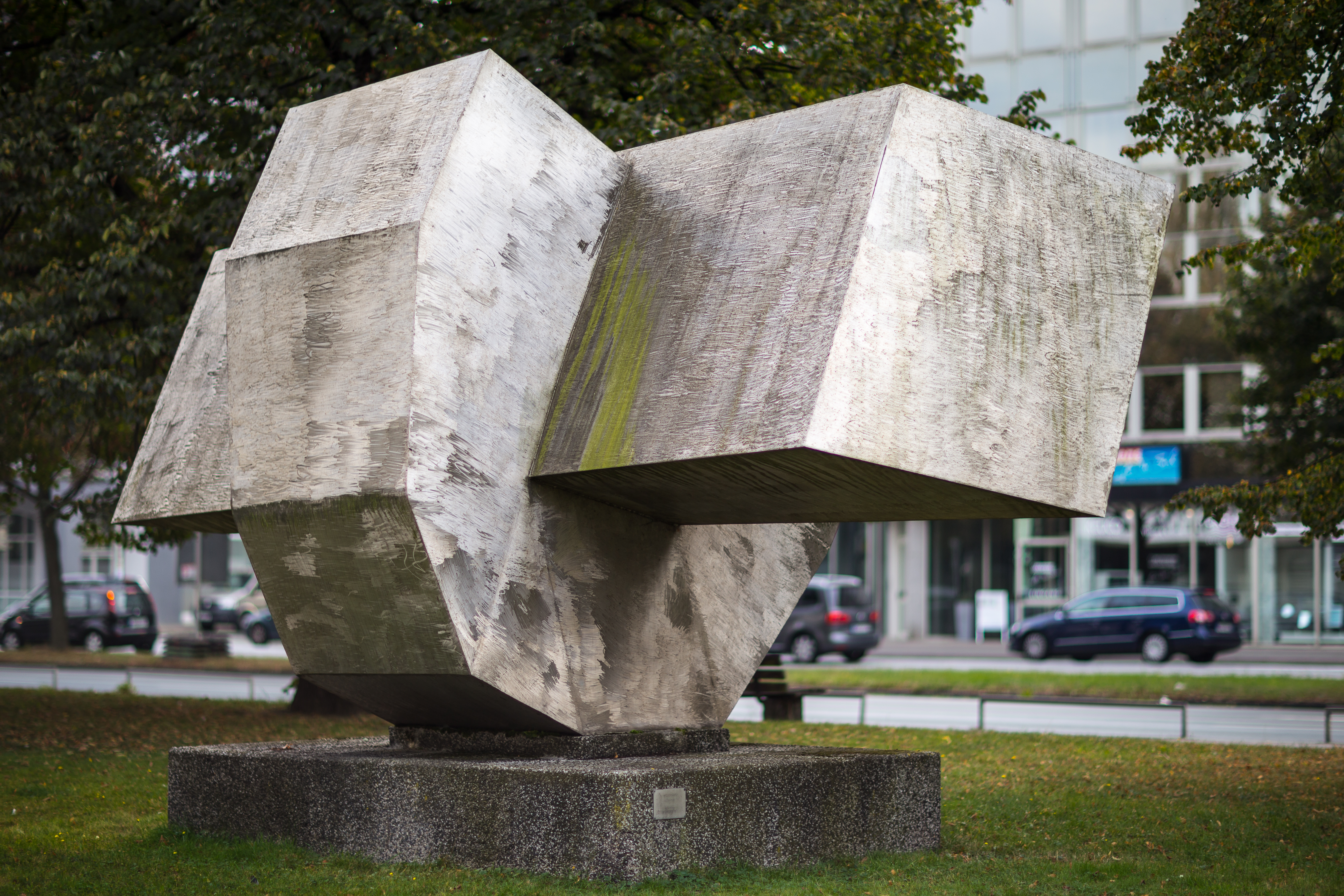
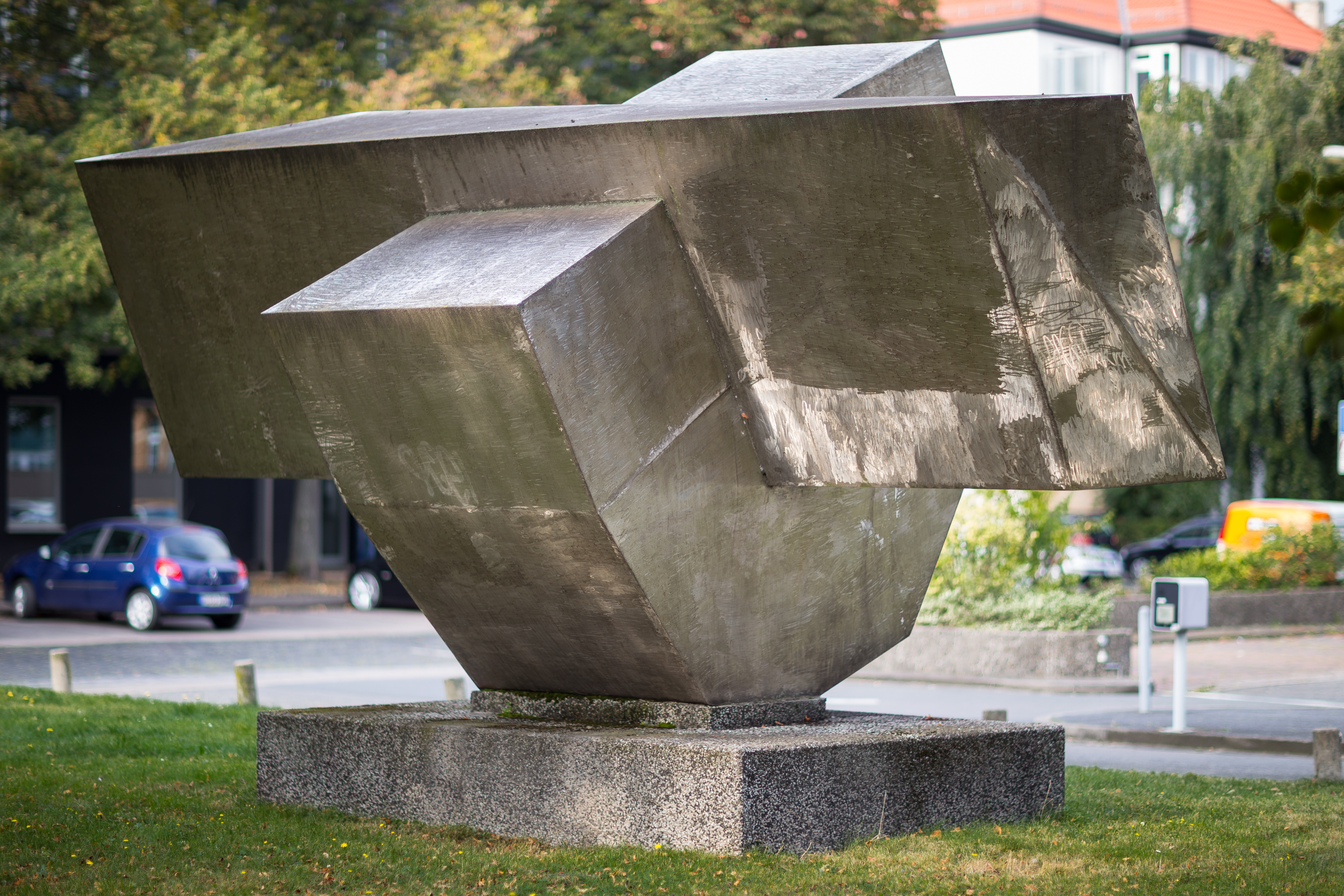
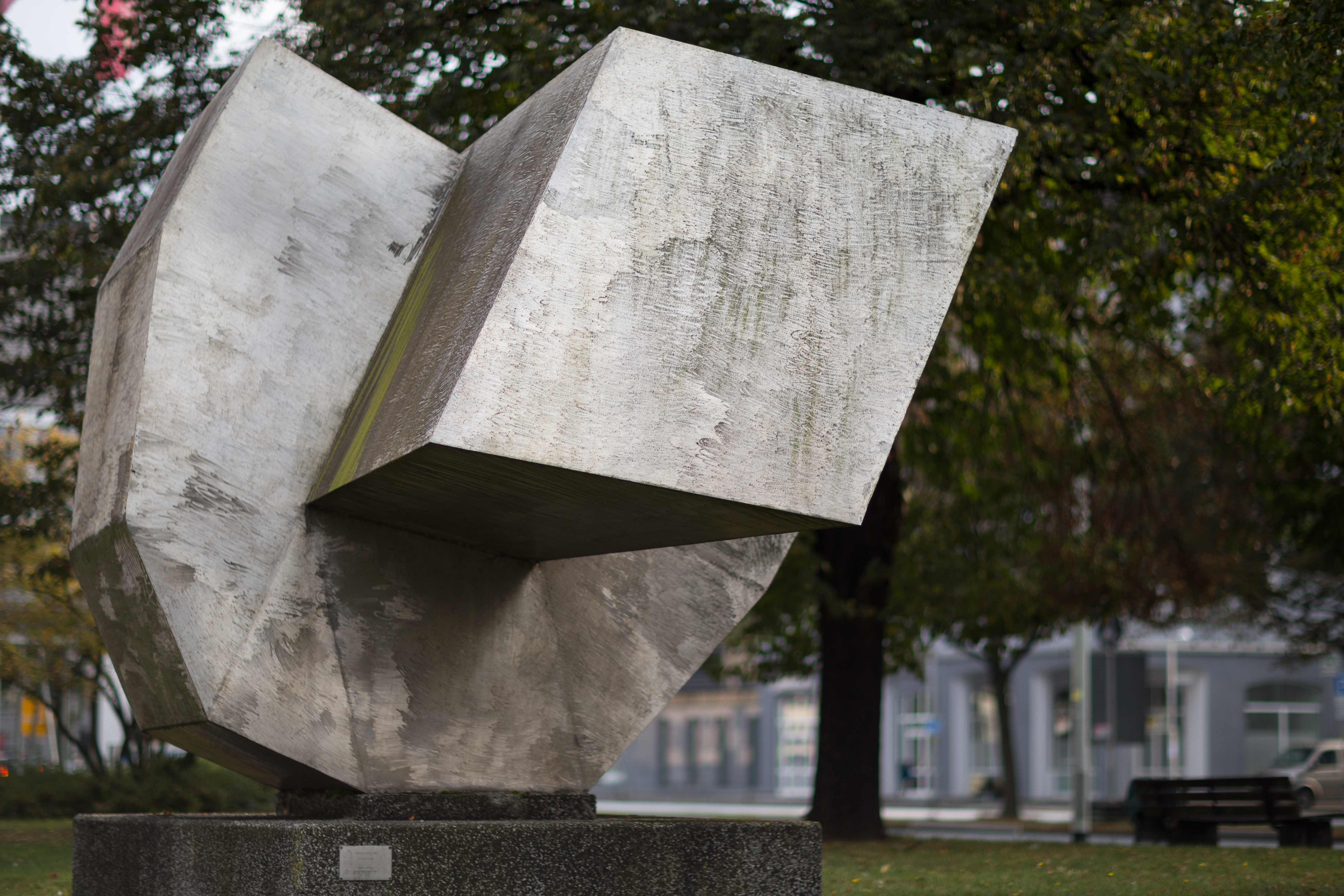

Jorge La Guardia schuf seine Plastik Penetracion (Durchdringung) als Ergänzung für das Haus der Handwerkskammer. Seit 1979 steht das Stahlobjekt auf einer Rasenfläche an der Berliner Allee. Die Stadt beauftragte 2006 eine Gutachterkommission damit, sich mit dem Zustand der öffentlichen Kunstwerke zu befassen. Über die Penetracion urteilten die Gutachter, die Plastik sei in ihrer Umsetzung nicht ganz konsequent gelungen und weise formale Unstimmigkeiten auf. Bezogen auf das nebenstehende Gebäude besitze die Plastik aber einen schlüssigen Charakter, der jedoch ins Plakative ginge. An der Aufstellung kritisierte die Kommission, dass die Plastik zu sehr an der Straße ausgerichtet sei.:91
- Standort Penetracion: Berliner Allee, vor dem Haus der Handwerkskammer (Lage)

### Karl Hartung
Die aus Kalksandstein bestehende Große Kugelform von Karl Hartung (1908 bis 1967) war die erste abstrakte Skulptur, die ihren Weg in die Straßen Hannovers fand. Möglicherweise war sie sogar die erste abstrakte Arbeit in ganz Westdeutschland, die nach dem Krieg von einer Stadt erworben wurde. Nach Hannover kam sie zunächst als Exponat vor dem Berlin-Pavillon auf der Hannover Messe und wurde 1956 angekauft. Anfangs stand sie vor neugebauten Werner-von-Siemens-Schule in der List,:21  ehe man sie als Mahnmal zur Teilung Deutschlands umfunktionierte und, mit einem Text versehen, auf dem damaligen Kreisverkehr am Aegidientorplatz aufstellte. 1976 wechselte die Kugelform schließlich an ihren heutigen Standort am Georgswall, Ecke Friedrichswall. Nach Auffassung des städtischen Kulturbüros berge sie zwischen der ruhigen Sackgasse und der vielbefahrenen Straße einen Ort der Reflexion. Dem menschlichen Körper diene sie sich als einladendes Gegenüber, das den Blick auf Kopfhöhe freihalte.

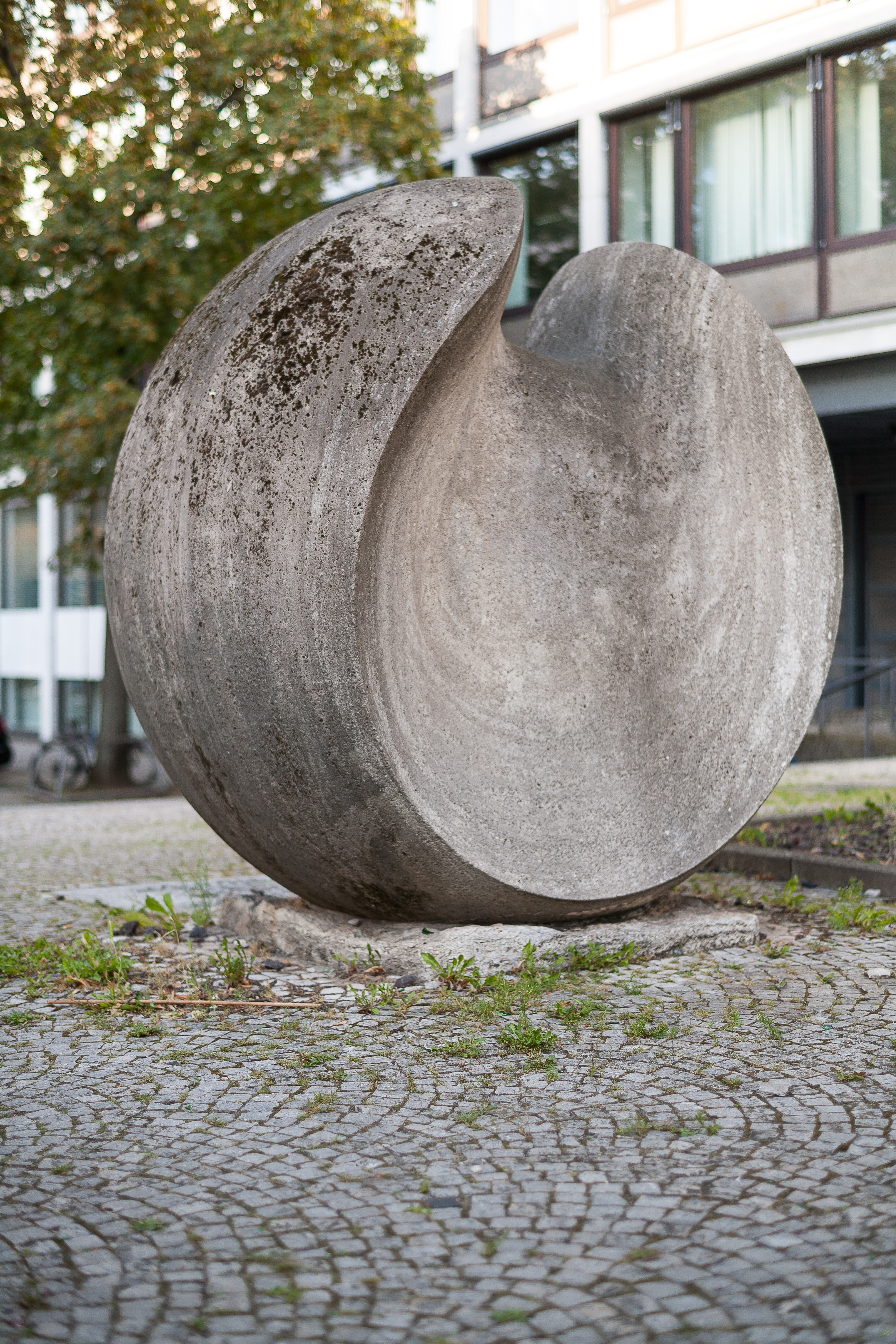
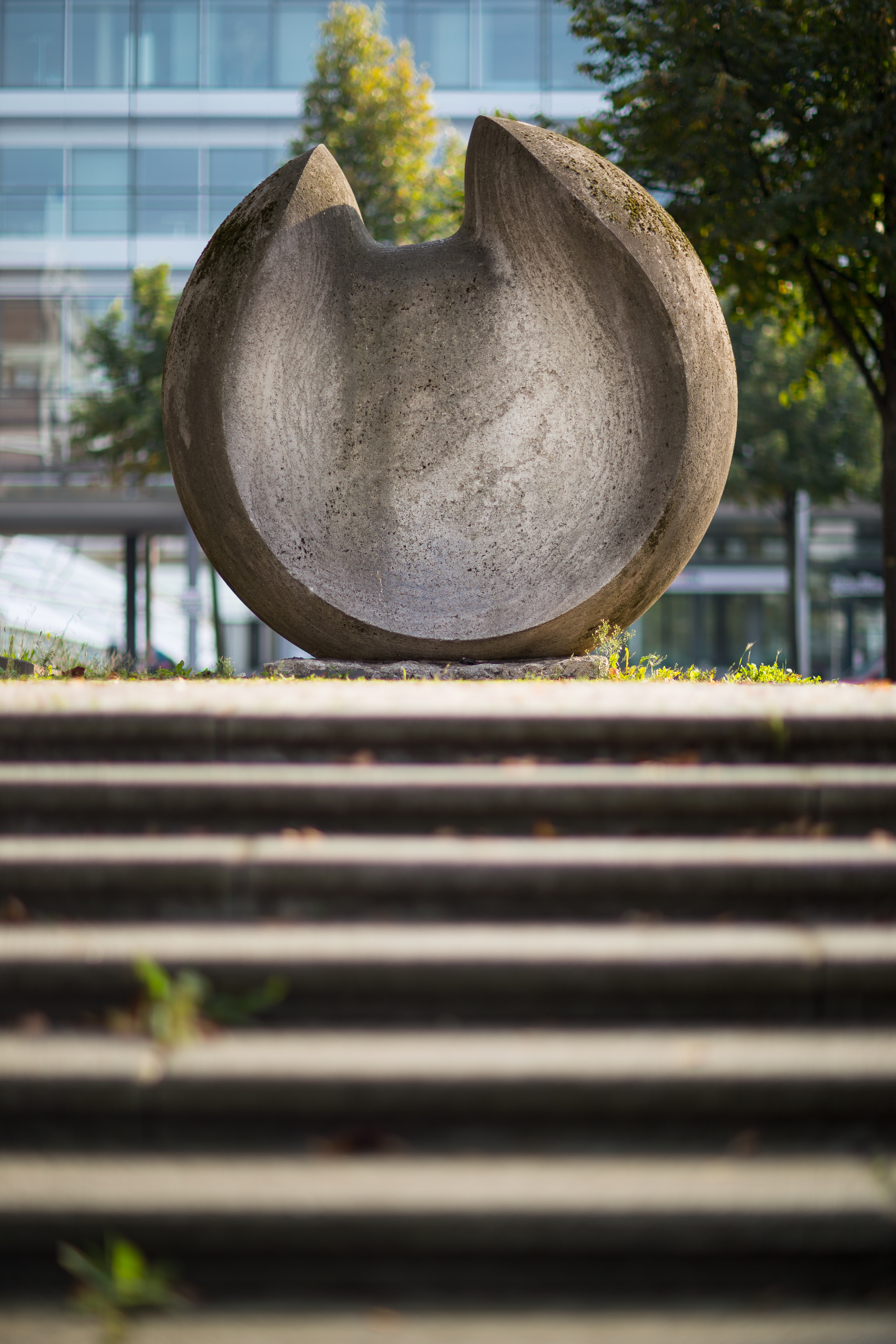
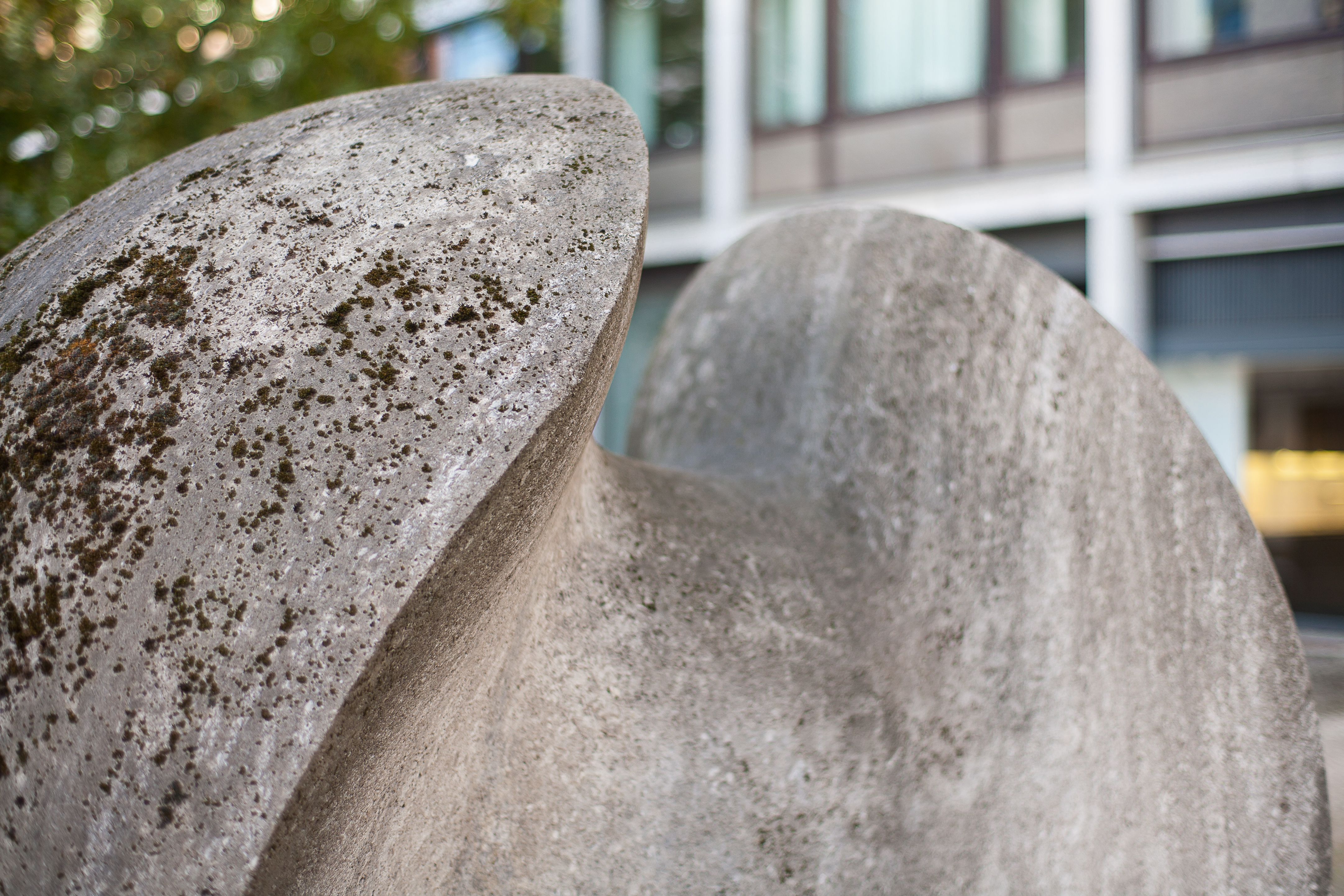

Die Stadt beauftragte im Jahr 2006 eine Gutachterkommission, den Zustand der öffentlichen Kunstobjekte zu bewerten. An der Großen Kugelform monierte die Kommission, dass sich die historischen Bezüge dem Betrachter nicht erschlössen, sofern dieser keine Vorkenntnisse besitze. Die Kommission regte daher an, eine Texttafel mit Erläuterungen anzubringen.:75
- Standort: Georgswall, Ecke Friedrichswall (Lage)

### Erich Hauser
Der Bildhauer Erich Hauser (1930 bis 2004) schuf mehrere Stahlplastiken für Hannover. Sein Relief o. T entstand 1965 als Kunst am Bau für die städtische Galerie KUBUS am Theodor-Lessing-Platz. In einem Faltblatt des städtischen Kulturbüros heißt es, das Relief hätte von Beginn an die Erscheinung des Gebäudes bestimmt, ohne dabei zum einfachen Fassadenschmuck verkommen zu sein. Mit seinem Namen – Kubus, also Würfel – stehe das Gebäude für einen geordneten, neutralen Ausstellungsraum. Mit den in viele verschiedene Richtungen zeigenden Stahlflächen setze sich Hausers Arbeit darüber hinweg. Auf diese Weise betone das Relief die Eigenständigkeit der Kunst im Innern des Hauses und werde zum weithin sichtbaren Aushängeschild dieser Institution.
Die Edelstahlplastik Stahl 5/81 wurde 1981 kurz nach der Eröffnung des Sprengel Museums vor dessen Eingang aufgestellt. Nach Einschätzung des städtischen Kulturbüros stimme die Arbeit auf das Museum ein, stehe mit dem Bau in direkter Verbindung und setze dabei eindeutige visuelle Effekte.
Die Plastik Stahl 17/87 überragt mit ihren 16 m Breite den Mittelstreifen der Brühlstraße. In der Bürgerschaft stieß die Arbeit auf so große Resonanz, dass sich die Hannoveraner finanziell an ihrem Ankauf beteiligten. Von den Stadtbewohnern wird sie wegen ihrer Form der „Stählerne Engel“ genannt. In einem Faltblatt des städtischen Kulturbüros heißt es über Stahl 17/87, unterschiedliche große und ausgerichtete Stahlplatten sorgten für ein Spannungsverhältnis, das die Plastik wirken lasse. Die vielschichtigen Ebenen und reflektierenden Oberflächen stehen in einem gewissen Bezug zu den umliegenden Bürogebäuden. Stahl 17/87 wurde zunächst auf der Ausstellung „Stahl 2“ gezeigt (Galerie kö 24) und kam anschließend zu ihrem Standort an Hannovers Skulpturenmeile.
- Standort o. T.: Theodor-Lessing-Platz (Lage)
- Standort Stahl 5/81: Kurt-Schwitters-Platz, vor dem Sprengel Museum Hannover (Lage)
- Standort Stahl 17/87: Brühlstraße, auf Höhe Andertensche Wiese (Lage)

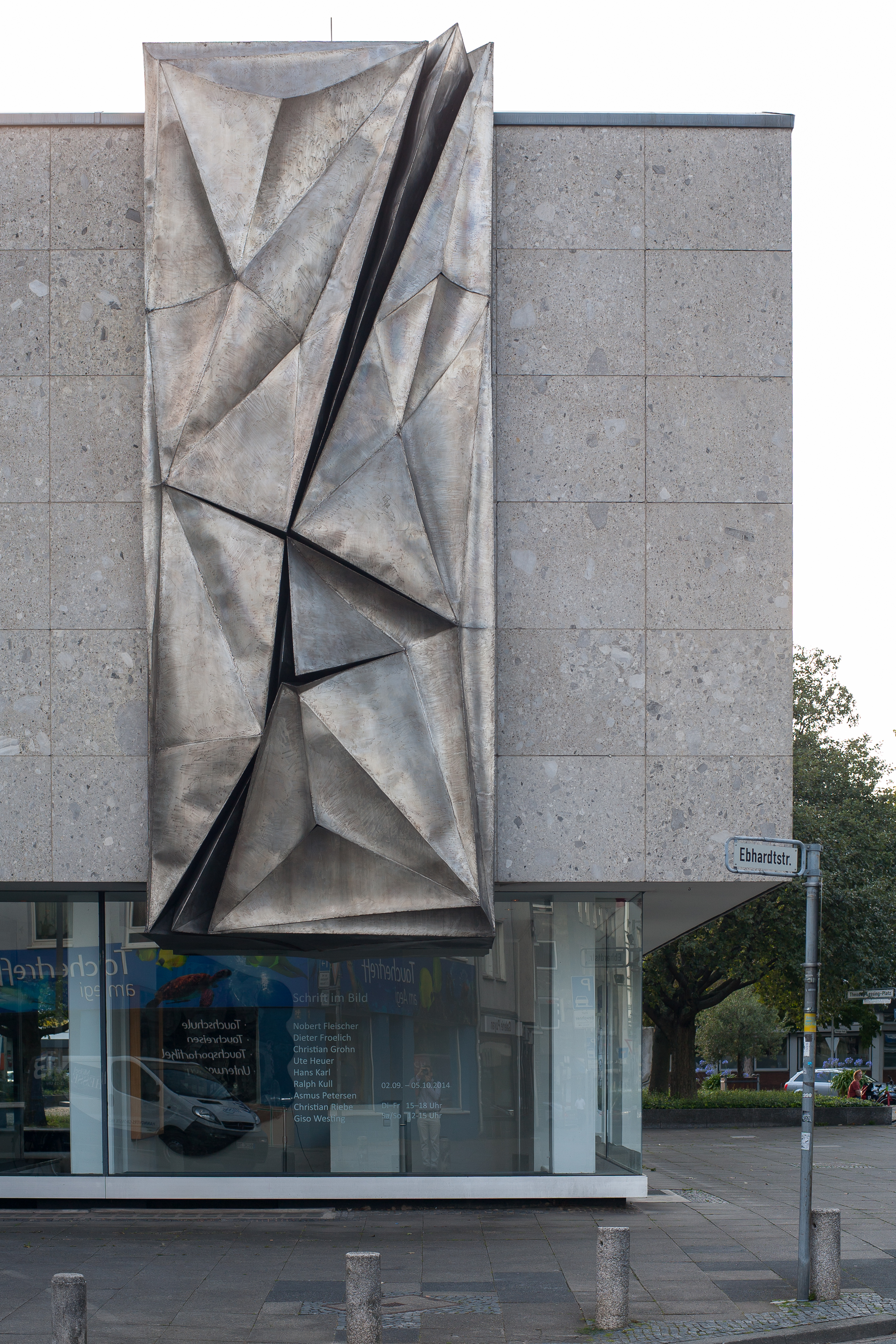
o. T.
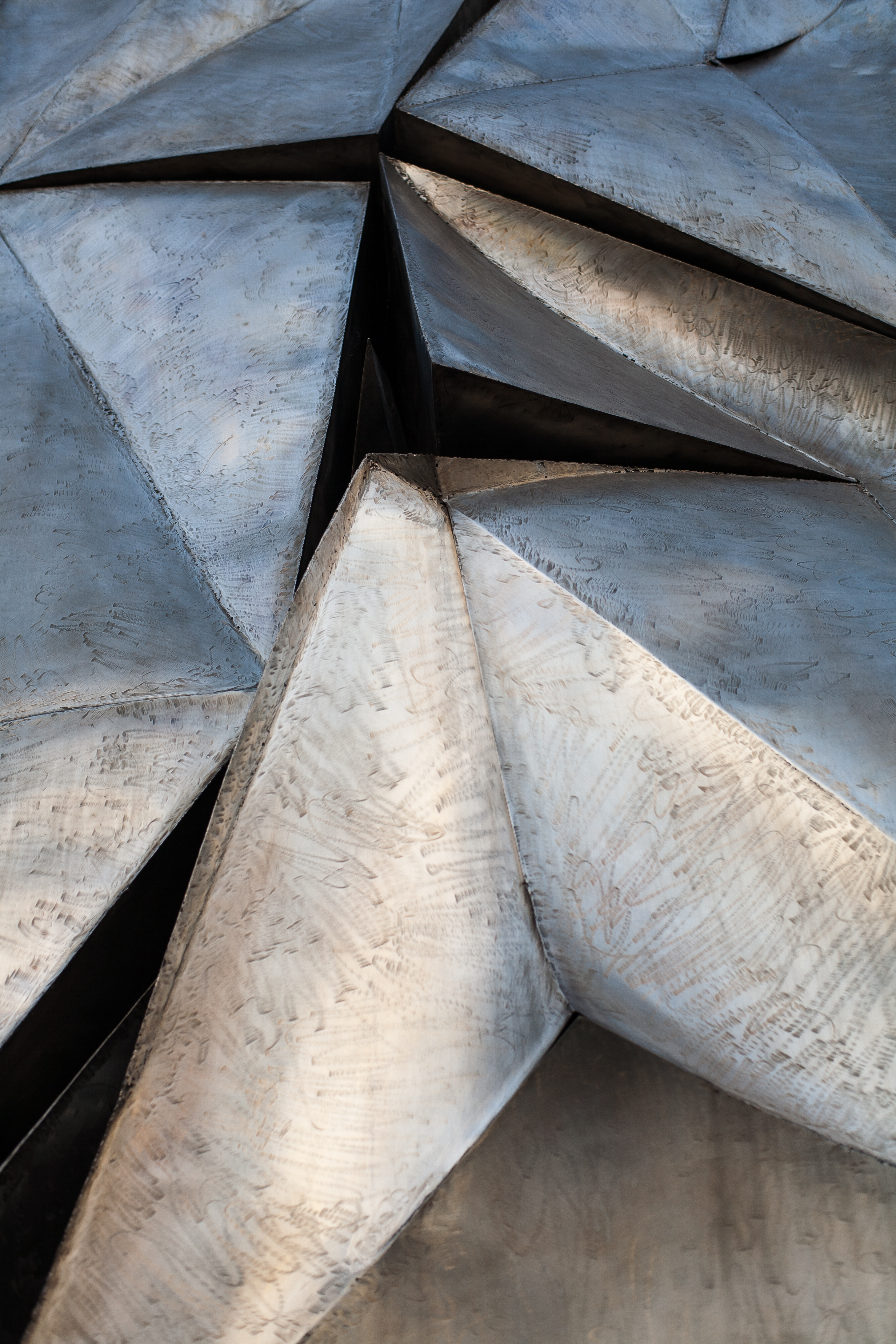
o. T.
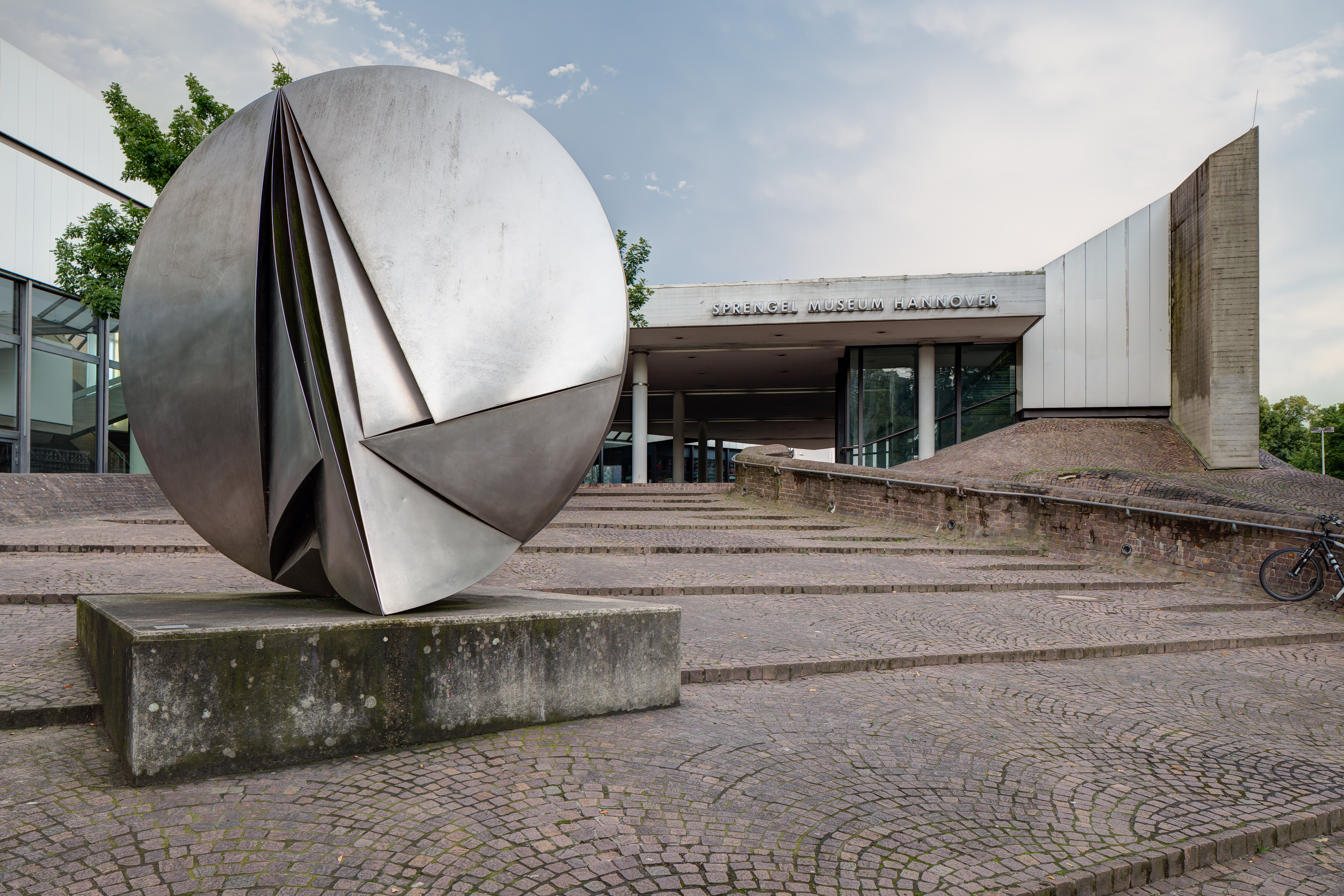
Stahl 5/81
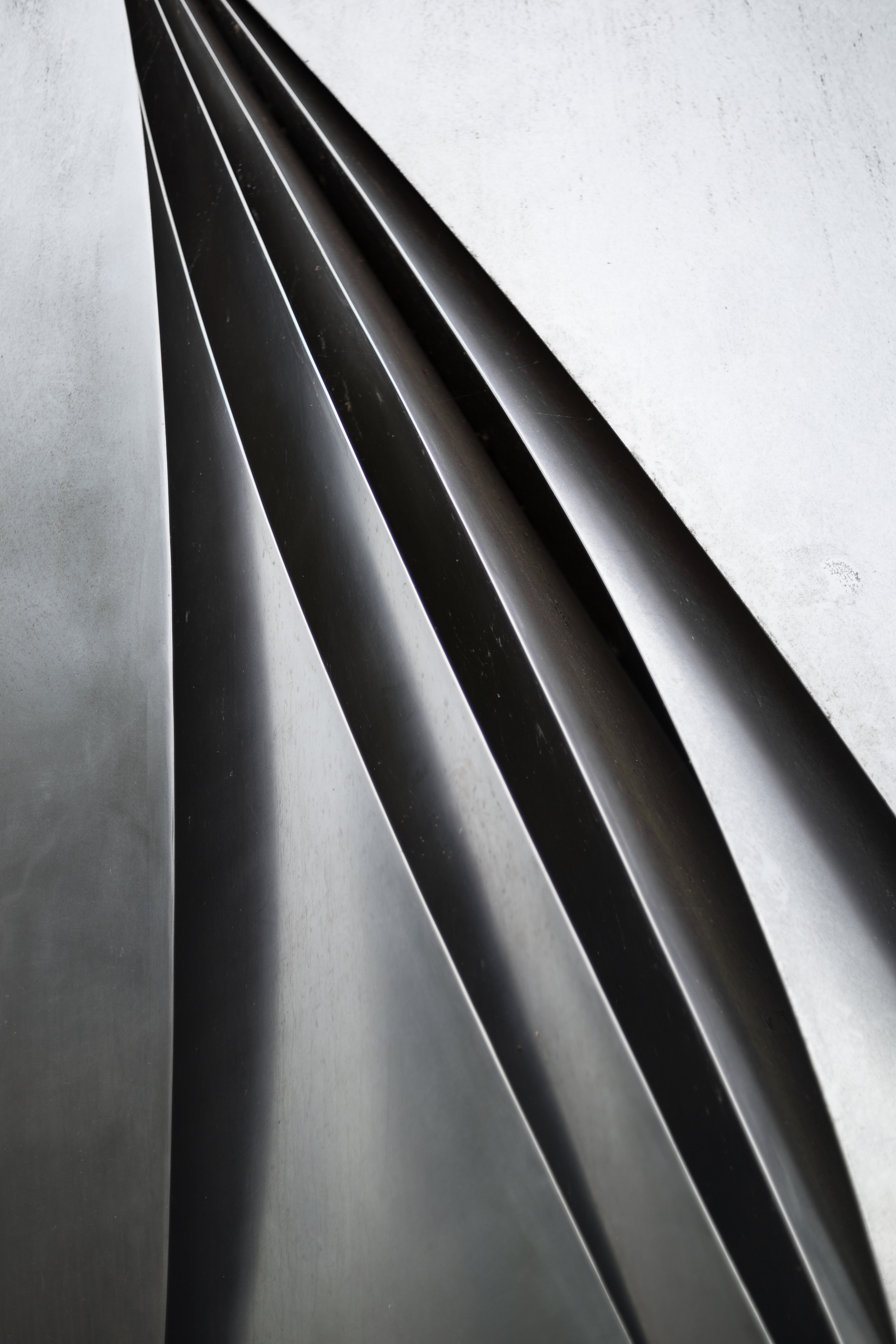
Stahl 5/81
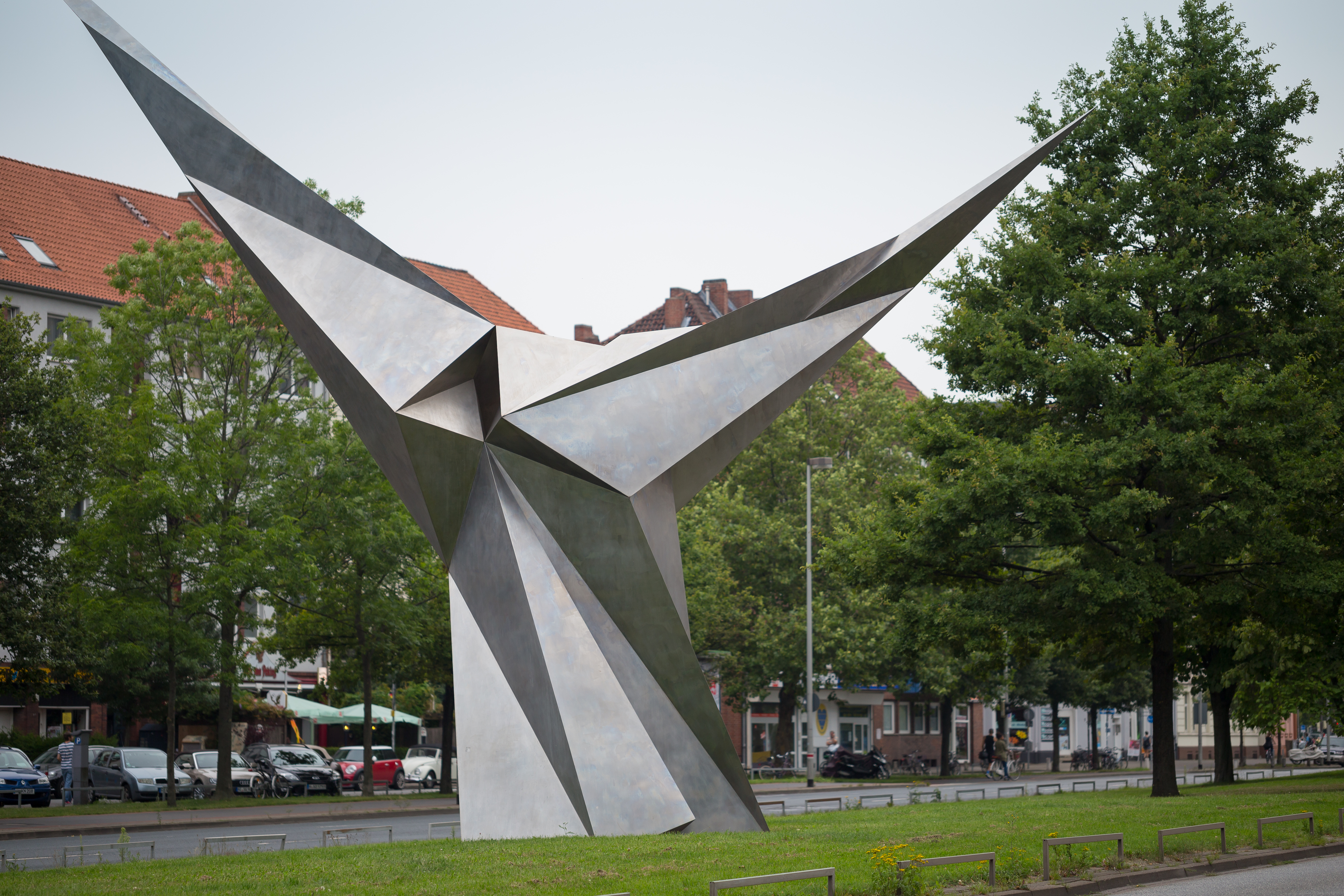
Stahl 17/87
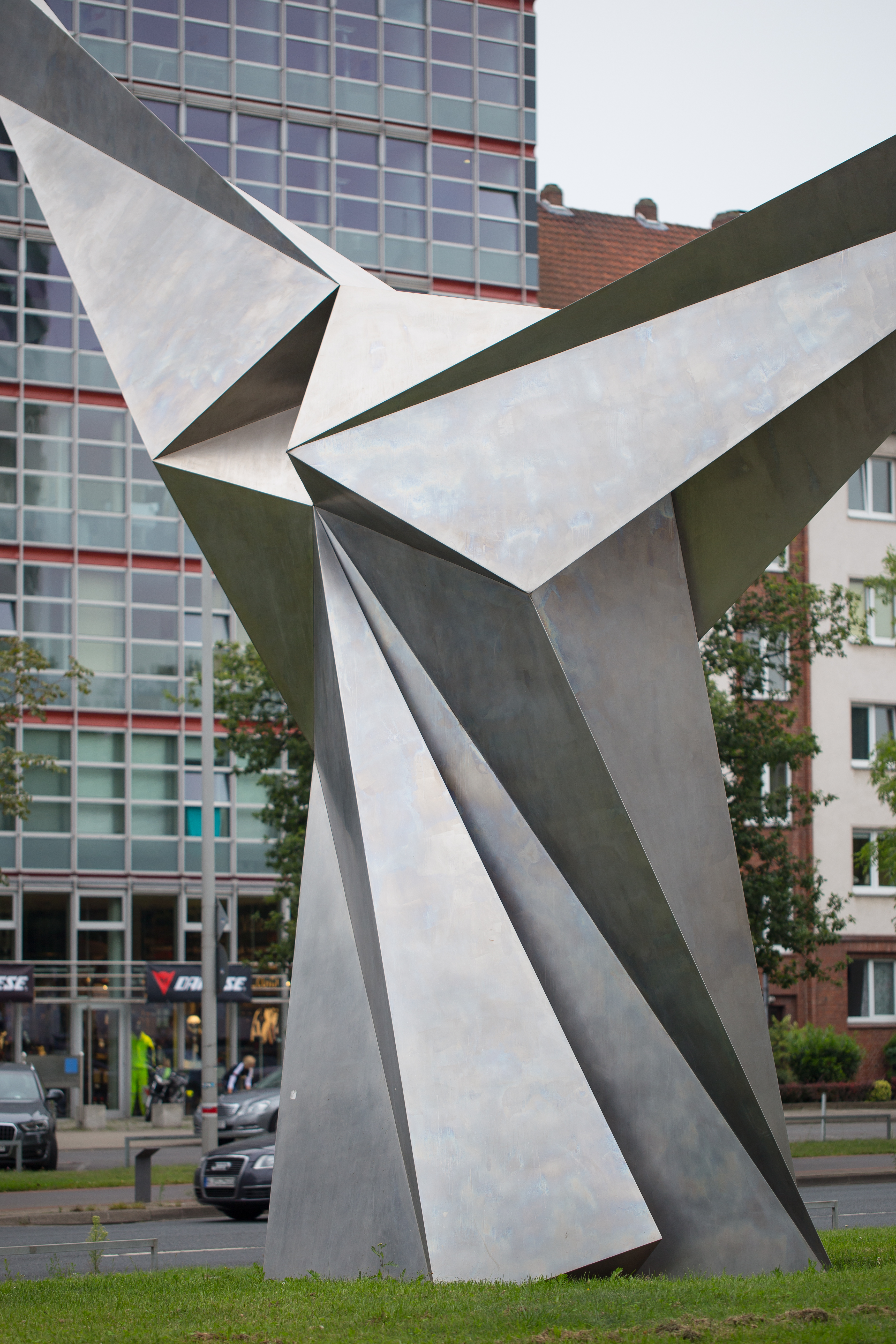
Stahl 17/87

### HAWOLI (Hans Wolf Lingemann)

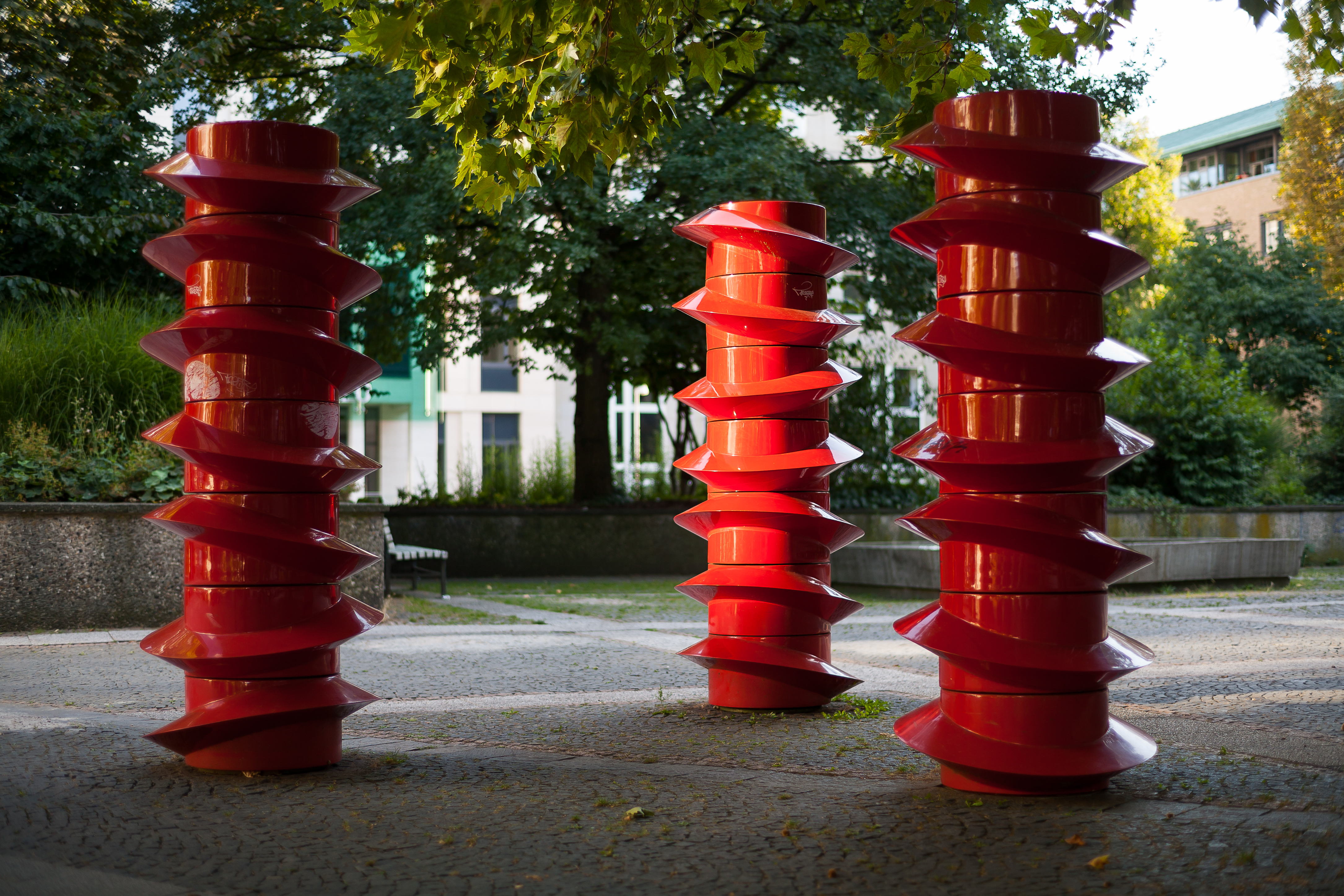
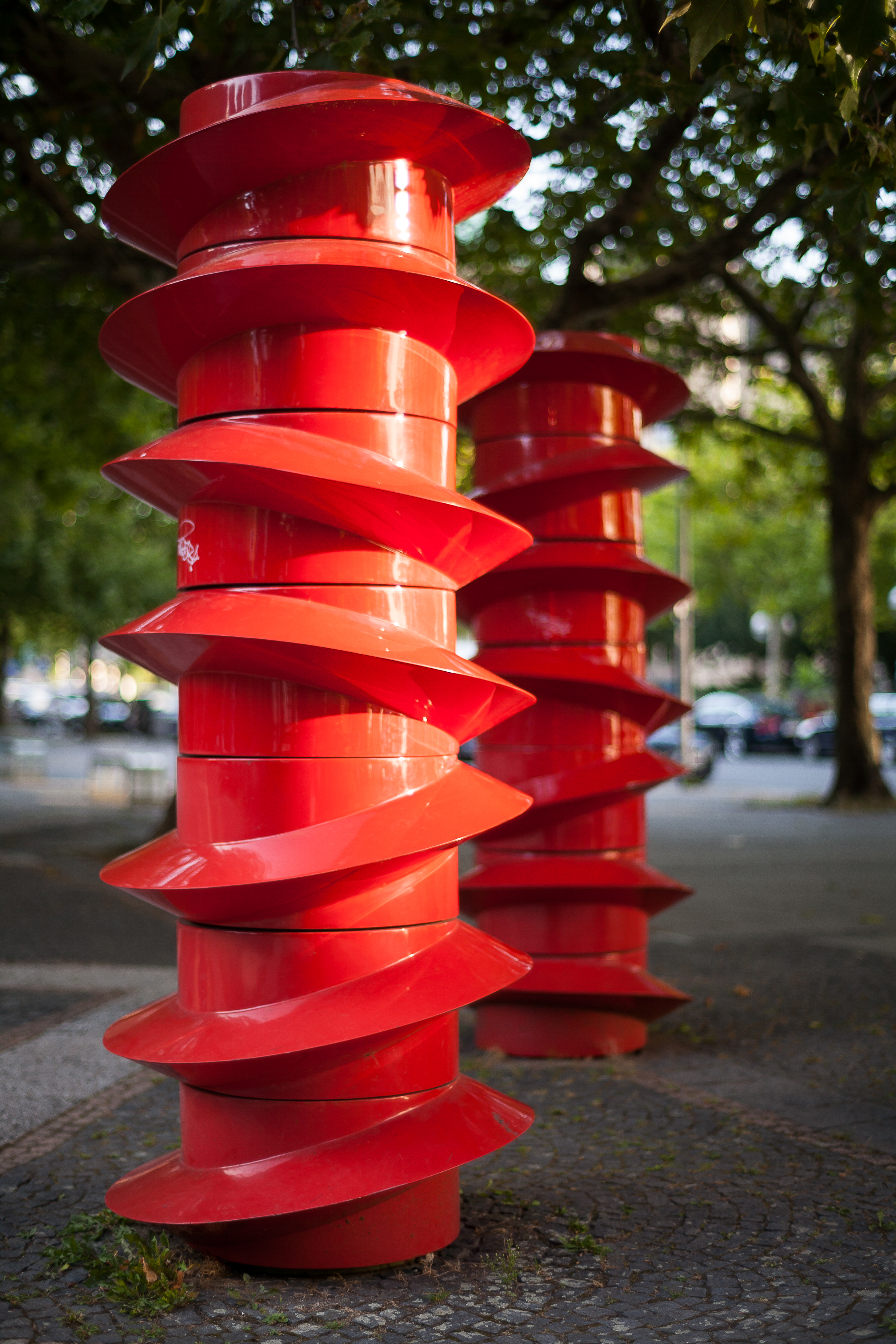

Die Drehbaren Schrauben von HAWOLI (Hans Wolf Lingemann, geboren 1935 in Bleckede) fanden wie viele andere Objekte im Rahmen des „Straßenkunstprogramms“ Anfang der 1970er Jahre ihren Platz auf Hannovers Straßen und Plätzen. Die aus rot lackierten Polyester gearbeiteten Schrauben stehen seit 1971 am Georgsplatz und sind – nach Auffassung des städtischen Kulturbüros – Straßenkunst im eigentlichen Sinne: Sie ließen sich bewegen, wirkten wie ein Signal und reizten dazu, sich Vorstellungen über das eigene Handeln zu machen. HAWOLI wollte eigentlich, dass seine Plastiken an einem anderen Ort aufgestellt werden, an dem sie den Vorbeikommenden mehr im Weg stünden und so eine stärkere Auseinandersetzung mit ihnen provozierten. Am Georgsplatz gehören die Schrauben nun zu einem größeren Ensemble von Straßenkunst, das über die Jahre gewachsen ist. In einem Faltblatt des Kulturbüros heißt es dazu, die einzelnen Objekte begegneten dort unterschiedlichen Ansprüchen, die an Kunst im städtischen Umfeld gestellt würden.
2006 berief die Stadt eine Kommission, die den Zustand der öffentlichen Kunstwerke ermitteln sollte. In ihrem Abschlussbericht empfahl die Kommission, die Drehbaren Schrauben wie von HAWOLI gewünscht näher am Gehweg aufzustellen, sollte der Georgsplatz umgestaltet werden. Auch müsste die Farbe aufgefrischt werden und die Schrauben sollten ihre ursprünglich leichte Beweglichkeit zurückerhalten.:84 Das gesamte Ensemble am Georgsplatz betrachtete die Kommission kritisch: Es sei eine Ansammlung unterschiedlicher Arbeiten, deren Auswahl kein Gesamtkonzept erkennen lasse und die daher beliebig wirke. Die Kunstwerke vermittelten eher den Eindruck einer „musealen Freiluftausstellung“ denn einer zeitgenössischen nicht-institutionellen Kunst. Pflastergestaltung, Laternen, Papierkörbe und Parkautomaten konkurrierten mit den Objekten, wodurch die Situation gestalterisch geradezu chaotisch sei.:114
- Standort: Georgsplatz, vor der BHF-Bank (Lage)

### Bernhard Heiliger
Die aus Eisen bestehende Plastik Deus ex machina von Bernhard Heiliger (1915 bis 1995) war 1985 die erste Arbeit, die zum Aufbau der Skulpturenmeile platziert wurde. In einem Faltblatt des städtischen Kulturbüros heißt es über die Plastik, abstrakte Bausteine, die technische Symbole aufgreifen, würden in ihr miteinander verbunden. Die vielfältigen formalen Bezüge kämen vor allem dann zur Geltung, wenn die Plastik aus verschiedenen Winkeln betrachtet werde. Neben Hans Uhlmann und Karl Hartung ist mit Bernhard Heiliger ein weiterer, bedeutender Nachkriegsbildhauer in Hannover vertreten.

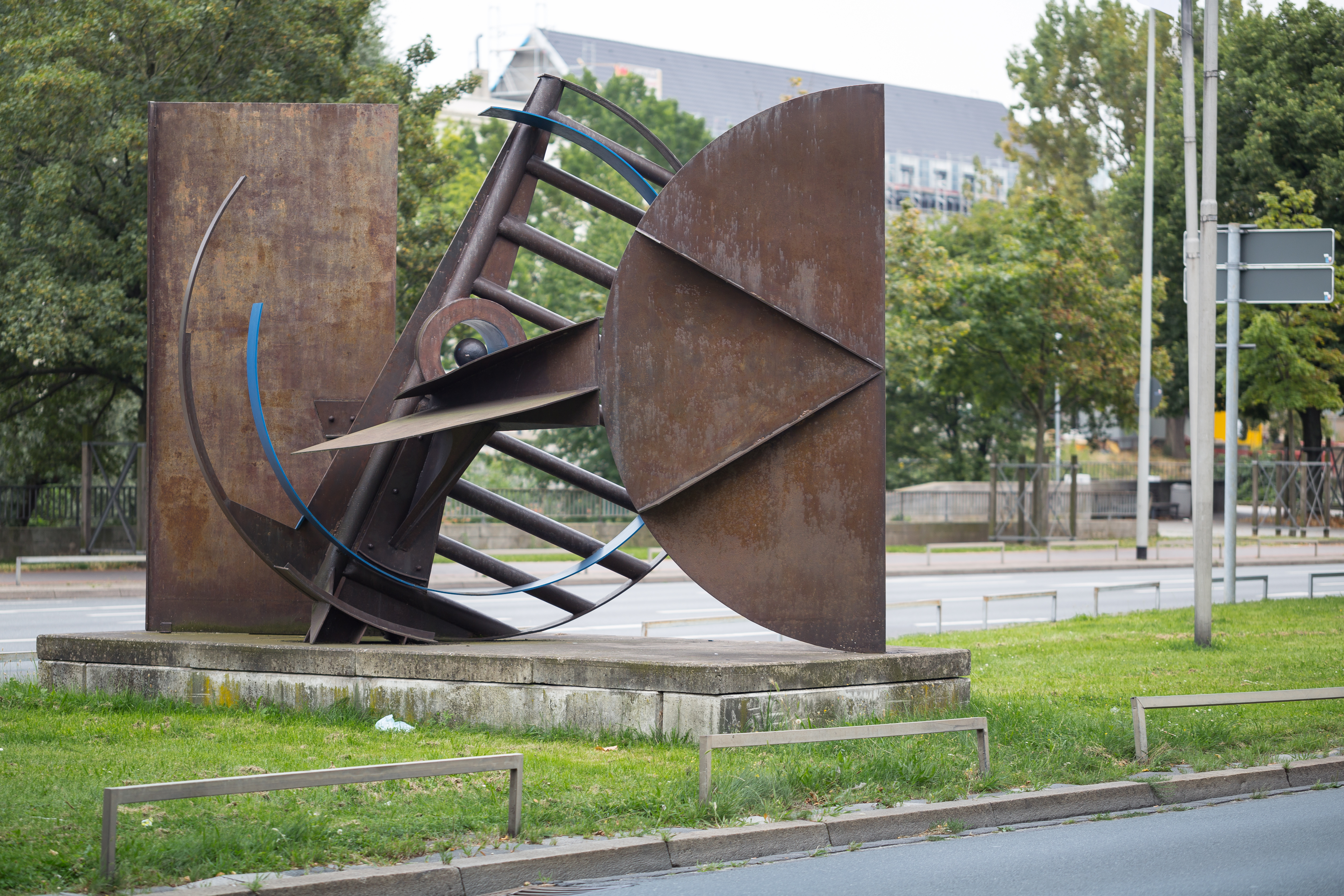
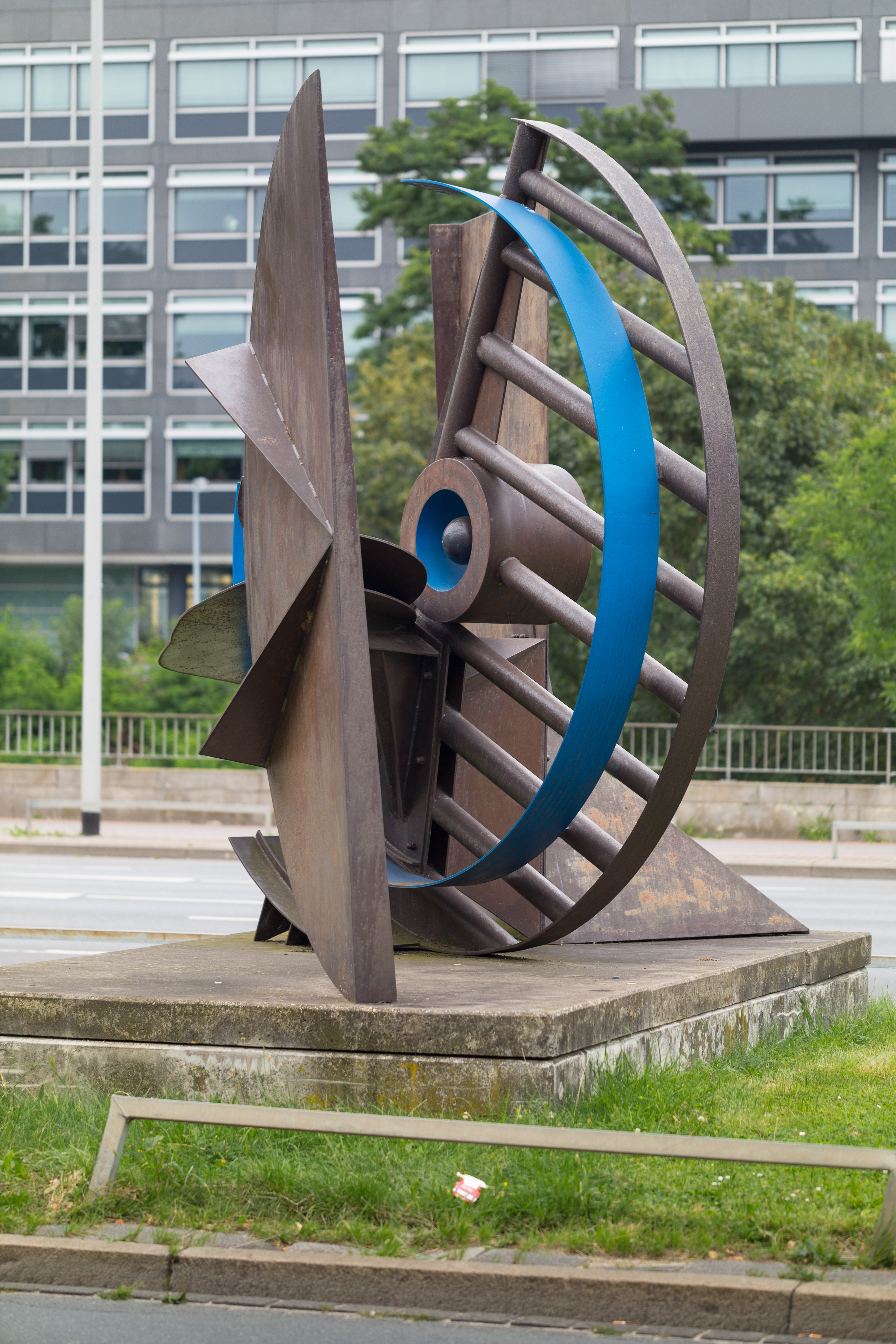
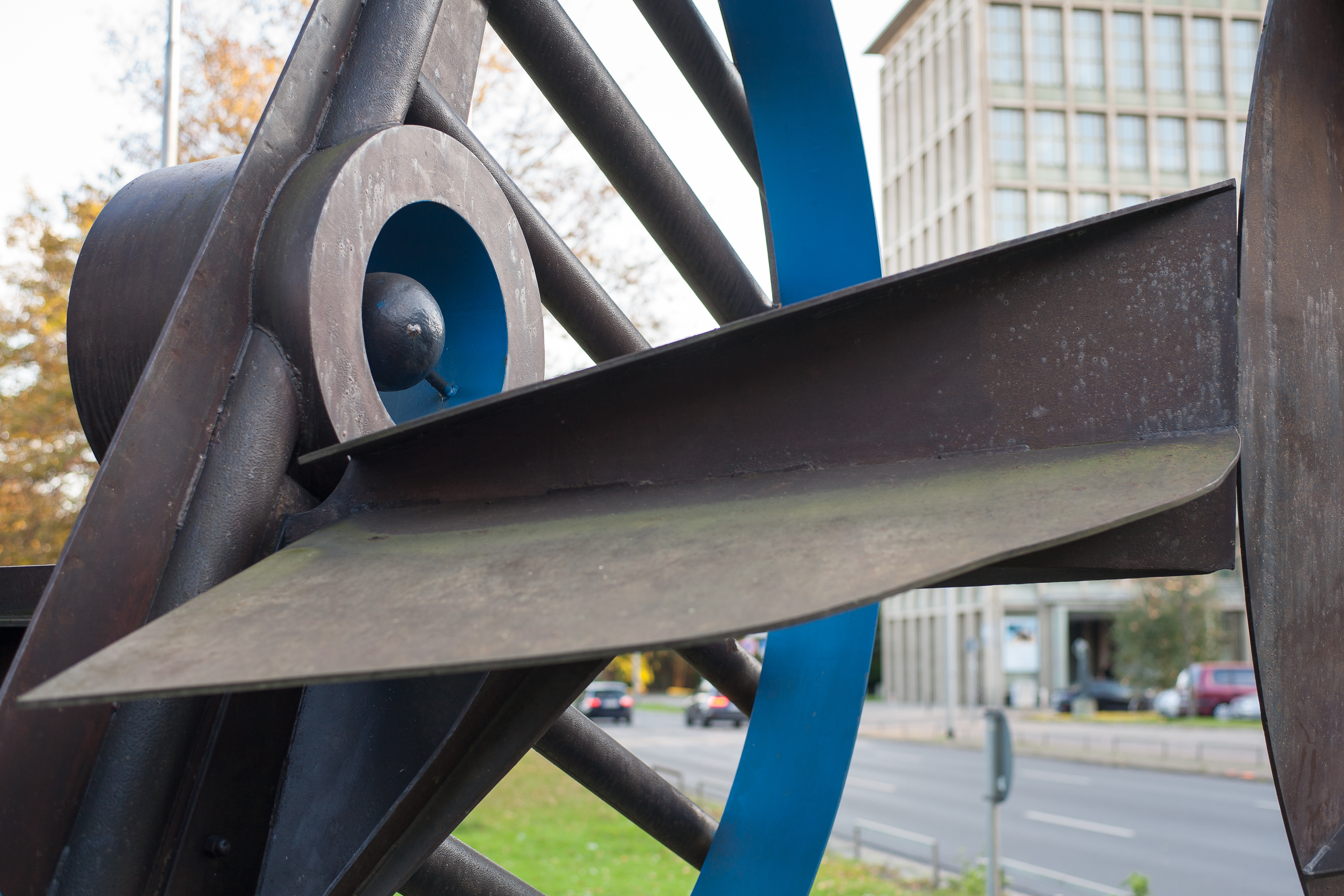
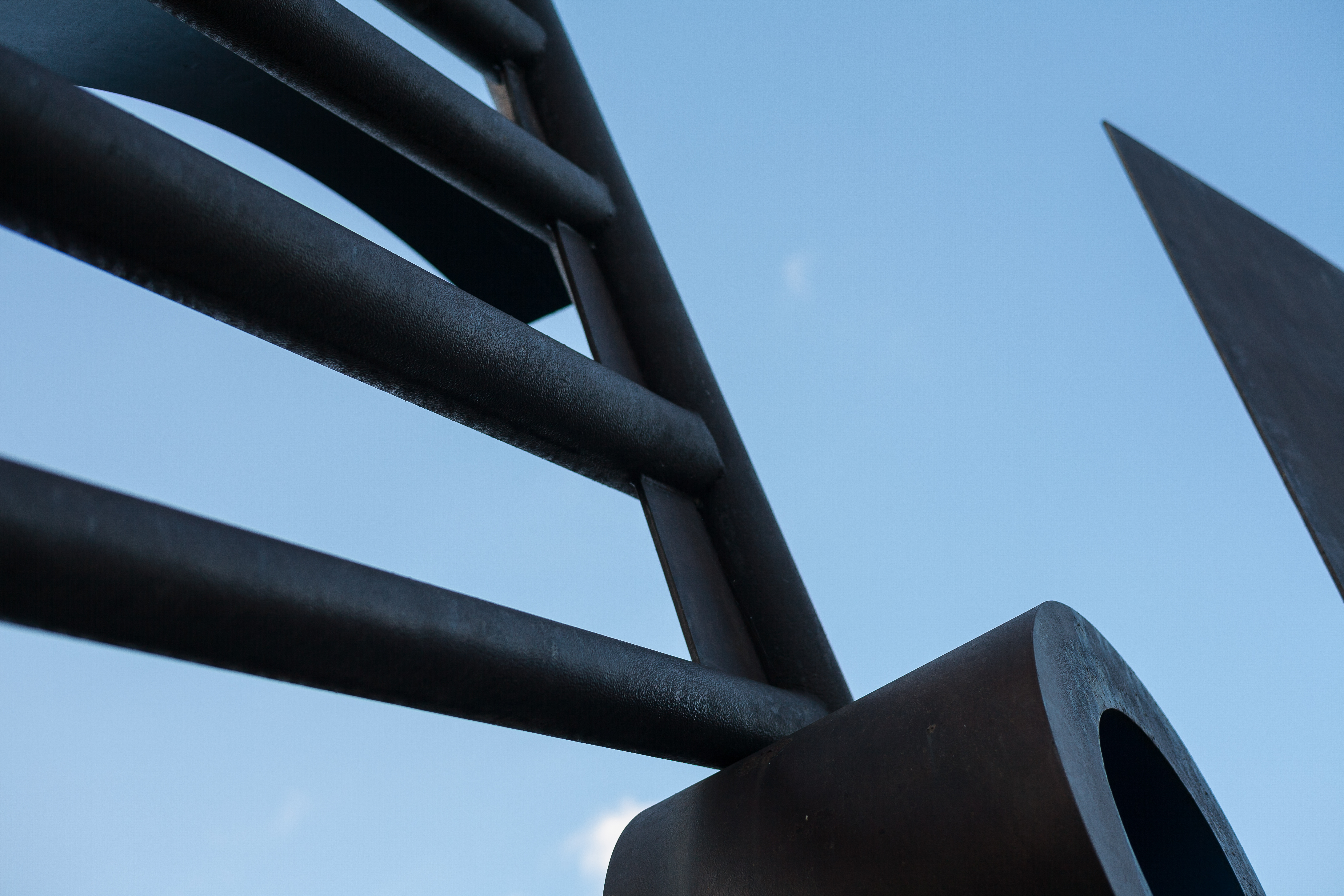

Eine von der Stadt beauftragte Gutachterkommission setzte sich ab 2006 mit den öffentlichen Kunstwerken auseinander. An Heiligers Arbeit kritisierte sie den Standort auf dem Mittelstreifen einer viel befahrenen Straße. Fußgänger erhielten so kaum Gelegenheit, die Arbeit aus der Nähe anzuschauen. Gerade das gewollte Betrachten aus unterschiedlichen Perspektiven ließe sich nicht erreichen. Auch könne die Arbeit wegen des unglücklichen Standorts nicht mit ihrer Umgebung korrespondieren. In ihrem 2008 erschienenen Abschlussbericht empfahl die Kommission daher, die Plastik auf einer freien Fläche aufzustellen. Dort habe sie genügend Raum, sich angemessen zu entfalten.:96
- Standort: Leibnizufer, zwischen Goethestraße und Clemensstraße (Lage)

### John Henry

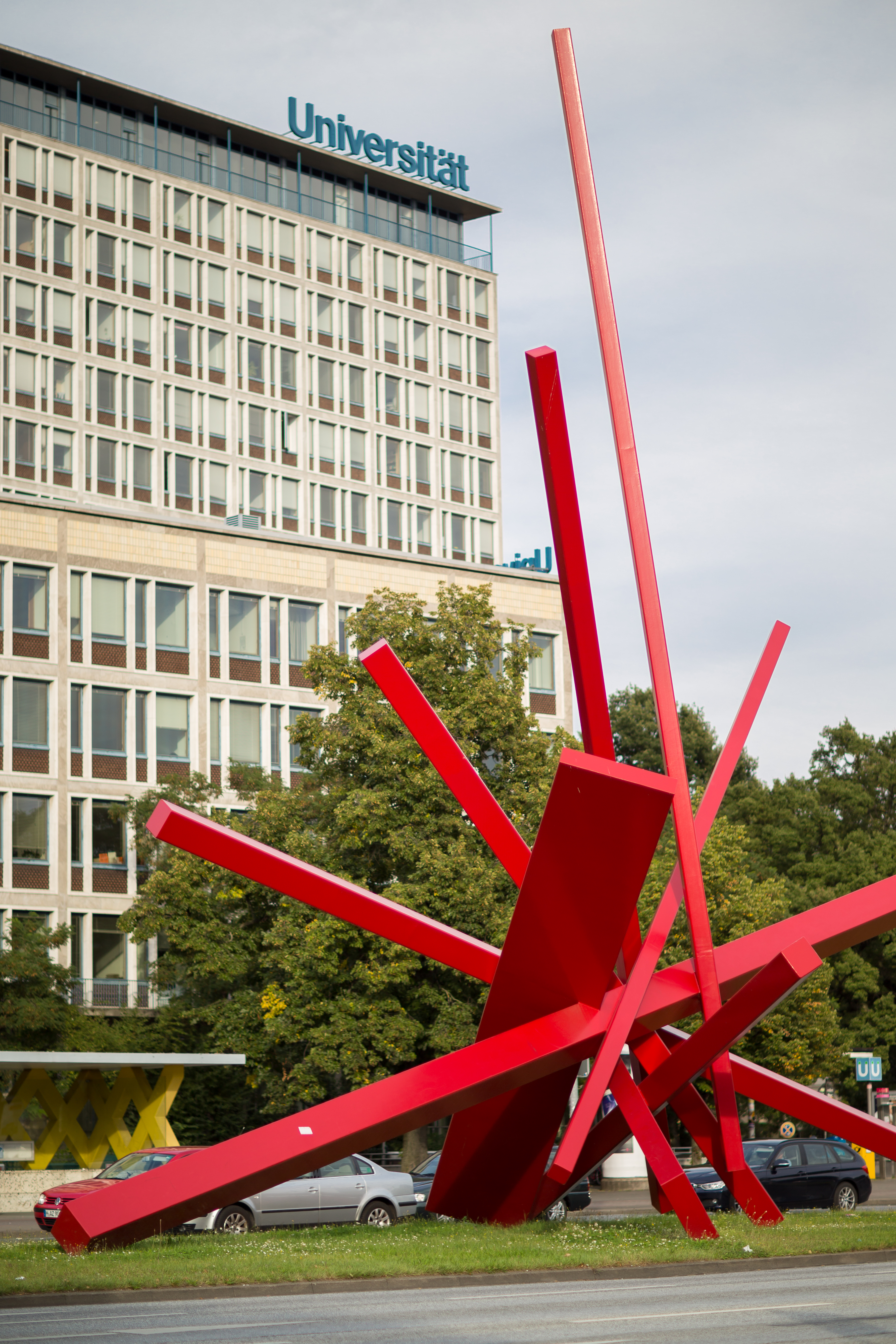
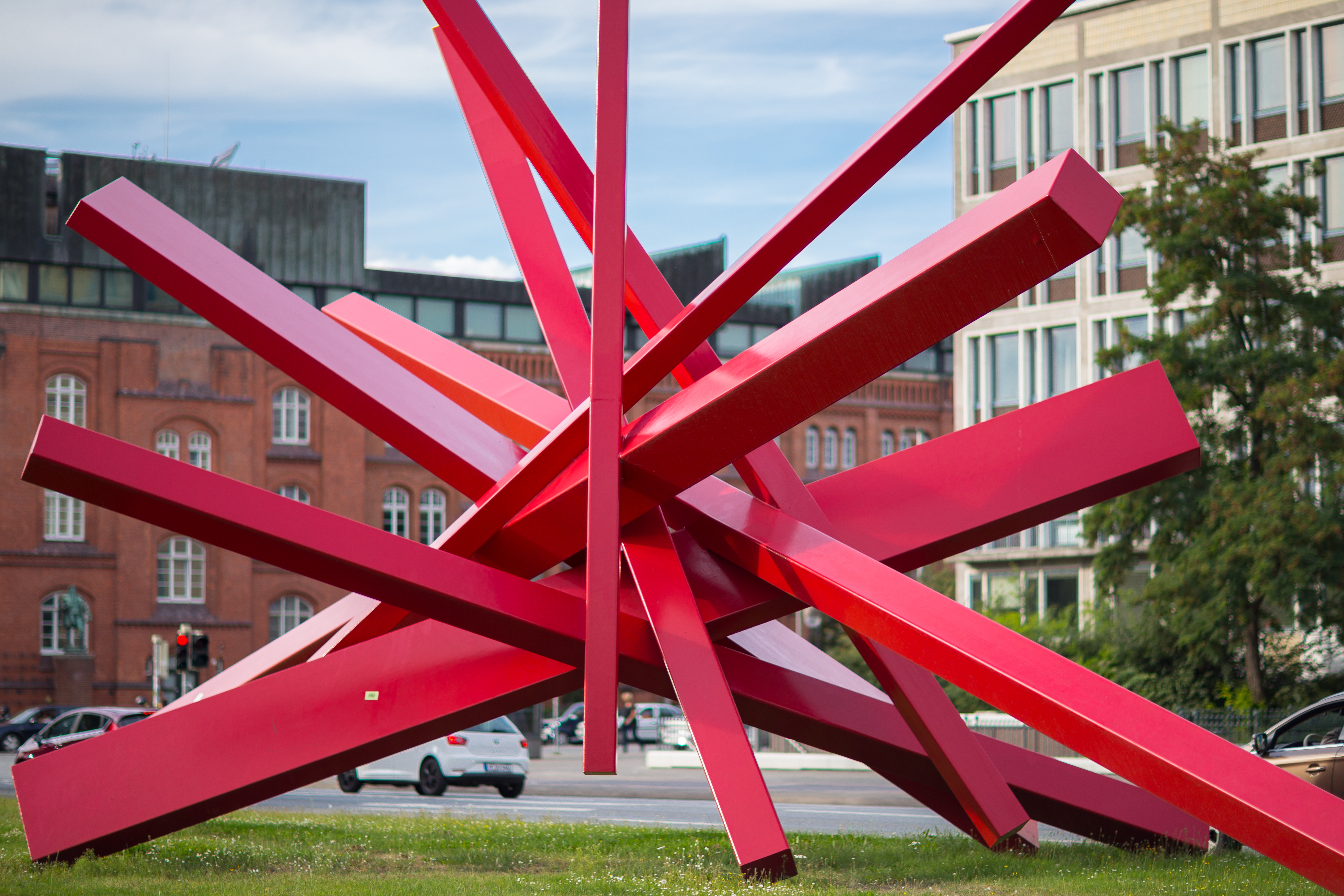

Symphony in Red ist eine typische Arbeit von John Henry (geboren 1943 in Lexington, USA), der mit Vorliebe groß dimensionierte Stahlobjekte entwirft. Die wie Stäbchen eines Mikadospiels aufgestapelten Stahlbalken von Symphony in Red schuf Henry speziell für die Mittelinsel des Königsworther Platzes. An dieser Kreuzung treffen sich fünf mehrspurige Straßen, Lärm und Hektik bestimmen fast rund um die Uhr den Ort. In einem Faltblatt des städtischen Kulturbüros heißt es dazu, das Objekt bilde die Komplexität der Kreuzung ab und hielte ihr gleichzeitig etwas entgegen, indem es zur weithin sichtbaren Landmarke werde. Symphony in Red gehört der Niedersächsischen Lottostiftung, die sie dauerhaft an die Stadt verliehen hat. Das Objekt ist Teil von Hannovers Skulpturenmeile.
- Standort: Königsworther Platz (Lage)

### Stephan Huber

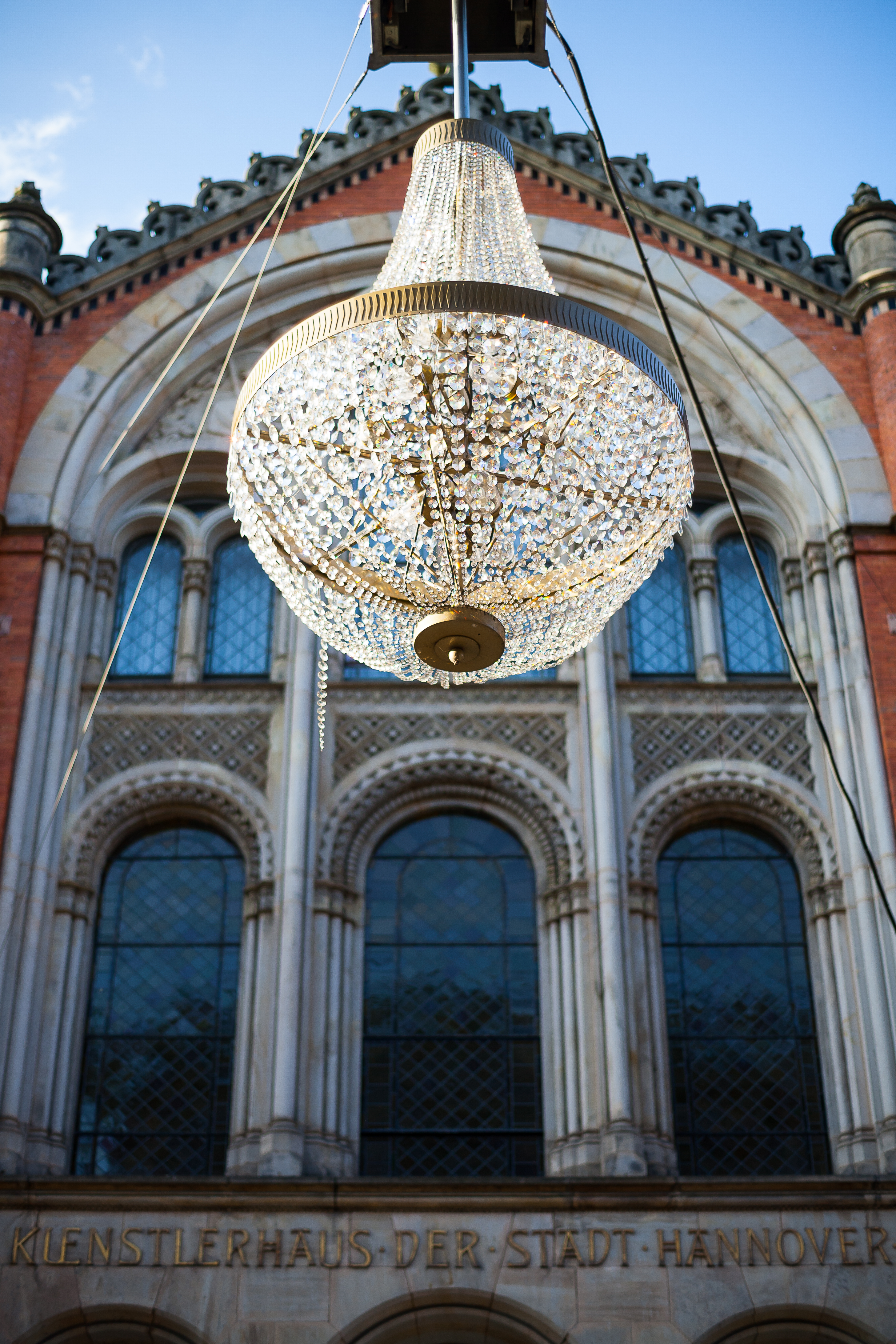
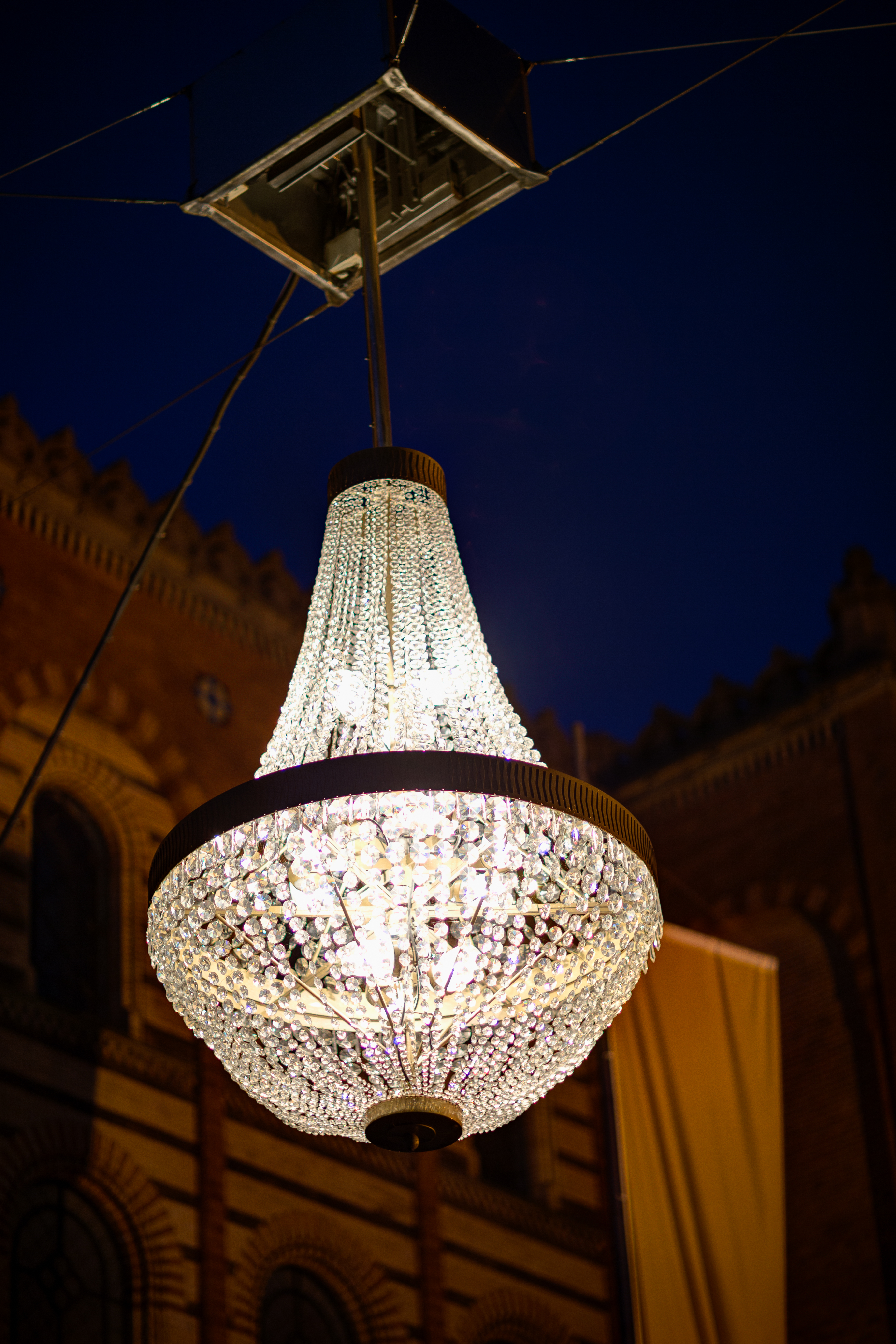

Die Installation Das große Leuchten vor dem Künstlerhaus von Stephan Huber (geboren 1952 in Lindenberg, Allgäu) ging als Ergebnis aus einem Wettbewerb hervor, den der Kunstverein Hannover gemeinsam mit der Stiftung Niedersachsen auslobte. Anlass für den Wettbewerb war das 150-jährige Bestehen des Künstlerhauses im Jahr 2006. Der im selben Jahr aufgehängte Lüster aus Glas und Metall wird bei Dunkelheit zum Teil der Straßenbeleuchtung. Motorisch angetrieben schwingt der Lüster zudem vor einer Veranstaltung im Künstlerhaus wie eine Glocke. In einem Faltblatt des städtischen Kulturbüros heißt es über Hubers Objekt, durch seine barocke Erscheinung werde Das große Leuchten zum ironischen Statement zur Kultur: Auf der einen Seite wirke der Lüster überladen, schwer und teuer, auf der anderen Seite rege er an, beflügele die Phantasie und leiste Widerstand. An den Kosten des Kunstwerks beteiligte sich die im Künstlerhaus ansässige Stiftung Niedersachsen.
- Standort: Sophienstraße, vor dem Künstlerhaus (Lage)

### Schang (Jean Albert) Hutter

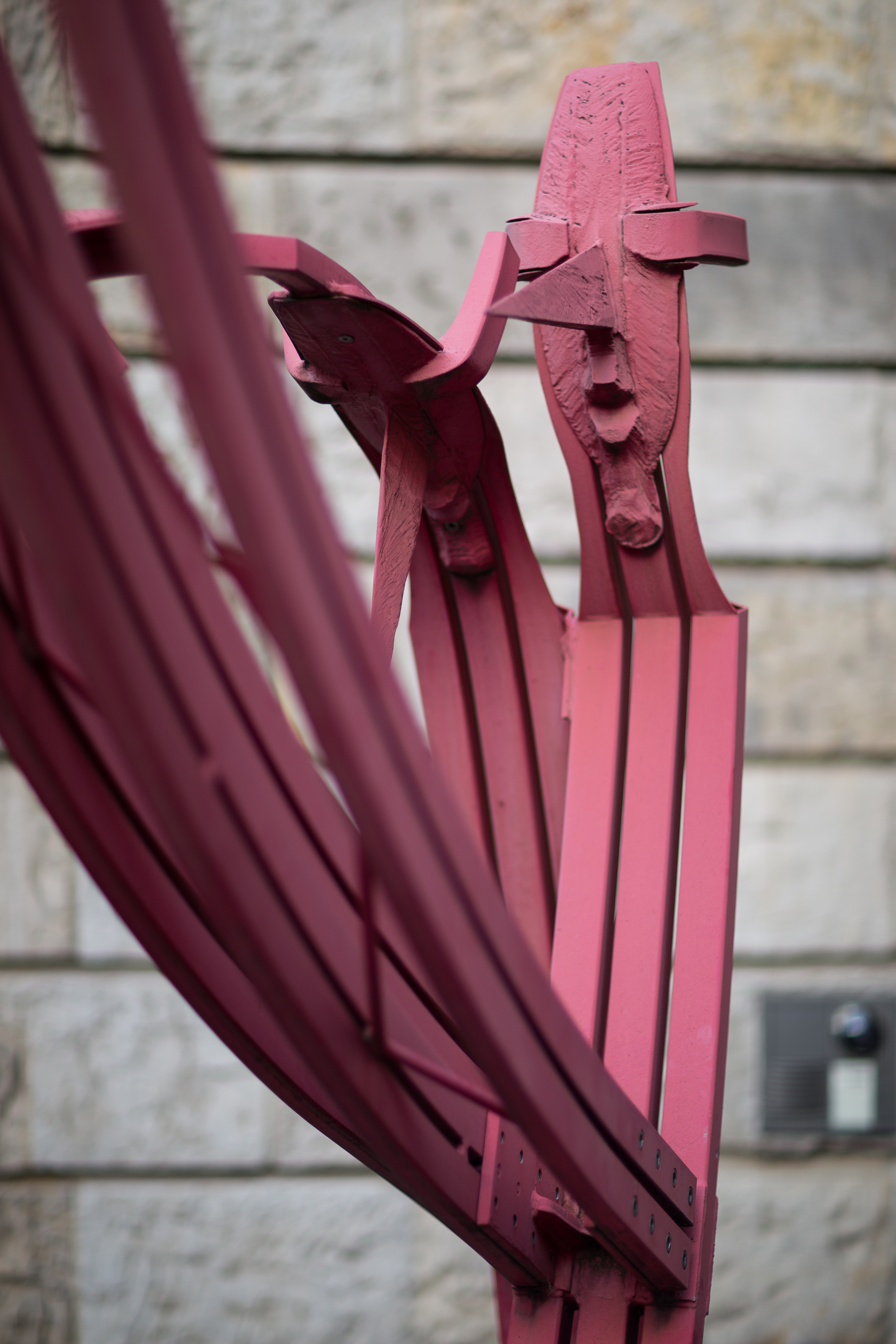
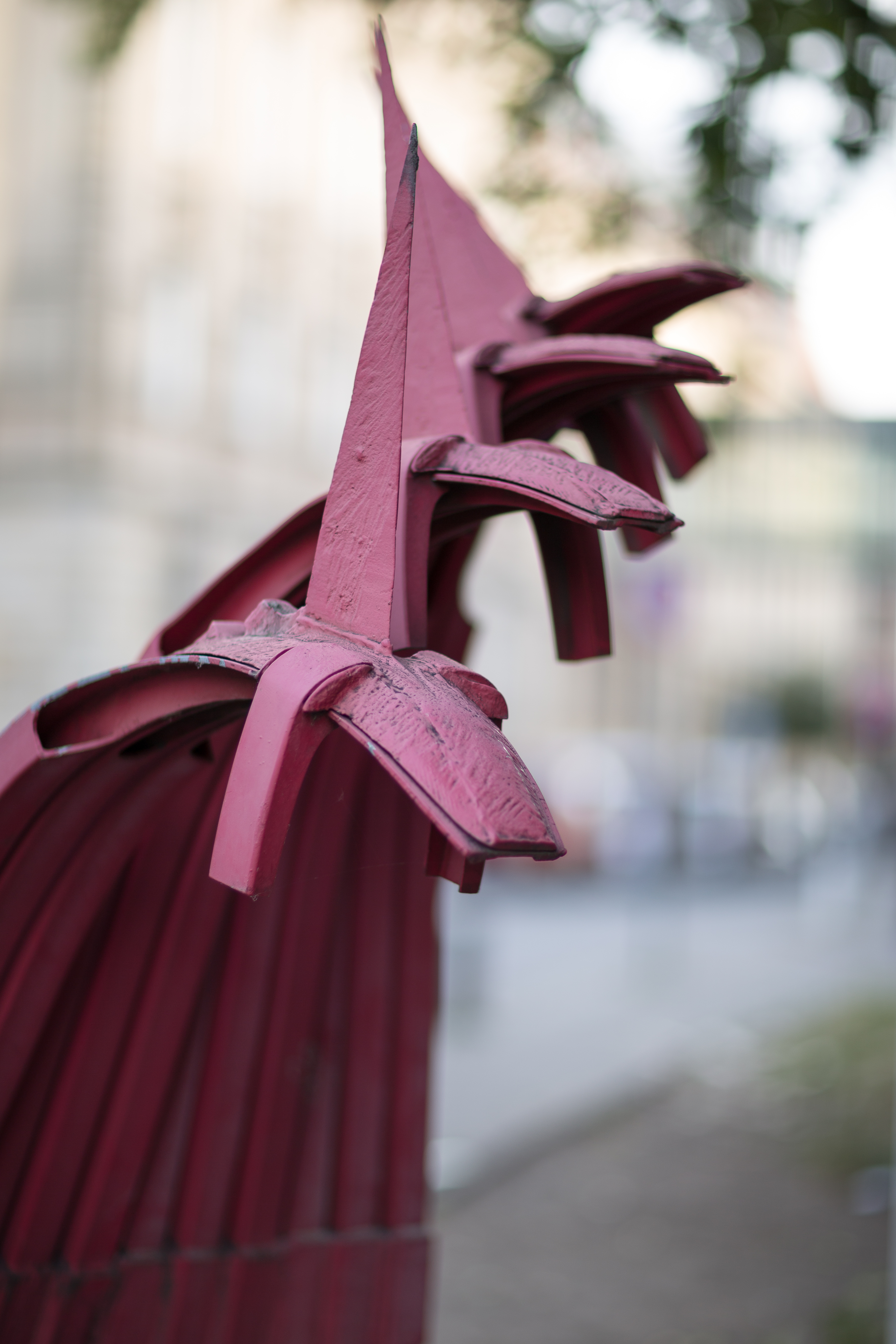
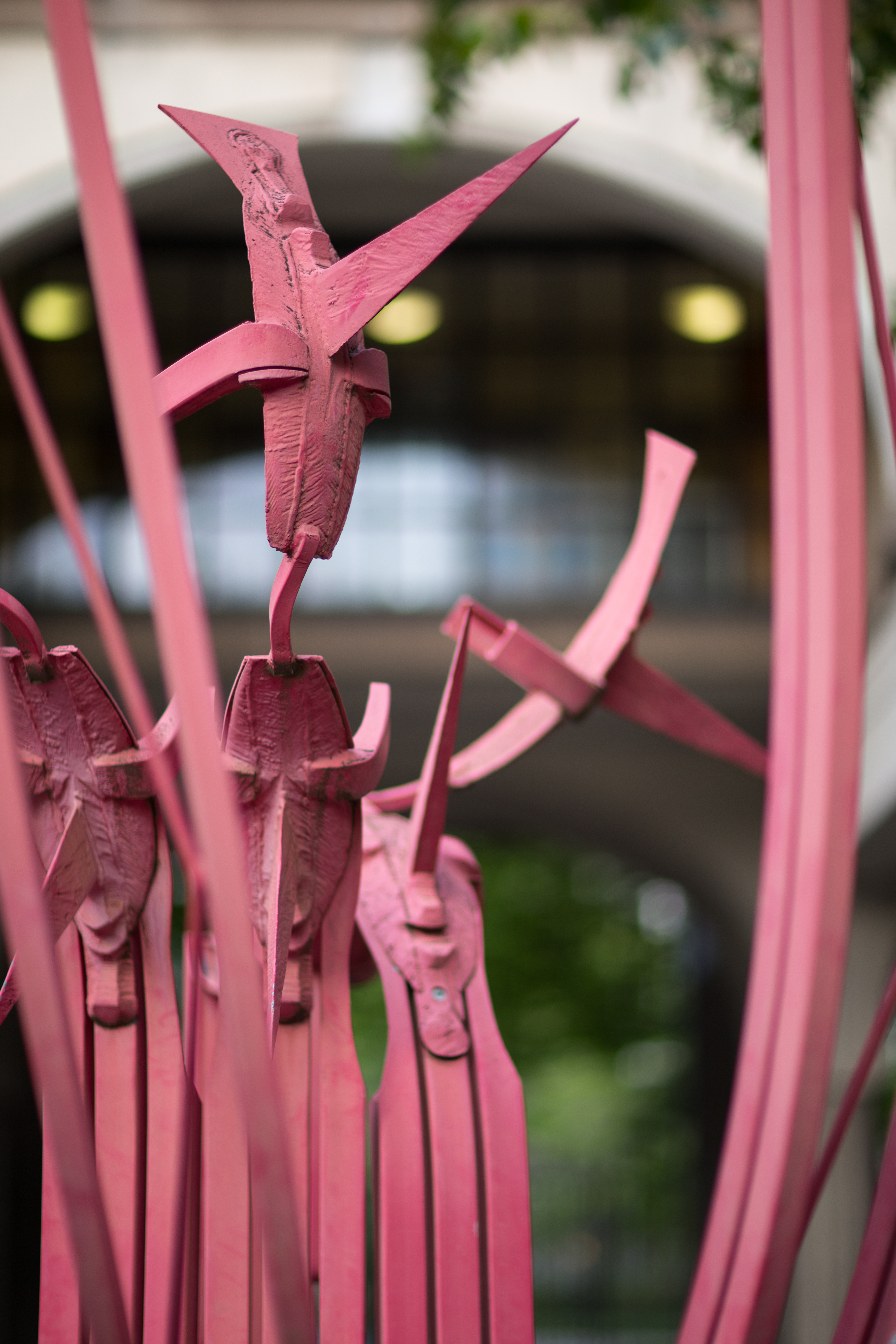

Jean Albert „Schang“ Hutter (geboren 1934 in Solothurn, Schweiz) sorgte mit der mehrteiligen Installation Veitstanz dafür, den Platz vor dem Amtsgericht künstlerisch zu gestalten. Nach Auffassung des städtischen Kulturbüros unternähmen die vielen, aus rot lackiertem Stahl bestehenden Figuren einen für Hannover ungewöhnlichen städtebaulichen Versuch: Sie wollten dem zergliederten Platz eine geschlossenere Erscheinung verschaffen, indem sie als dezentrale Elemente ihr Umfeld zusammenbrächten. Die Figuren wirkten naiv und von spielerischer Dynamik, durchkreuzten so die vielschichtigen räumlichen Ebenen. Der Veitstanz gehört dem Land Niedersachsen.
Eine Gutachterkommission untersuchte und bewertete ab 2006 den Zustand der öffentlichen Kunstobjekte in Hannover. Die von der Stadt beauftragten Experten berücksichtigten auch den Veitstanz. Dem Objekt attestierten sie, formal anachronistisch zu erscheinen, seine bildhauerische Gestaltung wirke in ihrer Entstehungszeit verhaftet und überholt. Der Versuch, dem Platz einen geschlossenen Charakter zu verleihen, gelänge dem Künstler nur schwerlich, angesichts der städtebaulichen Situation. Das Erscheinungsbild der Arbeit werde durch die verblasste Farbe getrübt. Auch funktioniere die für das Objekt aufgestellte Beleuchtung nur noch in Teilen. Einige der Beleuchtungsmasten störten zusätzlich die Arbeit und stark wuchernde Büsche verstellten den Blick. Neben dem Auffrischen der Farbe empfahl die Kommission in ihrem Abschlussbericht, das Beleuchtungskonzept zu überdenken. Die geplante Neugestaltung des Platzes könne im besten Fall dafür sorgen, dass der Arbeit mehr Ruhe zum Wirken geschaffen werde.:100
- Standort: Volgersweg, vor dem Amtsgericht (Lage)

### Allen Jones
Die Plastik Summer des britischen Künstlers Allen Jones (geboren 1937 in Southampton) zeigte die Norddeutsche Landesbank zur Eröffnung der Nord/LB Galerie in ihrer Zentrale am Aegidientorplatz. Nach der Ausstellung kaufte die Bank die aus lackiertem Cortenstahl gefertigte Arbeit, um sie im Eingangsbereich des Büro-Neubaus aufzustellen. Jones befasst sich vor allem mit Malerei und Plastik, die er der reduzierten menschlichen Figur widmet. Ende der 1960er Jahre sorgte Jones mit Installationen für Aufregung, die sich als Möbelstücke benutzten ließen und aus realistisch scheinenden Frauenkörpern bestanden. In seiner Serie „Sungoddess“ ist Summer die größte Arbeit und außerdem die einzige, die einen individuellen Namen trägt. Nach Meinung des städtischen Kulturbüros wirke der dekonstruierte Körper, als erhebe er sich in fließender Bewegung vom Boden. Obwohl die Figur eher skizzenhaft bleibe, strahle sie trotzdem Stärke und Anmut aus. Sie wurde später auf den Georgsplatz versetzt, neben den Altbau der Bank.
- Standort: Georgsplatz, auf Höhe Schiffgraben (Lage)

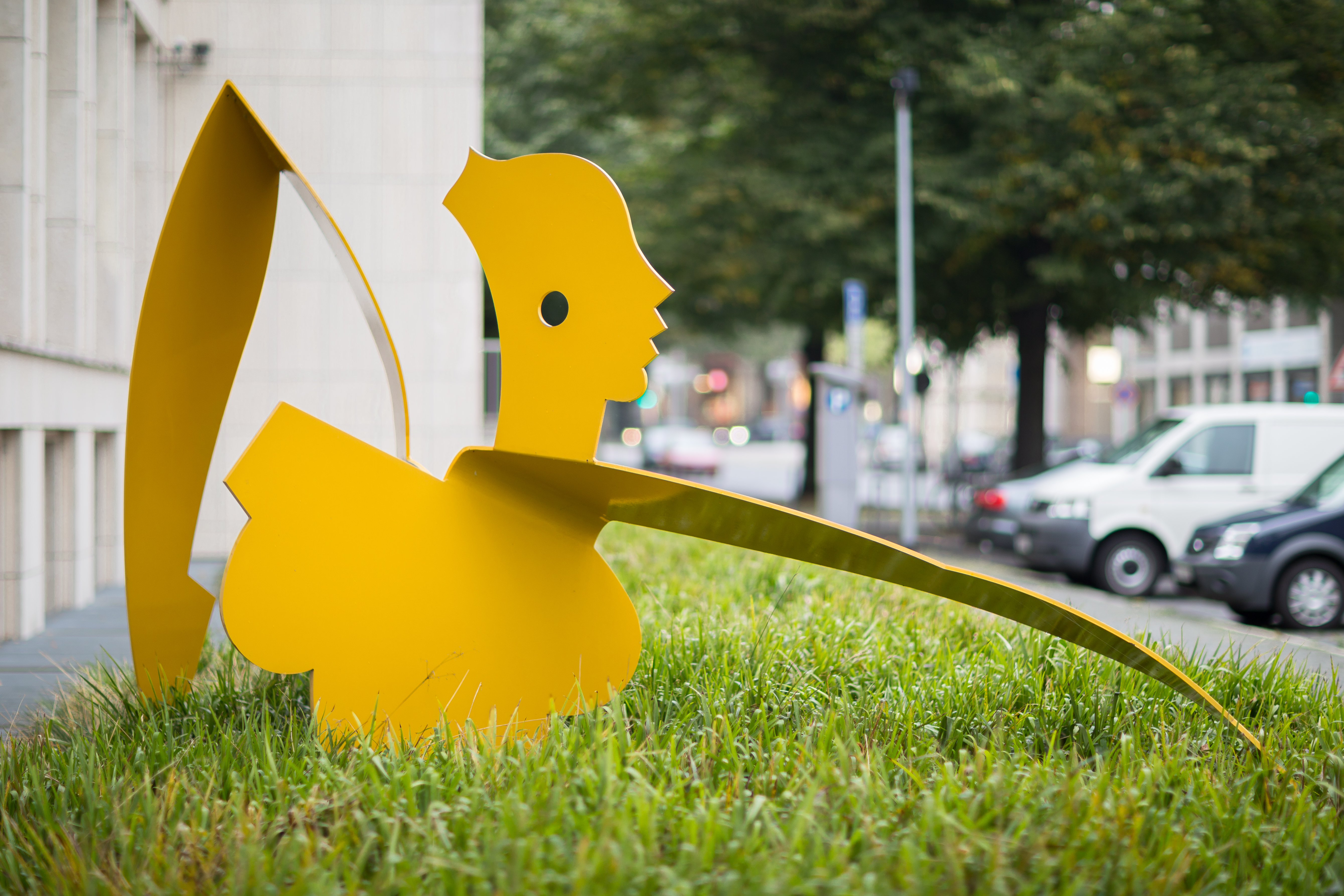
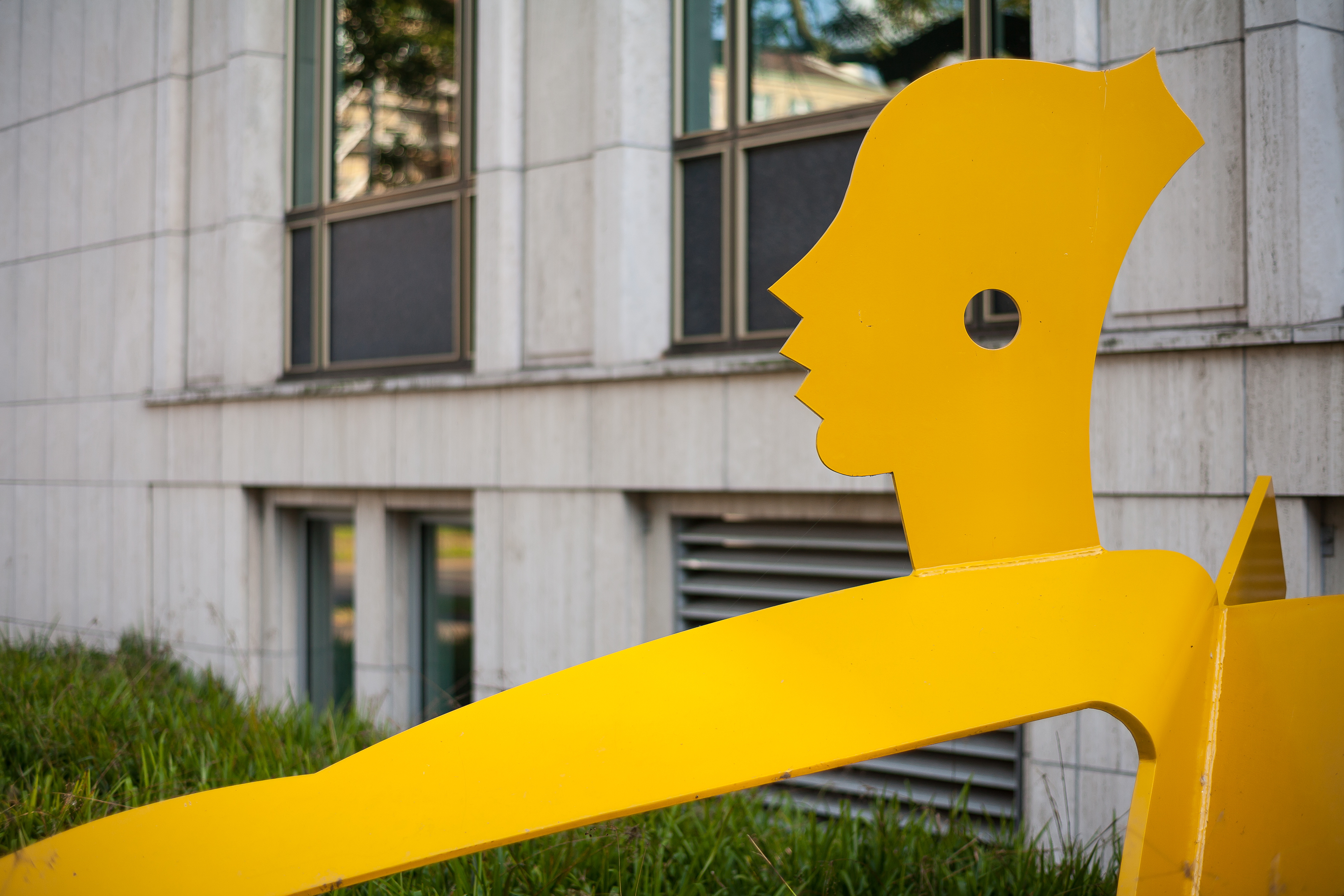

### Günter Kämpfe
Die Fassadenarbeit o. T. von Günter Kämpfe (1914 bis 1992) wurde 1971 im Rahmen des „Straßenkunstprogramms“ an der Rückseite des Maritim-Hotels angebracht. Die Emaille-Kacheln, aus denen sich die Fläche zusammensetzt, vermittelten nach Ansicht des städtischen Kulturbüros eine für die 1970er Jahre typische Wertigkeit; das Kunstwerk mache sich eine Ästhetik aus der Werbung zu eigen. Die untereinander austauschbaren Kacheln sollten zum Nachdenken anregen und bildeten einen starken Kontrast zu den umgebenden Betonflächen.
Die Stadt Hannover setzte 2006 eine Gutachterkommission ein, die den Zustand der öffentlichen Kunstwerke beurteilen sollte. Kämpfes Emaille-Kacheln attestierte die Kommission einen nur noch geschichtlich bedeutsamen Charakter, der nicht mehr an die Gegenwart anknüpfen könne. Die Arbeit wirke wie eine Erinnerung an das „Straßenkunstprogramm“ und sollte bei einer Umgestaltung des Platzes besser in einem Museum ausgestellt werden.:83
- ehemaliger Standort: Theodor-Lessing-Platz (Lage)

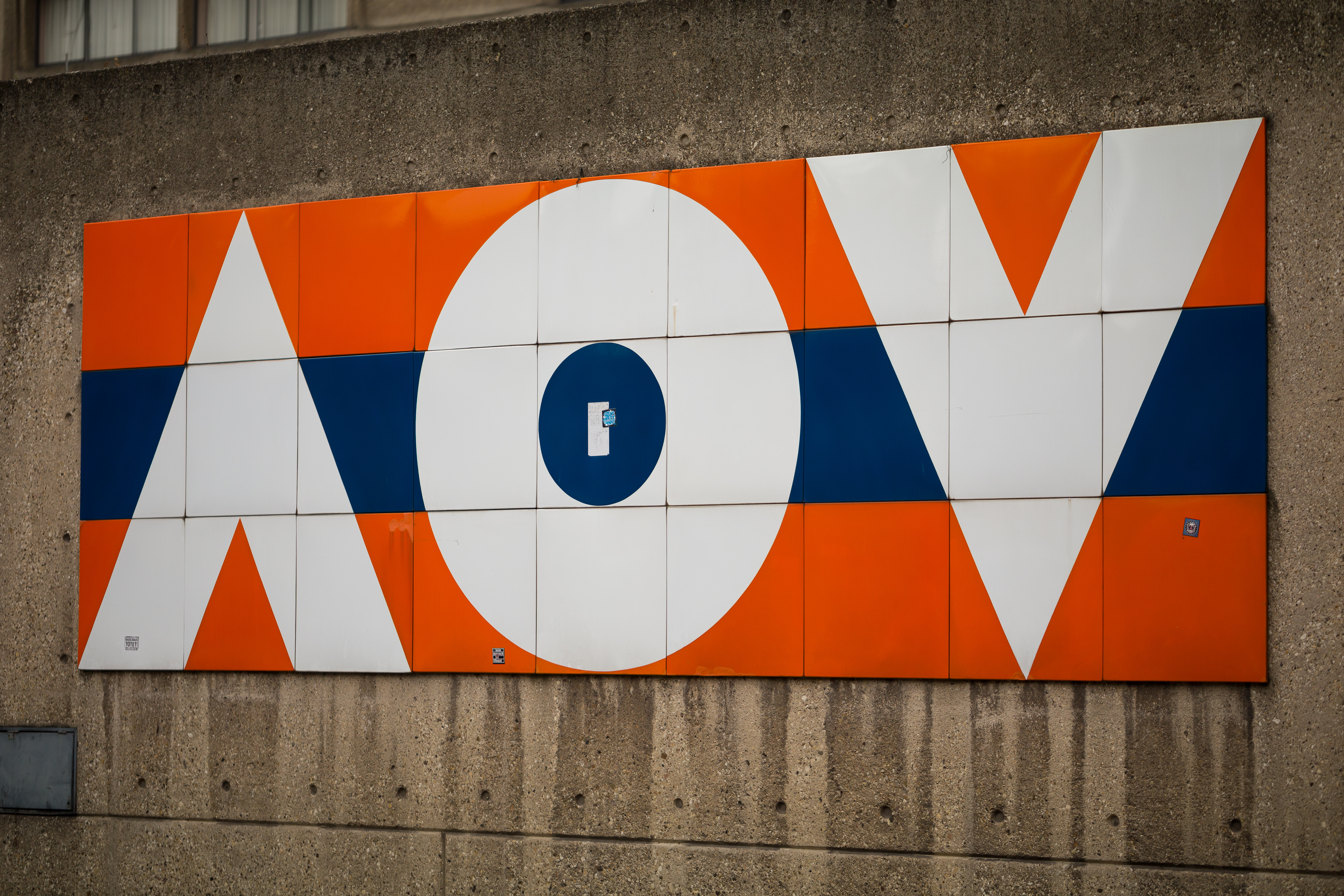
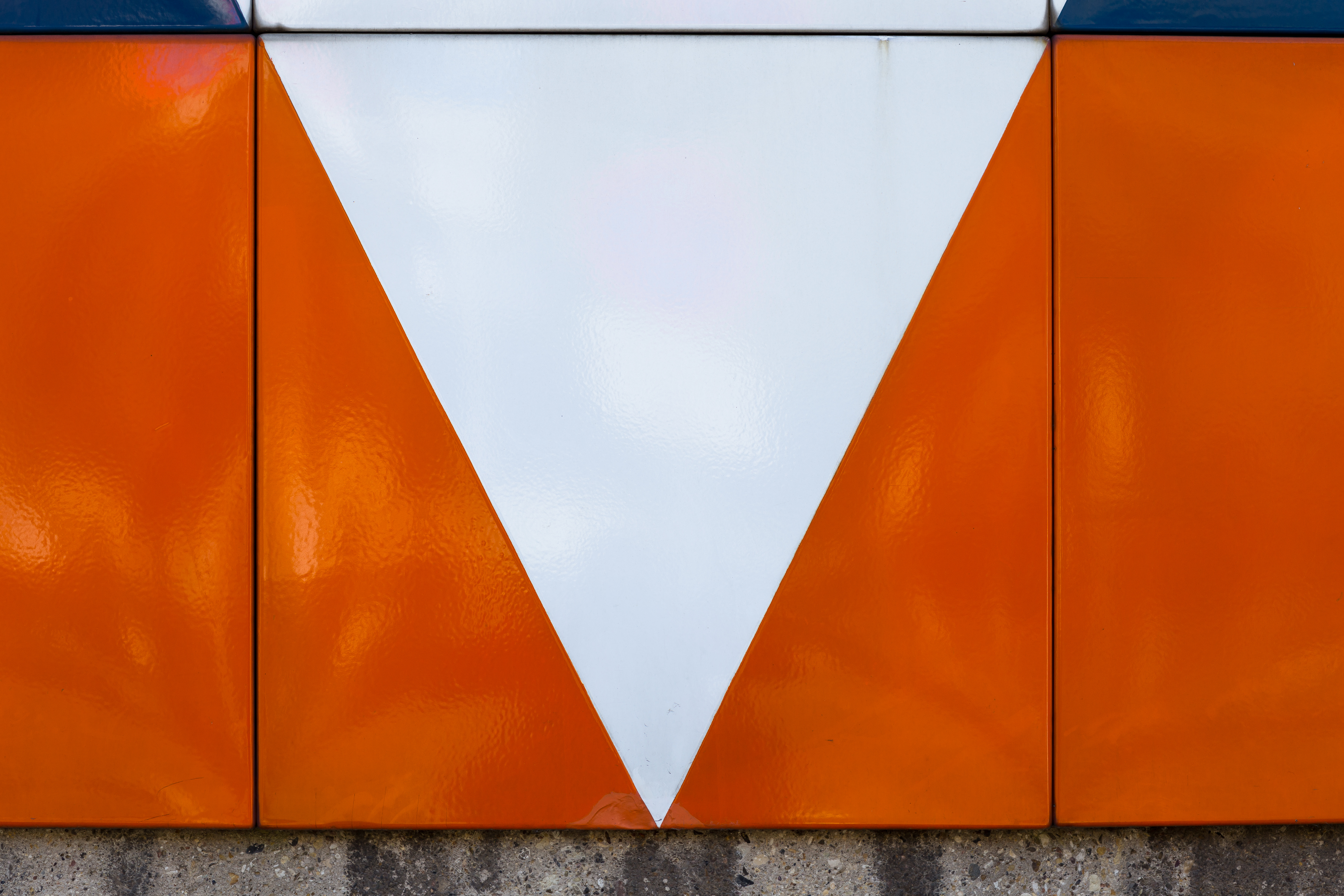
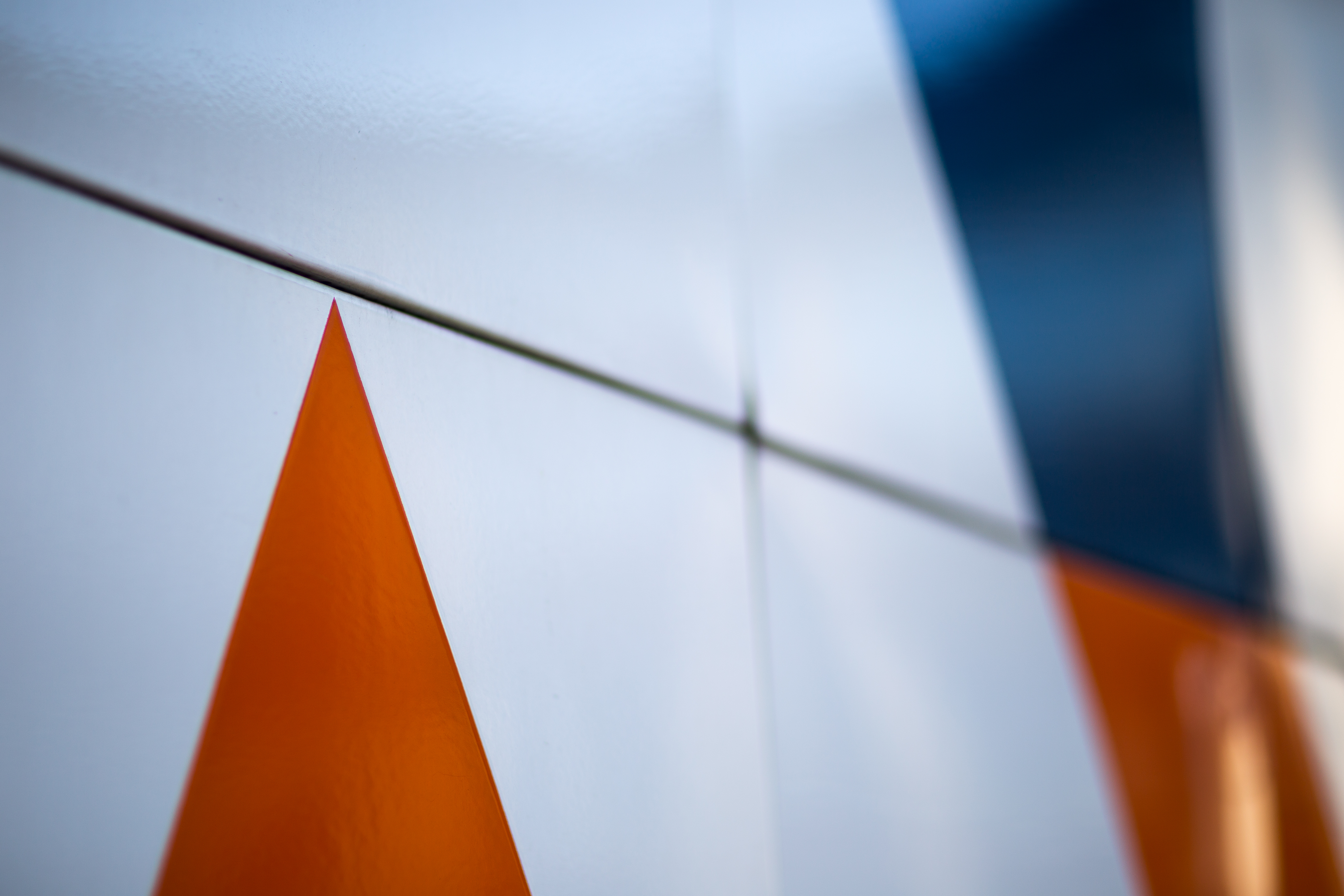
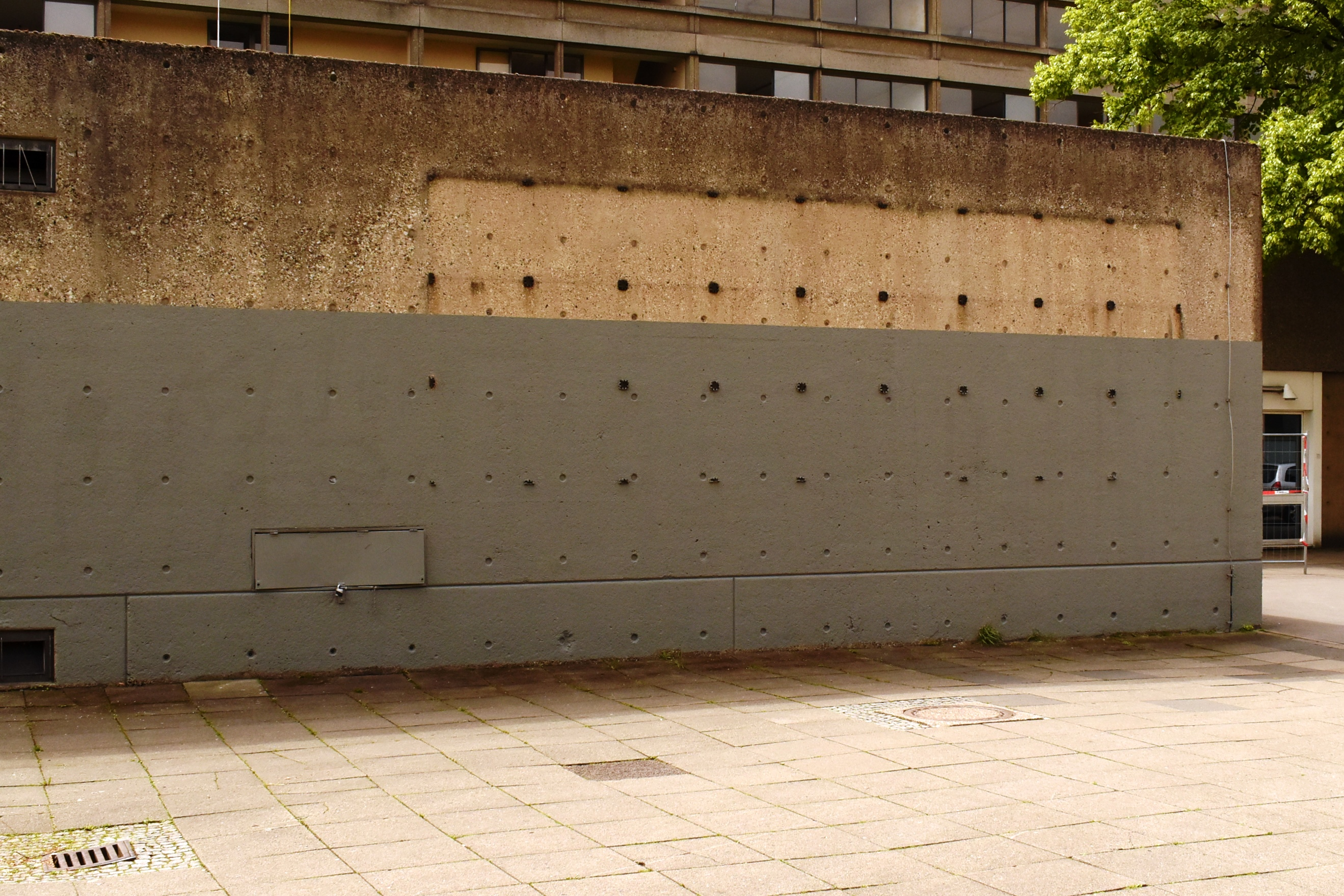

### Fritz Koenig
Die Bronzeplastik Großes Rufzeichen von Fritz Koenig (1924 bis 2017) kauften die VGH Versicherungen und ließen sie 1973 neben ihrem Büroneubau am Schiffgraben aufstellen. Nach Auffassung des städtischen Kulturbüros liege eine Besonderheit von Koenigs Arbeiten darin, dass er einfache geometrische Formen verwende, um sogar Menschen darzustellen. Das Große Rufzeichen habe jedoch keinen konkreten Inhalt und wirke wie ein „Ausrufezeichen“: als generelle Anweisung, aufzupassen. Die Arbeit stehe weniger im Kontext mit dem Bürogebäude als mit dem größeren städtischen Umfeld. Der Gehweg, auf dem Rufzeichen steht, lade kaum zum Schlendern ein, er laufe durch ein undefiniertes Gebiet vorbei an stattlichen aber unpersönlichen Bürofassaden. In dieser Umgebung könne die Arbeit in ihrer bedrohlichen Erscheinung auch als gesellschaftlicher Kommentar verstanden werden.

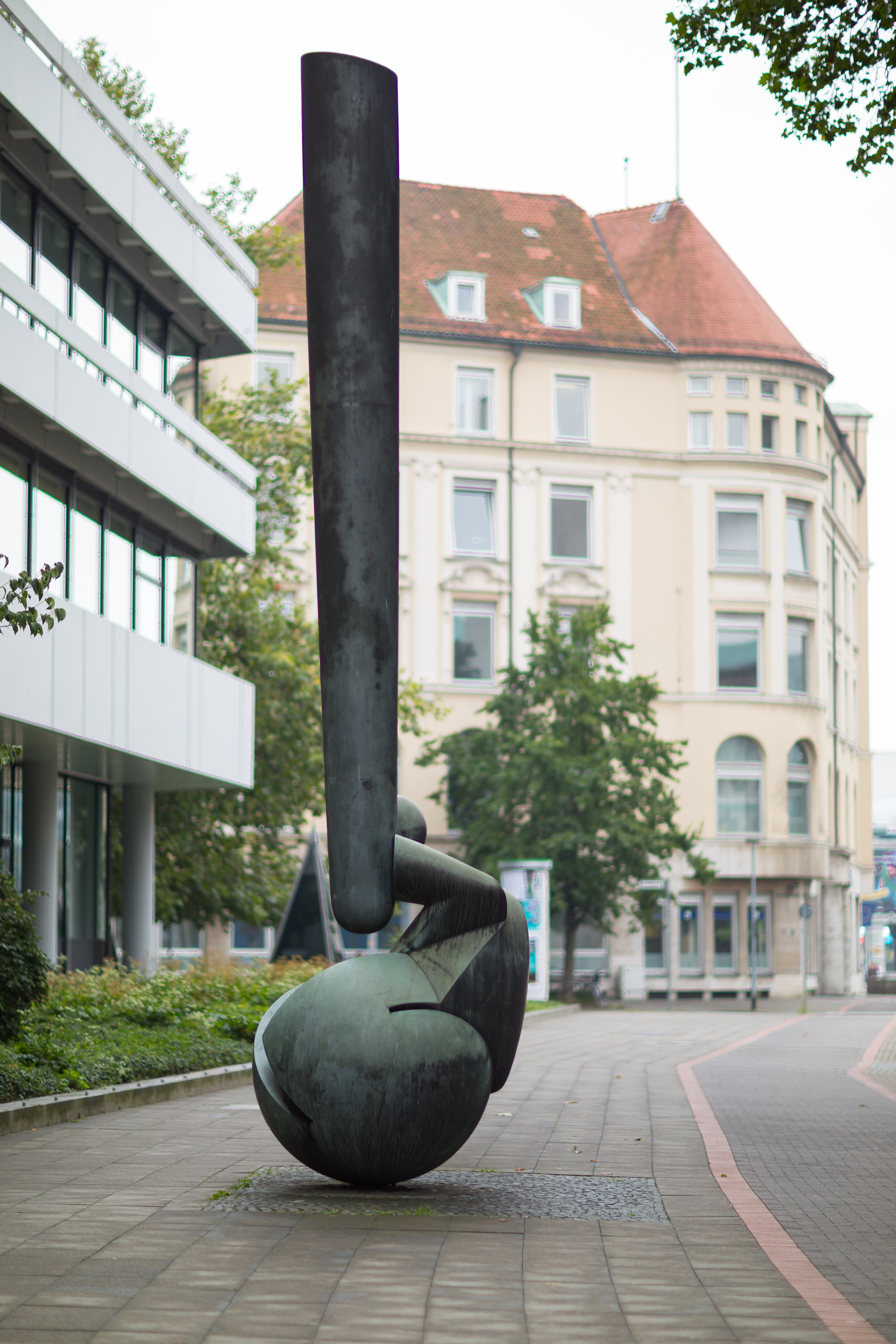
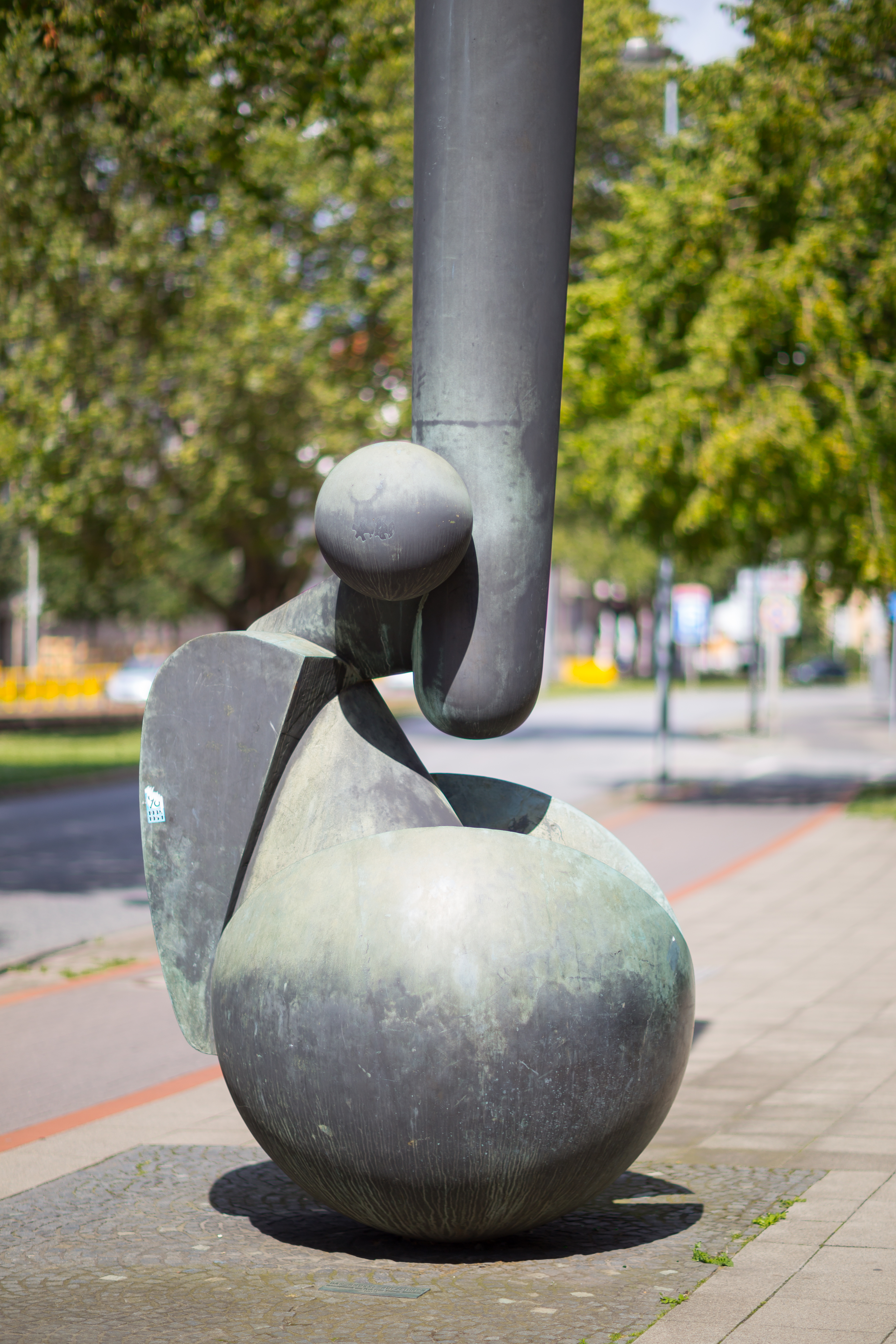

Die Stadt Hannover betraute 2006 eine Gutachterkommission damit, den Zustand und die Qualität der öffentlichen Kunstwerke zu beurteilen. Die Kommission bezeichnete in ihrer Stellungnahme Koenigs Rufzeichen als gelungen und war auch mit dem Standort zufrieden. Lediglich das uneinheitliche Gehwegpflaster solle umgestaltet werden. In seiner derzeitigen Form wirke es für das Auge verwirrend.:88
- Standort: Schiffgraben, vor dem VGH-Bürogebäude (Lage)

### Joseph Kosuth
Die Lichtinstallation o. T. des US-amerikanischen Konzeptkünstlers Joseph Kosuth (geboren 1945) zeigt ein Zitat des hannoverschen Gelehrten Gottfried Wilhelm Leibniz (1646 bis 1716). Erst bei Dunkelheit lässt sich der Schriftzug an der Rückwand des Historischen Museums, einem Teil des Zeughauses aus dem 17. Jahrhundert, erkennen. Die Worte weisen auf einen zentralen Gedanken hin, den Leibniz in seinen metaphysischen Theorien fasste. Bei dem Zitat geht es unter anderem darum, etwas aus der Ferne zu betrachten. In einem Faltblatt des städtischen Kulturbüros heißt es dazu, der Inhalt könne auch auf die Installation selbst bezogen werden, weil sich die Worte vom gegenüberliegenden Leibnizufer lesen ließen. Die Arbeit wurde der Stadt von der Niedersächsischen Sparkassenstiftung geschenkt und im Jahr 2000 angebracht.
- Standort: Am Hohen Ufer, an der Rückseite des Historischen Museums (Lage)

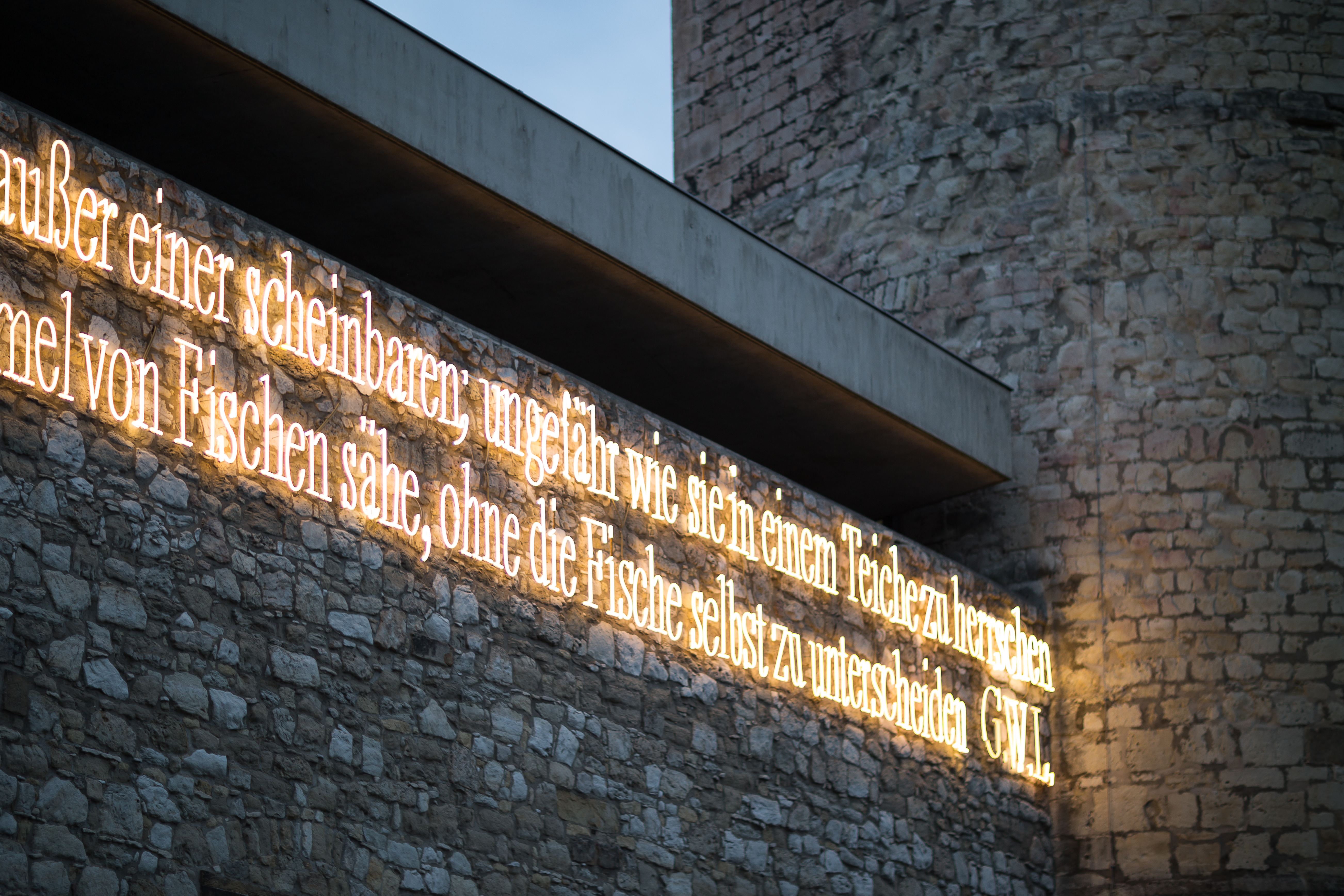

### Rainer Kriester
Großer verletzter Kopf
- (2014 nicht zugänglicher) Standort: Trammplatz (Lage)

### Berto Lardera

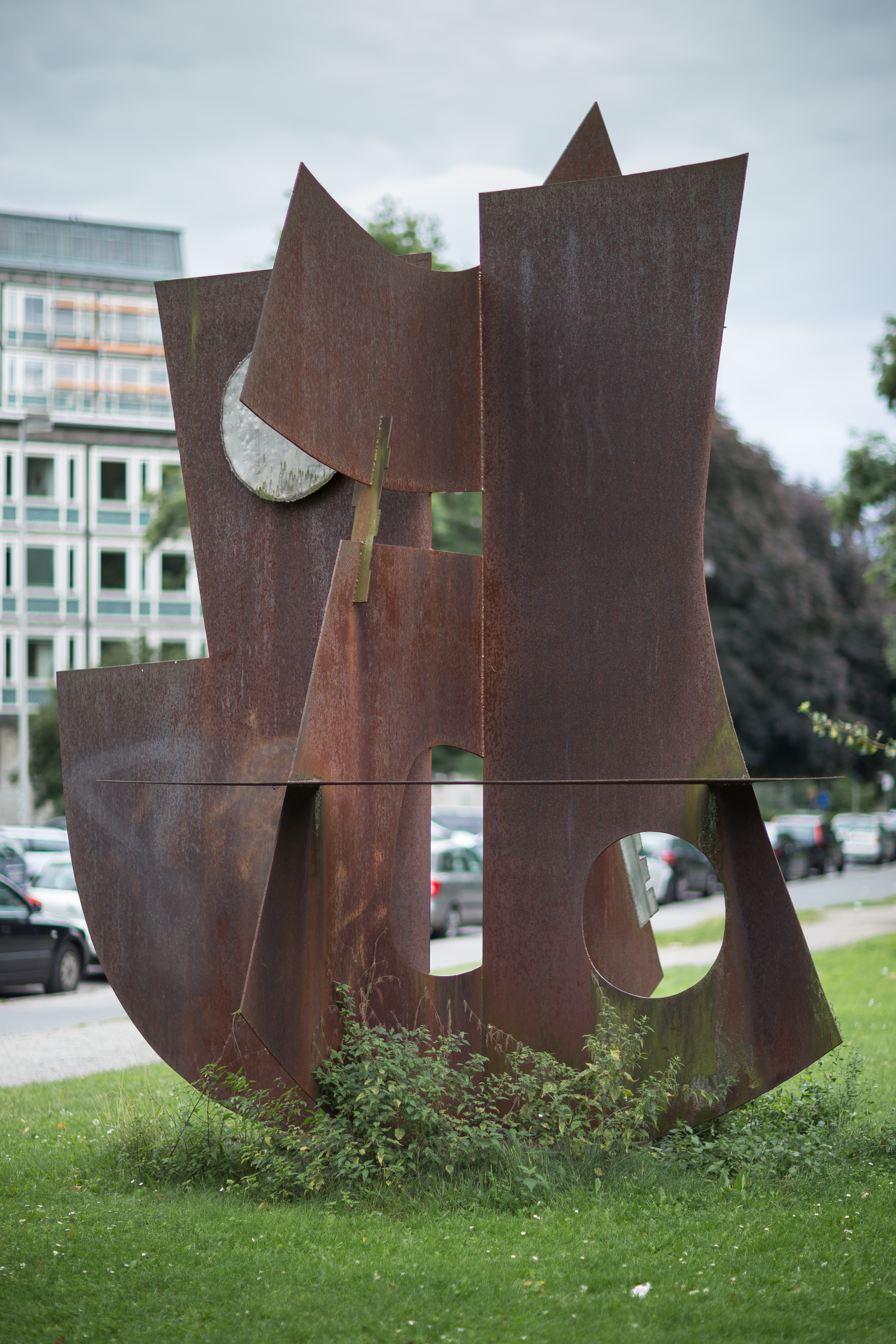
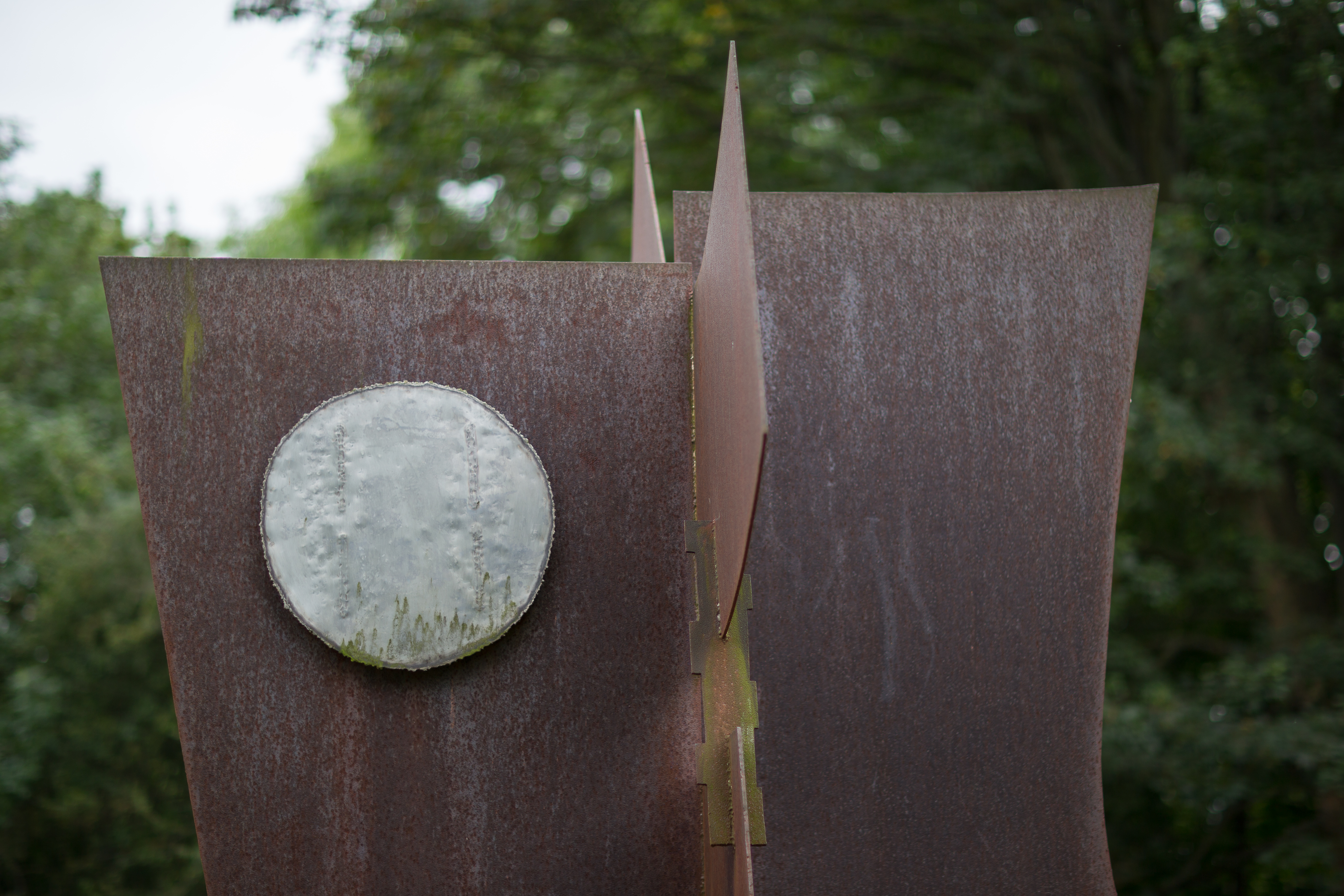
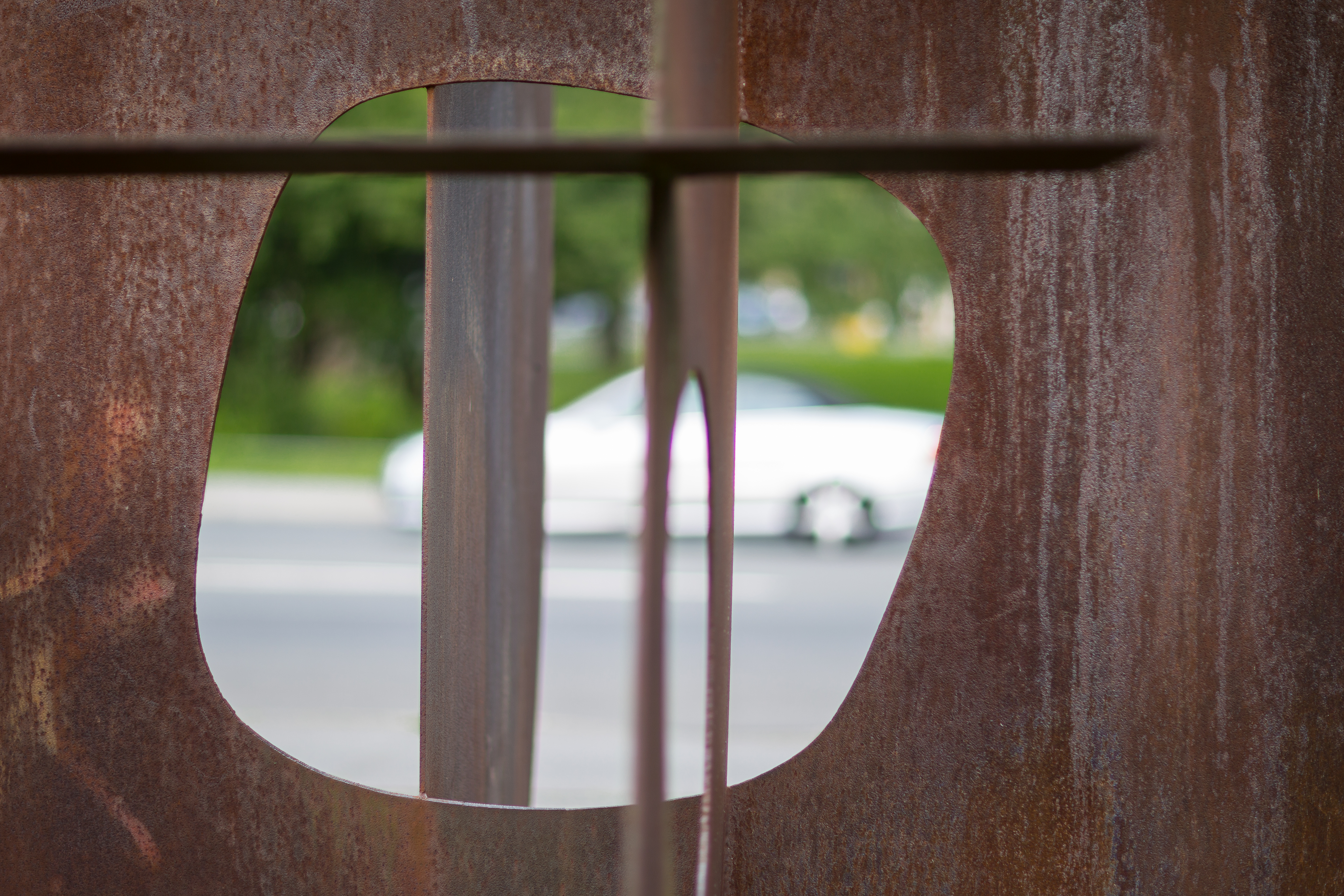

Der italienisch-französische Bildhauer Berto Lardera (1911 bis 1989) schuf seine Plastik Ile de France ursprünglich für die Weltausstellung in Montreal, wo sie vom Land Frankreich präsentiert wurde. Auf Anregung Harald Seilers, damals Direktor des Landesmuseums, kam die Arbeit 1969 nach Hannover. In einem Faltblatt des städtischen Kulturbüros heißt es über die Arbeit, es hätte zu diesem Zeitpunkt neben der Ile de France kein anderes Objekt im öffentlichen Raum Hannovers gegeben, welches das Konzept der autonomen Plastik so konsequent umgesetzte. Senkrechte und waagerechte und Stahlplatten gäben ihr eine vielschichtige Räumlichkeit und schafften eine abstrakte Form. Der Betrachter könne durch die Plastik hindurch schauen oder seine Blicke ihren Elementen folgen lassen. Nach einer Zwischenlagerung im Sprengel Museum Hannover gelangte die Ile de France 1998 an ihren heutigen Standort an der Culemannstraße.
Eine Gutachterkommission untersuchte und bewertete den Zustand und die Qualität der Kunstwerke im öffentlichen Raum. Dies geschah von 2006 bis 2008 im Auftrage der Stadt. Die Gutachter empfanden den Aufstellungsort Laderas Arbeit als stimmig, vorausgesetzt, man betrachte die Arbeit von der Culemannstraße. Der Sockel sei jedoch viel zu niedrig und werde den Proportionen der Arbeit nicht gerecht. Folglich empfahl die Kommission, wieder einen höheren Sockel zu verwenden, wie er während der Aufstellung vor dem Landesmuseum bestanden hatte.:81
- Standort: Culemannstraße (Lage)

### Alf Lechner
Die Plastik Kreisstellung – Quadratanordnung – Kugel von Alf Lechner (geboren 1925 in München) markiert an ihrem Standort am Königsworther Platz den Übergang vom ruhigen Georgengarten in die belebte Innenstadt. Aufgestellt am Rand der verkehrsreichen Kreuzung leitet sie zudem die Skulpturenmeile ein. In einem Faltblatt des städtischen Kulturbüros heißt es über Lechners Arbeiten, es sein typisch für sie, dass sich immer wieder andere Formen ergäben, wenn man die Objekte umkreise. Perspektivwechsel sorgten dynamisch dafür, dass sich die einzelnen Elemente gegeneinander verschöben und neu zusammensetzten. Die aus Cortenstahl gearbeitete Plastik kam 1987 an ihren Platz, nachdem sie zuvor in der Ausstellung „Stahl 1“ (Galerie kö 24) zu sehen war.

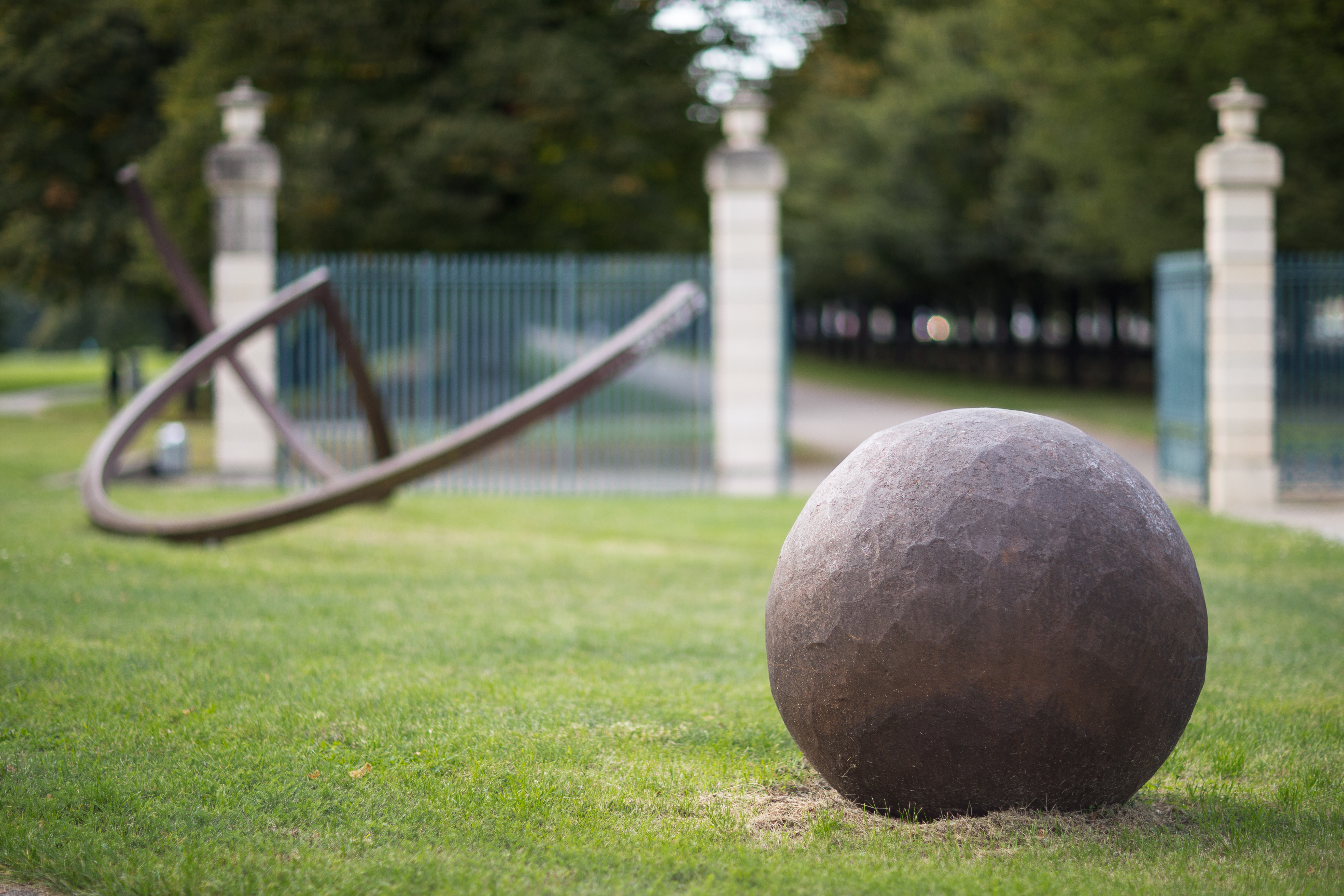
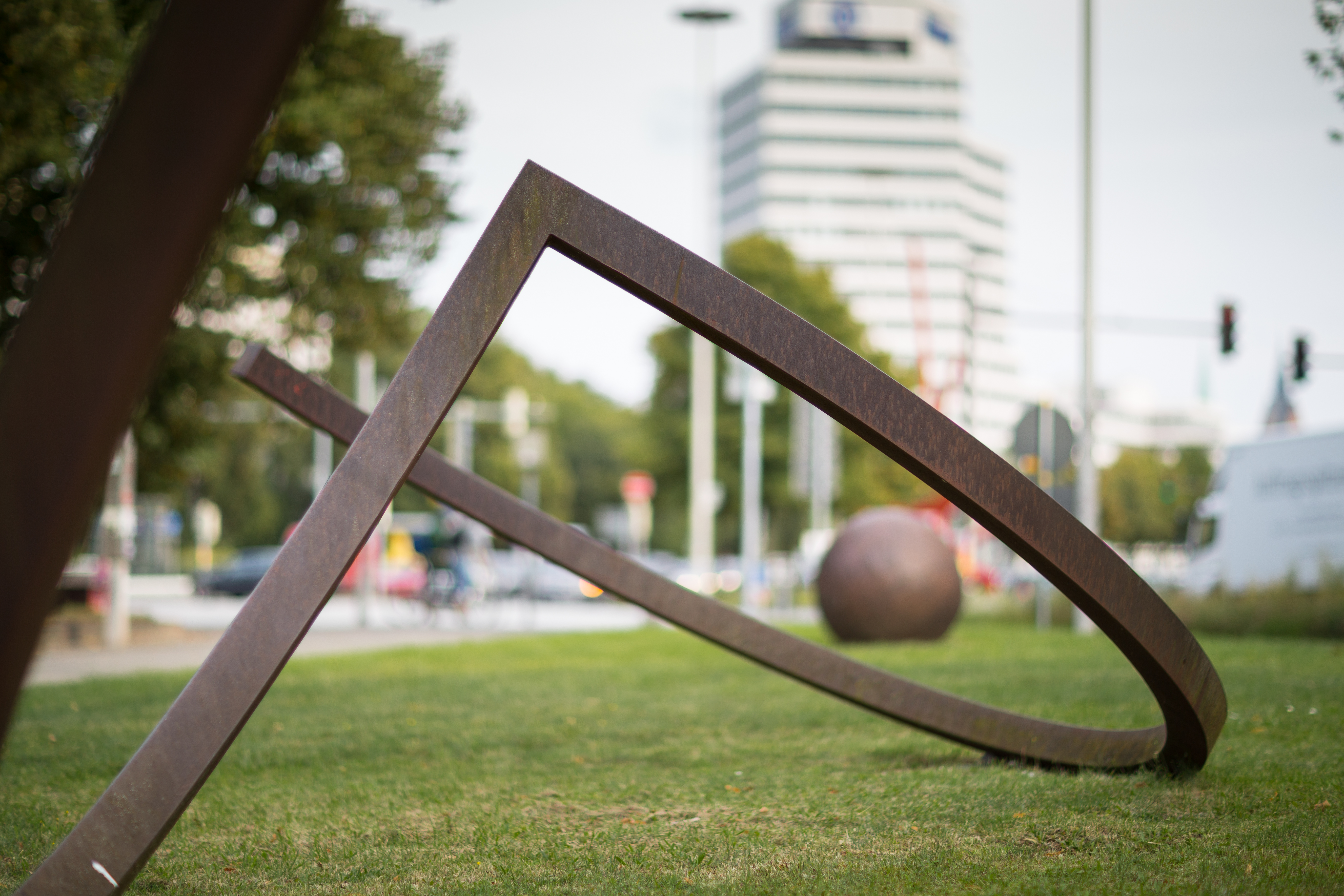
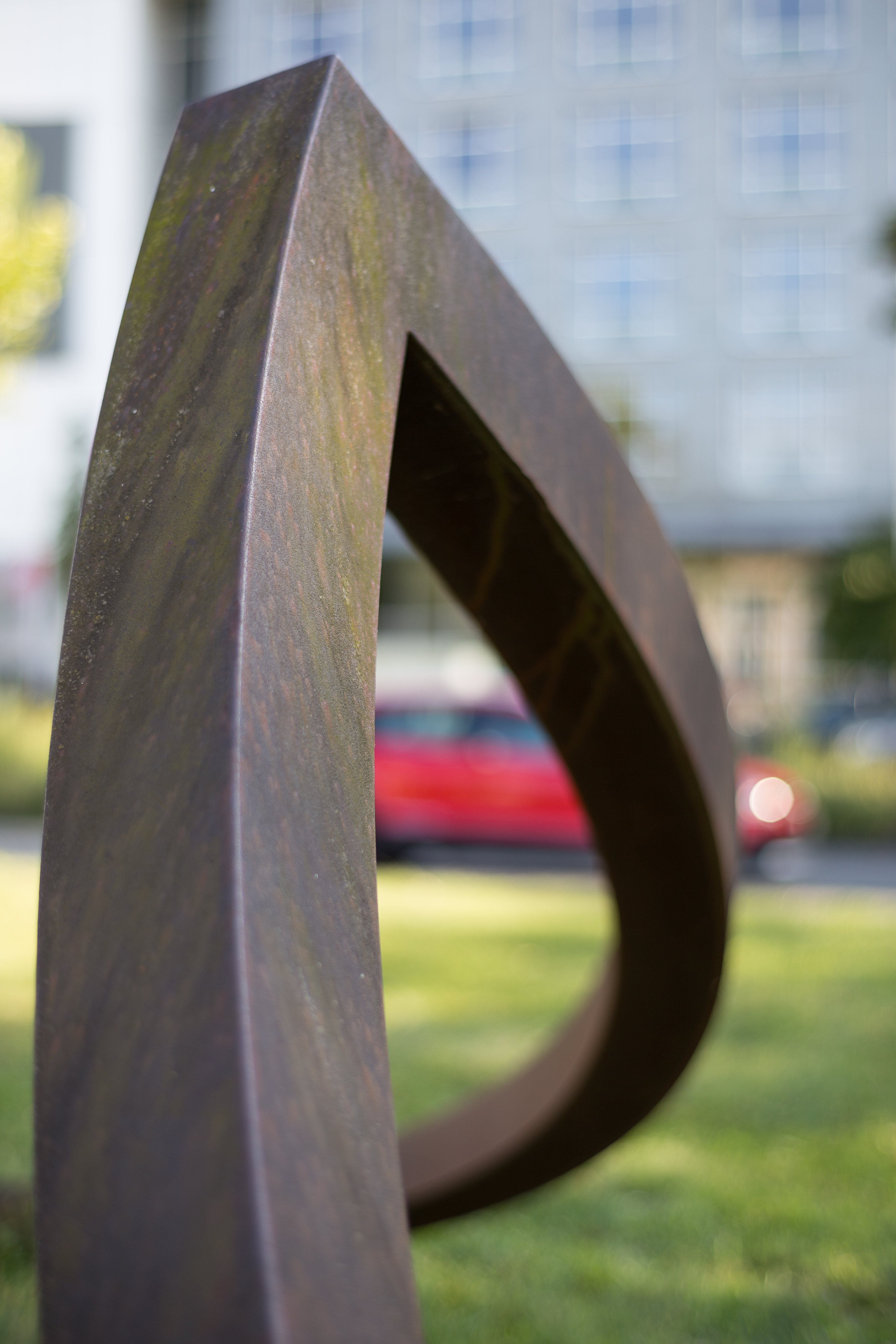

Später wurde hinter der Plastik ein pseudohistorisches Tor aufgestellt. Nach Ansicht der Gutachterkommission, die ab 2006 den Zustand der öffentlichen Kunstwerke in Hannover untersuchte, störe dieses Tor erheblich. Es entstünden unangemessene visuelle Bezüge, die Lechners Arbeit einengten und ihr die Wirkung nähmen. Die Kommission forderte daher, die Plastik umsetzen zu lassen, möglichst an einen nahen Standort, damit sie weiterhin den Anfang der Skulpturenmeile bilden könne.:99
- Standort: Königsworther Platz / Georgengarten (Lage)

### Kurt Lehmann
Der Bildhauer Kurt Lehmann (1905 bis 2000) schuf in den 1950er und den frühen 1960er Jahren zahlreiche Reliefs und Plastiken aus Muschelkalk bzw. Bronze, die den öffentlichen Raum Hannovers prägten. Eine seiner Arbeiten, die Umschauende, steht vor dem Ministerium für Wissenschaft und Kultur am Leibnizufer. Zum Zeitpunkt ihrer Aufstellung im Jahr 1957 gehörte das vom Ministerium genutzte Bürogebäude noch der Preussag AG, die den Ankauf der Umschauenden finanziell unterstütze. Einige weitere Arbeiten Lehmanns in Hannover sind die Brunnenplastik Spielende Kinter in der Grupenstraße, die Speerträger vor dem Fußballstadion oder die Arbeit Demut in der Aegidienkirche.
Die Stadt Hannover beauftragte 2006 eine Gutachterkommission damit, den Zustand der öffentlichen Kunstwerke zu prüfen und – wenn nötig – Verbesserungen anzuregen. Davon betroffen waren auch Lehmanns Werke. Der Standort der Umschauenden wurde kritisiert: Die Figur wirke, als sei sie an der Straße ausgerichtet. Dadurch gebe die Fahrbahn ein Raster vor, der sich die Plastik unterzuordnen hätte. Außerdem habe die Wirkung unter dem Straßenlärm zu leiden: Die Umschauende sei eine stille Arbeit, die sich so nur schlecht entfalten könne. Es fiele auf, dass die Plastik zwar an der Skulpturenmeile aufgestellt sei, ihr aber nicht zugerechnet werde. Die Kommission empfahl folglich einen ruhigeren Standort, der mehr Intimität erlaube. Wenn sich kein anderer Standort realisieren ließe, so könnte wenigstens eine Drehung des Sockels die geometrische Verbindung zu Straße aufheben.:76
Über die Speerträger urteilte die Kommission, sie passten nicht mehr an ihren aktuellen Standort vor dem Stadion. Beim Umbau des früheren Niedersachsenstadion zur AWD-Arena erfuhr auch der Eingangsbereich weitreichende Veränderungen. Die Plastik wirke nun anachronistisch, was durch ihren sakralen Charakter noch verstärkt werde. Die Kommission riet daher, die Speerträger auf eine weitläufige Rasenfläche zu versetzen. Besonders der Stadtpark böte sich an, weil dort auch andere Arbeiten aus dieser Zeit aufgestellt seien.:79
- Standort Umschauende: Leibnizufer, auf Höhe Clemensstraße (Lage)
- Standort Spielende Kinder: Grupenstraße (Lage)
- Standort Speerträger: Sportpark, vor der HDI-Arena (Lage)
- Standort Demut: in der Ruine der Aegidienkirche (Breite Straße / Osterstraße) (Lage)
- Standort Wächter: Waterloostraße, vor dem Gebäude der Oberfinanzdirektion (Lage)

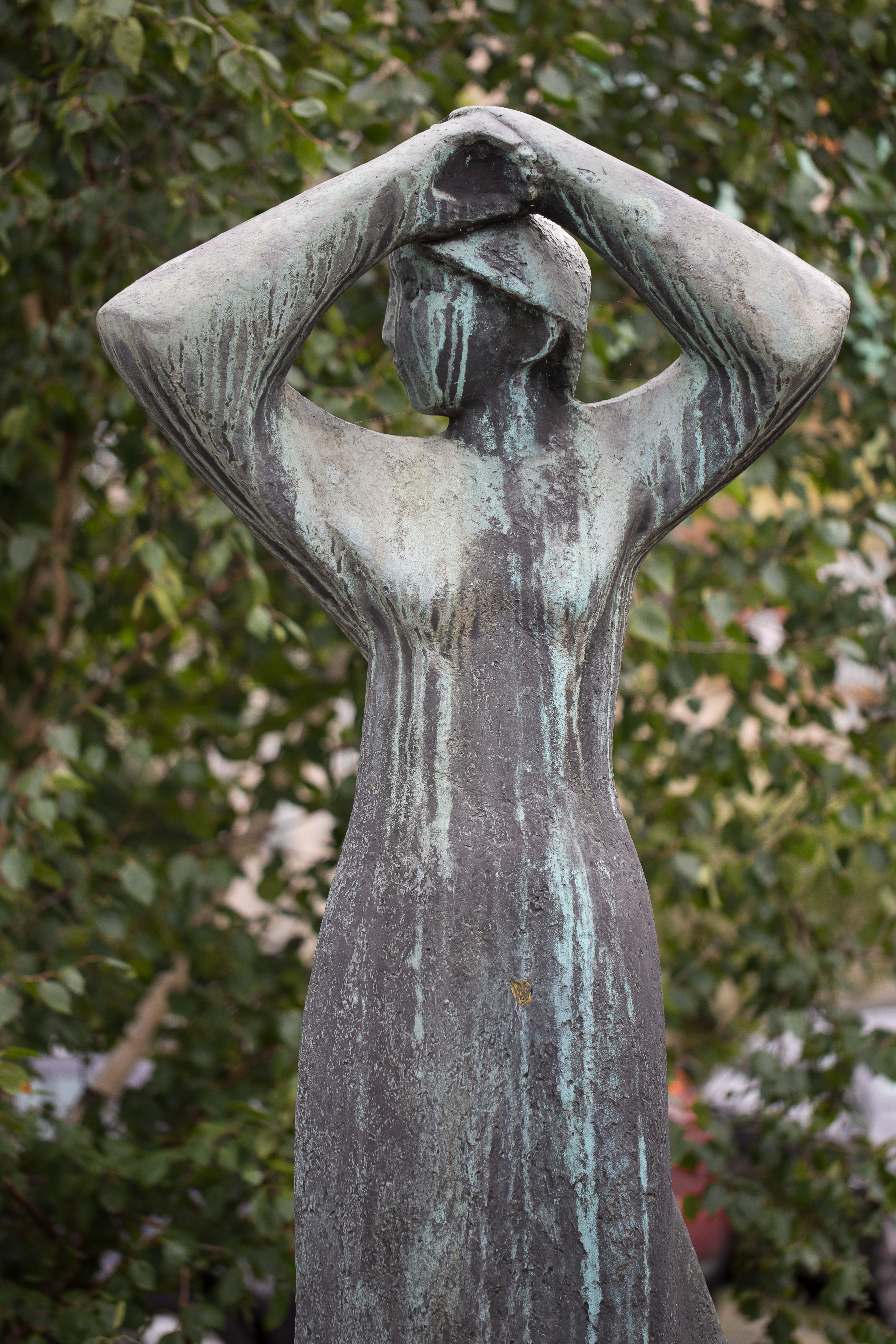
Umschauende
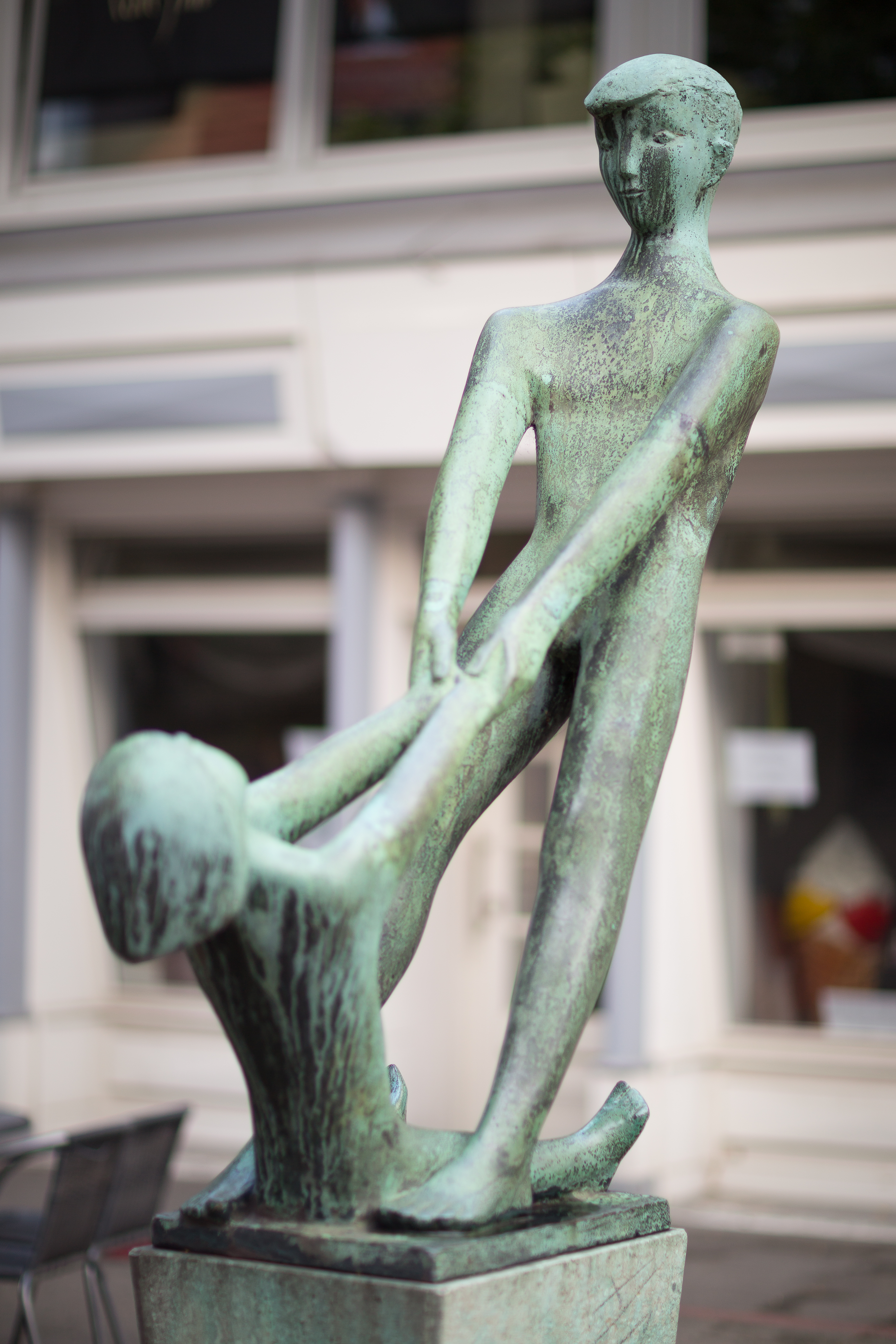
Spielende Kinder
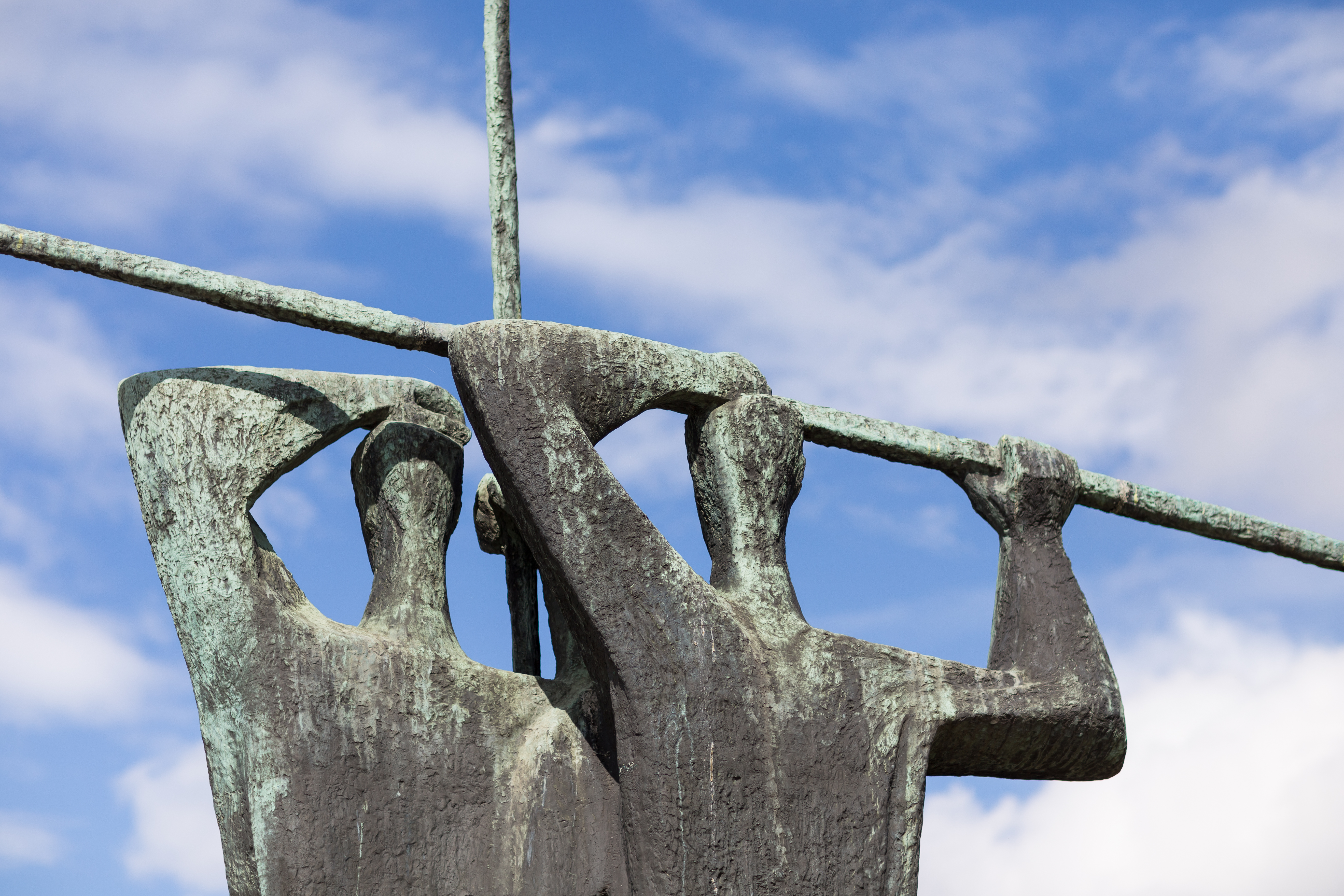
Speerwerfer
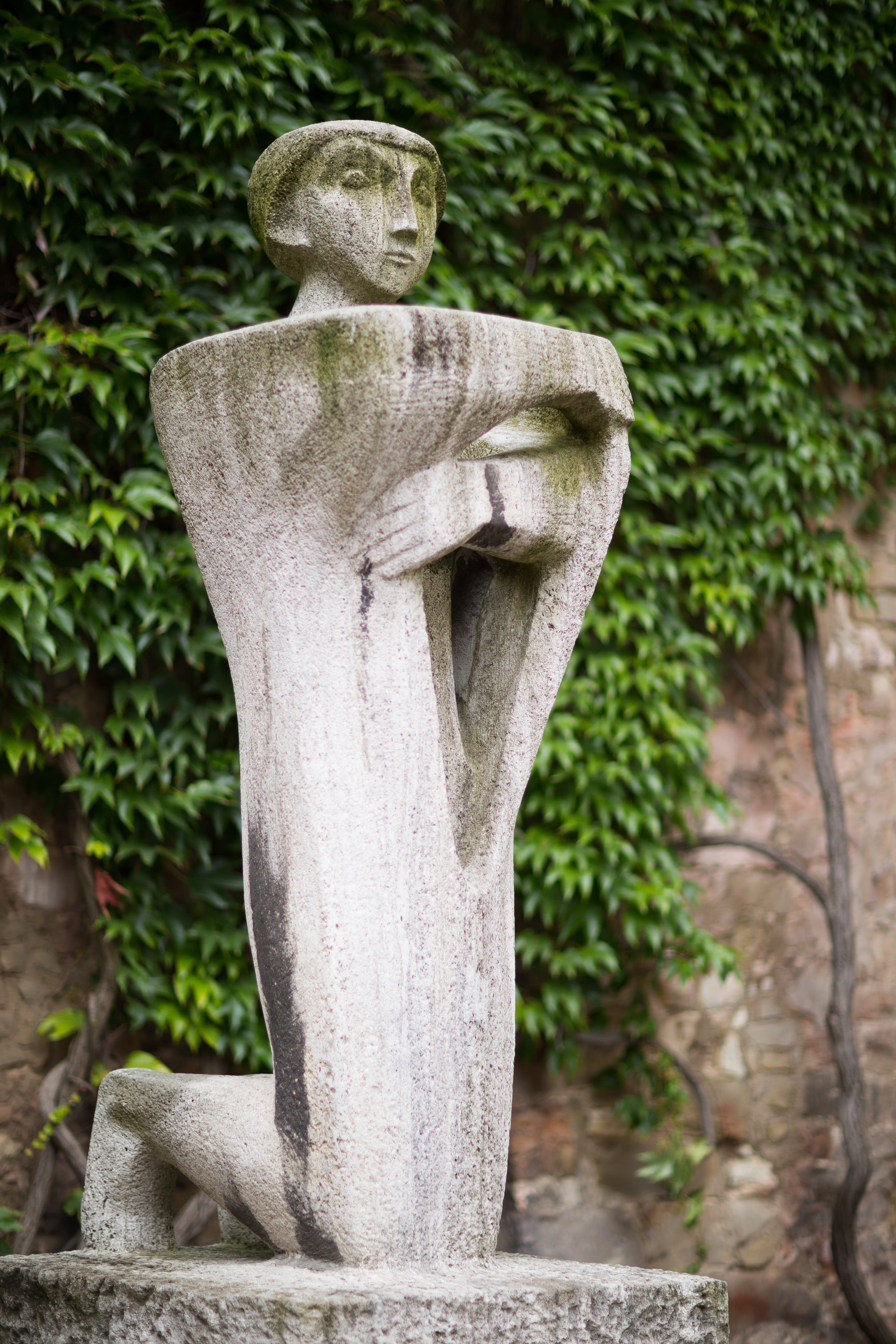
Demut
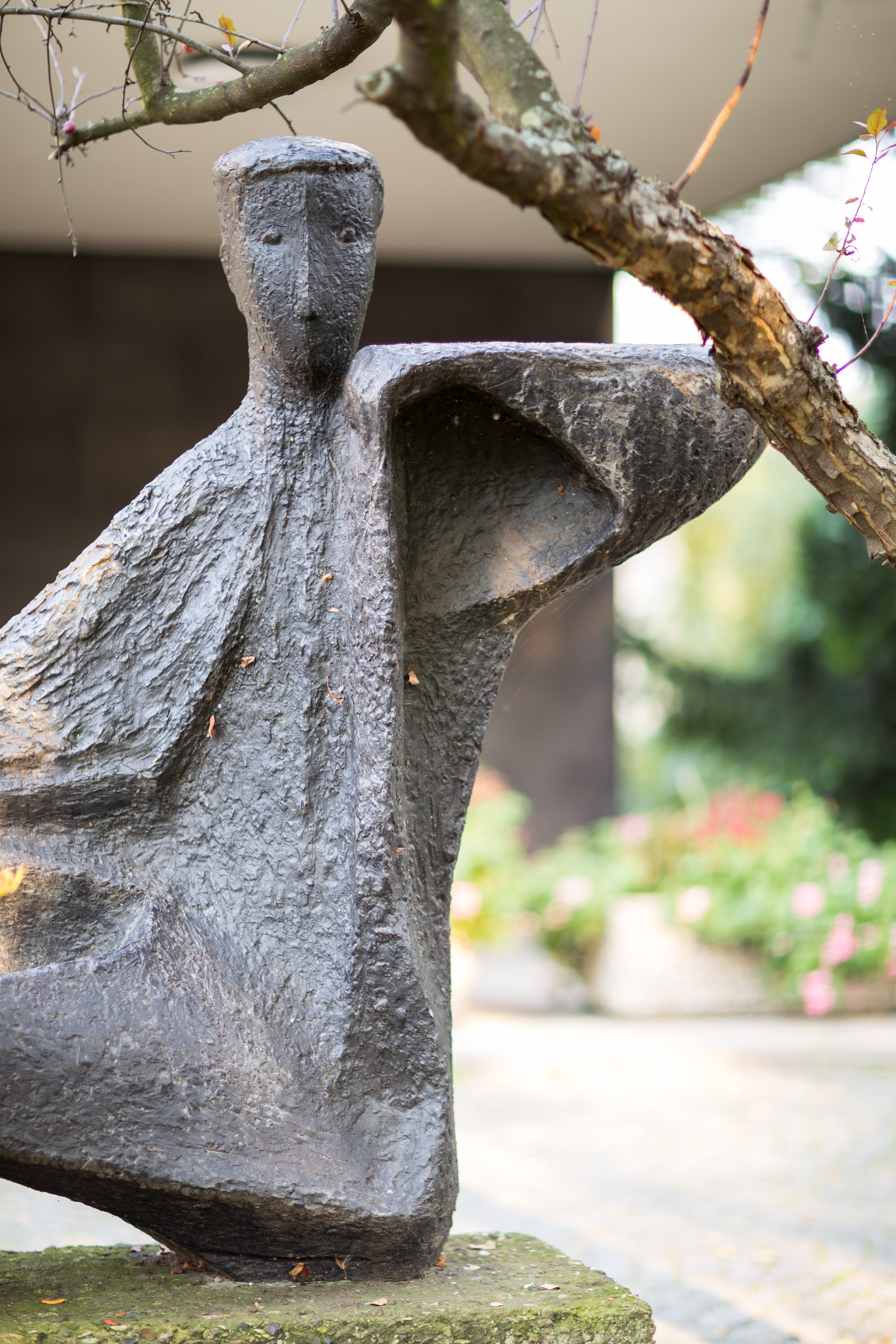
Wächter

### Aristide Maillol
Aristide Maillols Plastik L'Air entstand bereits 1938, fand aber erst 1961 an den Georgsplatz. Ihr Stil weist zurück an die Anfänge der klassischen Moderne, deren Figurenplastik Maillol auf der einen und Auguste Rodin auf der anderen Seite prägten. Die weibliche Aktfigur L'Air (dt.: die Luft) strahlt eine besondere Leichtigkeit aus und wirkt, als schwebe sie, obwohl sie aus schwerer Bronze besteht. Man beschaffte die Plastik anlässlich der Städtepartnerschaft, die Hannover nach dem Krieg mit Perpignan einging. Die Wahl fiel auf Maillol, weil sein Geburts- und Sterbeort, Banyuls-sur-Mer, unweit von Perpignan liegt. Der SPD-Politiker Carlo Schmid, selbst in Perpignan geboren, hielt eine Rede zur Enthüllung von L'Air im März 1961. Bezahlt wurde die Arbeit von der Niedersächsischen Landesbank, der Vorläuferin der Nord/LB.:22

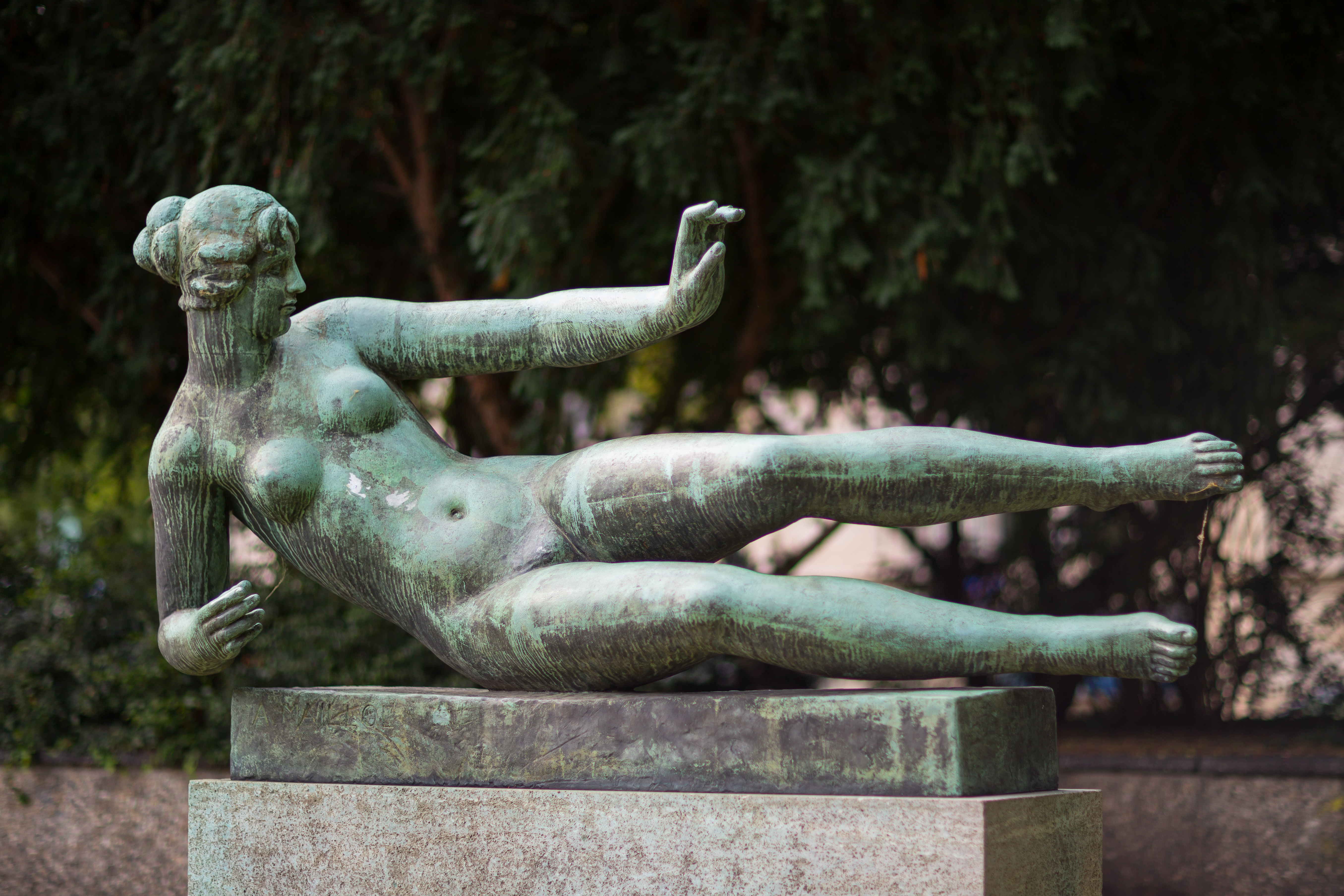
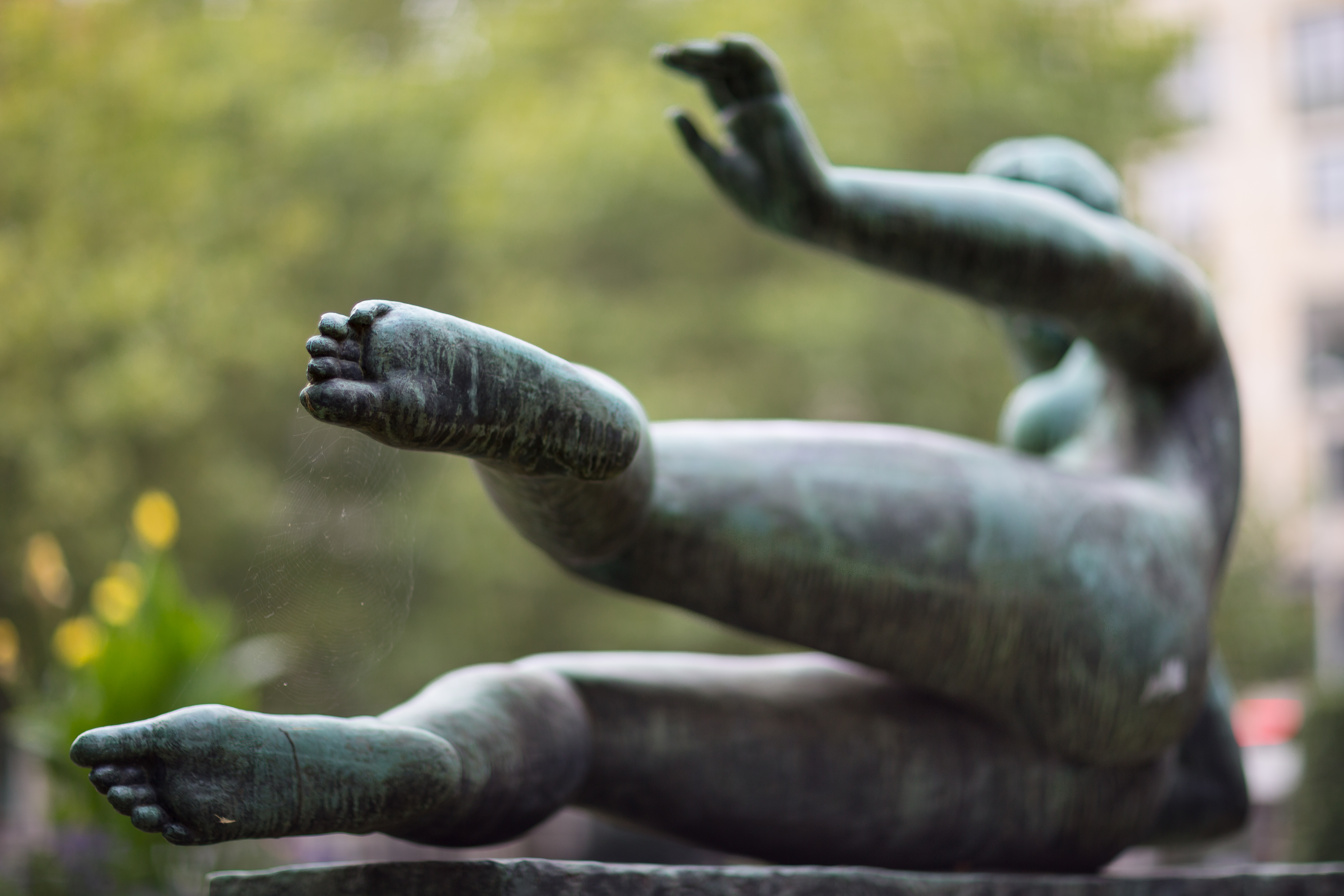

- Standort: Georgsplatz (Lage)

### Francesco Mariotti

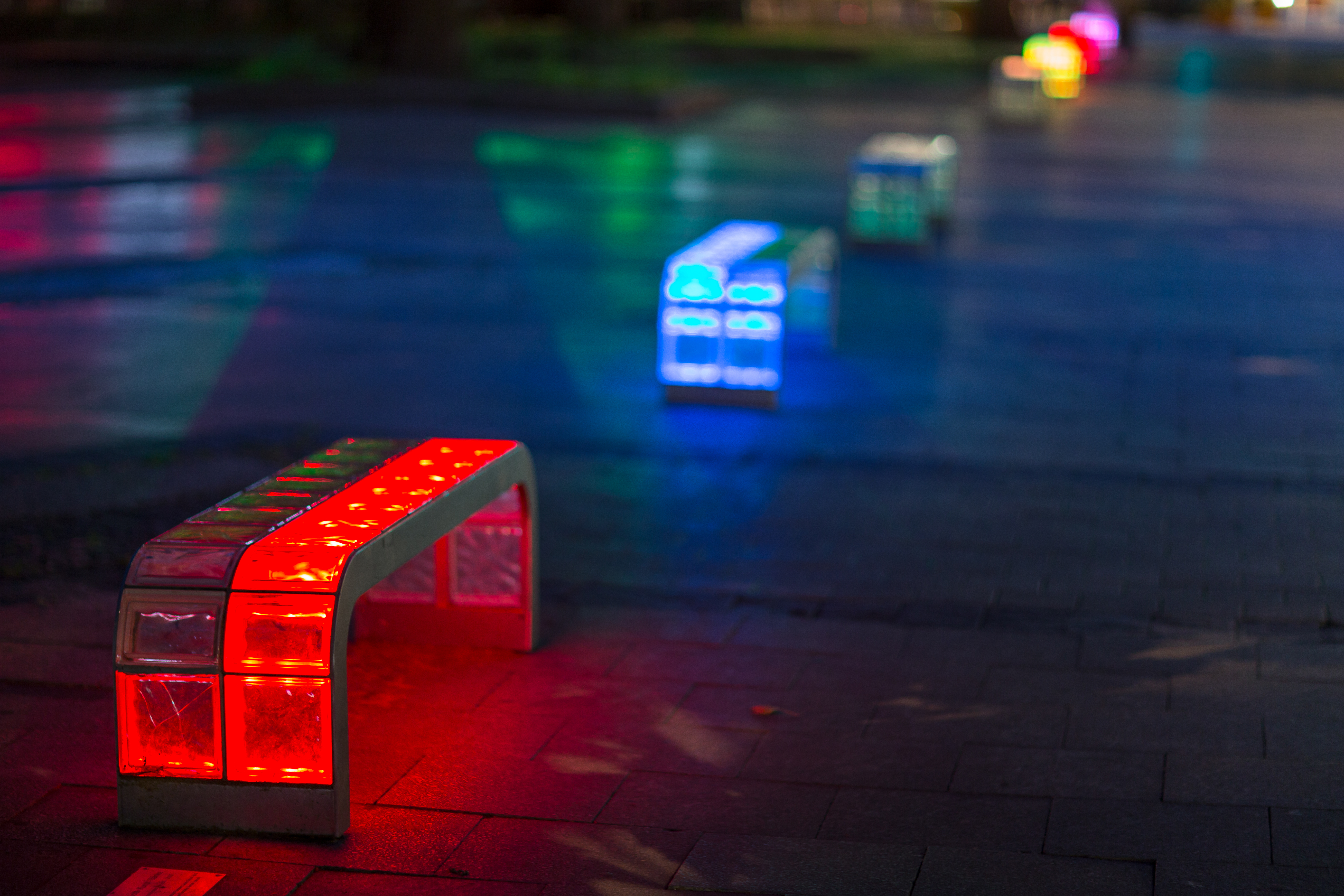
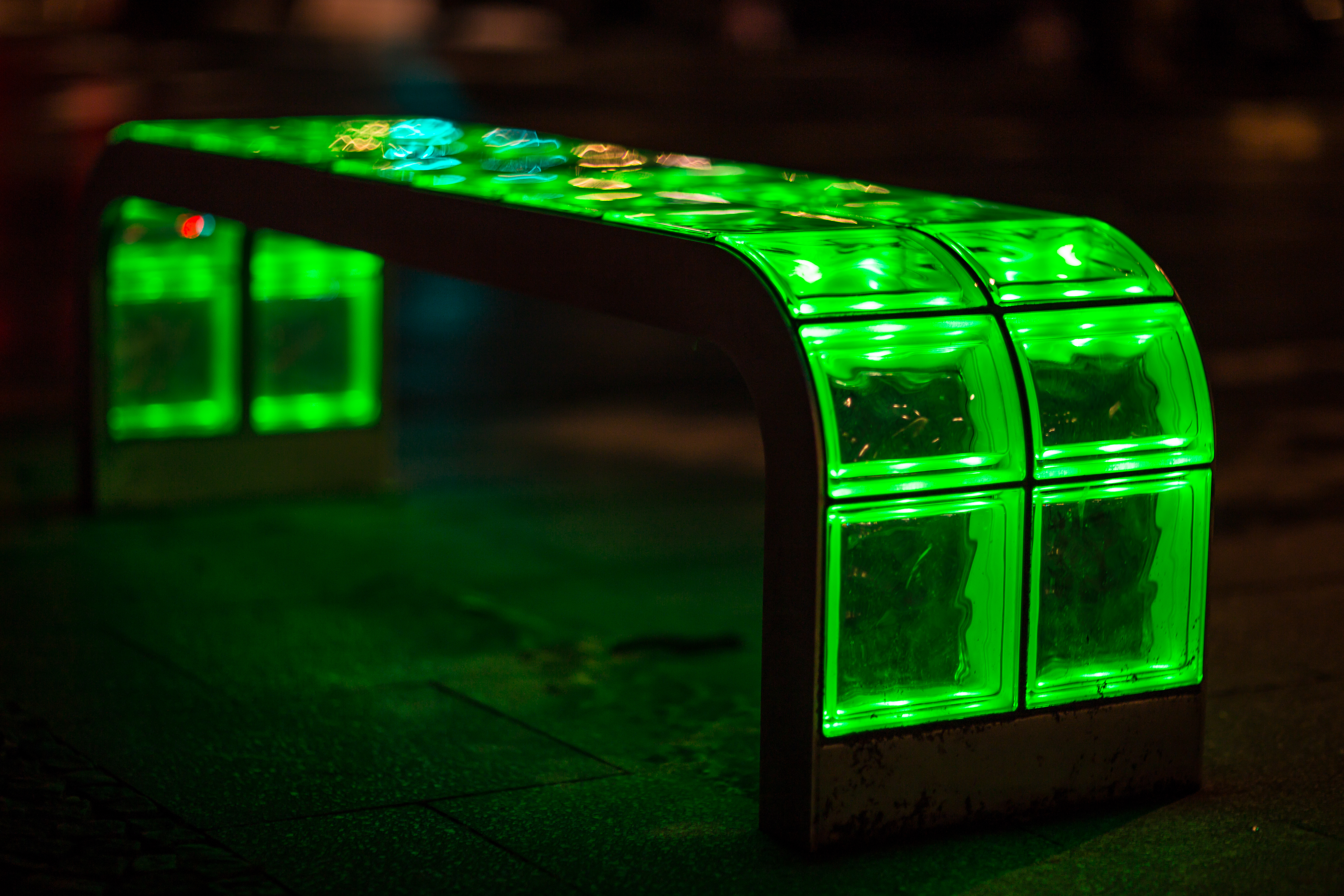

Die Licht-Kunst-Bänke des Schweizers Francesco Mariotti (geboren 1943 in Bern) gehören zu einer Auflage von 1000 Stück, die der Künstler international verkaufte. Die Installationen sind daher nicht ihrem Standort gemäß entworfen worden, sondern stellten ein Beispiel für globalisierte Kunst dar, so die Meinung des städtischen Kulturbüros. Die nachts mit wechselnden Farben beleuchteten Bänke reihen sich am Georgsplatz entlang der Georgstraße als historischer Achse. Diese verknüpfe drei wichtige städtische Räume: den Opernplatz, den erwähnten Georgsplatz und den Aegidientorplatz. Erdacht wurde die Achse im Jahr 1819 vom Stadtplaner und Architekten Georg Ludwig Friedrich Laves. Die Licht-Kunst-Bänke ordneten ihren Standort, indem sie seine Richtung anzeigten und ihn nach hinten begrenzten. Im Sommer 2014 befanden sich die Objekte in einem schlechten Erhaltungszustand: Die Lampen in zahlreichen Glasbausteinen waren defekt, teilweise blieben ganze Bänke dunkel.
- Standort: Georgsplatz, nahe Baringstraße (Lage)

### Matschinsky-Denninghoff (Martin Matschinsky und Brigitte Denninghoff)

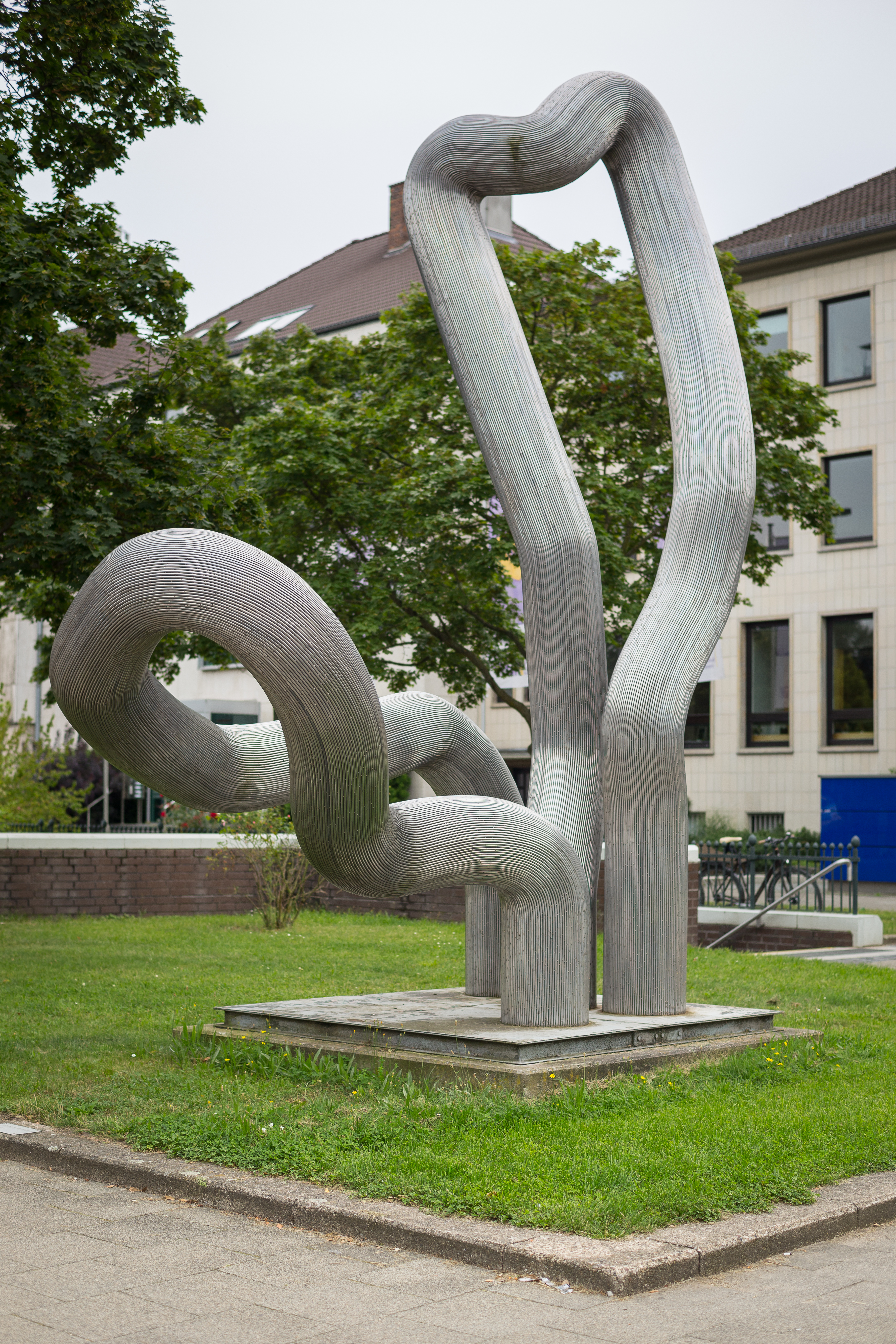
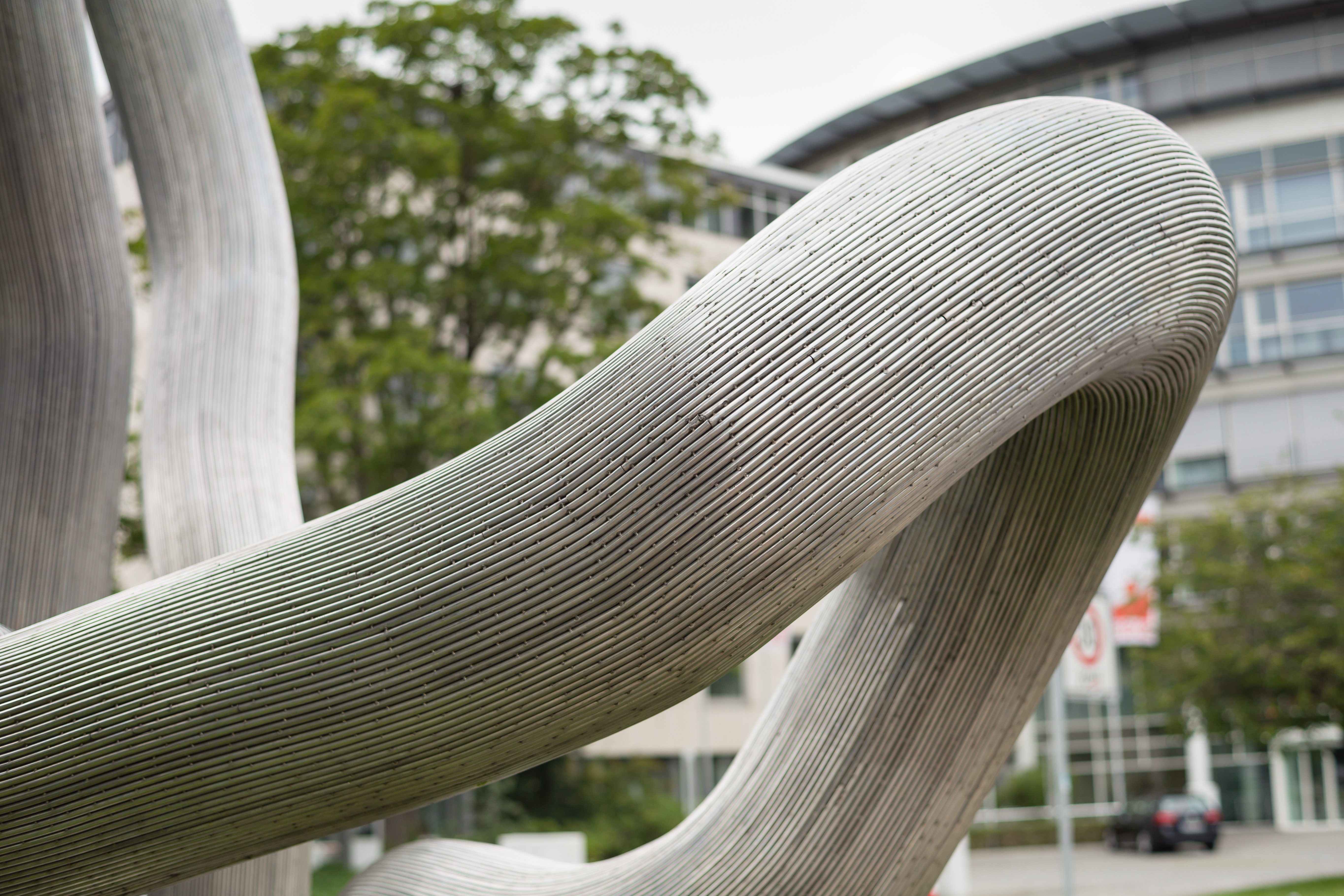
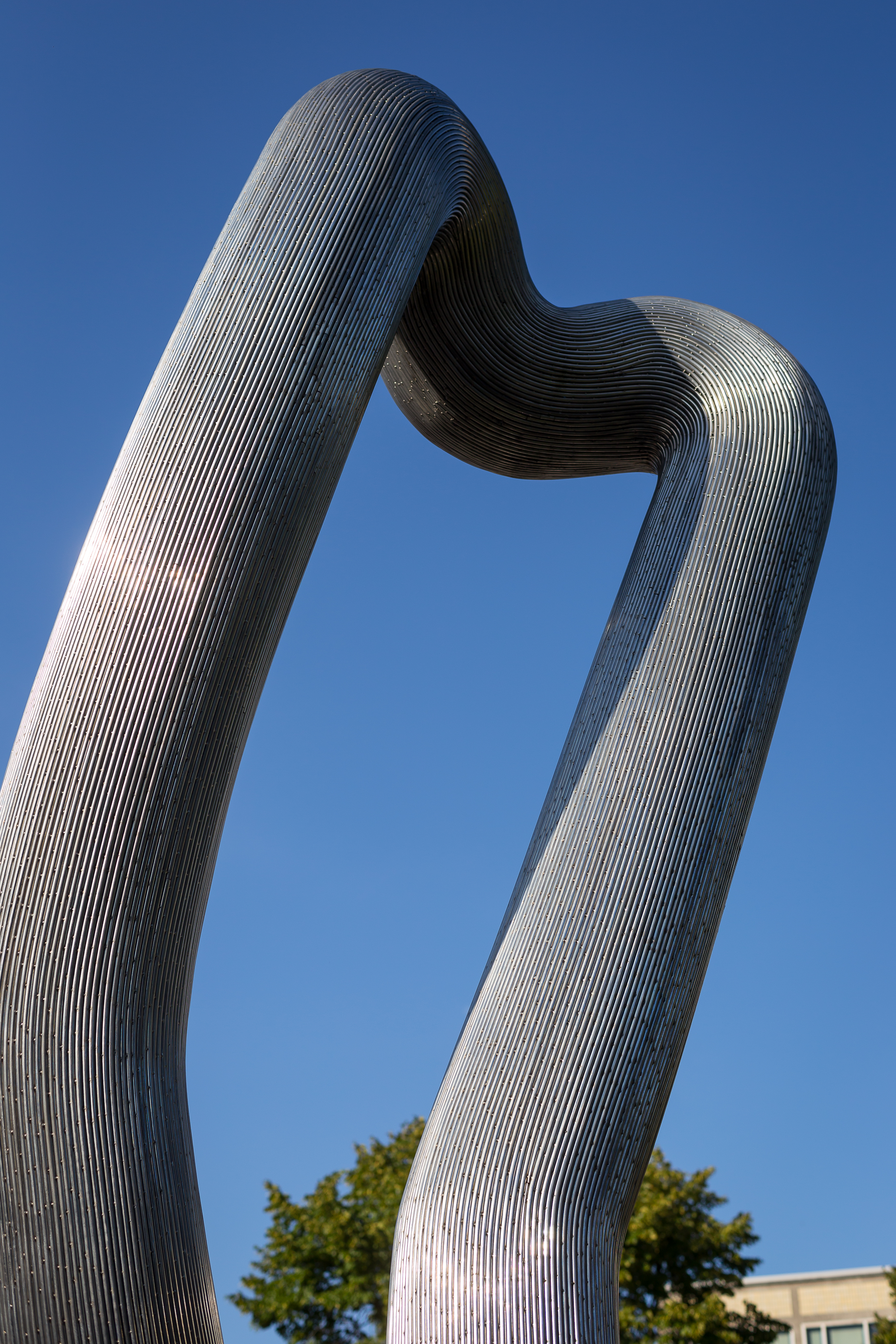

Die Plastik Genesis des Künstlerpaares Matschinsky-Denninghoff (Brigitte Denninghoff (1923 bis 2011) und Martin Matschinsky (geboren 1921)) kam 1987 in die Straßen Hannovers. Die Arbeit wurde zunächst auf der Ausstellung „Stahl 1“ des Galeristen Robert Simon (Galerie kö 24) gezeigt. Nach der Ausstellung fand Genesis ihren Platz vor dem damaligen Verwaltungsgebäude der Continental AG am Königsworther Platz. Anders als geplant kaufte die Firma das Objekt nicht, stattdessen übernahm die frühere IG Chemie die Kosten. Die Plastik wechselte infolgedessen demonstrativ an die gegenüberliegende Straßenseite, vor die Bundeszentrale der Gewerkschaft.:99  Gefertigt ist Genesis aus geschweißten Chromnickelstahl-Röhren. Wie bei den vielen ähnlichen Kunstwerken von Matschinsky-Denninghoff in anderen deutschen Städten begegne auch hier eine technoide Gestaltung der Plastik dem Thema eines organisch-pflanzlichen Prozesses, so die Auffassung des städtischen Kulturbüros.
Genesis ist Teil von Hannovers Skulpturenmeile.
- Standort: Königsworther Platz, nahe dem Gebäude der IG BCE (Lage)

### János Nàdasdy

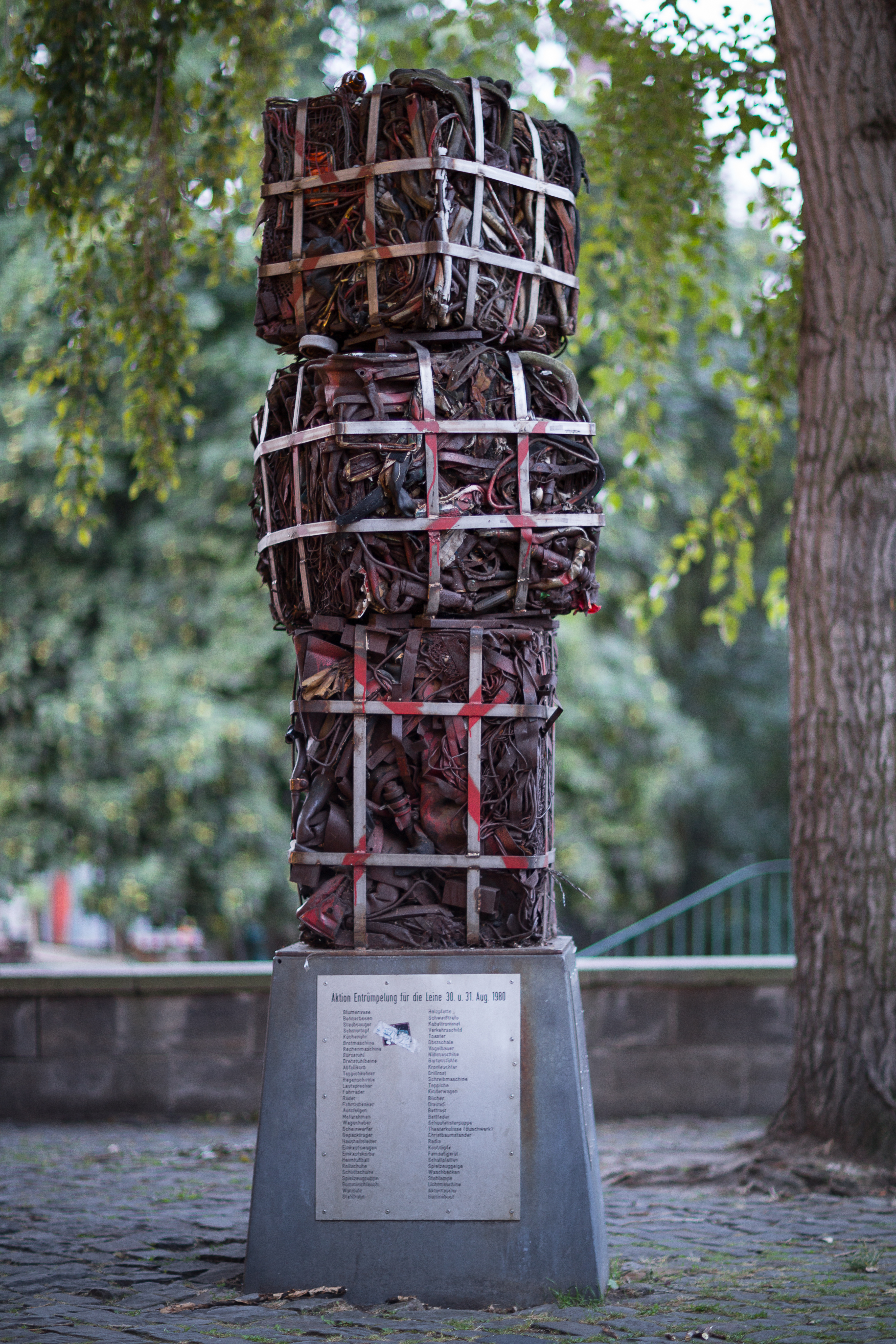
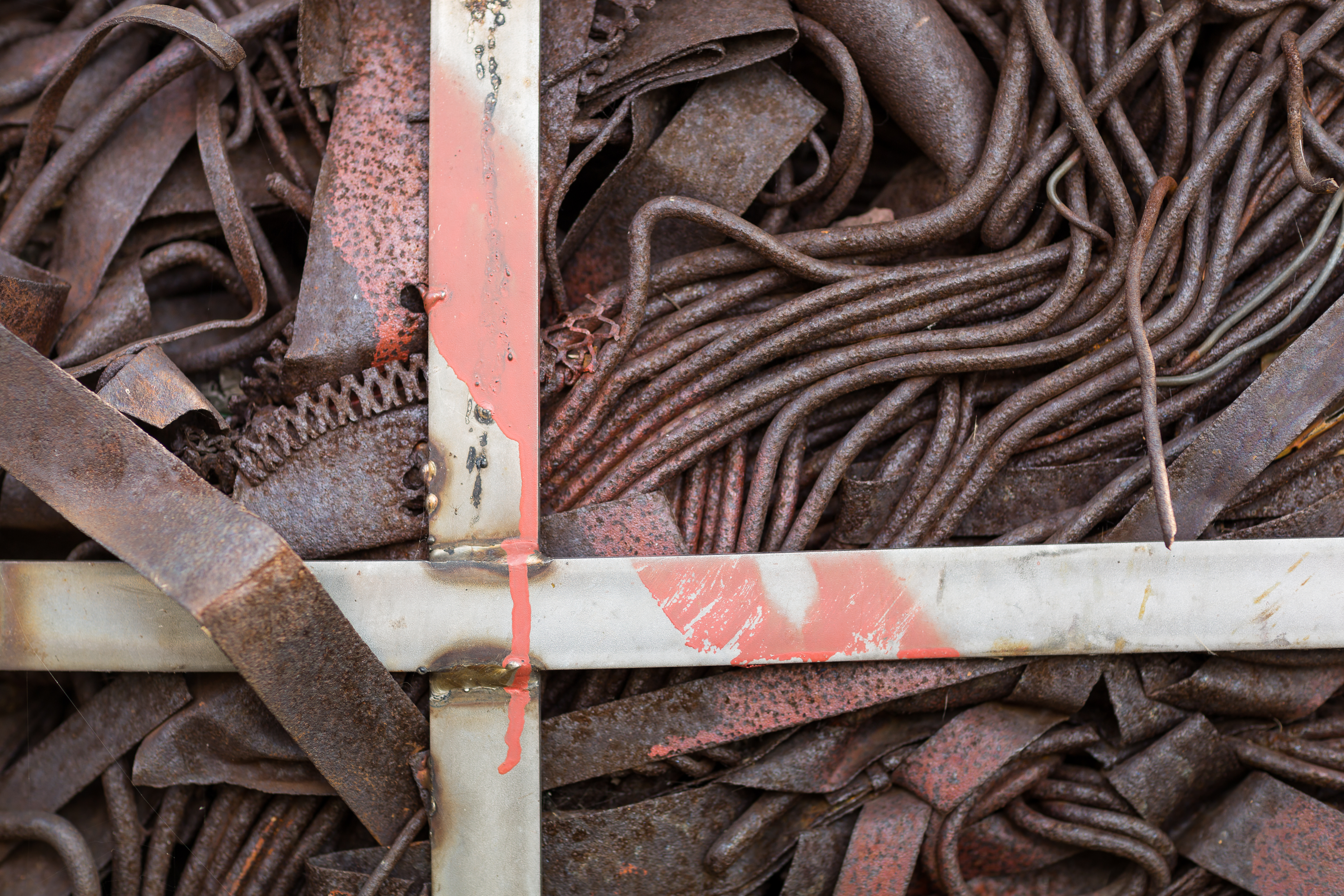

Das Material für die Plastik Leineentrümpelung stammt vom Grund des hannoverschen Flusses: In der Leine fand der ungarische Künstler János Nádasdy (geboren 1939 in Szigetszentmiklós) Fahrräder, Teller, Maschinen und anderes, was er zu Würfeln gepresst aufeinander stapelte. Die Arbeit entstand innerhalb von elf Jahren, zwischen 1981 und 1991. Während dieses Zeitraums sammelte Nádasdy zu drei Gelegenheiten Metallschrott und Müll, immer anlässlich des Altstadtfestes. Gewidmet ist die Plastik den für Nádasdy vielbedeutenden Künstlern Kurt Schwitters und Karl Jakob Hirsch.
- Standort: Am Hohen Ufer (Lage)

### Siegfried Neuenhausen
Das Bronzerelief Den Hannoveranern zu Füßen gelegt stammt von dem Bildhauer Siegfried Neuenhausen (geboren 1931), der es aus Anlass von Kurt Schwitters’ 100. Geburtstag schuf. Das Relief wurde 1987 installiert. Sein Text begegne mit Worten Schwitters' den Besuchern der Altstadt als eine humorvolle Hommage, heißt es über die Arbeit in einem Faltblatt des städtischen Kulturbüros. Die touristische Umgebung mit ihren vielen Konsummöglichkeiten scheine besonders geeignet, nicht nur an den bekannten Künstler der Stadt zu erinnern, sondern auch auf Schwitters' nicht massentauglichen Umgang mit Alltag, Sprache und Gestaltung hinzuweisen. Neuenhausen schaffe damit eine für ihn typische Arbeit von gesellschaftspolitischer Relevanz, passend zu seinen Ansprüchen an die Kunst. Er stelle Schwitters' Worte den Hannoveranern eher in den Weg als dass er sie ihnen zu Füßen lege – die Installation sei ein Angebot, sich zu erinnern und sich dabei auf eine reizvolle Weise verwirren zu lassen.
Weitere Arbeiten Siegfried Neuenhausens finden sich im Stadtteil Hainholz: Zwischen 2005 und 2012 schuf er gemeinsam mit den Bürgern des Stadtteils die Hainhölzer Skulpturen-Trilogie. Zu ihr gehören die beiden Spielfiguren Dame und König (mit den daneben angeordneten Hainhölzer Schuhen), die Hainholz-Stele und die Straßenbahn-Skulpturen.
- Standort Den Hannoveranern zu Füßen gelegt: Knochenhauerstraße (Lage)
- Standort Hainholz-Stele: Fenskestraße (Lage)
- Standort Dame und König: Fenskestraße, Ecke Schulenburger Landstraße (Lage)

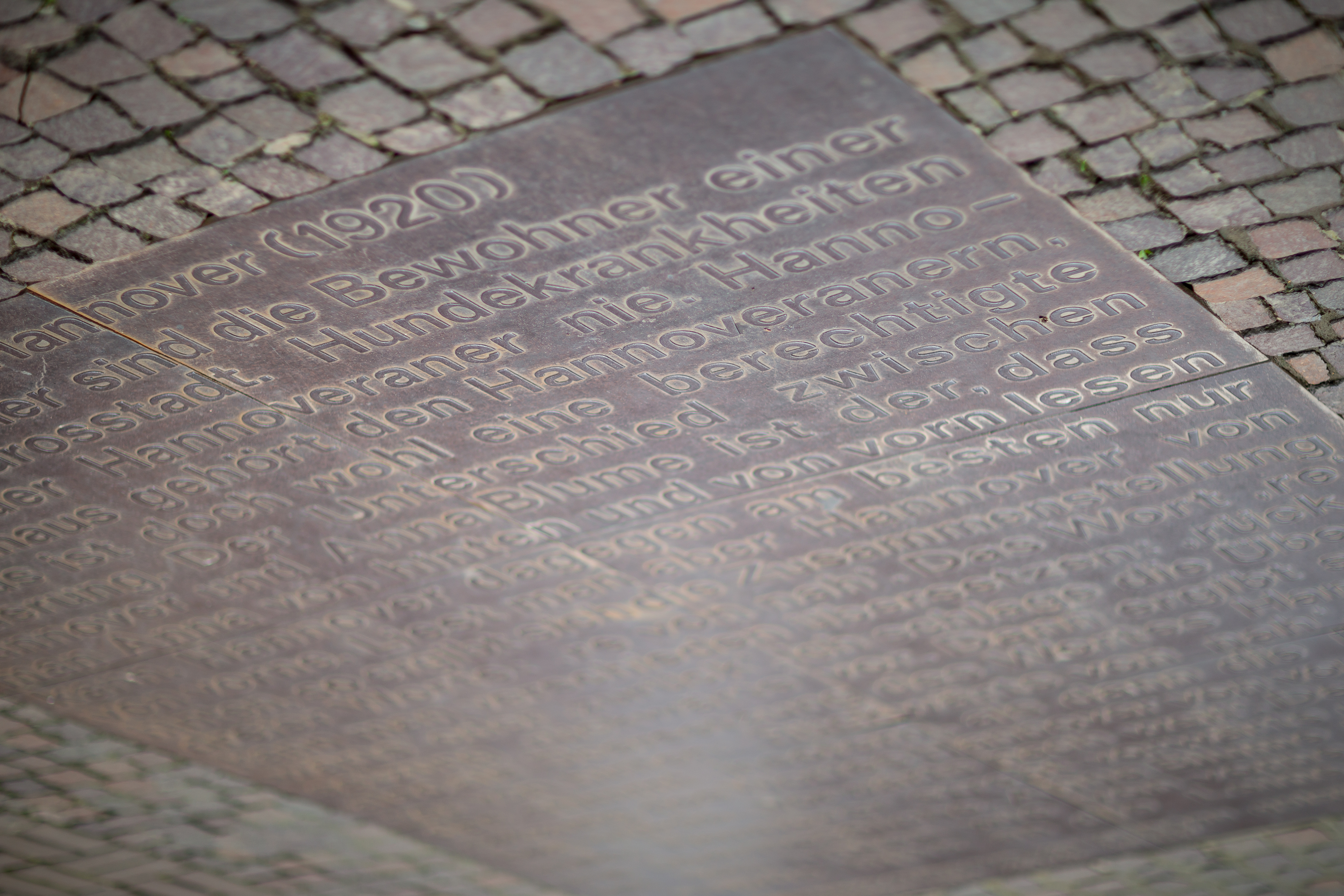
Den Hannoveranern zu Füßen gelegt
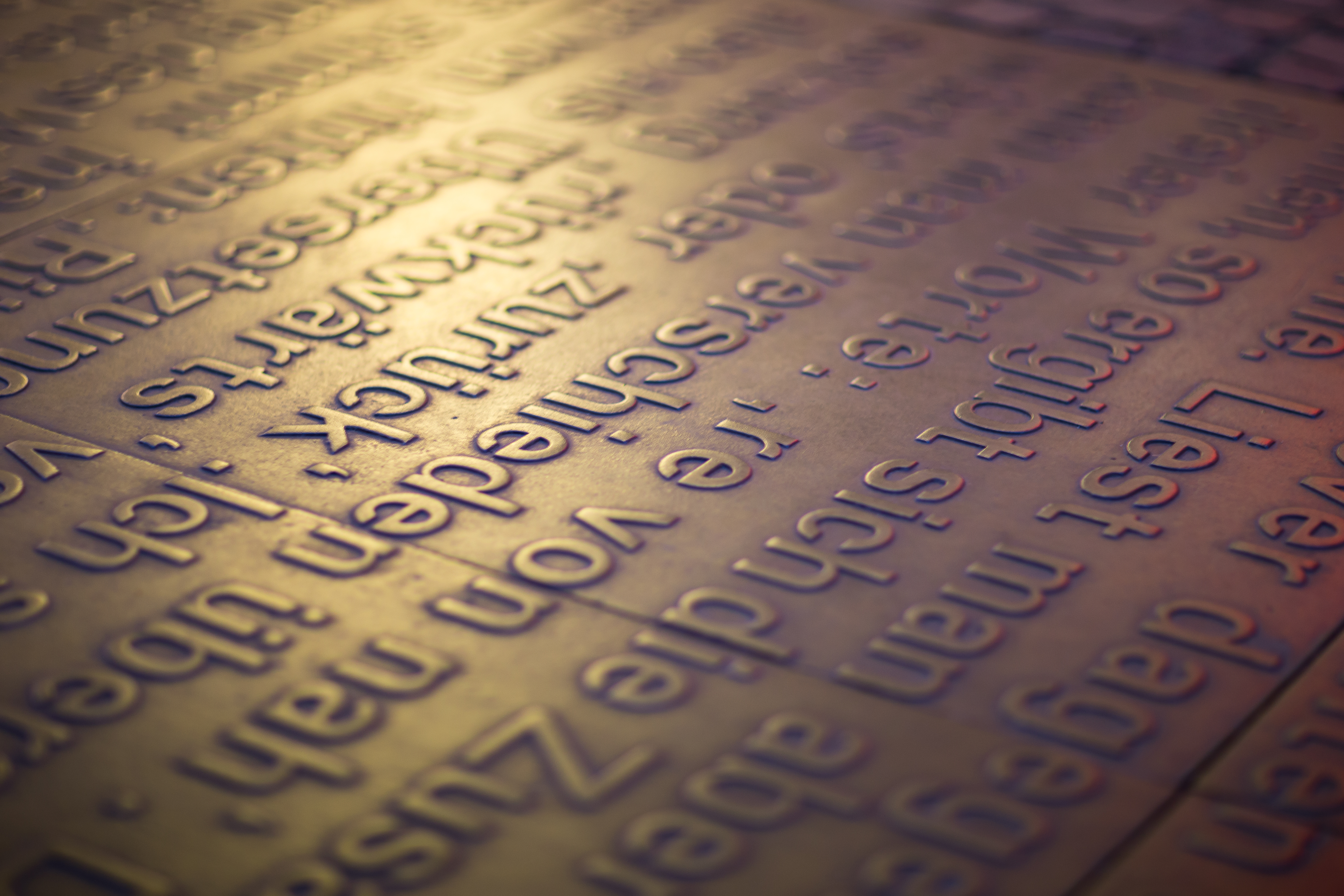
Den Hannoveranern zu Füßen gelegt
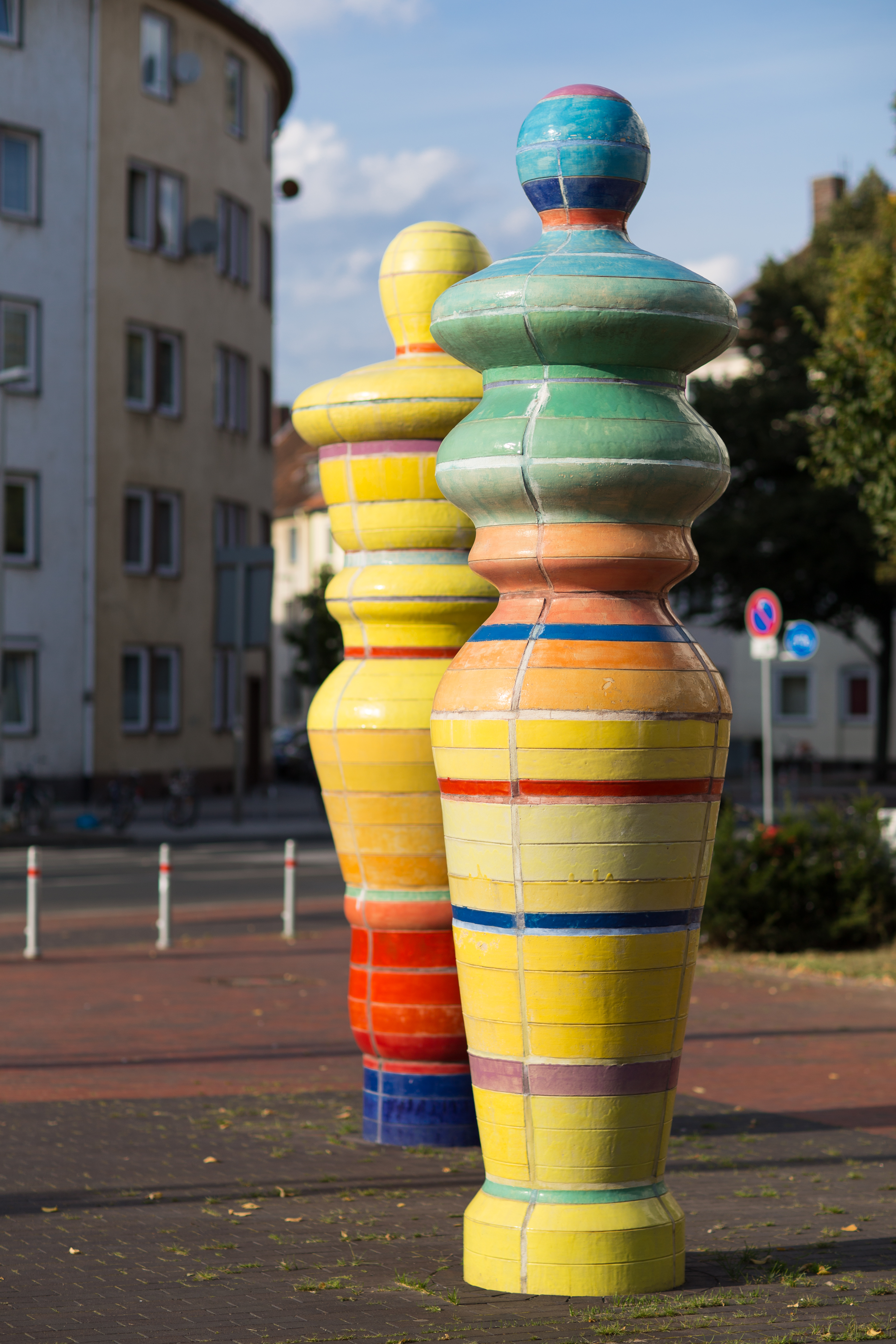
Dame und König
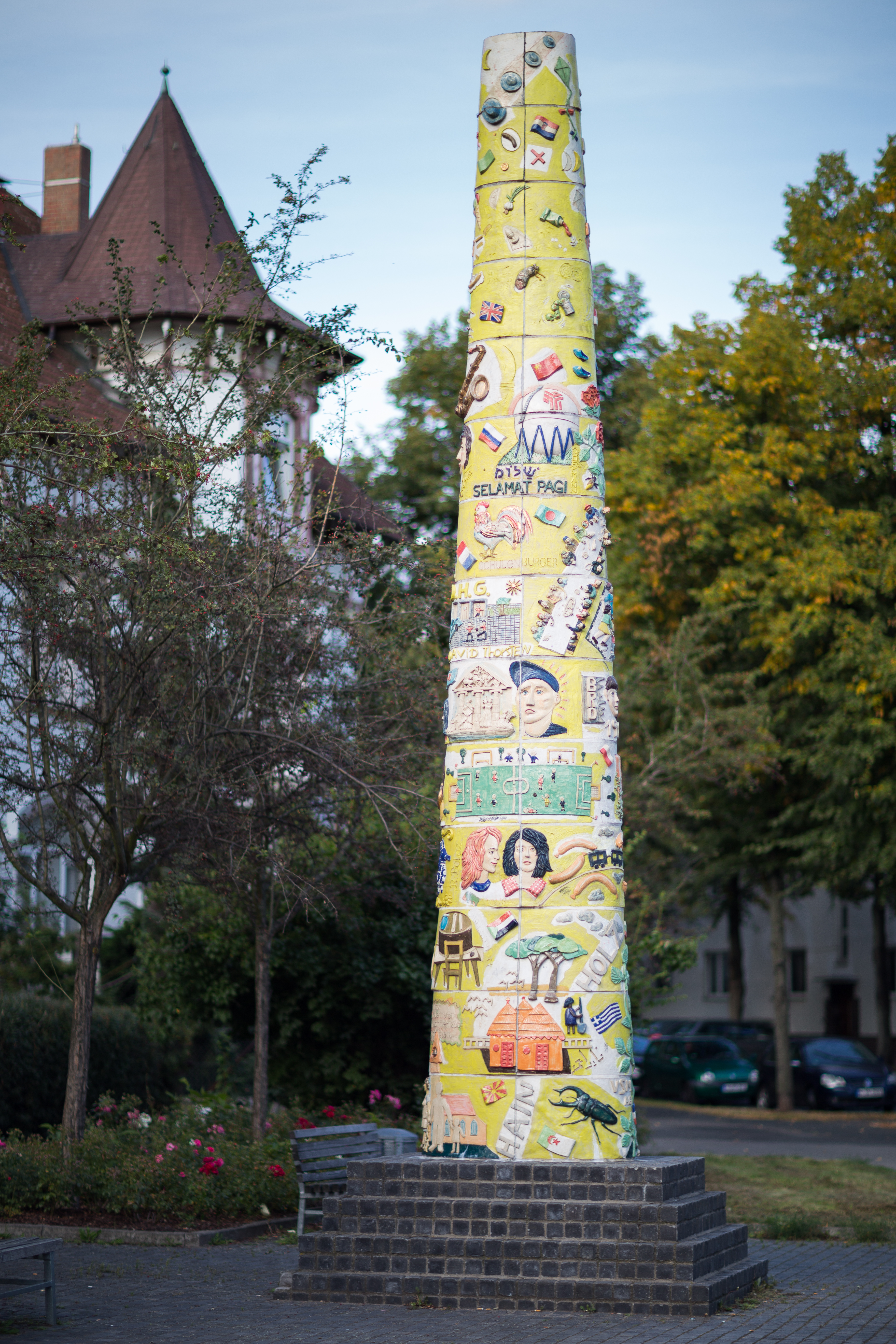
Hainholz-Stele
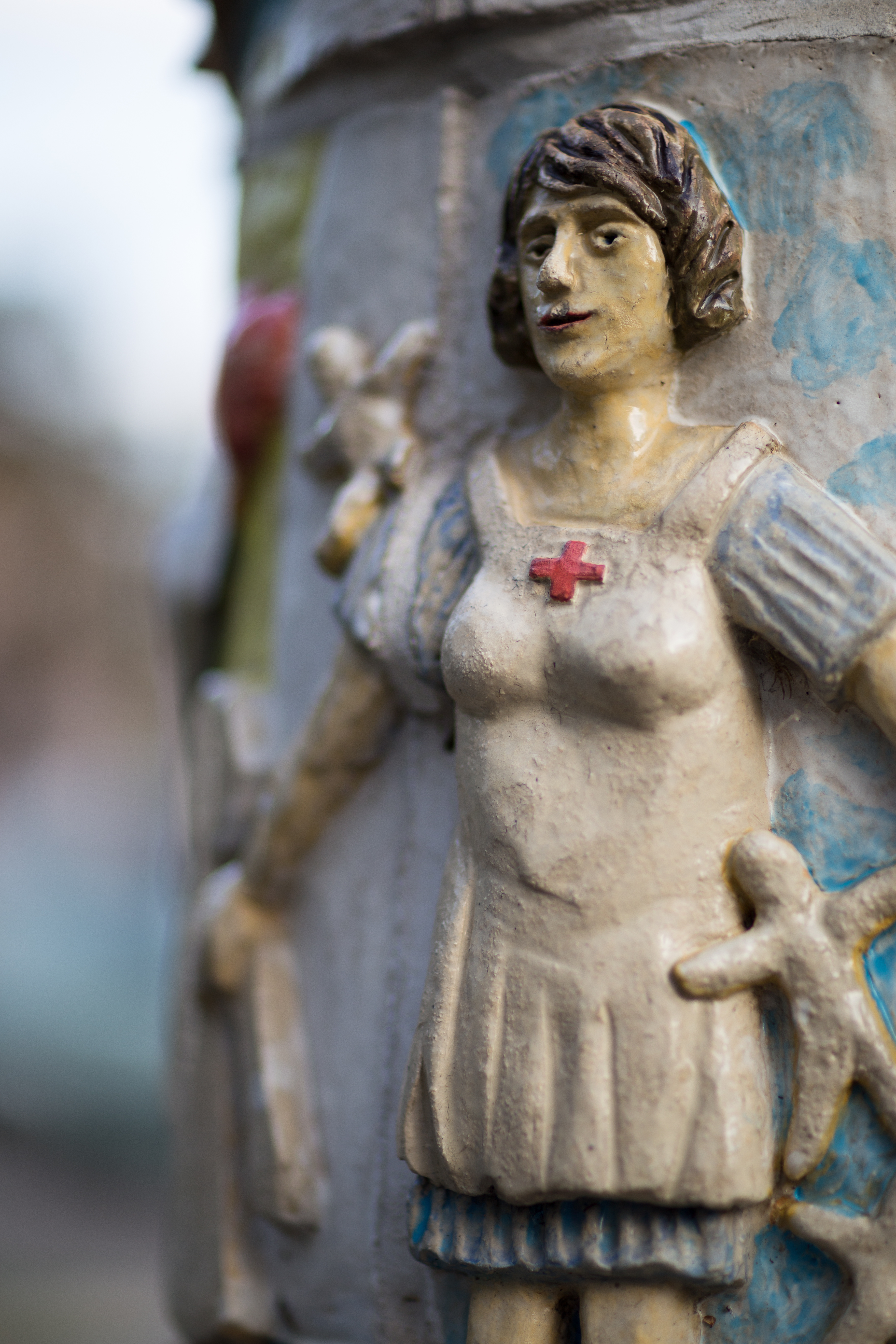
Hainholz-Stele
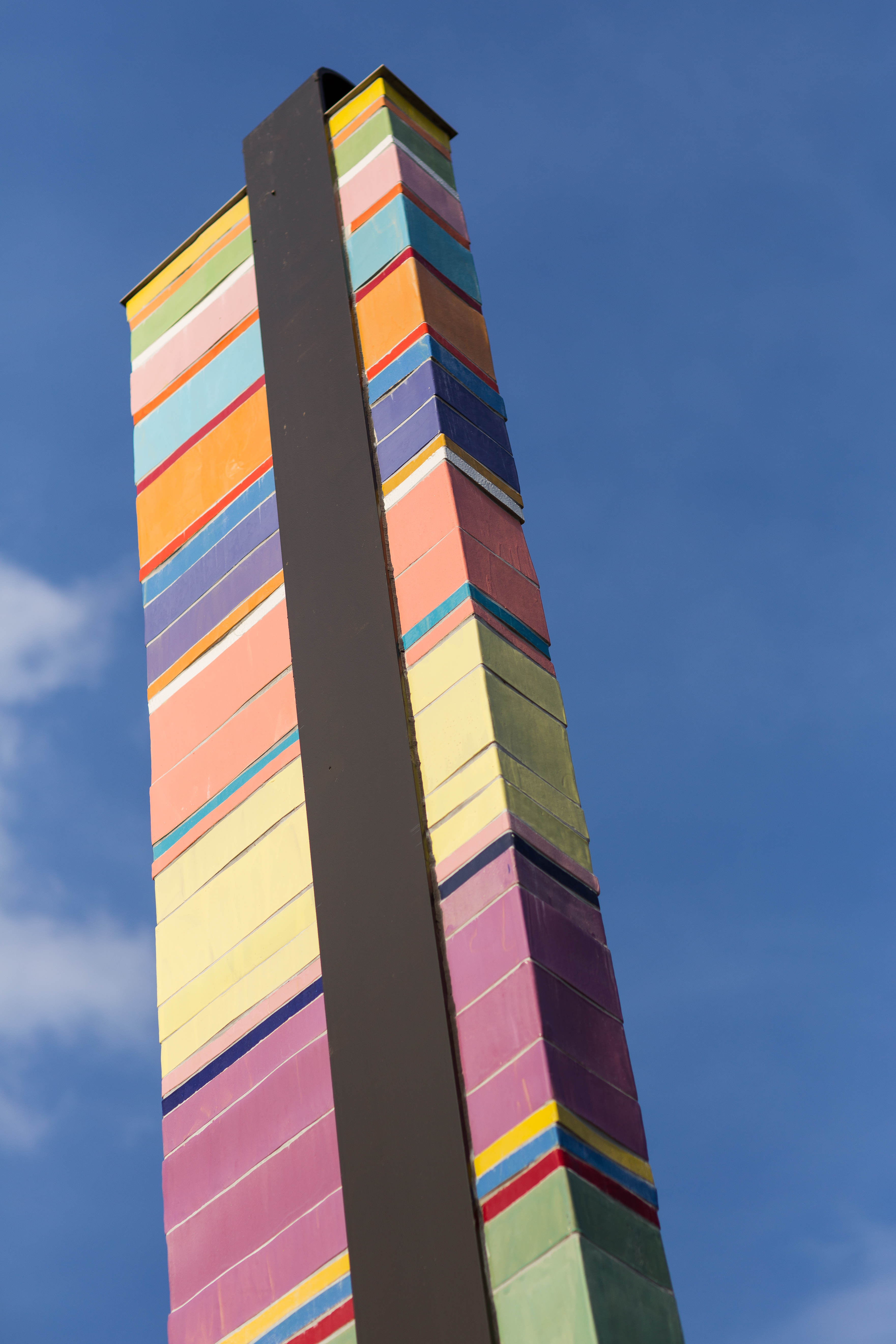
Straßenbahnskulpturen
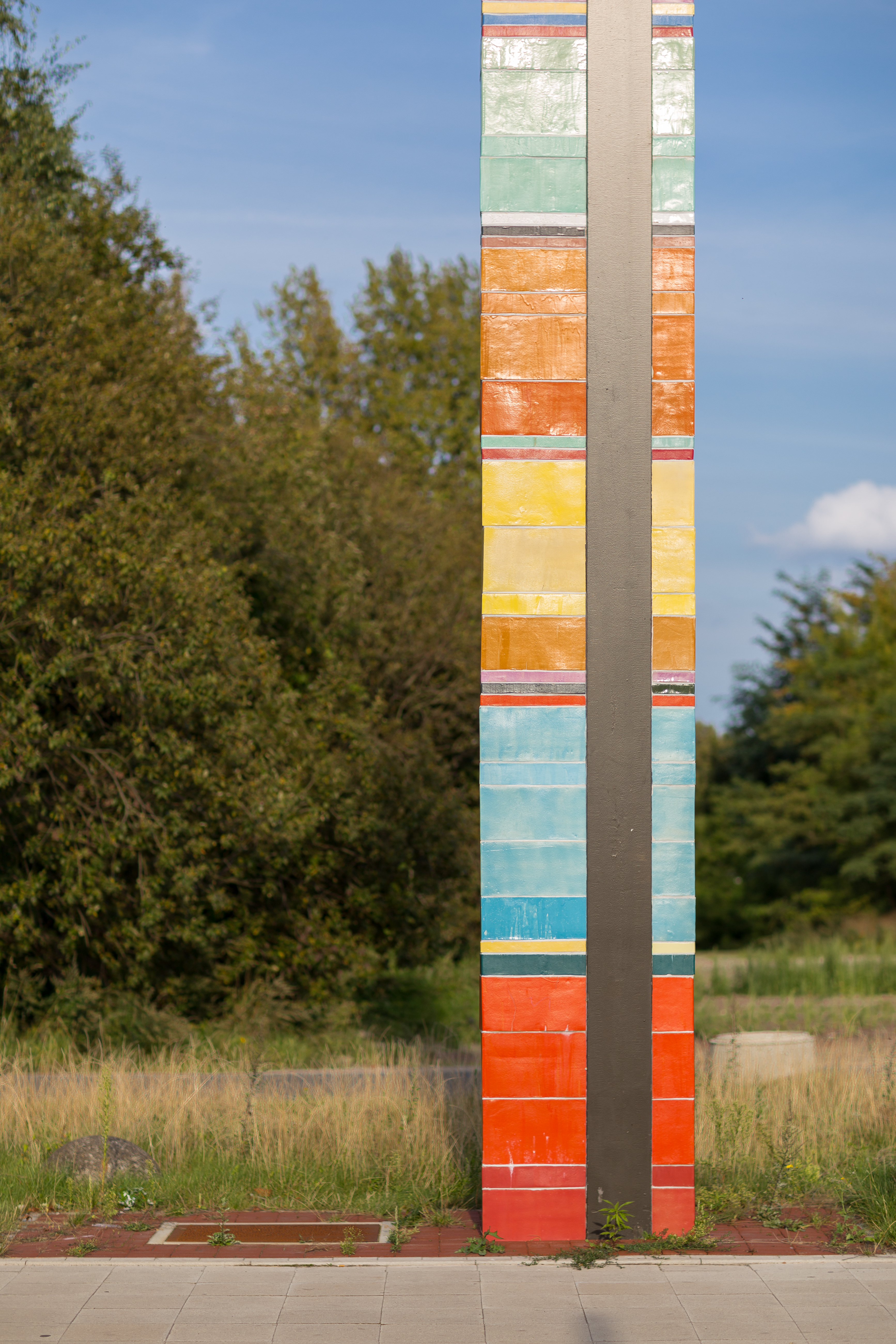
Straßenbahnskulpturen

### Michael F. Otto

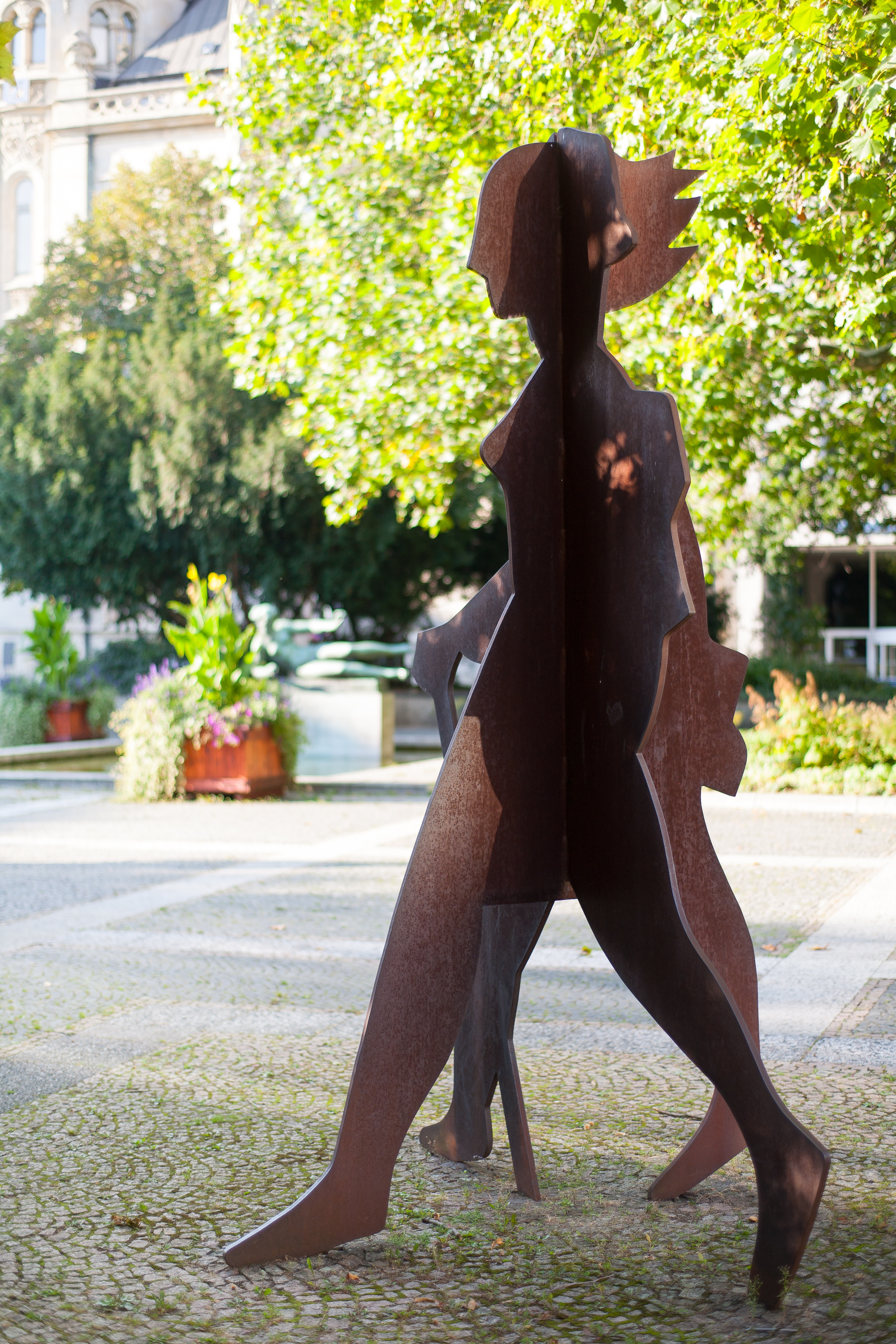
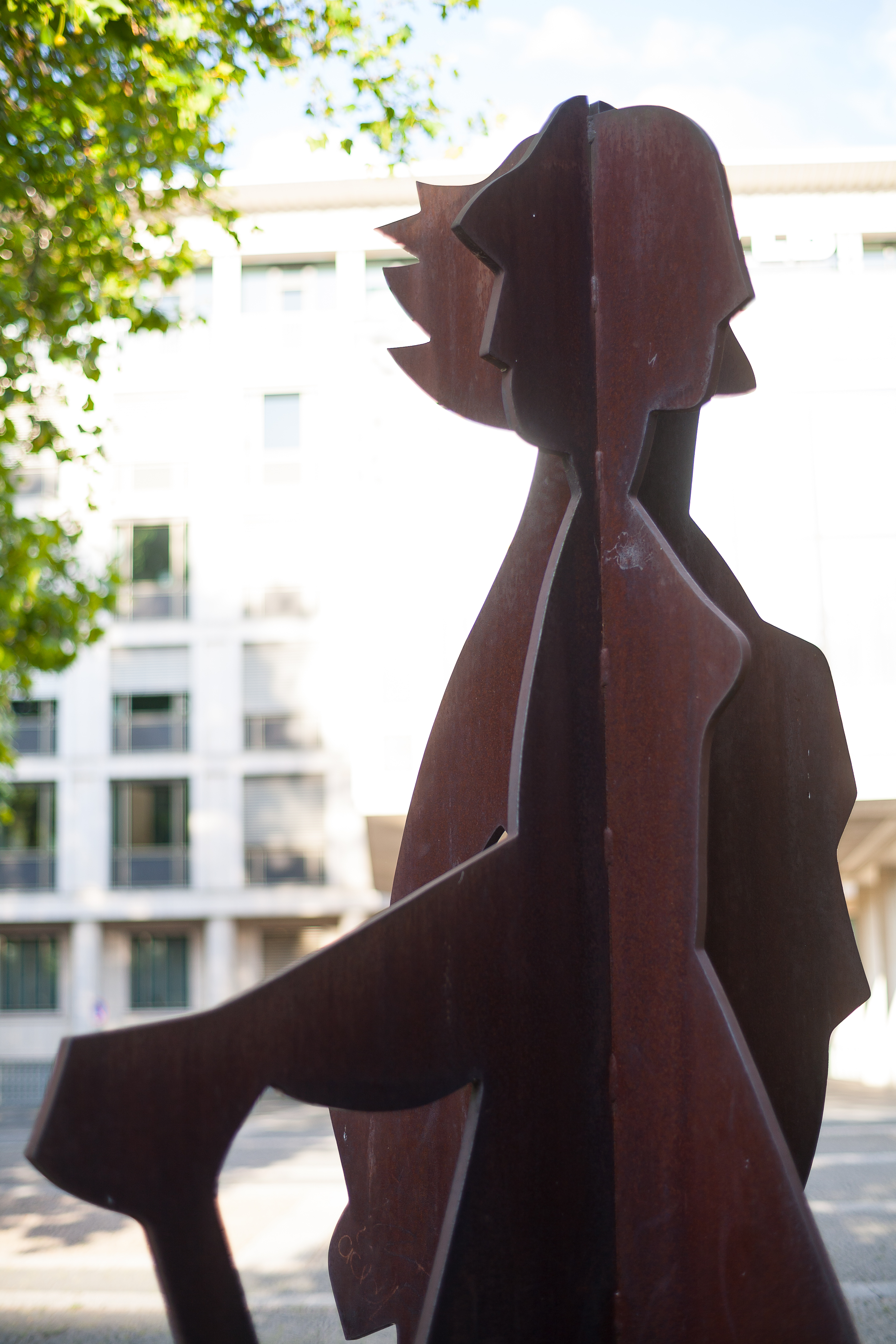

Die Plastik Die Wanderer entstand als Teil der zeitlich begrenzten Aktion „Blatschuss“, ein Kunstprojekt, zu dem Studierende des Fachbereichs Bildende Kunst der Fachhochschule Hannover beitrugen. Die aus Cortenstahl gefertigte und 1991 aufgestellte Arbeit von Michael F. Otto (geboren 1960) ist der einzige Beitrag aus dem Projekt, der dauerhaft an seinem Standort geblieben ist. In einem Faltblatt des städtischen Kulturbüros heißt es dazu, Otto ahme mit der Plastik das Piktogramm eines Verkehrszeichens nach, das auf Parkplätze für Wanderausflügler hinweist. Dadurch mache er die Stadtbewohner glauben, sich in der Nähe zur Natur aufzuhalten. In den Wanderern träfen weitere Gegensätze aufeinander, wie die männliche und die weibliche Silhouette oder die unterschiedlichen Bewegungsrichtungen der Figuren. Die Plastik rege dazu an, die Umgebung bewusst wahrzunehmen, anstatt sie zielgerichtet zu passieren. Die Wanderer gehört dem Künstler.
Die Stadt setzte ab 2006 eine Gutachterkommission ein, die die Qualität und den Zustand der öffentlichen Kunstwerke bewerten sollte. Über Ottos Arbeit hieß es im Abschlussbericht der Kommission, das Objekt werde dem Anspruch an ein zeitlich befristetes Hochschulprojekt gerecht. Allerdings überzeuge sie formal nicht gut genug, um dauerhaft im öffentlichen Raum zu bestehen.:101
- Standort: Georgsplatz, auf dem Vorplatz des Nord/LB-Altbaus  (Lage)

### Waldemar Otto
Die Arbeit Die Begegnung stammt vom Worpsweder Bildhauer Waldemar Otto (geboren 1929 in Petrikau, Polen). Sie stellt zwei Männer dar, die sich voneinander abwenden. Aufgestellt ist die Plastik vor dem Haus der Region Hannover an der Hildesheimer Straße.:123
Ottos Großer Hephästos steht auf einer Mittelinsel an der Hamburger Allee. Eine 2006 von der Stadt eingesetzte Gutachterkommission beurteilte unter anderem diese Plastik. Wie üblich sei auch hier die Aufstellung inmitten einer stark befahrenen Straße misslungen. Die Arbeit sei schlecht wahrzunehmen und man könne nur umständlich zu ihr gelangen. Eine weitere Beeinträchtigung rühre von Werbeschildern her, die in unmittelbarer Nähe stünden. Die Kommission riet, einen neuen Standort zu suchen, der die umgebende Architektur stärker miteinbezöge. Auch der Sockel sei unpassend und solle getauscht werden.:102
- Standort Die Begegnung: Vor dem Eingang des Hauses der Region, an der Hildesheimer Straße (nahe dem Anfang) (Lage)
- Standort Großer Hephästos: Hamburger Allee, auf Höhe Welfenstraße (Lage)

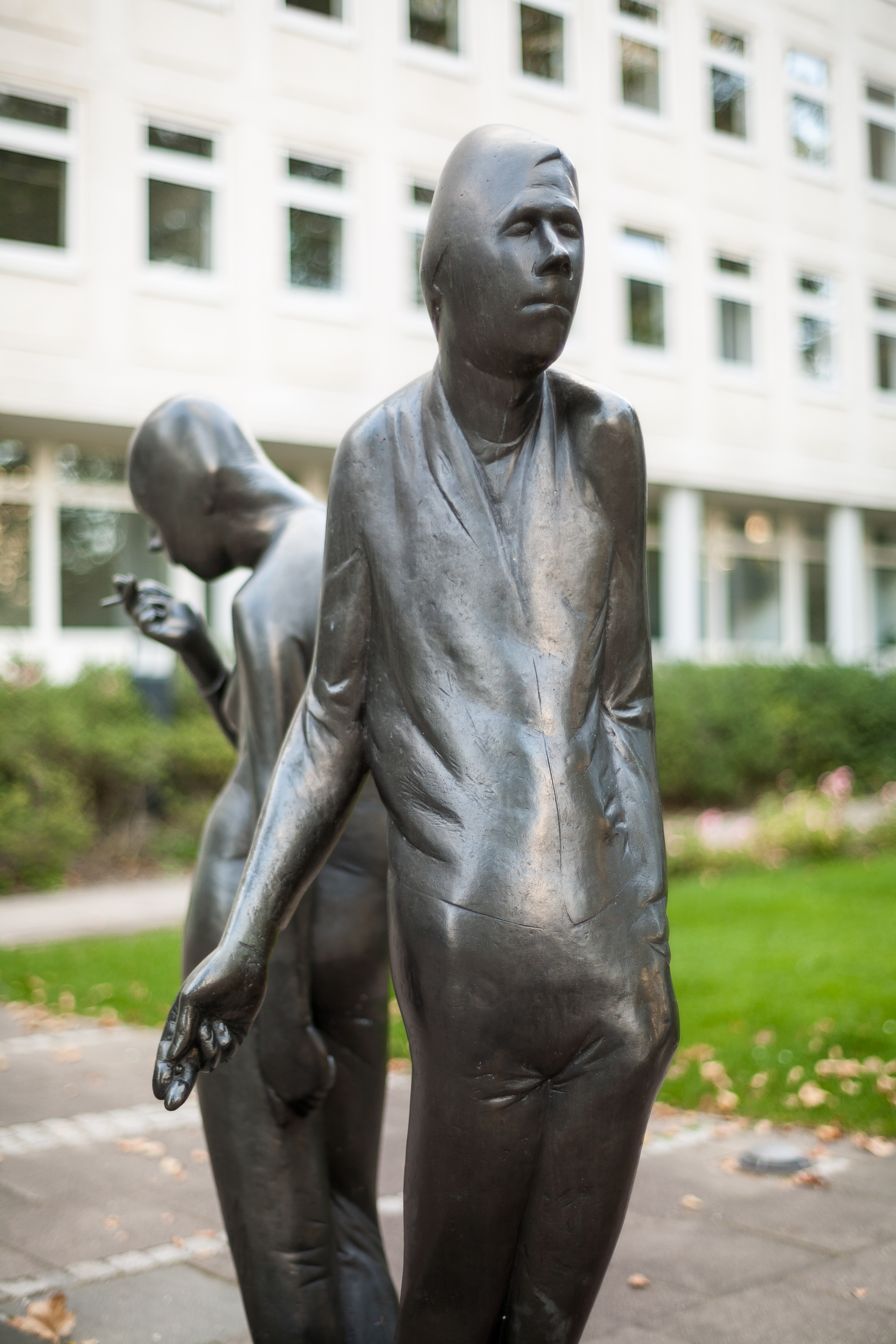
Die Begegnung
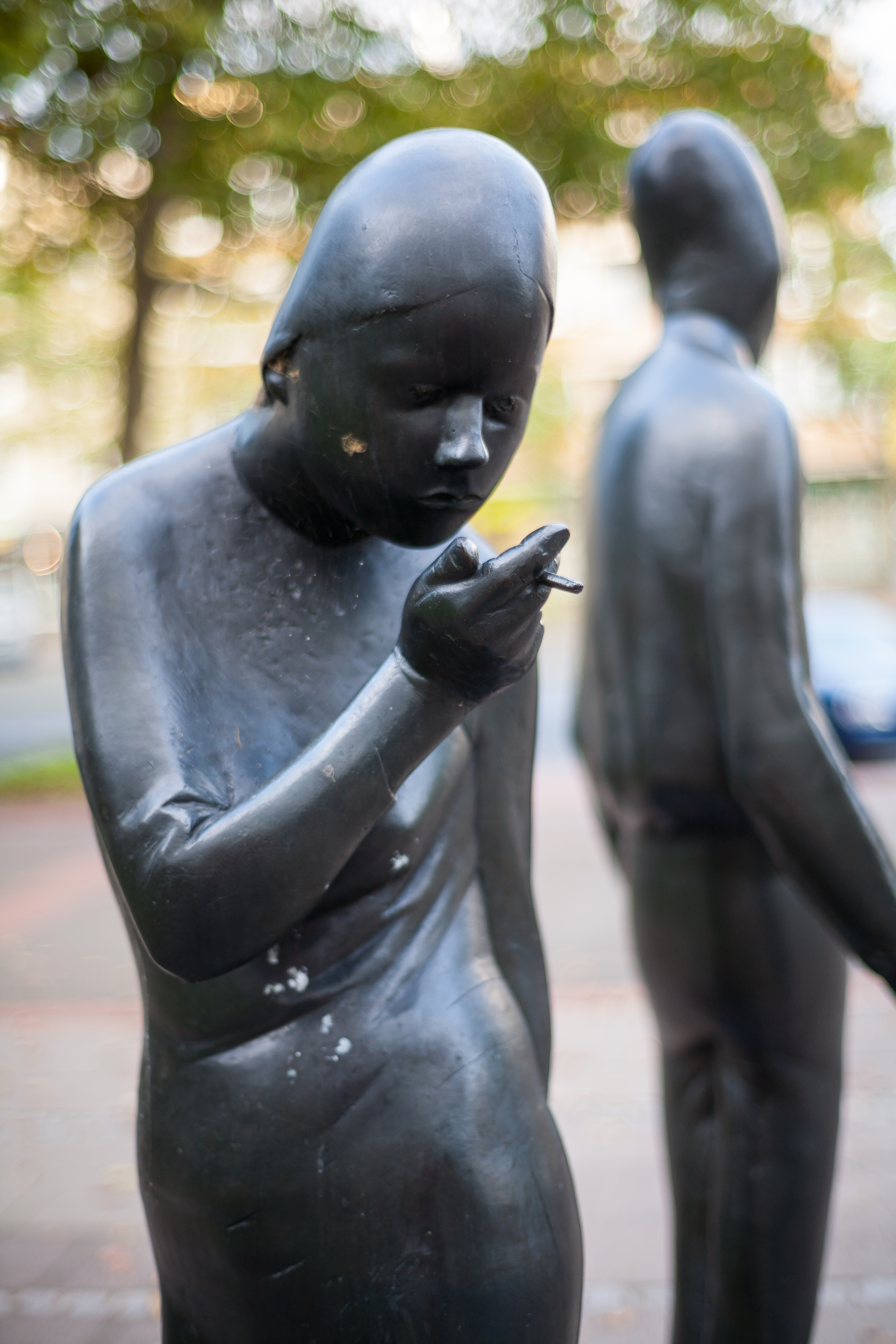
Die Begegnung
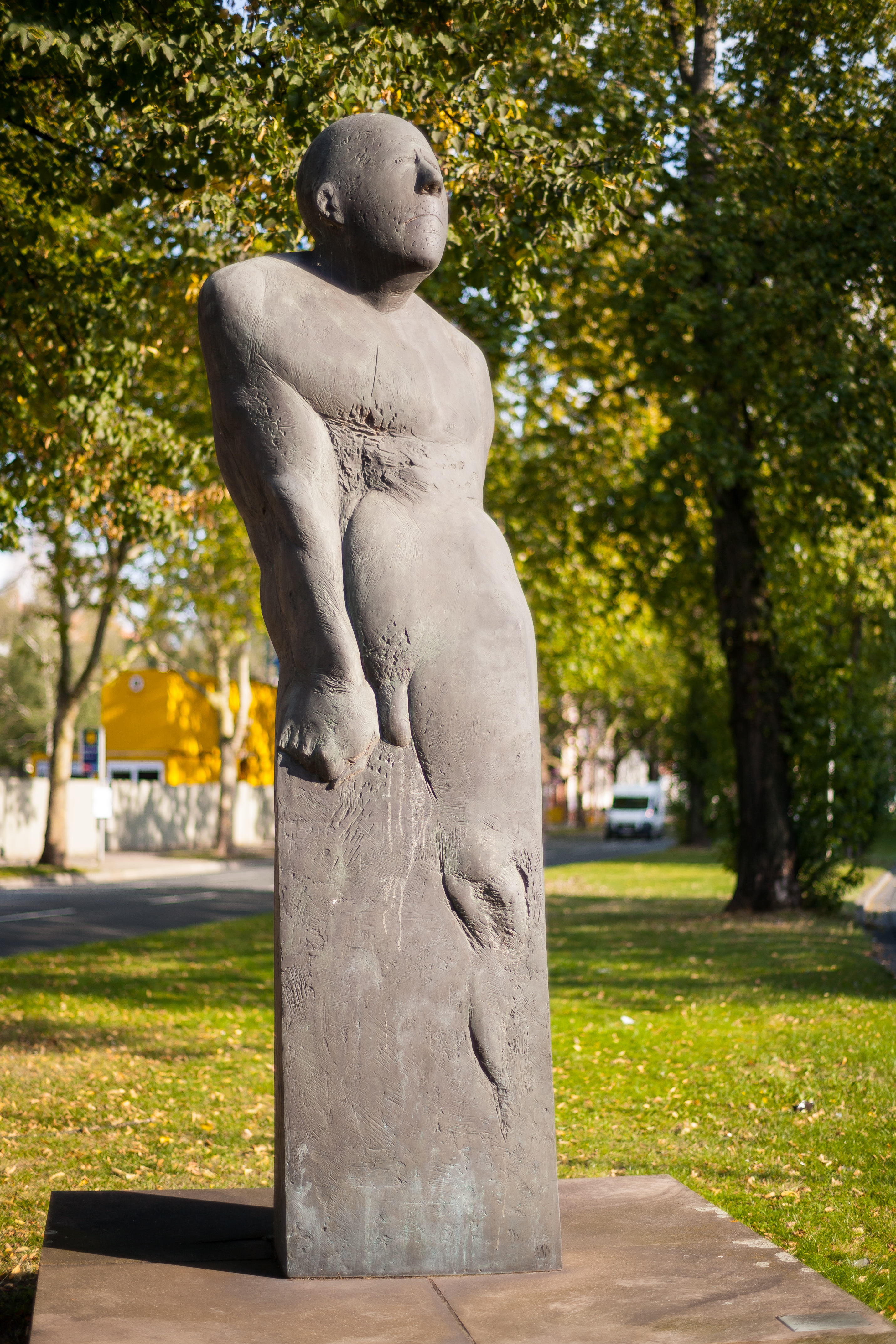
Großer Hephästos
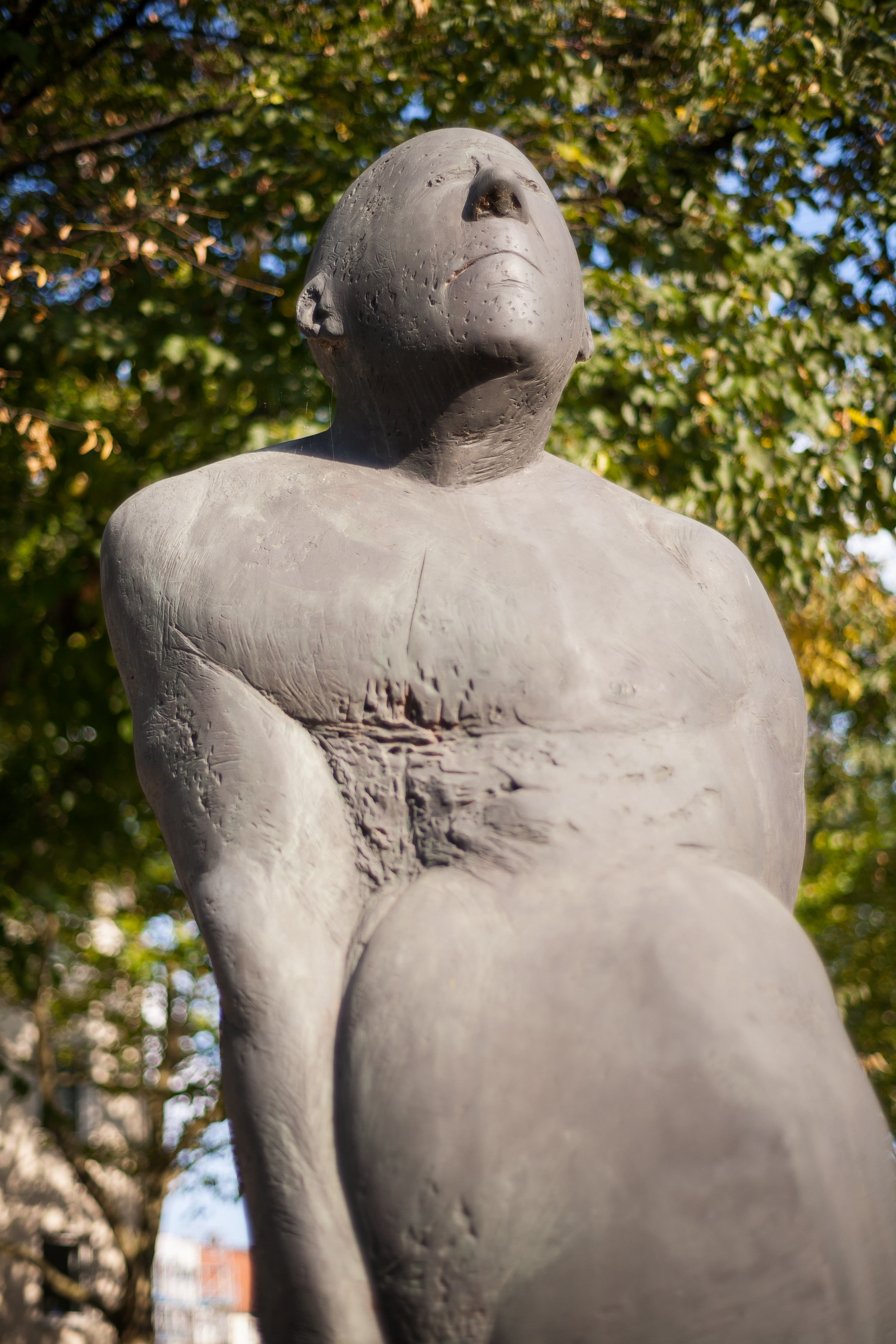
Großer Hephästos

### Christoph Rust
Christoph Rust (geboren 1953) schuf die Lichtinstallation Rotverschiebung als Auftragsarbeit für das Museum August Kestner, nachdem er als Sieger aus einem Wettbewerb zur Fassadengestaltung hervorgegangen war. Der Spagat für Rust lag darin, zum einen die kleinteilige Symmetrie der Fassadenelemente aufzugreifen und zum anderen sich künstlerisch von der Fassade abzusetzen. In einem Faltblatt des städtischen Kulturbüros heißt es über die Arbeit, die sieben, in ihrer Länge von links nach rechts zunehmenden Leuchtbalken seien gleichzeitig poetisch und spielerisch. Der kürzeste Balken stimmt in seiner Größe mit den Fassadenmodulen überein und erscheint noch einmal in „negativer Form“ als Zwischenraum des sechsten und siebten Balkens. Die Balken leuchten bei Dunkelheit in einer elektronisch gesteuerten Abfolge nacheinander auf. Eine andere Arbeit von Rust in Hannover findet sich am Anfang der Vahrenwalder Straße, das Monument für Tatlin. Rusts Installation Orchid steht auf dem Weißekreuzplatz.
- Standort Rotverschiebung: Trammplatz, an der Fassade des Museum August Kestner (Lage)
- Standort Orchid: Weißekreuzplatz (Lage)

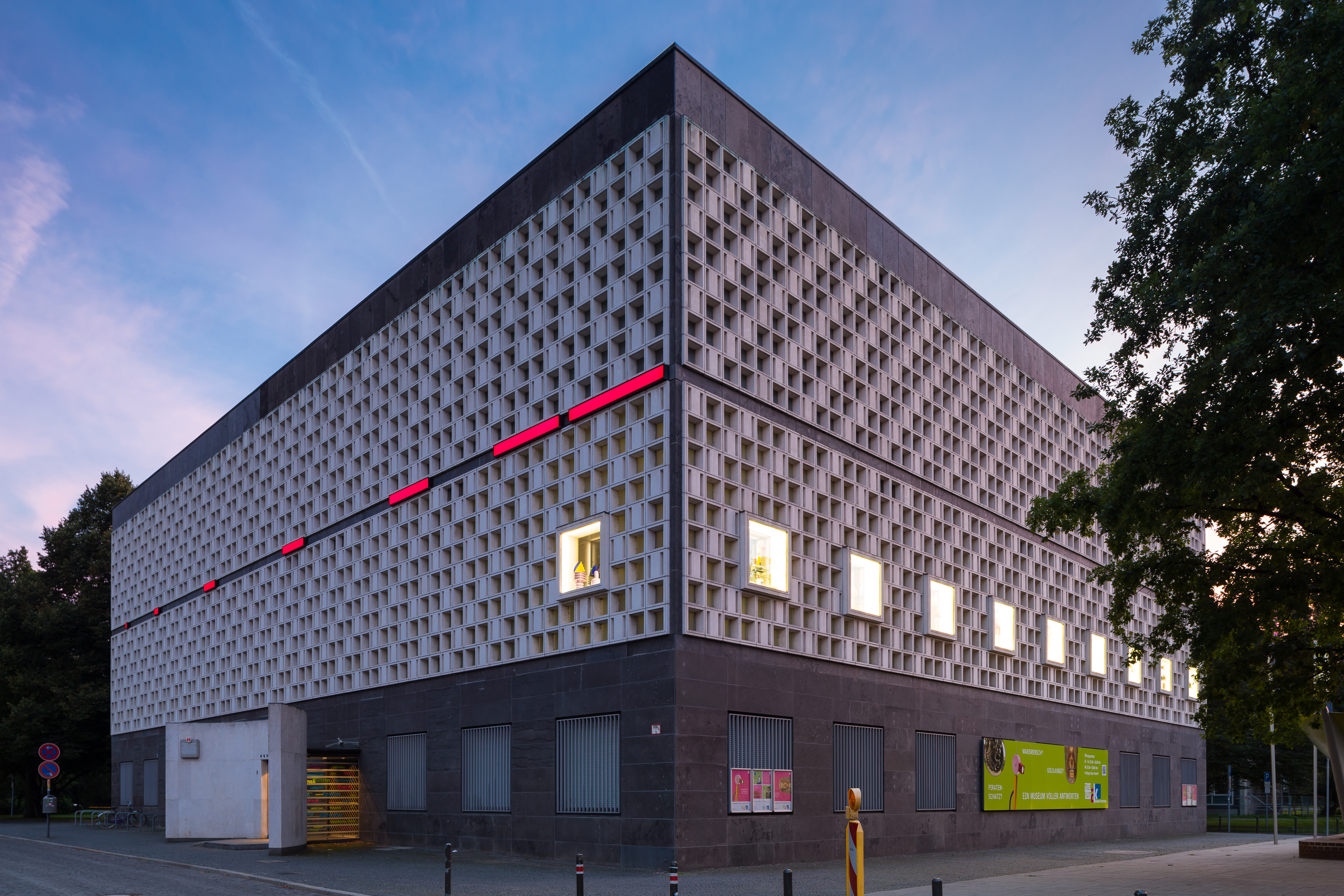
Rotverschiebung
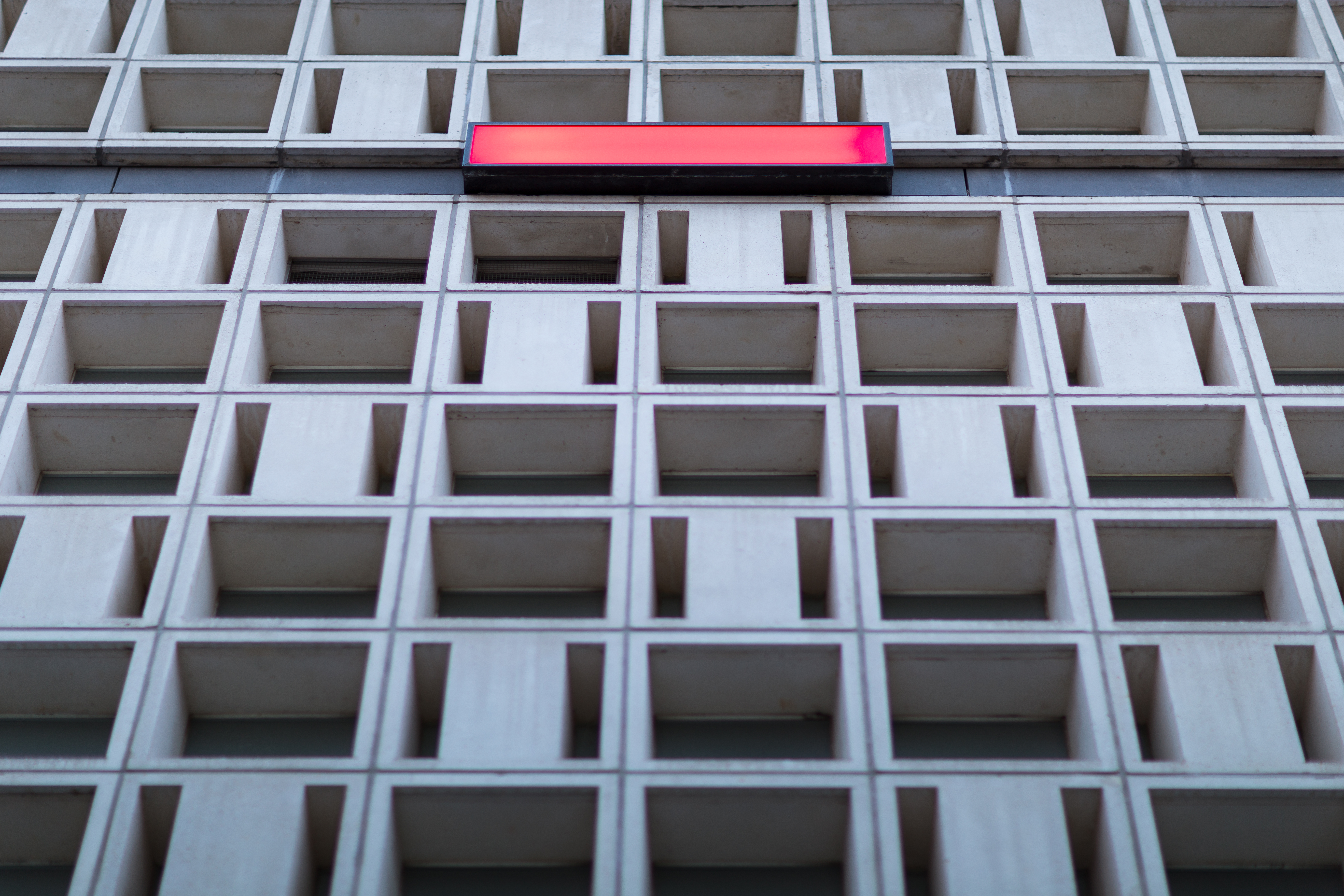
Rotverschiebung
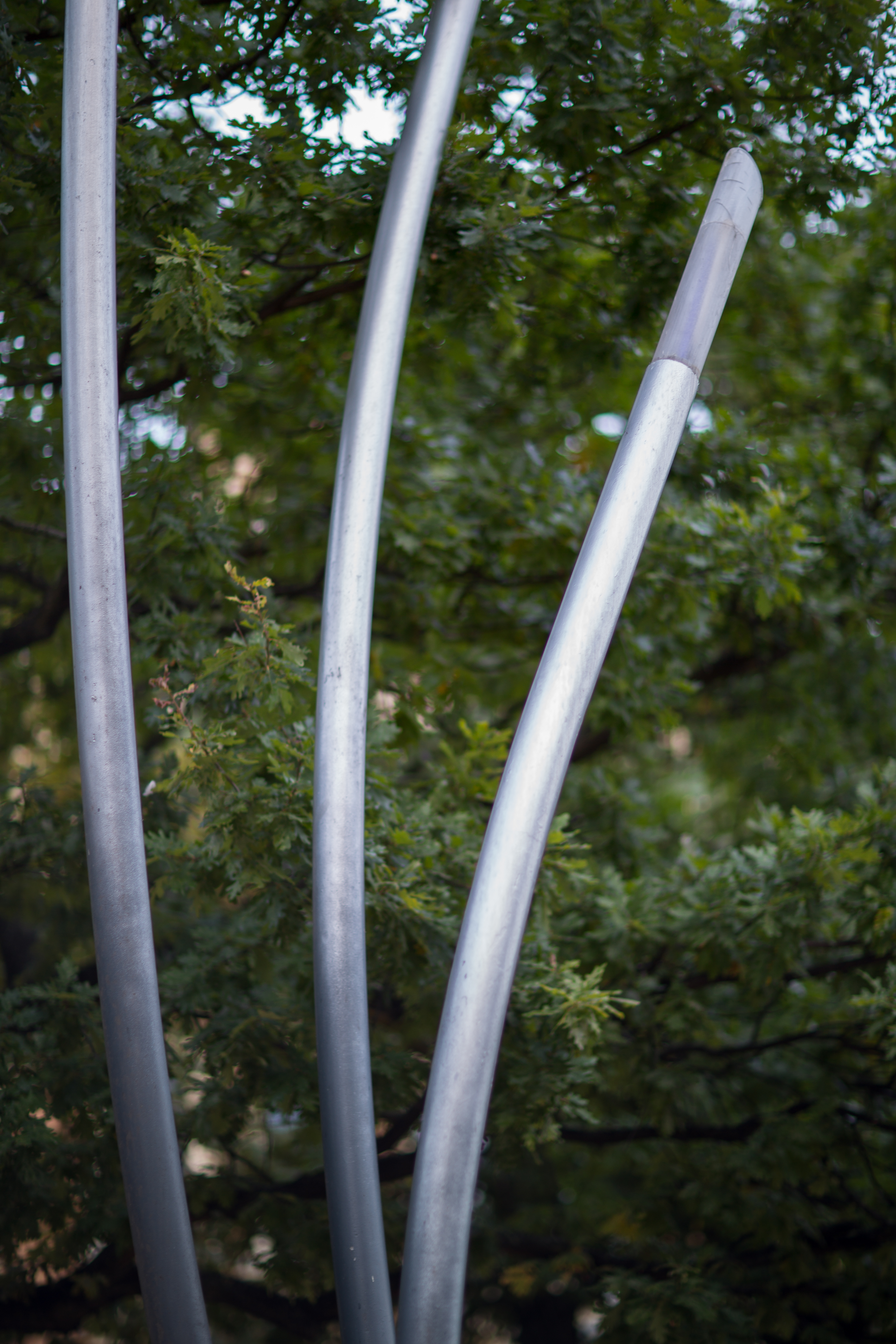
Orchid

### Max Sauk

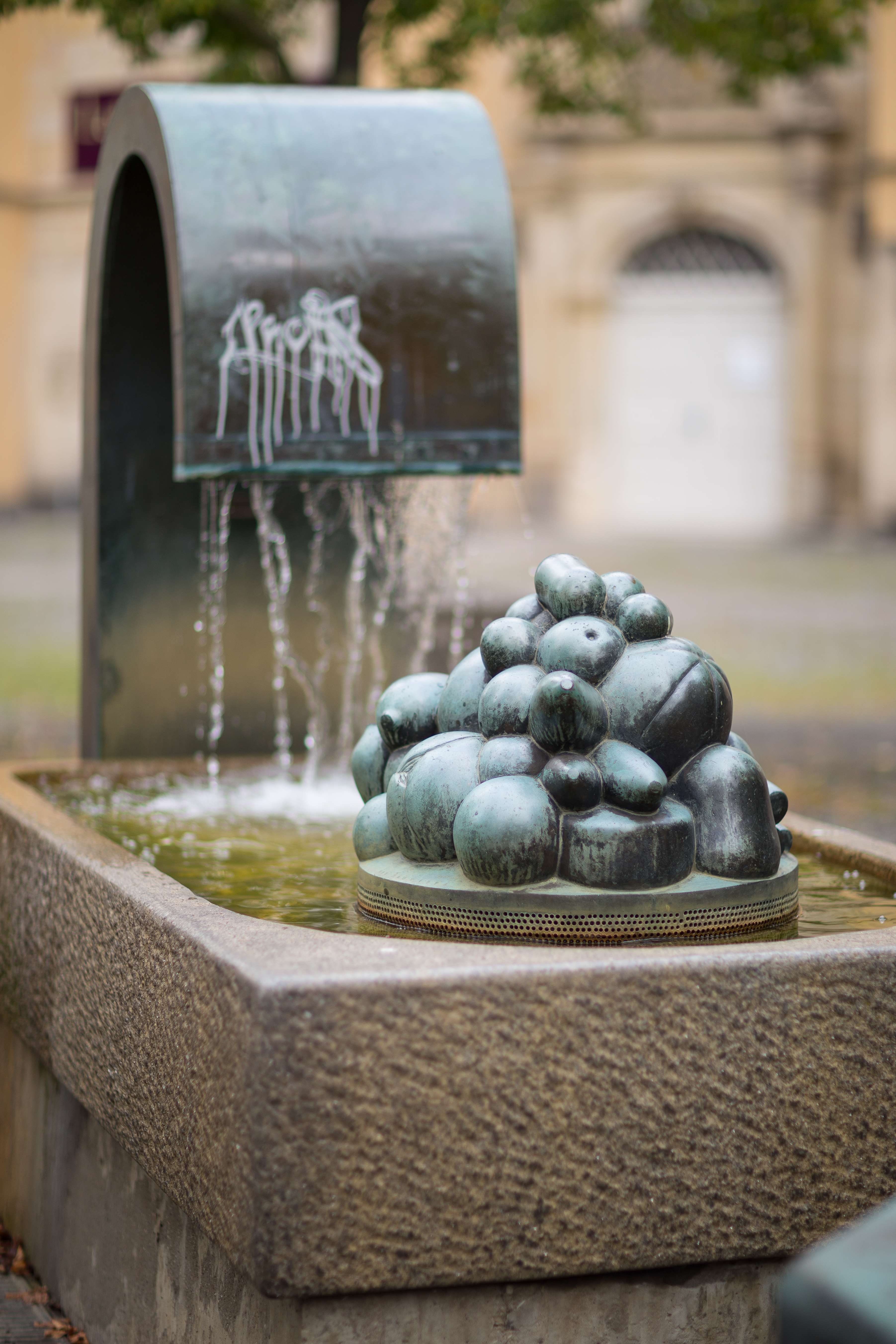
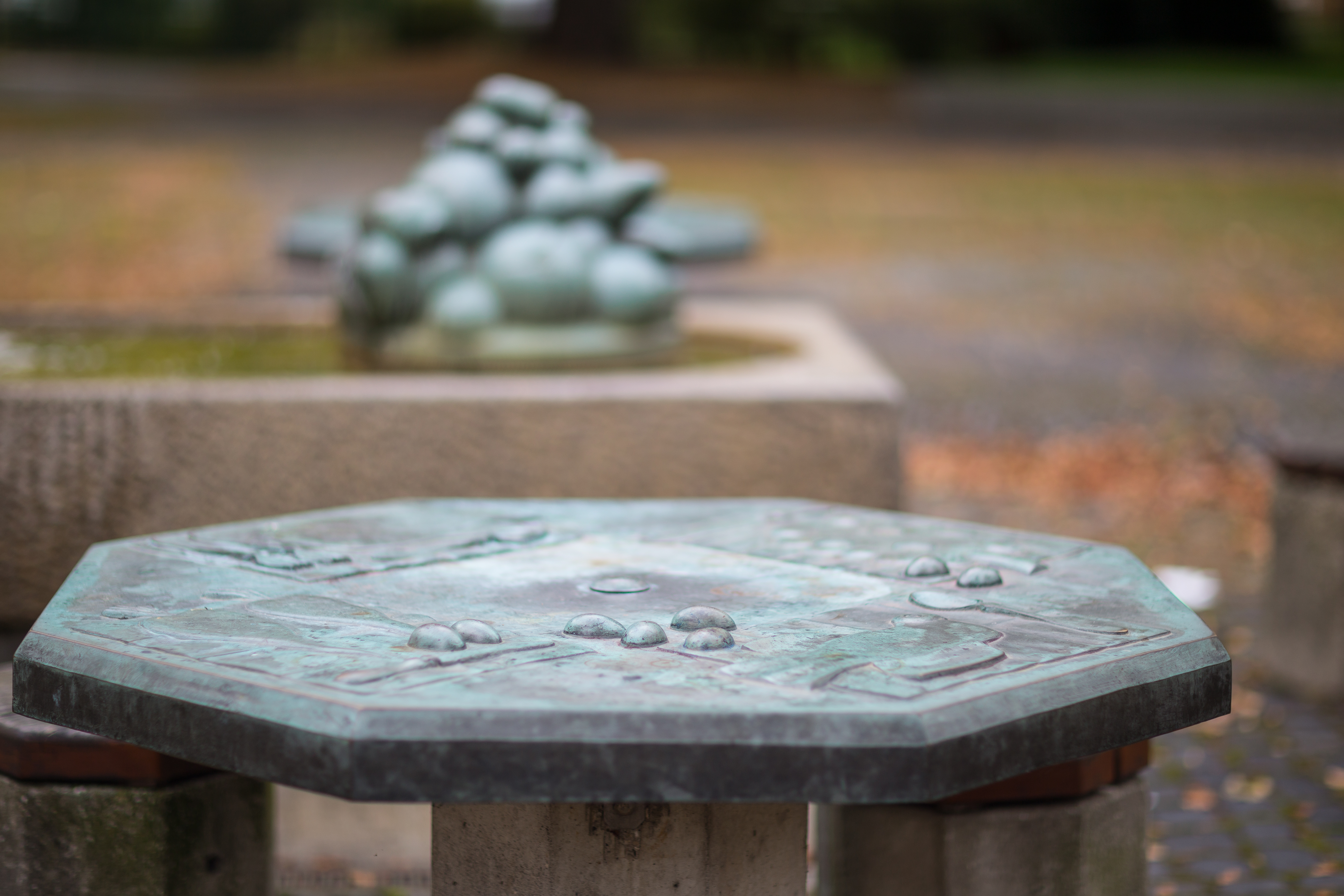

Von Max Sauk stammt der Tisch-Brunnen, der seit 1974 auf dem Neustädter Markt steht. Das unter Bürgerbeteiligung entstandene Objekt wurde gestiftet von Friedrich Engelke, einem Garngroßhändler.:106
- Standort: Neustädter Markt in der Calenberger Neustadt (Lage)

### Niki de Saint Phalle

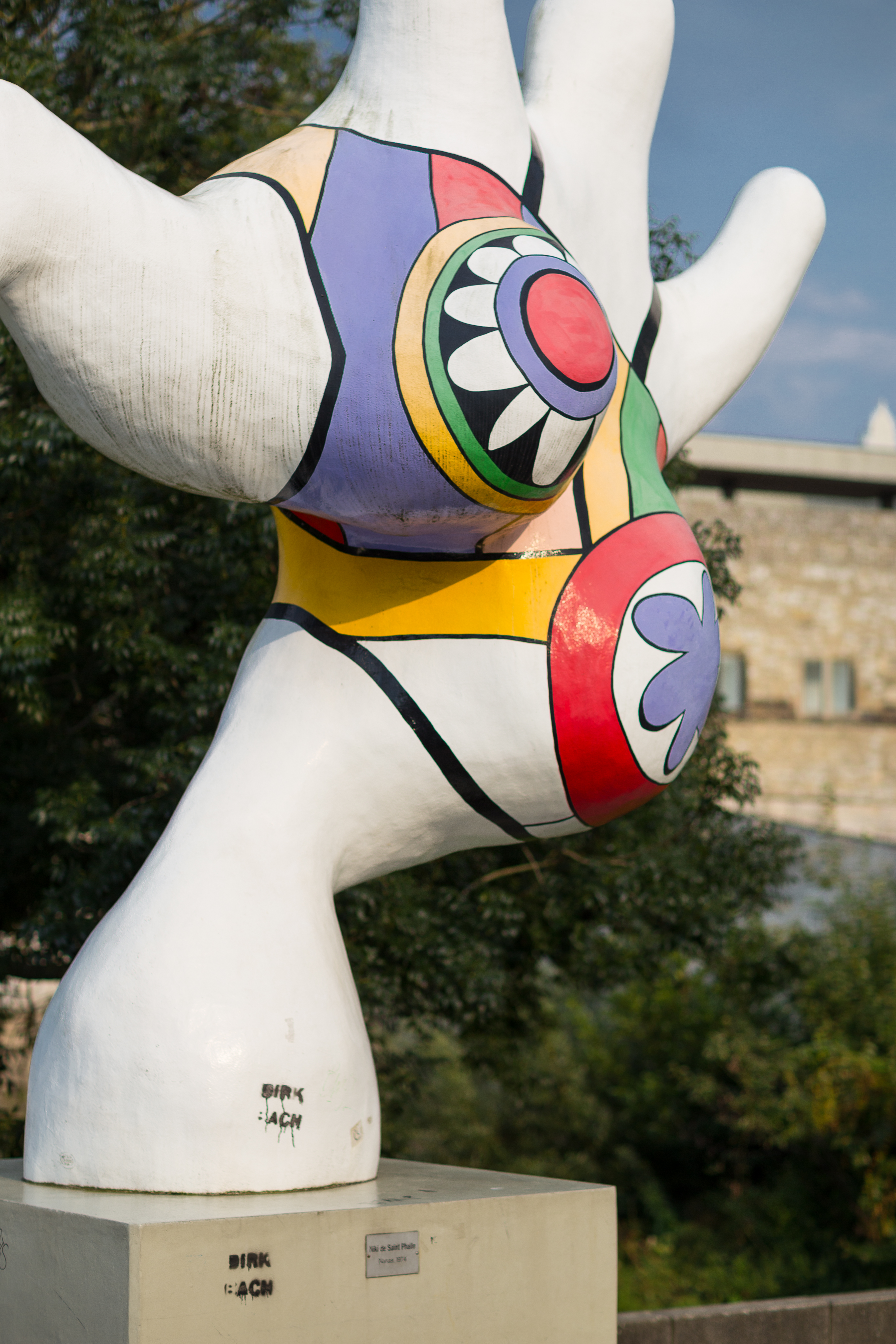
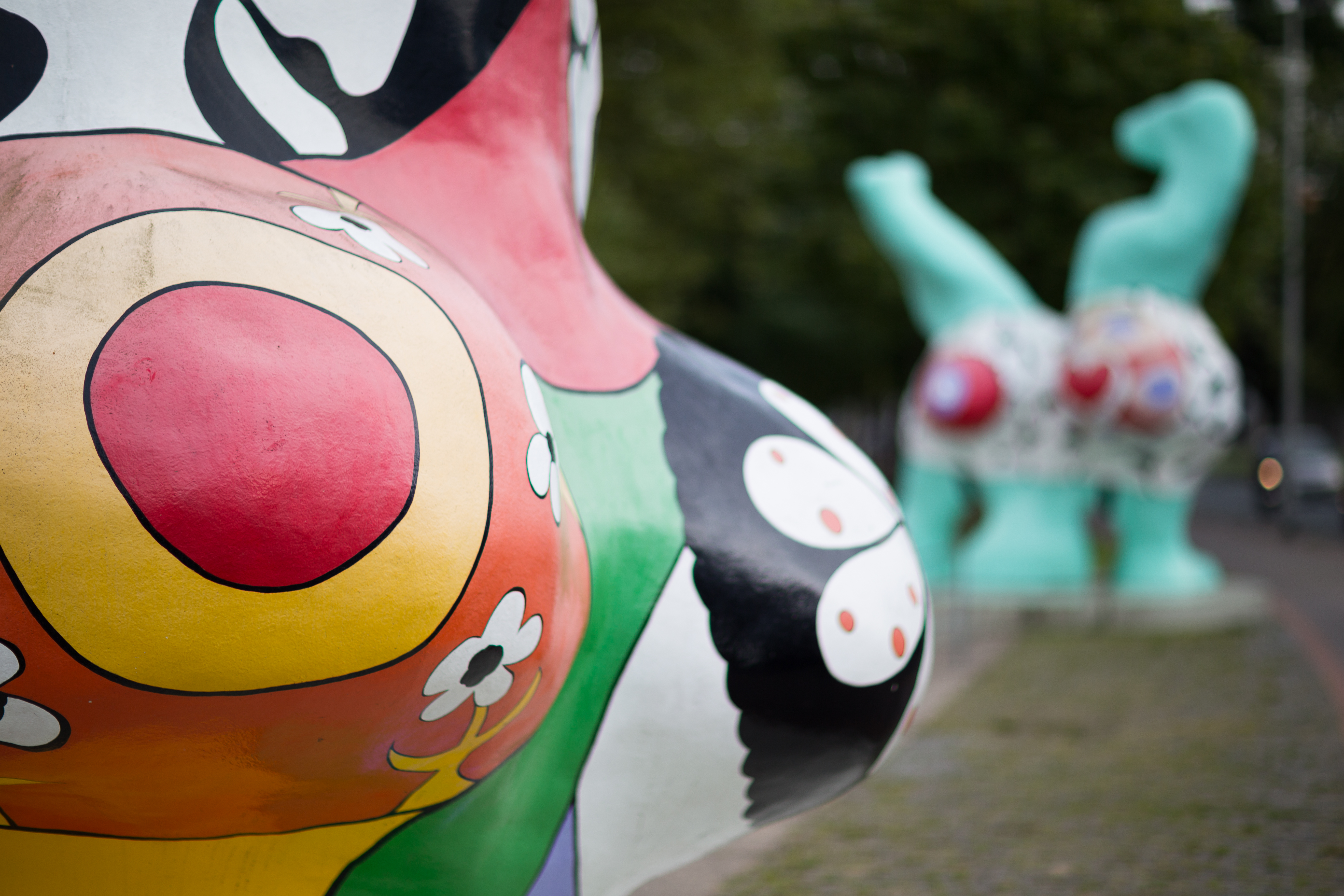
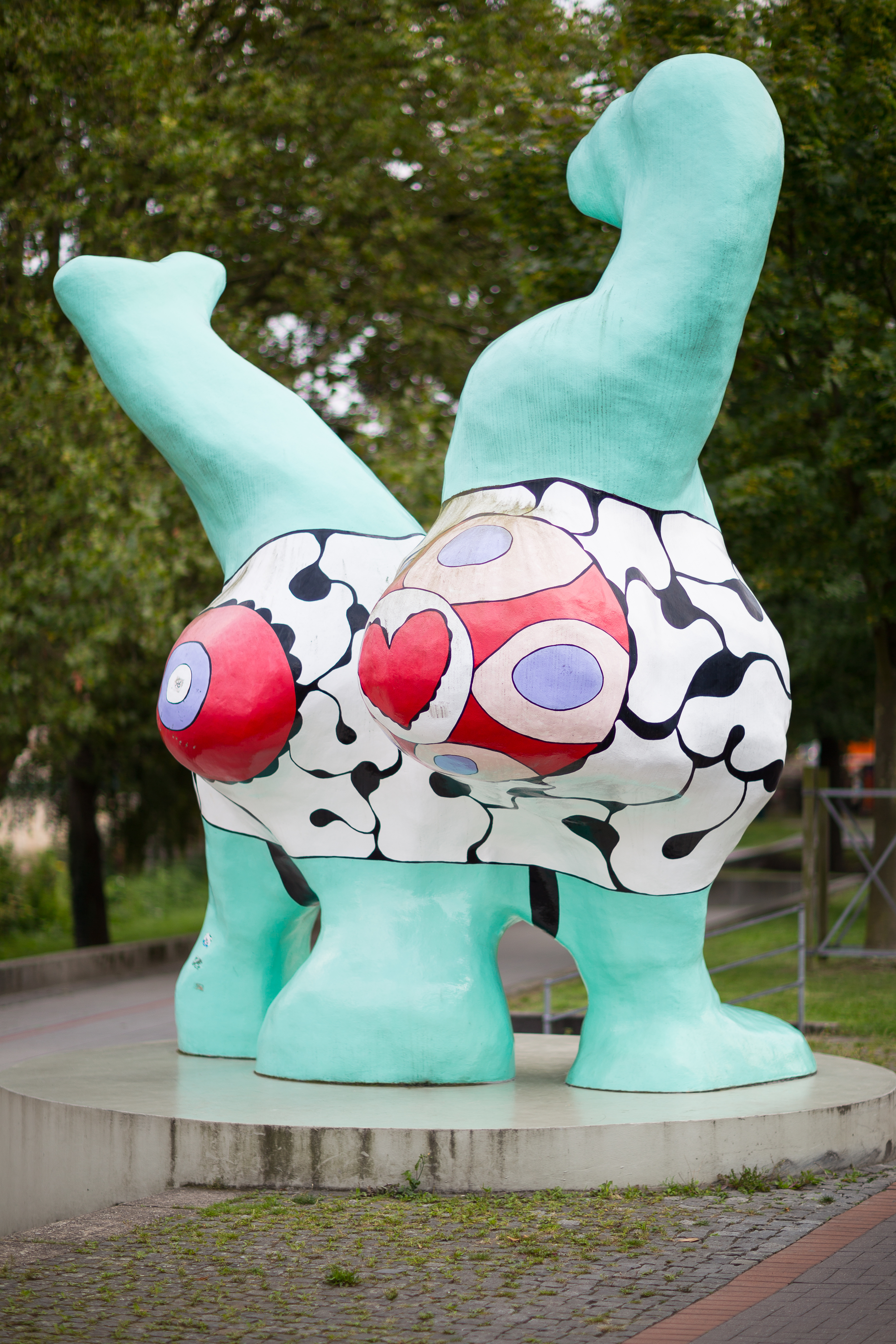

Die Nanas gehörten zu den ersten in Deutschland aufgestellten Außenplastiken der französischen Künstlerin Niki de Saint Phalle (1930 bis 2002). Seit 1974 stehen die aus Polyester gefertigten Objekte am Leibnizufer. Anfangs sorgten die Nanas für heftige Diskussionen, mittlerweile gelten sie aber als Wahrzeichen der Stadt.
Auf Wunsch der Künstlerin durfte die Bürgerschaft die Figuren benennen. Die Nanas heißen Sophie, Caroline und Charlotte und tragen damit für Hannovers Geschichte bedeutsame Namen.
Sie gehören zu Hannovers Skulpturenmeile.
- Standort: Leibnizufer, Nähe Marstallbrücke (Lage)

### Robert Schad
Im Innenhof des Sparkassen-Bürogebäudes am Aegidientorplatz findet sich die Installation In Vent von Robert Schad (geboren 1953 in Ravensburg). Die frühere Kreissparkasse engagierte den Bildhauer, ein Kunstwerk für den öffentlich erreichbaren Innenraum ihres Hauptsitzes zu gestalten. Nach Auffassung des städtischen Kulturbüros erscheine die 1996 errichtete Arbeit bewegt, nahezu organisch, obwohl viel Stahl für sie eingesetzt wurde. Im Gegensatz zu den Günter Tollmanns Winkelelementen vor demselben Gebäude nutzte Schad feste Elemente, um die Wirkung des Windes zu zeigen. In die Arbeit habe er auch Merkmale aus Tanz und Choreografie einfließen lassen. In Vent kann weder von außen betrachten werden, noch lässt sich die Arbeit in ihrer Gesamtheit überblicken. Sie bringe den Betrachter dazu, sich in ihr Zentrum zu begeben. Der Innenhof sei daher nicht nur eine Passage, sondern werde gleichzeitig auch zur ruhenden Mitte des Gebäudes. In Vent gehört der Sparkasse Hannover.
- Standort: Im Innenhof des Sparkassen-Bürogebäudes zwischen Friedrichswall und Breite Straße (Lage)

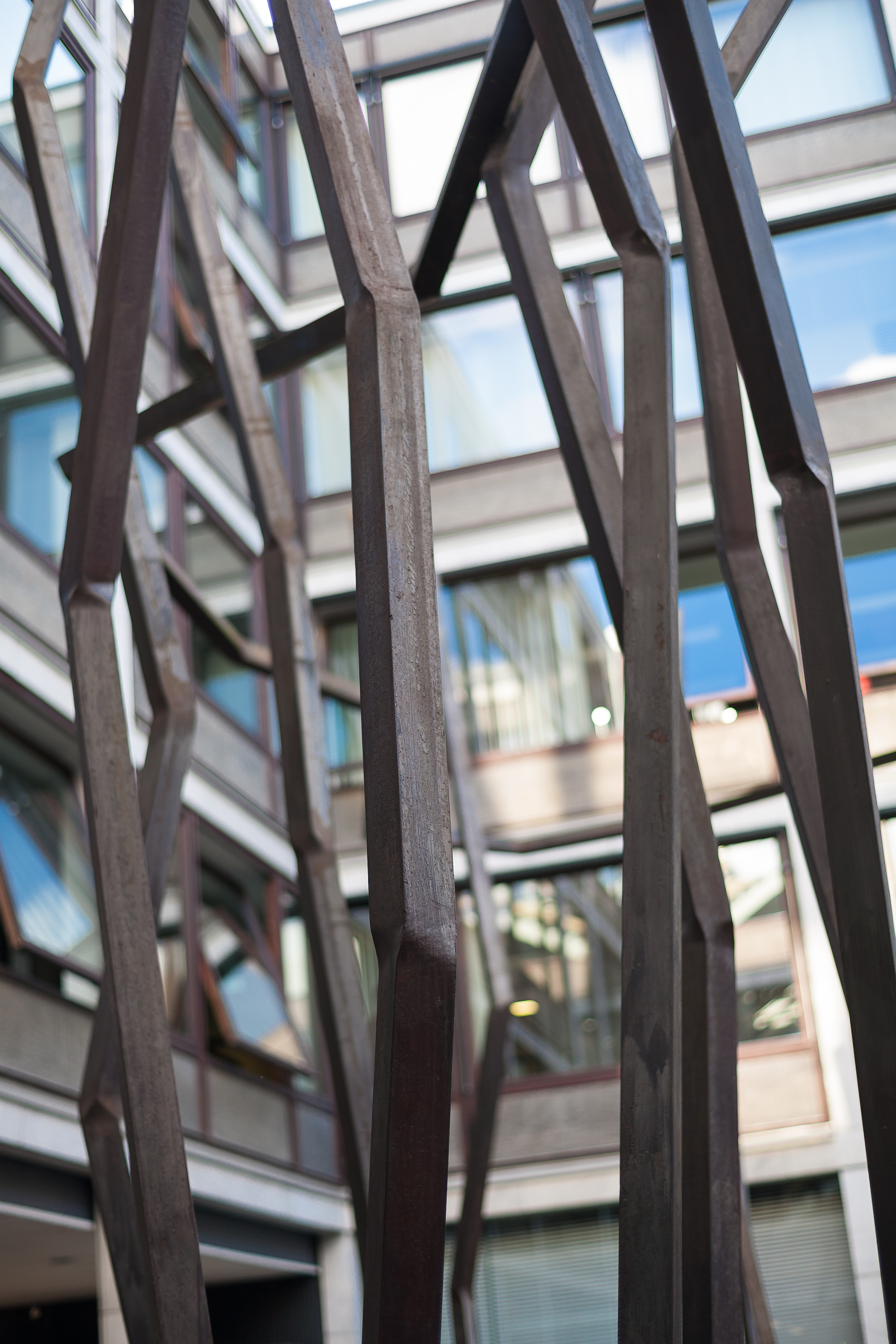
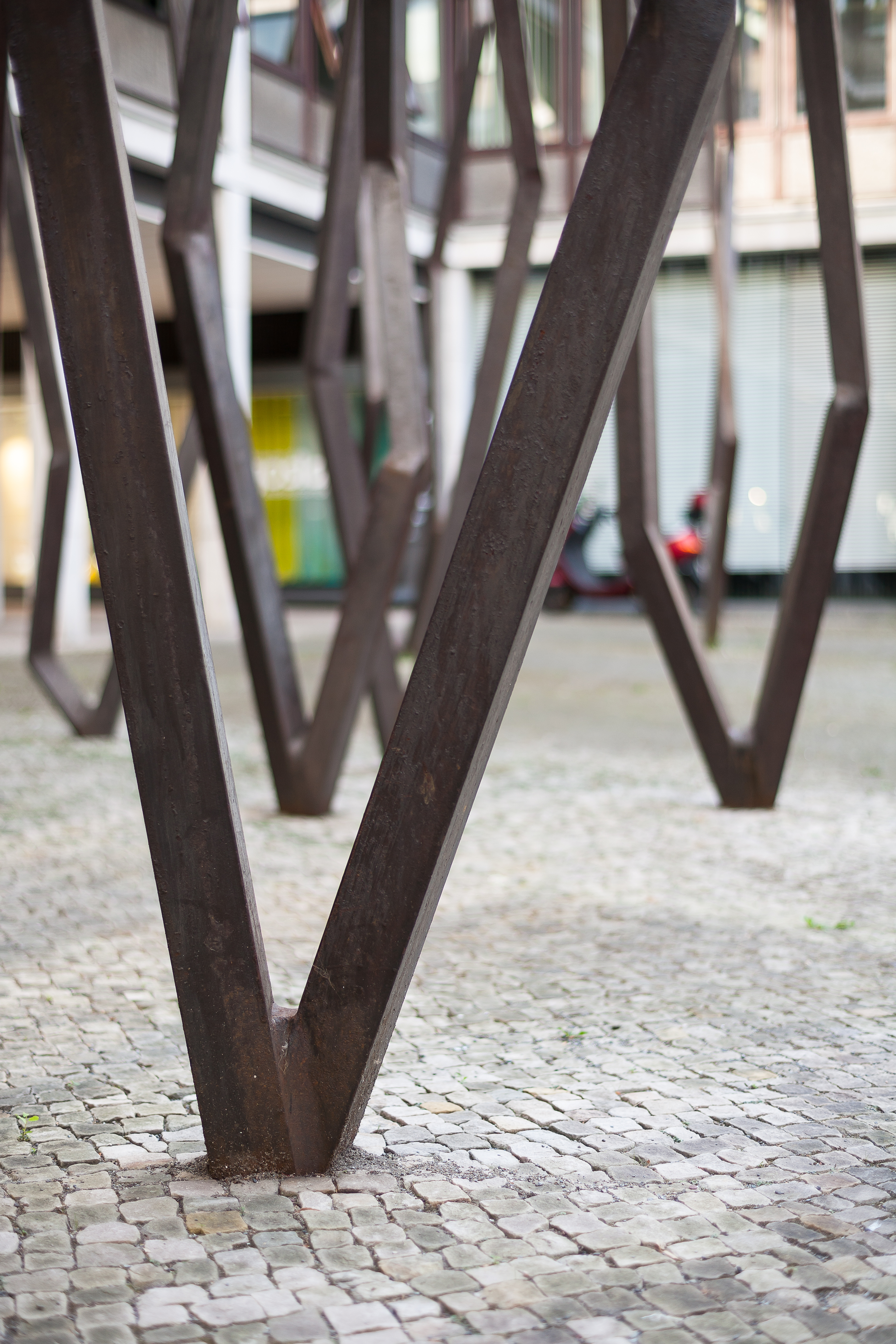
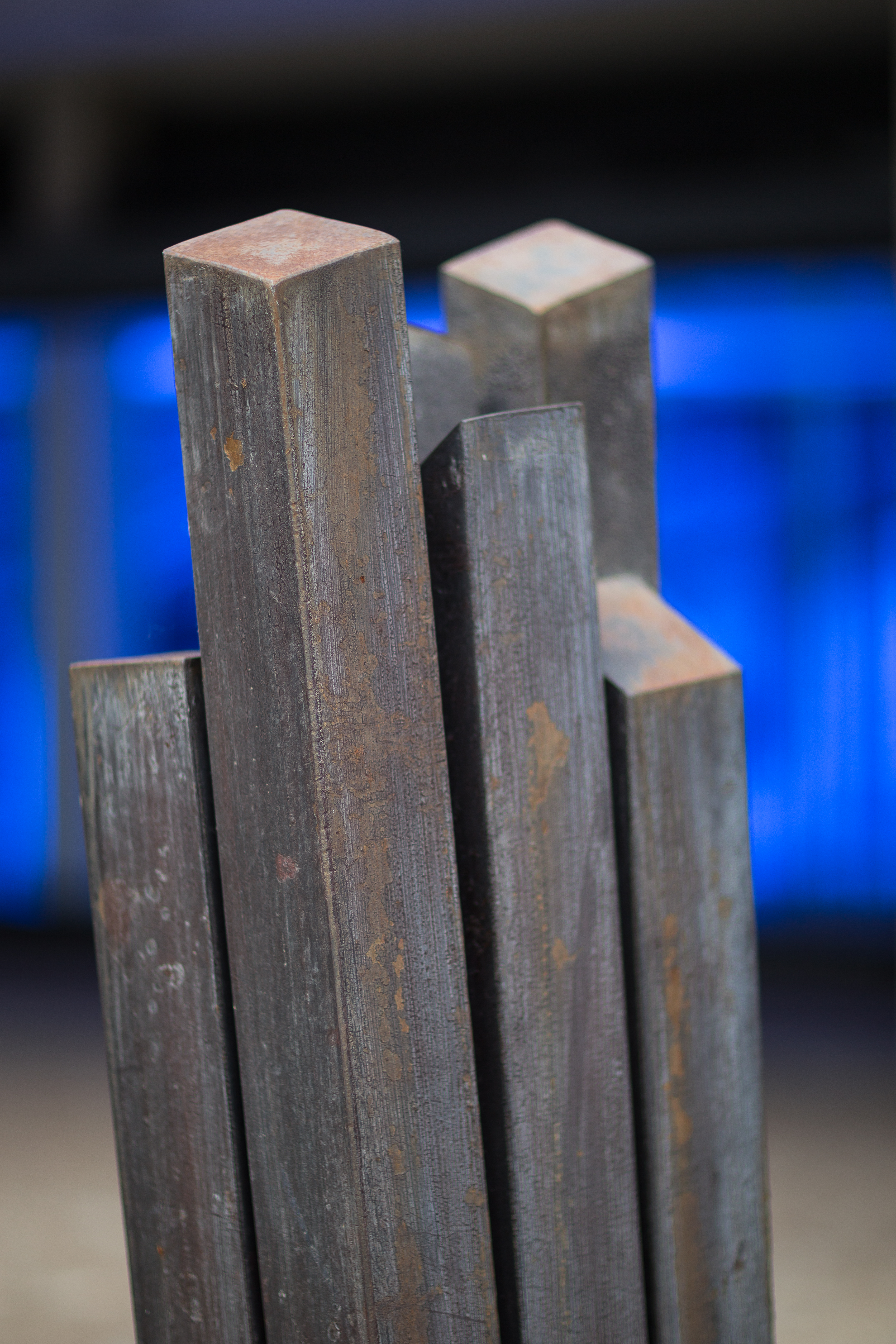

### Ditmar Schädel
Ditmar Schädels Körperfotogramm .. wir werden im Vertrauen auf Dich weiter unseren Weg gehen ...
 erinnert an eine Grabplatte ebenso wie an mythologische Anmutungen eines Übergangszustands. Lebensgroß liegt ein menschlicher Schatten unter Glas im Durchgang der Ägidienkirche, die stimmige Platzierung, der Bezug zur Ruine und die Nähe zu Schattenrelikten der Opfer in Hiroshima und Nagasaki bestimmen das Werk.
- Standort: seit 2015 in der Ägidienkirche (Lage)

### Hermann Scheuernstuhl
Die Bronzeplastik Mann mit Pferd von Hermann Scheuernstuhl (1894 bis 1982) am Hohen Ufer bezieht sich auf den historischen Marstall und eine frühere Pferdetränke am Ufer der Leine. Trümmersteine bildeten das Material für die 1956 aufgebaute Promenade, 1957 kam der Mann mit Pferd hinzu. Weitere Arbeiten Scheuernstuhls in Hannover finden sich am Maschsee: Die Plastiken Fackelträger und Putte mit Fisch stammen aus der Zeit des Nationalsozialismus.

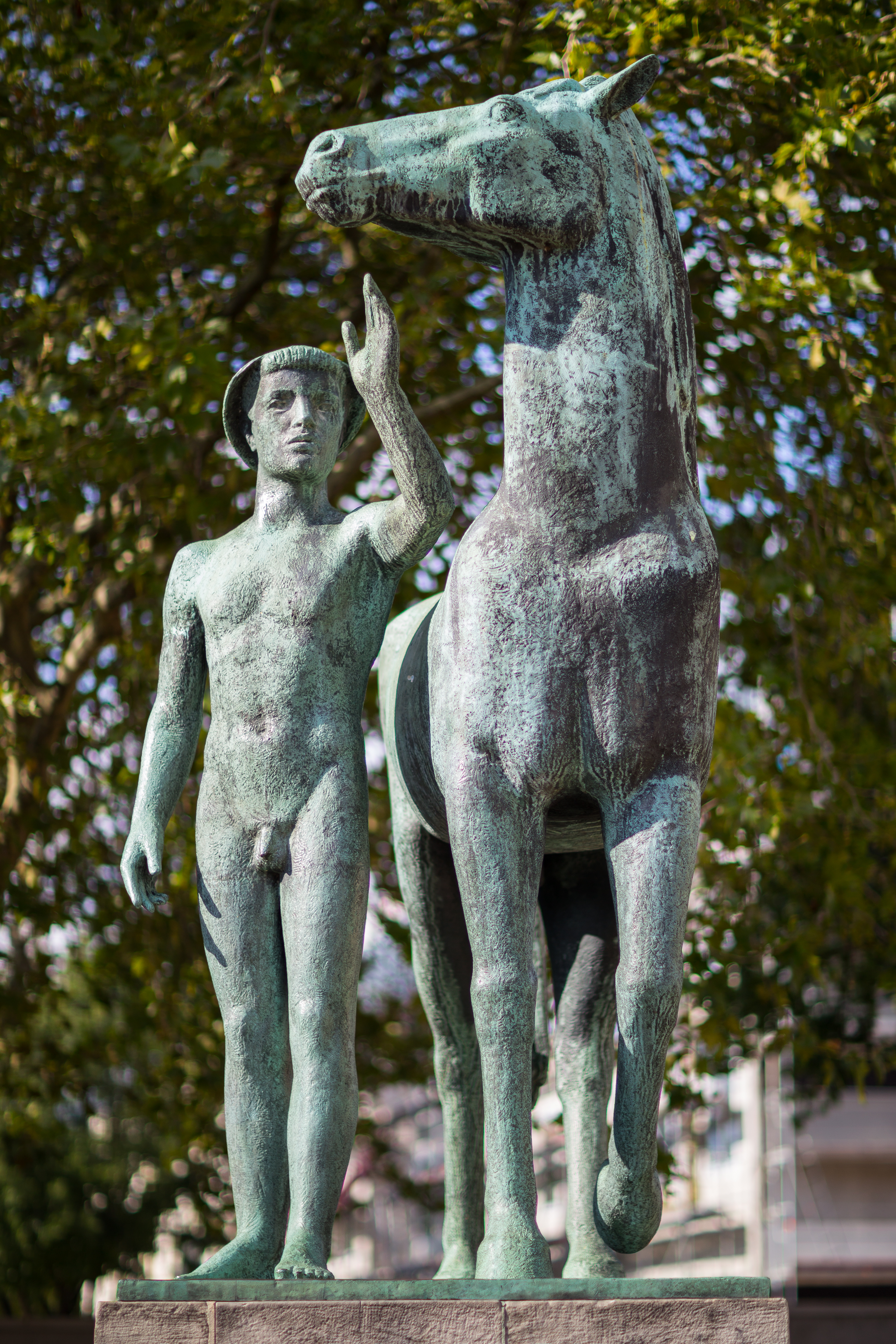
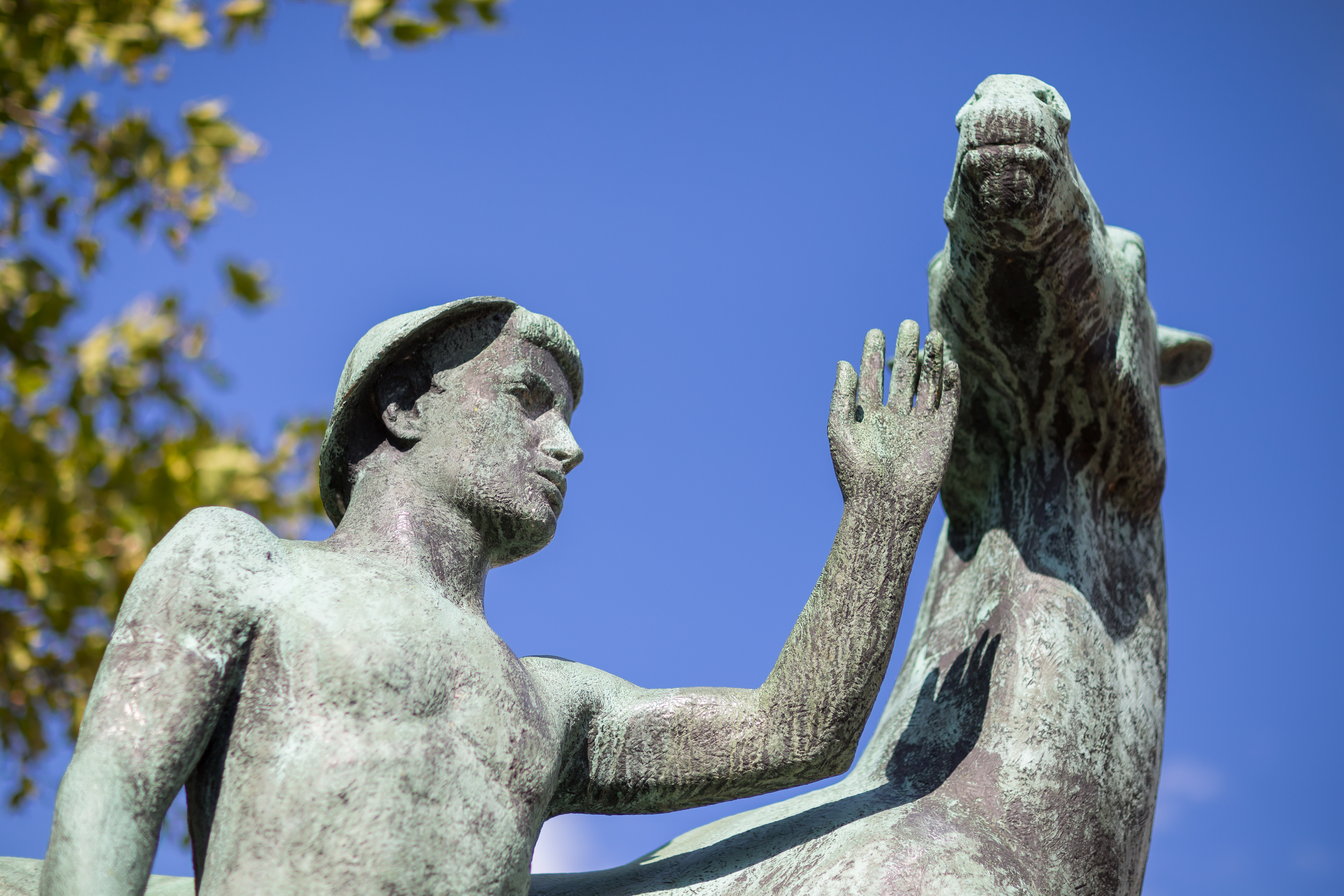

- Standort: Am Hohen Ufer, hinter dem Historischen Museum (Lage)

### Werner Schreib

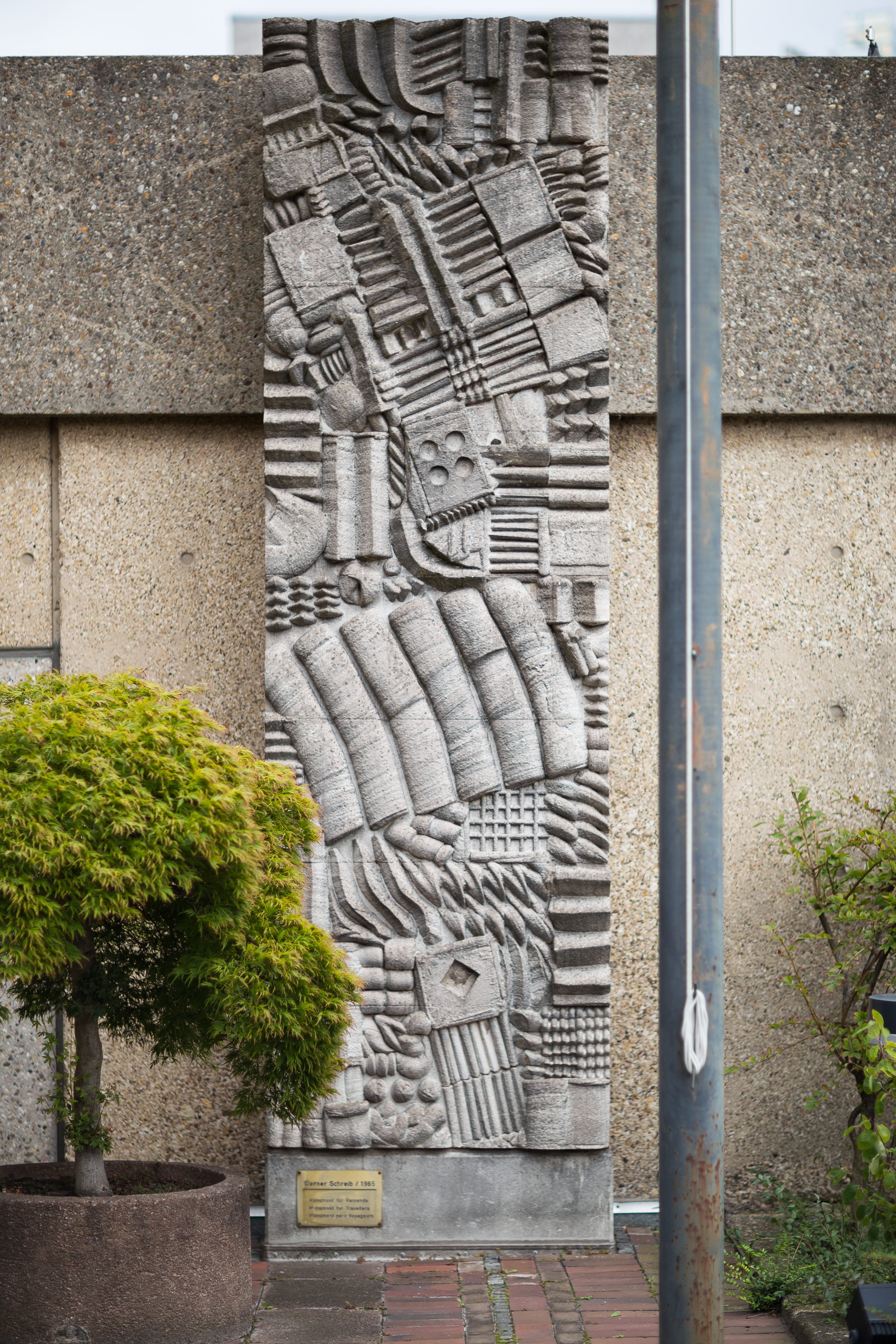
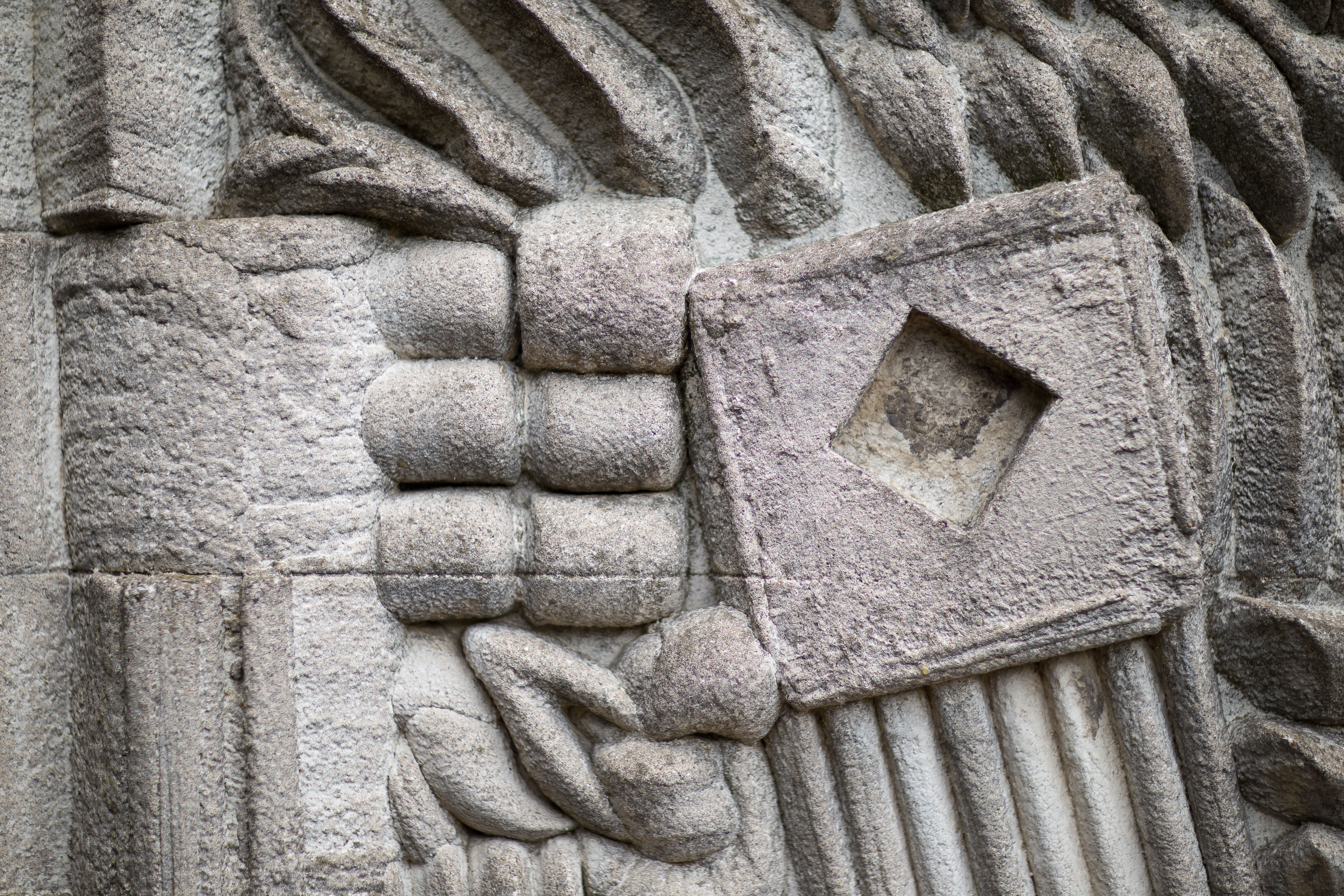

Der Grafiker und Maler Werner Schreib (1925 bis 1969) schuf die Reliefplastik Monument für Reisende für das damalige Intercontinental-Hotel, heute ein Haus der Maritim Hotelgesellschaft. Das aus Beton gegossene Relief wurde 1965 nahe dem Hoteleingang an der Gebäudefassade angebracht. In einem Faltblatt des städtischen Kulturbüros heißt es über die Arbeit, die strukturellen Ornamente aus abstrakt scheinenden Formen seien typisch für Schreib. Bei genauerem Hinsehen weckten die Elemente jedoch Assoziationen, die sich auf technische Gegenstände bezögen: Gitter, Walzen und Schrauben. Dazwischen fänden sich aber auch organisch anmutende Elemente. Das Relief schaffe eine Lebendigkeit, die im Gegensatz zum streng geordneten Baukörper stehe. Von seinem Platz an der Fassade scheine es den Reisenden entgegenzukommen.
- Standort: Friedrichswall, an der Fassade des Maritim-Hotels (Lage)

### Hein Sinken
Der Bildhauer Hein Sinken (1914 bis 1987) schuf unter anderem kinetische Objekte, bei denen Wind Bewegungen auslösen kann. Als Teil des „Straßenkunstprogramms“ fand das Anemokinetische Objekt in die Altstadt vor den Eingang des Historischen Museums. Nach Meinung des städtischen Kulturbüros erscheine es dort wie ein draußen aufgestelltes Ausstellungsstück und schaffe Signalwirkung. Der ausgeprägt vertikale Charakter lasse das Objekt dabei wie ein meteorologisches Messgerät aussehen. In gewisser Weise funktioniere die Plastik auch so: Sie veranschauliche Luftströme in einigen Metern über dem Boden, mache Bewegung oder Stillstand sichtbar. Die flexiblen Teile schienen sich bei Wind gleichzeitig zu öffnen und zu schließen, auf ihren Oberflächen zeigten sich langsame und sanfte Lichtreflexe. Die Stadt beauftragte 2006 eine Gutachterkommission, die Qualität und den Zustand der öffentlichen Kunstwerke zu untersuchen. In ihrem Abschlussbericht von 2008 kritisierten die Gutachter den Standort des Anemokinetischen Objekts: Zwar sei die Arbeit gut als Signalpunkt geeignet, könne aber vor dem modernen Museumsgebäude und den historischen Altstadtfassaden ihre Wirkung nicht richtig entfalten. Zum Zeitpunkt der Begutachtung waren die drehbaren Teile der Plastik beschädigt, sodass der Wind keinen Effekt mehr auslöste. Die Gutachterkommission legte daher nahe, die Beweglichkeit wiederherzustellen. Der Standort müsse nicht unbedingt geändert werden.:82
Auch das Anemokinetische Objekt III gehörte zum „Straßenkunstprogramms“. 1971 stand es zunächst vor der Oper und wechselte anschließend mehrmals seinen Standort. Seit 2008 befindet es sich an seinem heutigen Platz in der Osterstraße. In einem Faltblatt des städtischen Kulturbüros heißt es darüber, zum Zeitpunkt seiner Entstehung verkörperte das Objekt die vorherrschende Maxime: Kunst für alle. Die Arbeit rege bis heute dazu an, sie anzustoßen und so in Bewegung zu versetzen. Daher erfreuten sich besonders Kinder an ihr. Die Plastik folge dabei einem spielerischen und gleichzeitig eindeutigem Funktionsprinzip, dessen physikalische und geometrische Gesetzmäßigkeiten verständlich blieben. Obwohl die stark „verdichtete“ Installation mit ihren Bewegungen eine beruhigende Trägheit ausstrahle, reiche sie über ihren Platz hinaus und wechselwirke mit der Umgebung. Die oben erwähnte Gutachterkommission stellte fest, dass mittlerweile groß gewachsenen Bäume die Arbeit beeinträchtigten. Ebenfalls sehr abträglich empfand die Kommission Fahrradständer, die direkt neben dem Sockel aufgestellt worden waren. Grundsätzlich sei das Objekt aber gelungen und trage mit seinen spielerischen Möglichkeiten zur Aufenthaltsqualität bei. Die Gutachter sprachen sich dafür aus, die Arbeit bei einer Neugestaltung des Umfeldes auf den gegenüberliegenden Platz der Weltausstellung zu versetzen. Dort stünde sie freier. Wenn dabei auch das Raster der Bodenpflasterung auf die Arbeit abgestimmt werde, ließen sich stärkere Bezüge zur Umgebung herstellen. Der Sockel könne erhalten bleiben, müsse aber gereinigt werden.:85
- Standort Anemokinetisches Objekt: Burgstraße, vor dem Historischen Museum (Lage)
- Standort Anemokinetisches Objekt III: Osterstraße, Ecke Karmarschstraße (Lage)

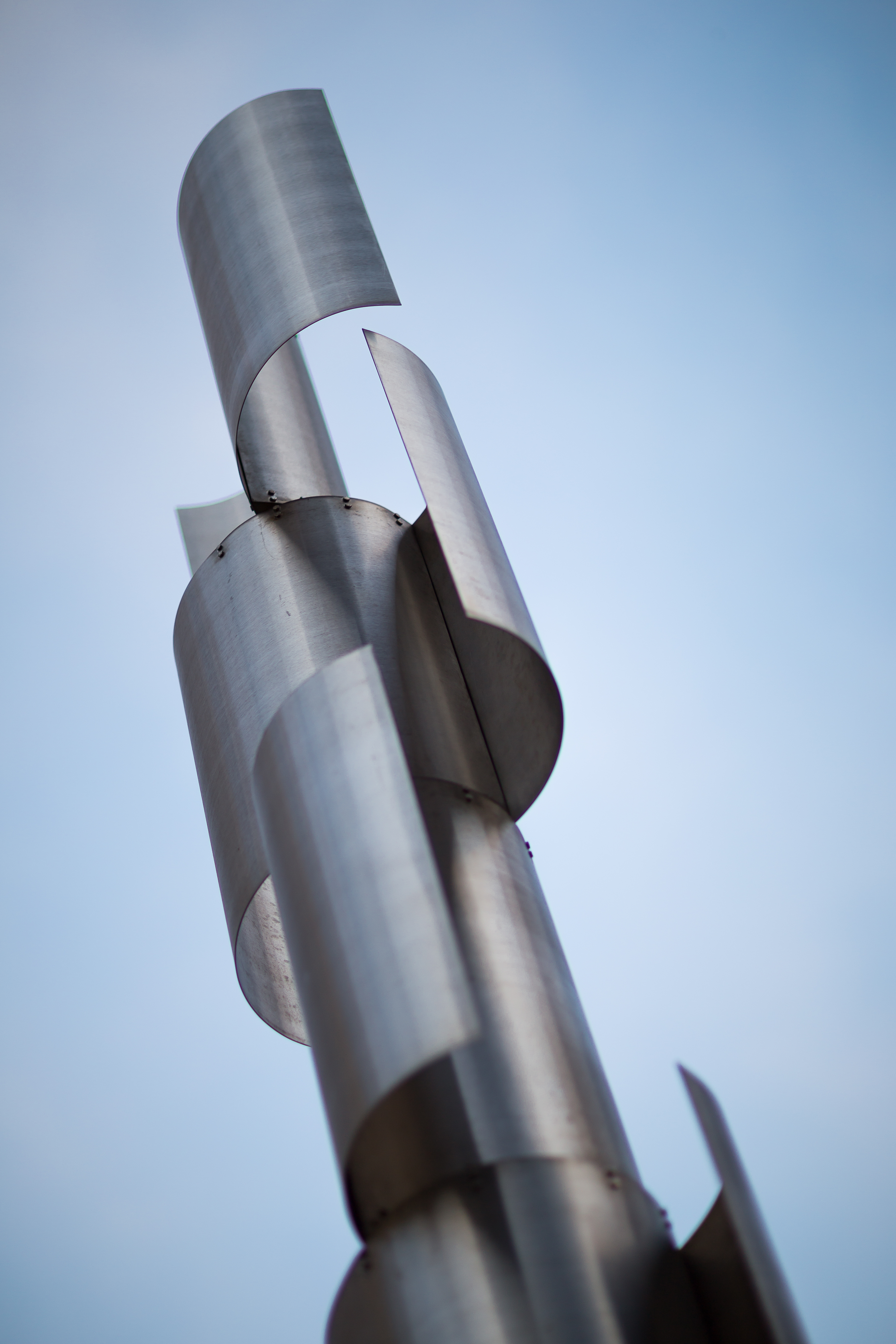
Anemokinetisches Objekt
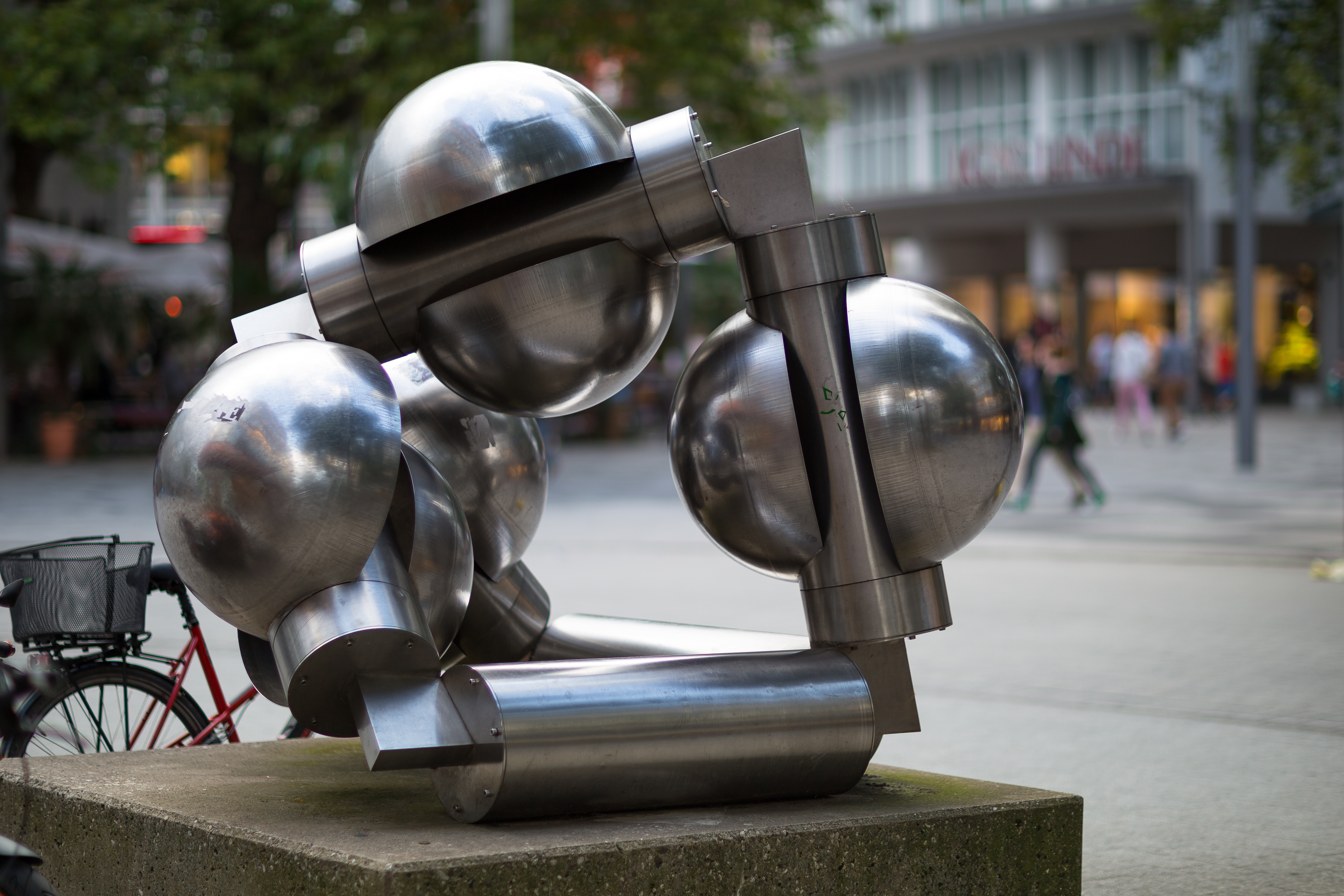
Anemokinetisches Objekt III

### Kenneth Snelson
Die Plastik Avenue K von Kenneth Snelson (geboren 1927 in Pendleton, USA) kam anlässlich des „Straßenkunstprogramms“ nach Hannover, wo sie anfangs auf einer Rasenfläche vor dem Leineschloss platziert wurde. Über Snelsons Absichten schreibt das städtische Kulturbüro, er habe versucht, das Wirken physikalischer Kräfte zu verstehen und im Raum abzubilden. Sich wiederholende und gegeneinander verschiebende Motive dominierten bei der aus Aluminiumrohren und Stahlseilen gearbeiteten Plastik. Avenue K steht seit 1997 an ihrem heutigen Platz nahe dem Friederikenplatz, wo sich verkehrsreiche Straßen kreuzen. Das Raum und Richtung andeutende Objekt markiert den Beginn der Skulpturenmeile.

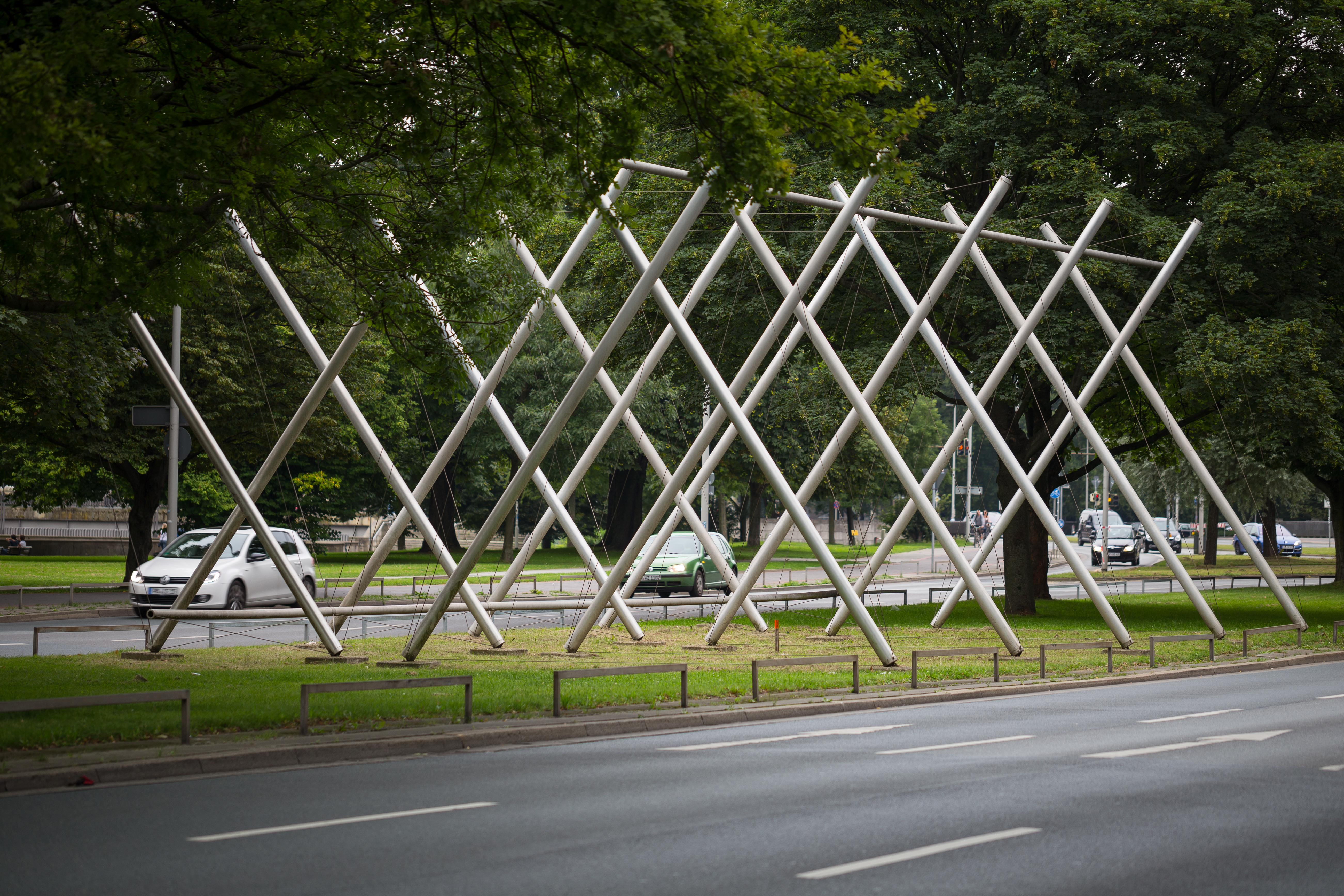
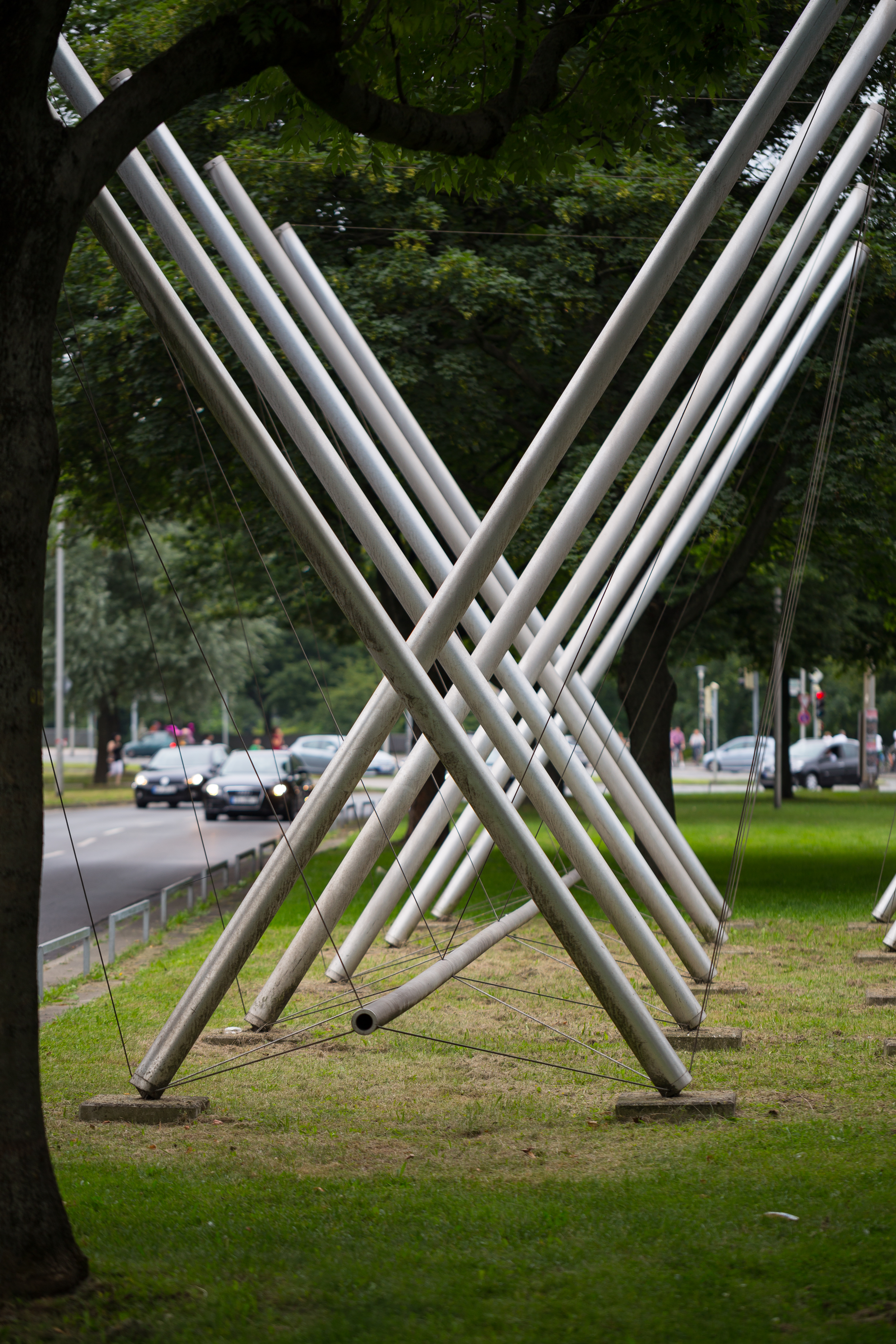
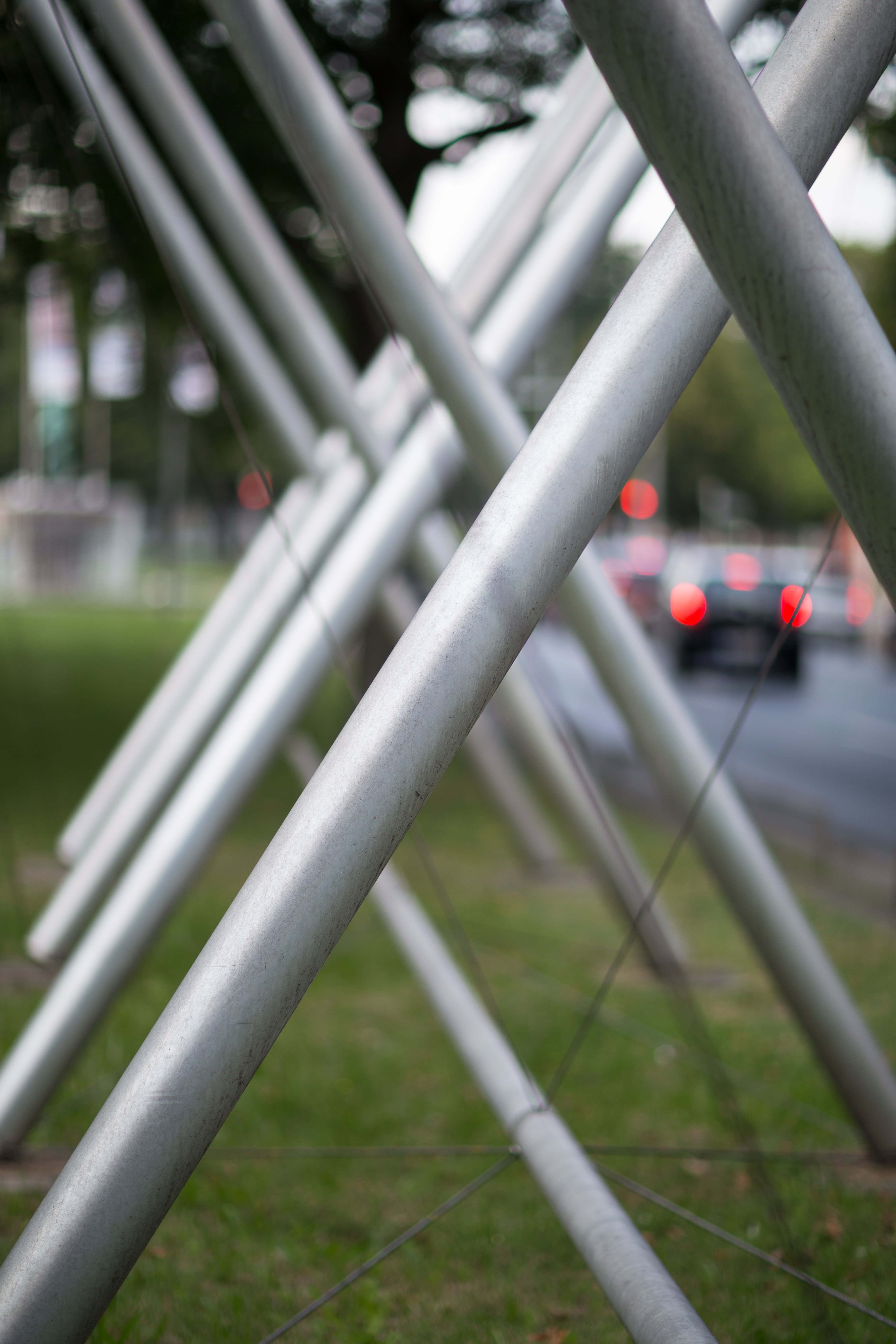

Die Stadt Hannover berief 2006 eine Gutachterkommission, die den Zustand und die Qualität der öffentlichen Kunstwerke beurteilen sollte. In ihrem 2008 erschienenen Abschlussbericht fand die Kommission deutliche Worte über den Standort von Snelsons Arbeit: Die Plastik könne an dem gewählten Ort nur sehr schlecht wirken. Betrachten lasse sie sich nur von Weitem durch den fließenden Verkehr oder aus einem Fahrzeug heraus, beides ungeeignete Optionen. Snelsons Plastik sei zwischen den sechs Fahrbahnen stark eingeengt, was sowohl die Größenwirkung der Arbeit als auch ihr Verhältnis zur Umgebung beeinträchtige. Die große Nähe zum Duve-Brunnen lasse die Arbeit zusätzlich deplatziert erscheinen. Die Kommission empfahl folglich, Avenue K auf eine große Freifläche zu versetzen. Eine gute, wenn auch nicht die beste Lösung wäre der ursprüngliche Aufstellungsort auf dem Rasen vor dem Leineschloss. Dort könne die Arbeit auch Bestandteil der Skulpturenmeile bleiben.:82
- Standort: Leibnizufer, kurz hinter dem Friederikenplatz (Lage)

### Toni Stadler
Die Bronzeplastik Ägäis von Toni Stadler (1888 bis 1982) war erstmals auf einer Ausstellung des Kunstvereins zu sehen und wurde anschließend von der Stadt erworben. Seit 1969 befindet sie sich an ihrem Standort im Maschteich, einige Meter vor der Treppe zum Wasser. Deren Stufen verhielten sich wie eine Tribüne – so die Auffassung des städtischen Kulturbüros – vor der Stadlers Arbeit inszeniert werde. In der Plastik zeige sich das Organische des Teichs ebenso wie die angelegte Parkumgebung, gleichzeitig wirke die Ägäis dabei wie ein Fremdkörper. Das umgebende Wasser diene als Sockel für die Arbeit, spiegele sie und halte die Betrachtenden auf Abstand.
- Standort: An der Südseite des Neuen Rathauses im Maschteich (Lage)

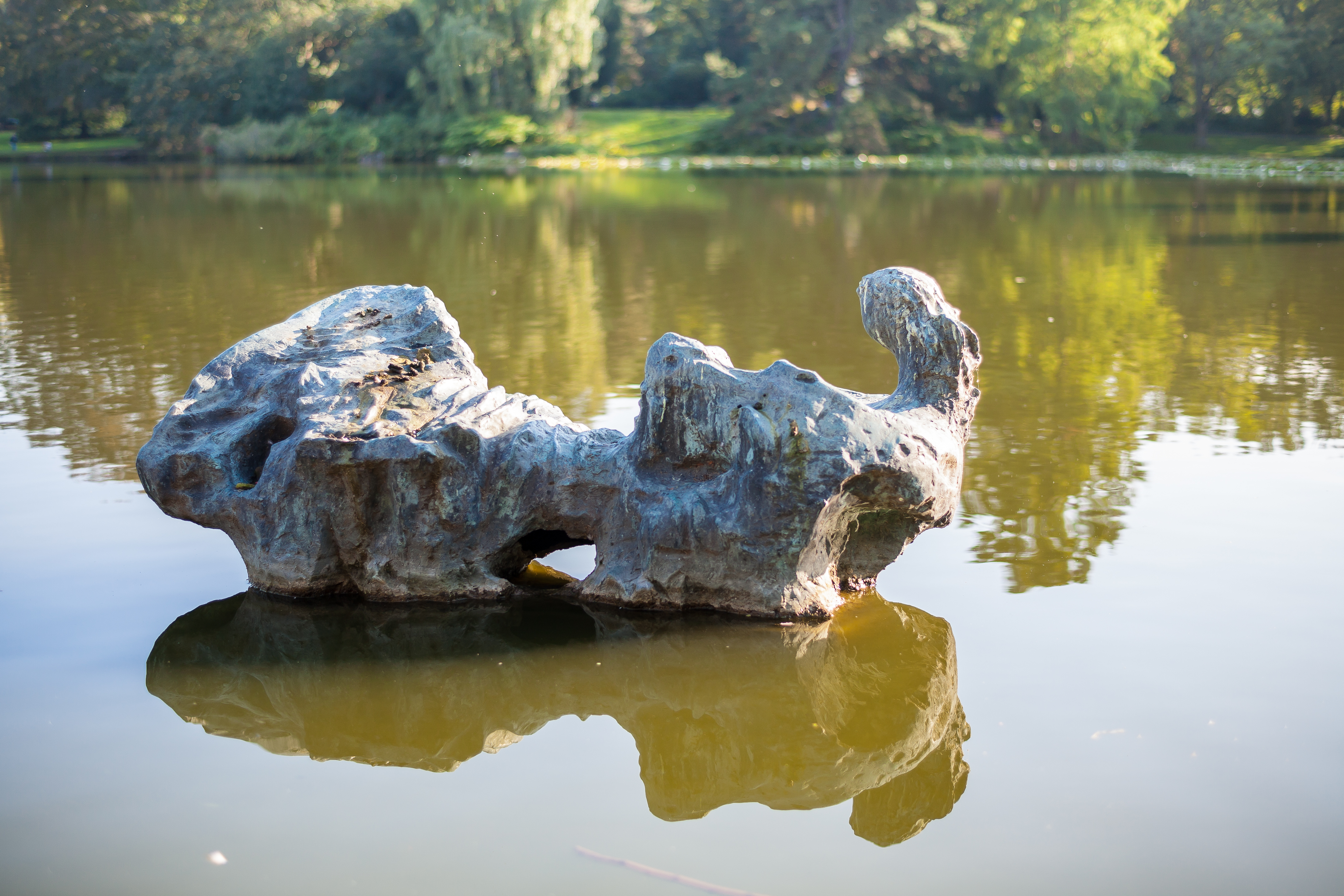
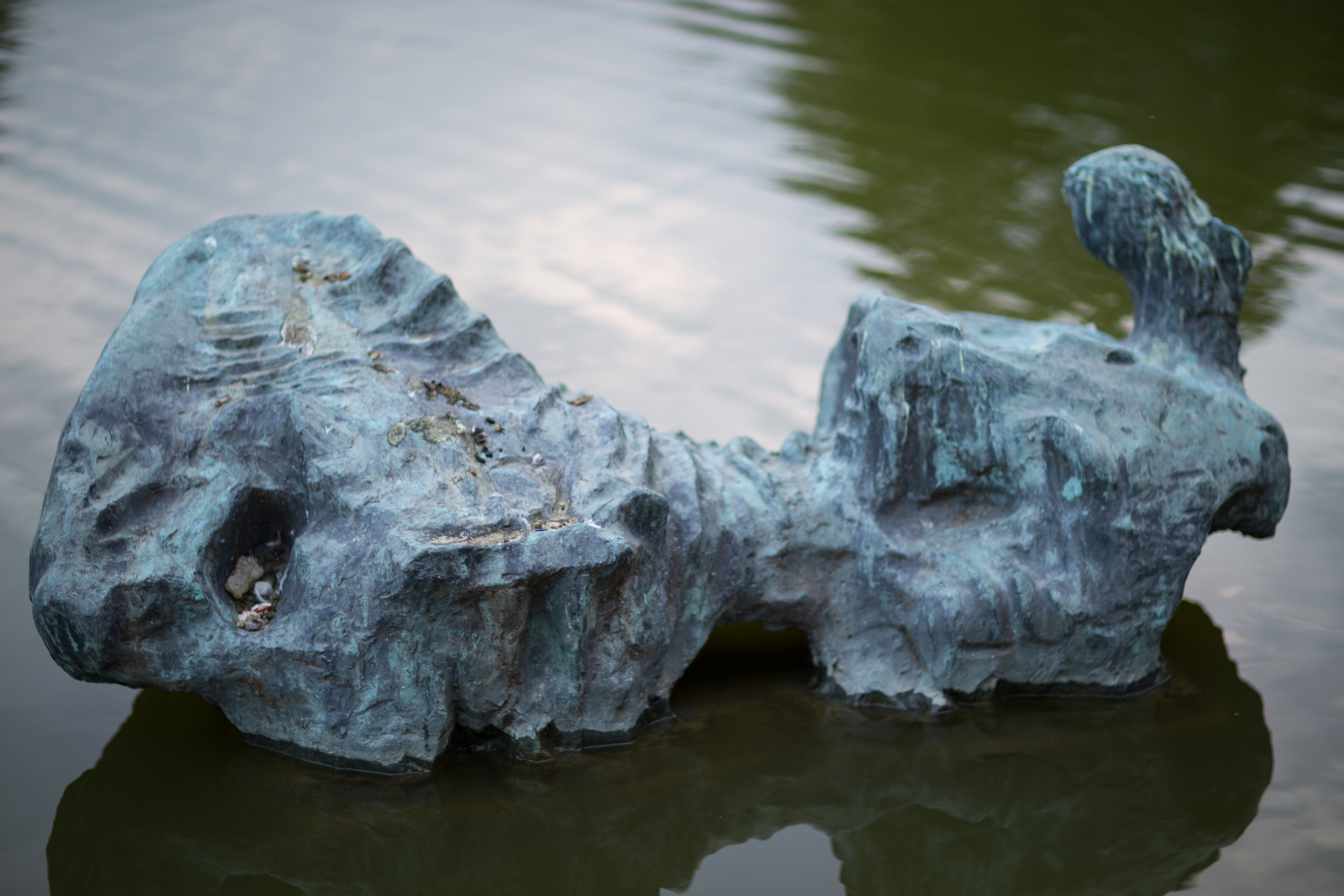

### Rolf Szymanski
Die Stadt Hannover kaufte Rolf Szymanskis Frauen von Messina für ein städtebauliches Konzept, das am Aufstellungsort der Bronzeplastiken nie umgesetzt wurde. Am Rand des Raschplatzes sollte lange Zeit ein neues Schauspielhaus entstehen, das letztlich doch an anderer Stelle gebaut wurde. Am Raschplatz lässt sich das einstige Vorhaben nur noch an der ausladenden Freitreppe erkennen; ein provisorisches Kaufhaus oberhalb der Treppe wurde zum Kulturzentrum Pavillon umfunktioniert. Nach Ansicht des städtischen Kulturbüros erlaubten die als Figuren diffus zu erkennenden Plastiken Syzmanskis Bezüge zur Bühne und Inszenierung. Sie gäben aber auch Anreize, über das Handeln innerhalb der Gesellschaft nachzudenken, was ihre Einzeltitel unterstützten: „Black Sun Press“, „Quelle“ und „Tag des Überflusses“. Die Frauen von Messina wurden im Jahr 1977 aufgestellt.
Eine Gutachterkommission prüfte im Auftrag der Stadt den Zustand der öffentlichen Kunstobjekte. Über die Frauen von Messina hieß es in dem Abschlussbericht von 2008, der Aufstellungsort müsse unbedingt umgestaltet werden. In seiner bestehenden Form sei er gänzlich ungeeignet, die Plastiken zur Geltung zu bringen.:90
Eine weitere Arbeit Szymanskis, Die öffentliche Rose, steht vor dem Behördenhaus am Waterlooplatz.
- Standort Frauen von Messina: Raschplatz, am Beginn der Lister Meile (Lage)
- Standort Die öffentliche Rose: Am Schützenplatz 1, vor dem Behördenhaus (Lage)

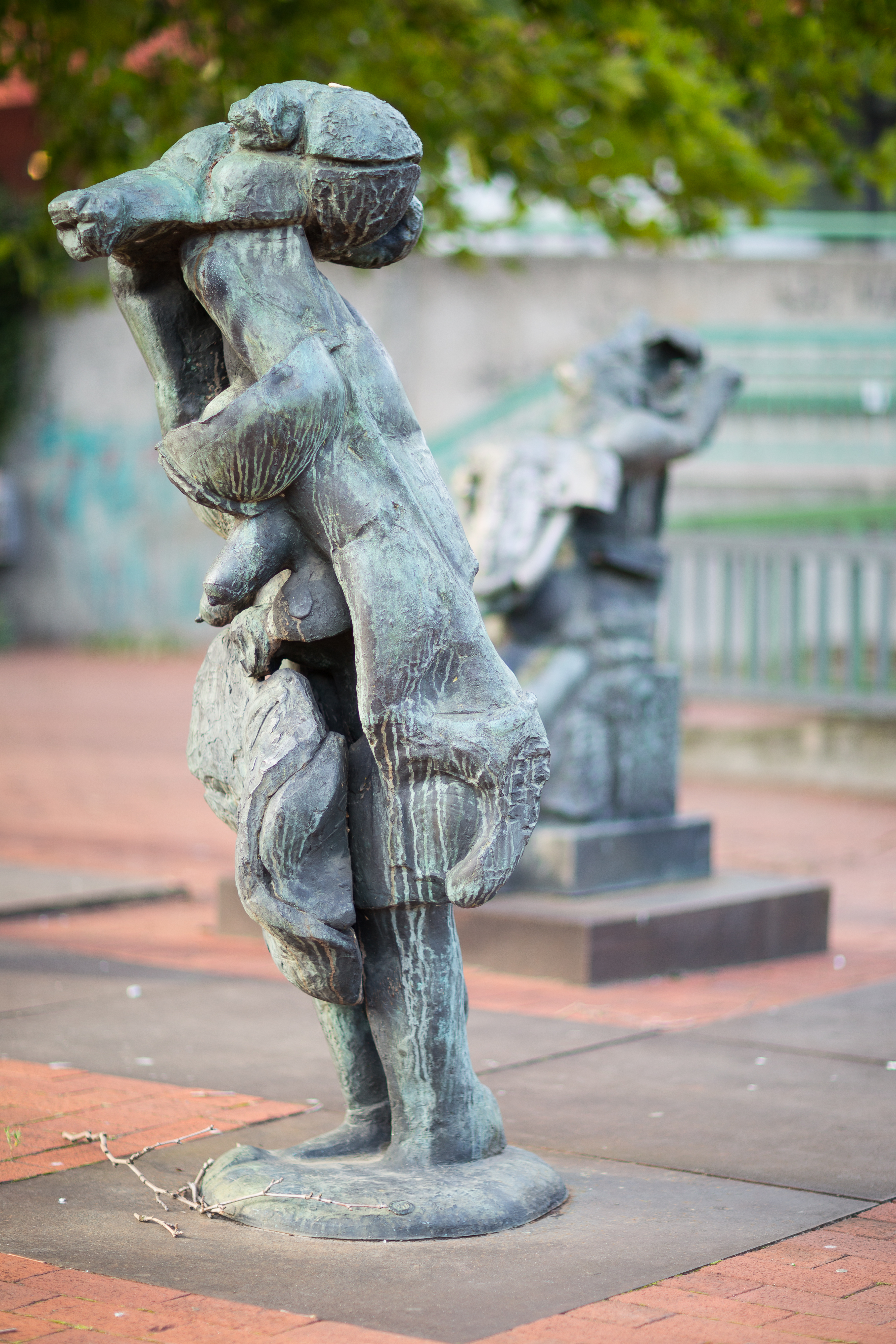
Frauen von Messina
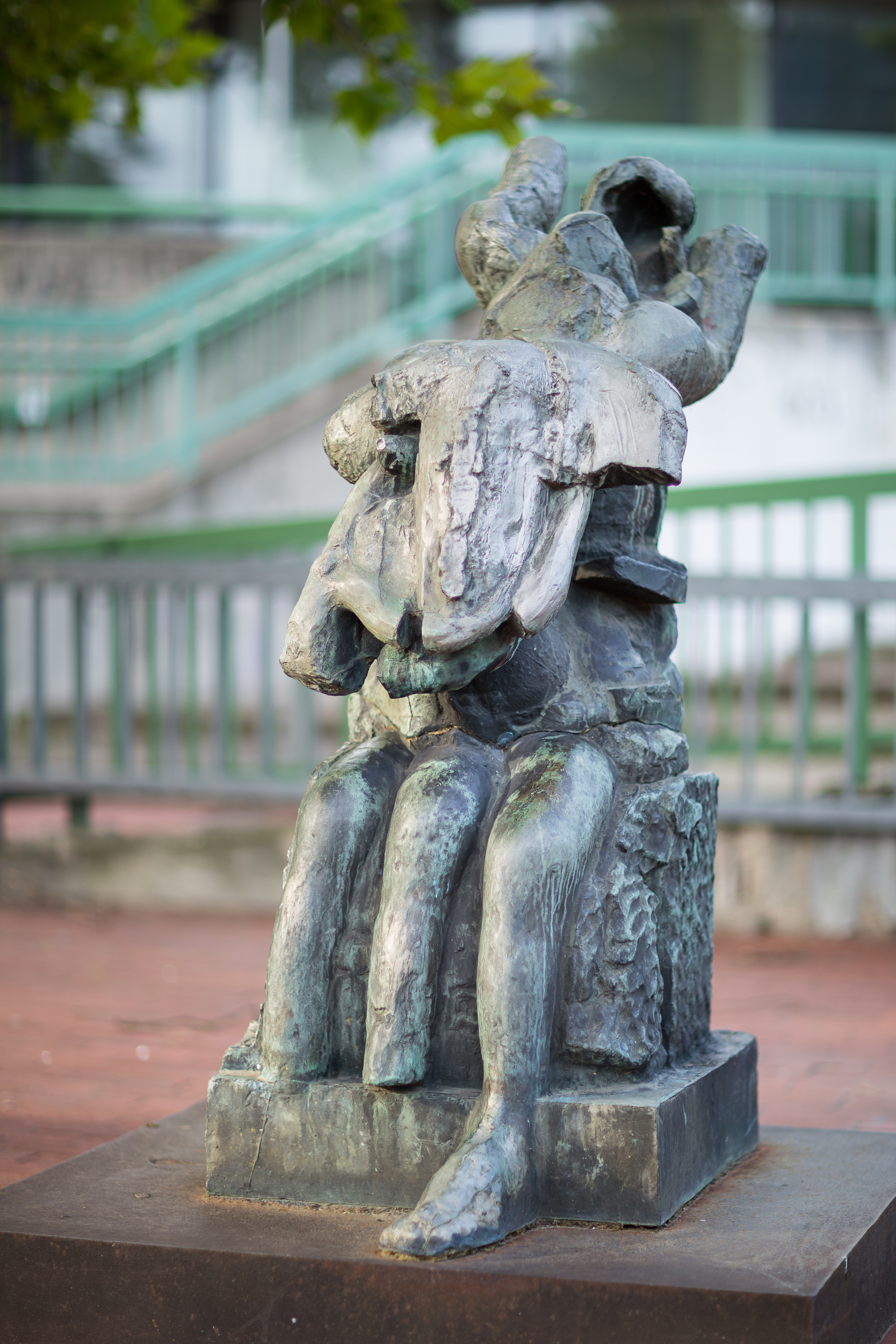
Frauen von Messina
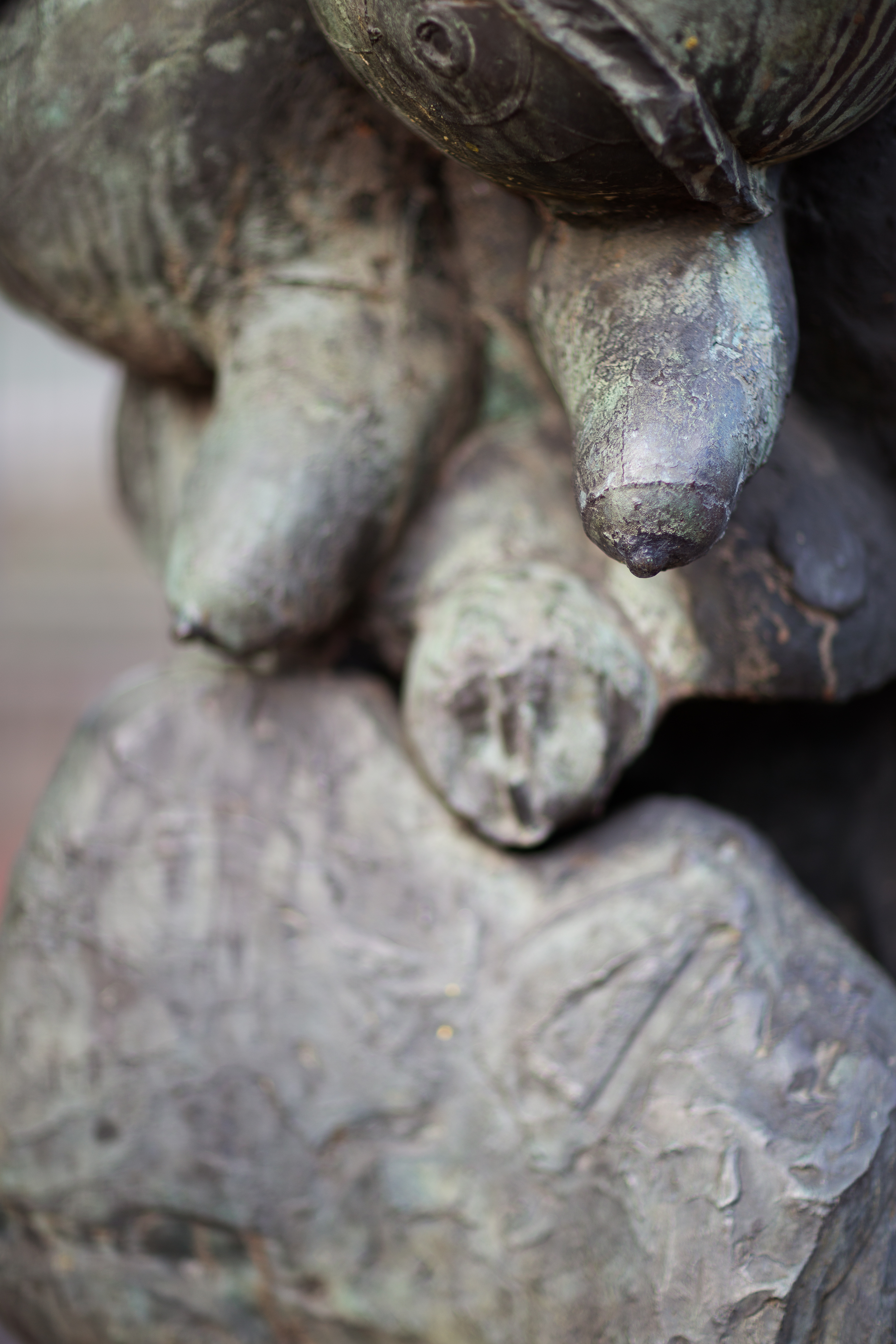
Frauen von Messina
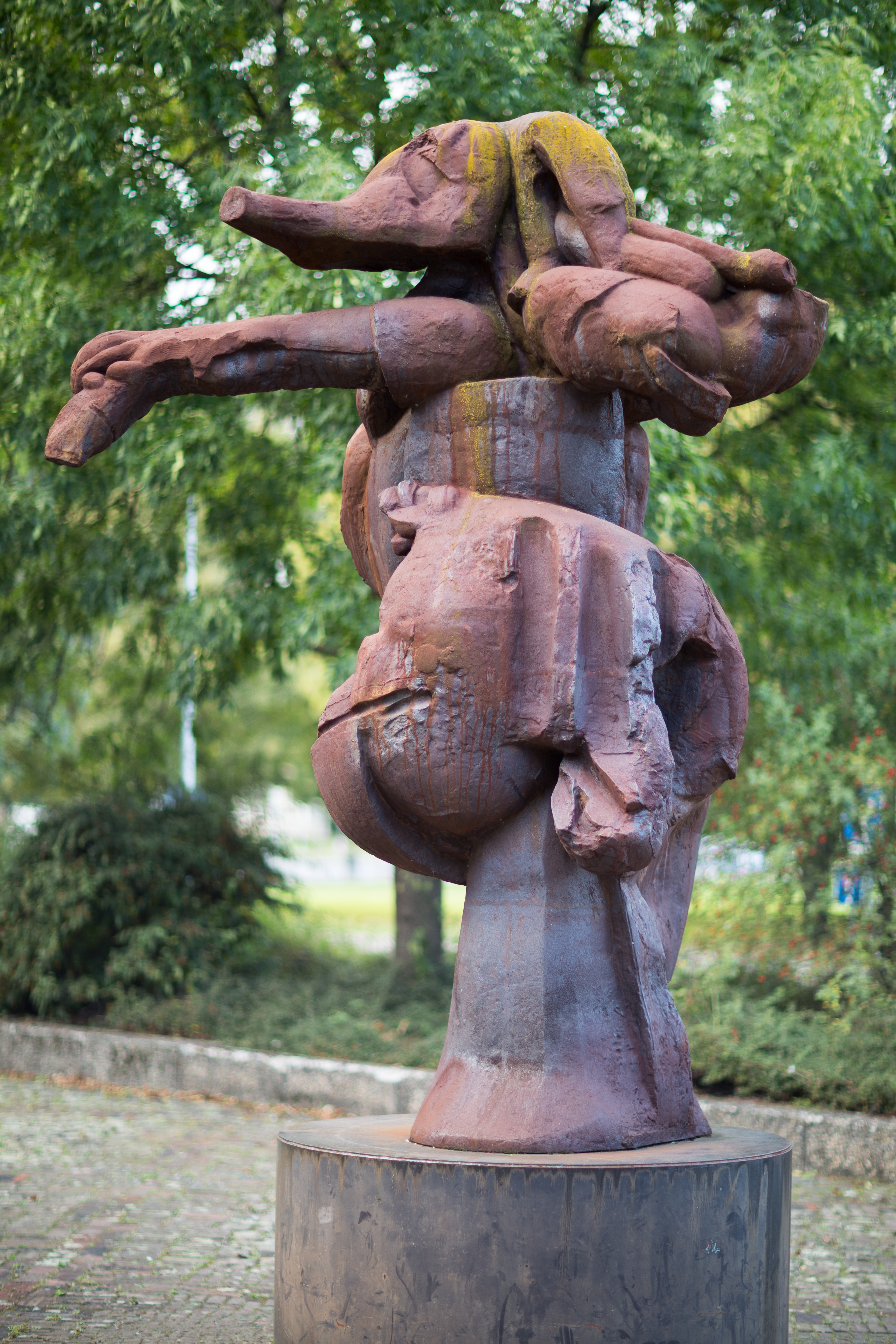
Die öffentliche Rose
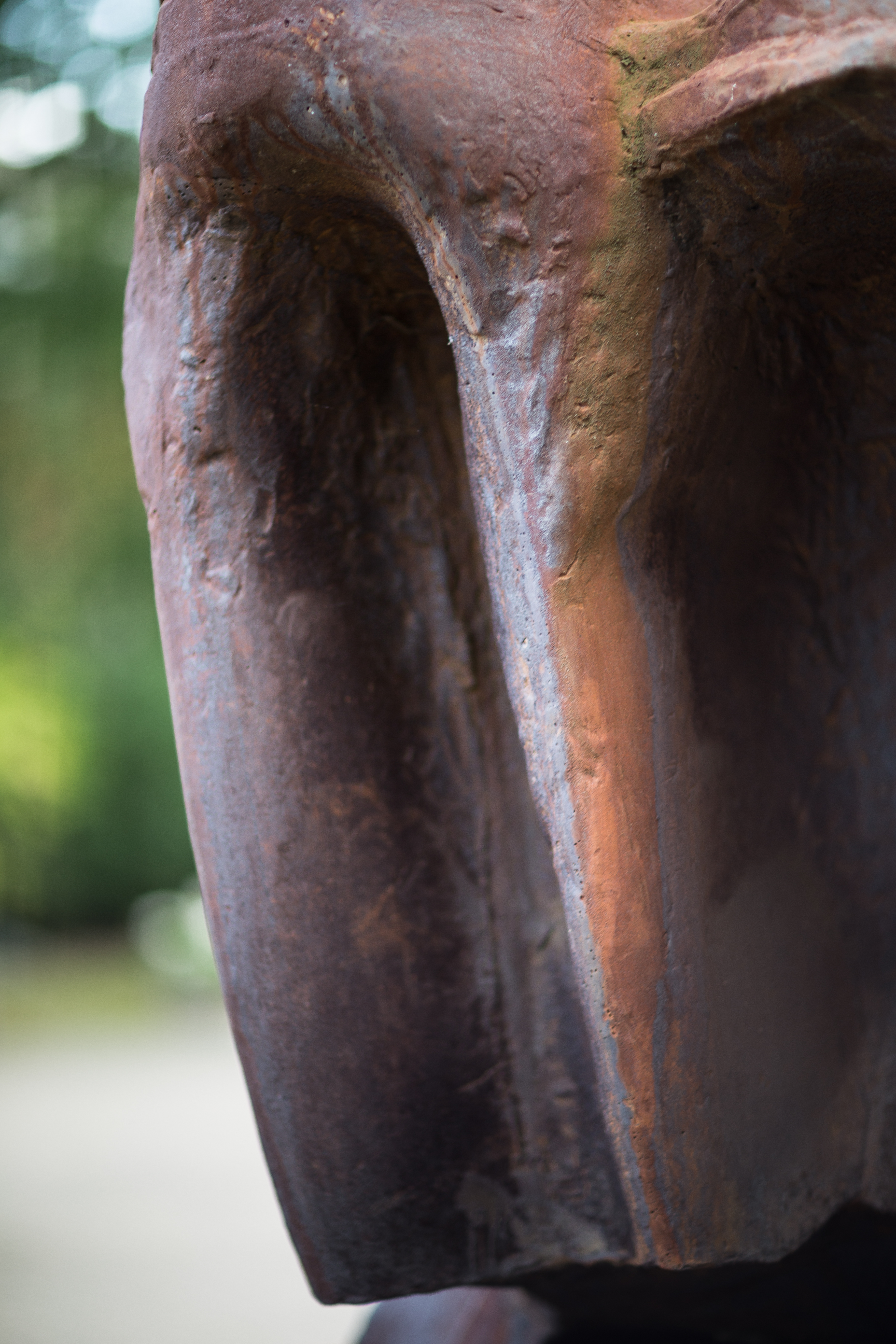
Die öffentliche Rose

### Rainer Tappeser
Rainer Tappeser entwarf die Plastik Kepler trifft Kopernikus als Kunst am Bau für das Möbel- und Einrichtungshaus Steinhoff. Es verlegte sein Geschäft 1989 aus der Innenstadt an den Braunschweiger Platz. Die beiden roten lackierten Stahlrohre leiten sich wie das Gebäude selbst von einem Zylinder ab. Anders als beim Haus sind die Zylinder der Plastik aber extrem gestreckt.:130

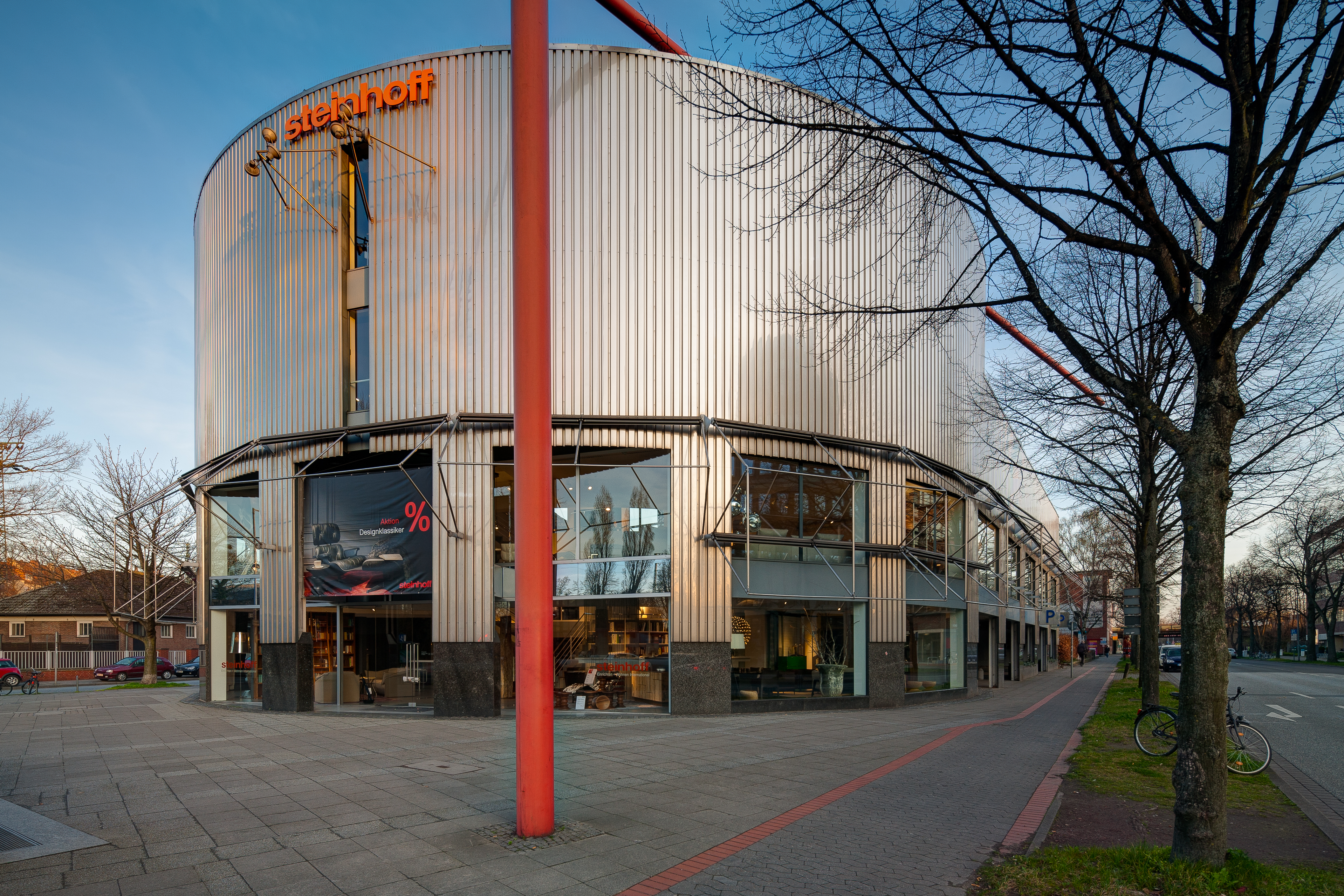
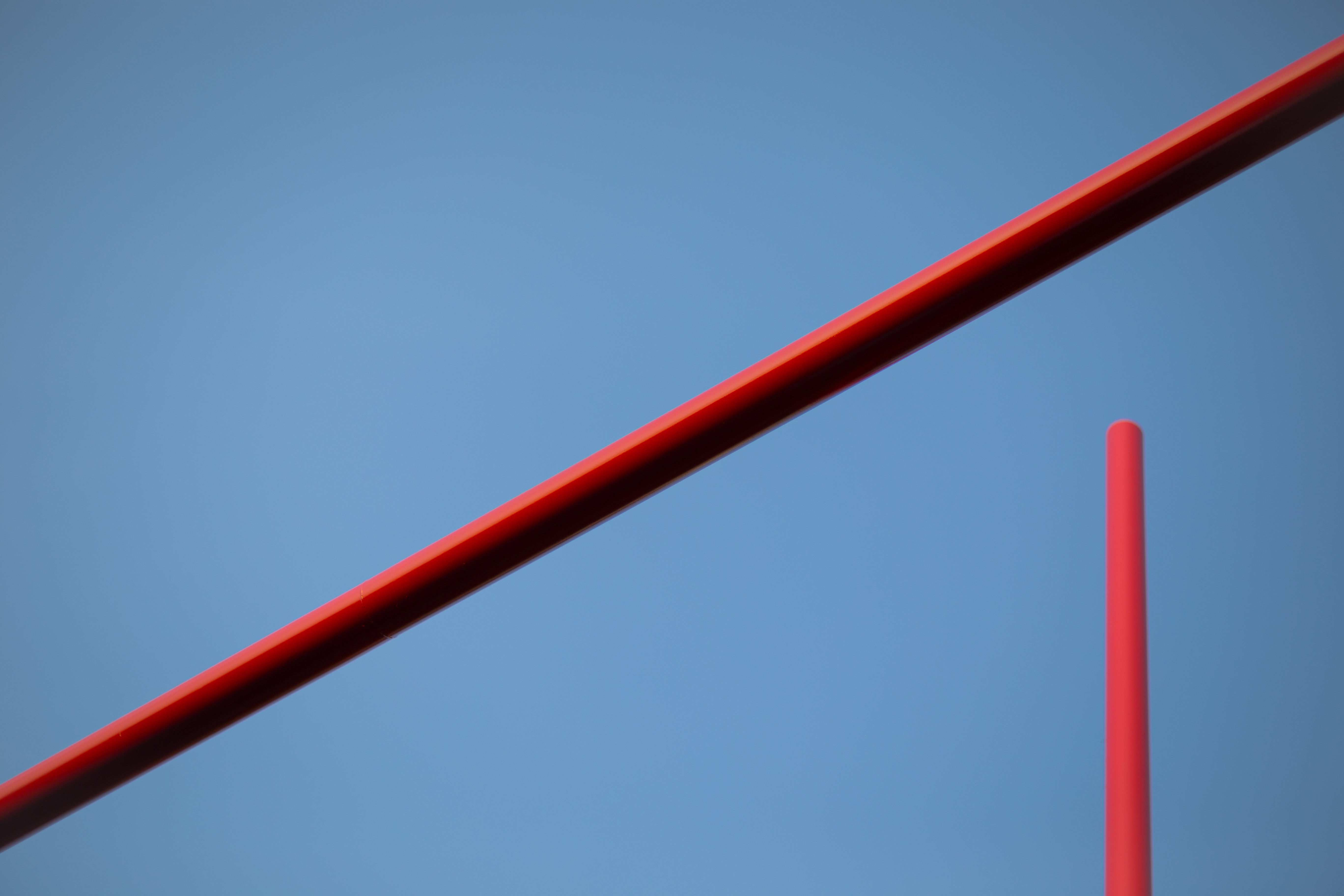
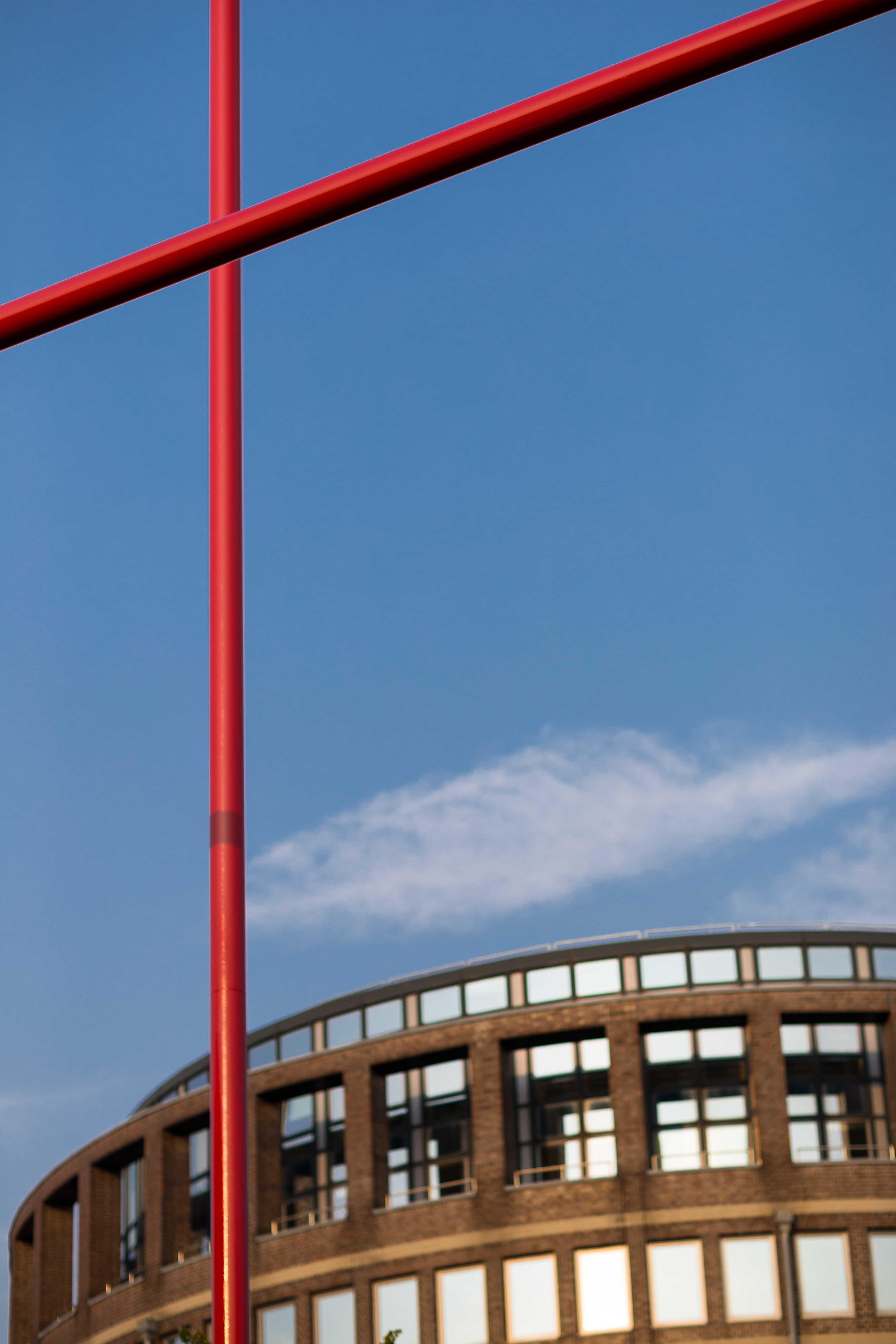

- Standort: Braunschweiger Platz (Lage)

### Günter Tollmann
Die aus lackiertem Edelstahl gearbeiteten Winkelemente 1981 von Günter Tollmann (1926 bis 1990) veranschaulichen die langjährige Beschäftigung ihres Schöpfers mit Objekten, die von Menschen oder vom Wind bewegt werden können. Die damalige Kreissparkasse kaufte die 1983 aufgestellte Plastik und schenkte sie anschließend der Stadt Hannover. Abhängig von ihrer Ausrichtung ergeben sich ständig neue Räume, wodurch die Winkelemente – nach Meinung des städtischen Kulturbüros – stark in das Umfeld ihres Standortes eingebunden werden. So können sie einen Quader bilden, der mit der städtischen Galerie KUBUS am anderen Ende der Straße korrespondiere. Auch unterstrichen sie als Rahmen eine Achse über den Aegidientorplatz hinaus. Das dortige Stadttor war bis in das 18. Jahrhundert ein wichtiger Zugang von Süden. Die Winkelemente ließen sich daher auch als Symbol begreifen, das für das Aufbrechen alter Grenzen stünde.
Die Stadt berief 2006 eine Gutachterkommission, die über Qualität und Zustand der öffentlichen Kunstwerke urteilen sollte. Tollmanns Winkelemente erhielten Lob von der Kommission: Sowohl die Arbeit als auch ihr Standort seien gelungen. Der Tor-artige Eingang der Breiten Straße werde durch die drehbaren Objekte betont. Allerdings störe eine Straßenlaterne, die unmittelbarer Nähe der Arbeit aufgestellt sei, erheblich. Die Lampe müsse daher entfernt werden.:92
Eine weitere Arbeit von Günter Tollmann steht an der Vahrenwalder Straße, die Bewegliche Plastik II. Ursprünglich fand die Arbeit 1980 im Rahmen eines Bilderhauersymposiums an den Maschsee. Sie war damals schwarz lackiert. Nachdem sich ein Kind an den beweglichen Teilen verletzt hatte, kam es zu einem Rechtsstreit, in dessen Folge die Plastik auf den Mittelstreifen der Vahrenwalder Straße versetzt wurde.:118
- Standort Winkelelemente 1981: Breite Straße, nahe dem Aegidientorplatz (Lage)
- Standort Bewegliche Plastik II: Vahrenwalder Straße, nahe Alter Flughafen (Lage)

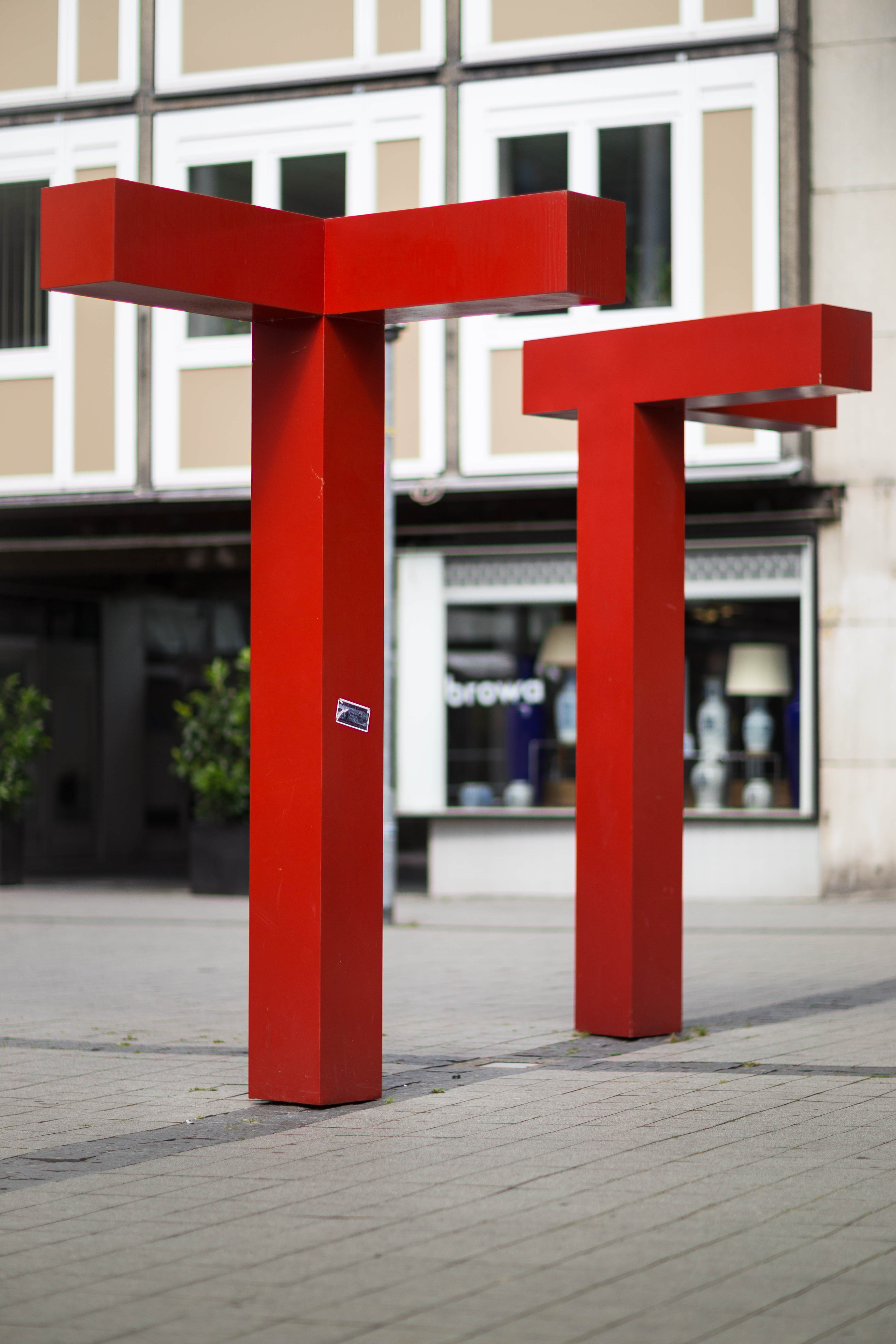
Winkelelemente 1981
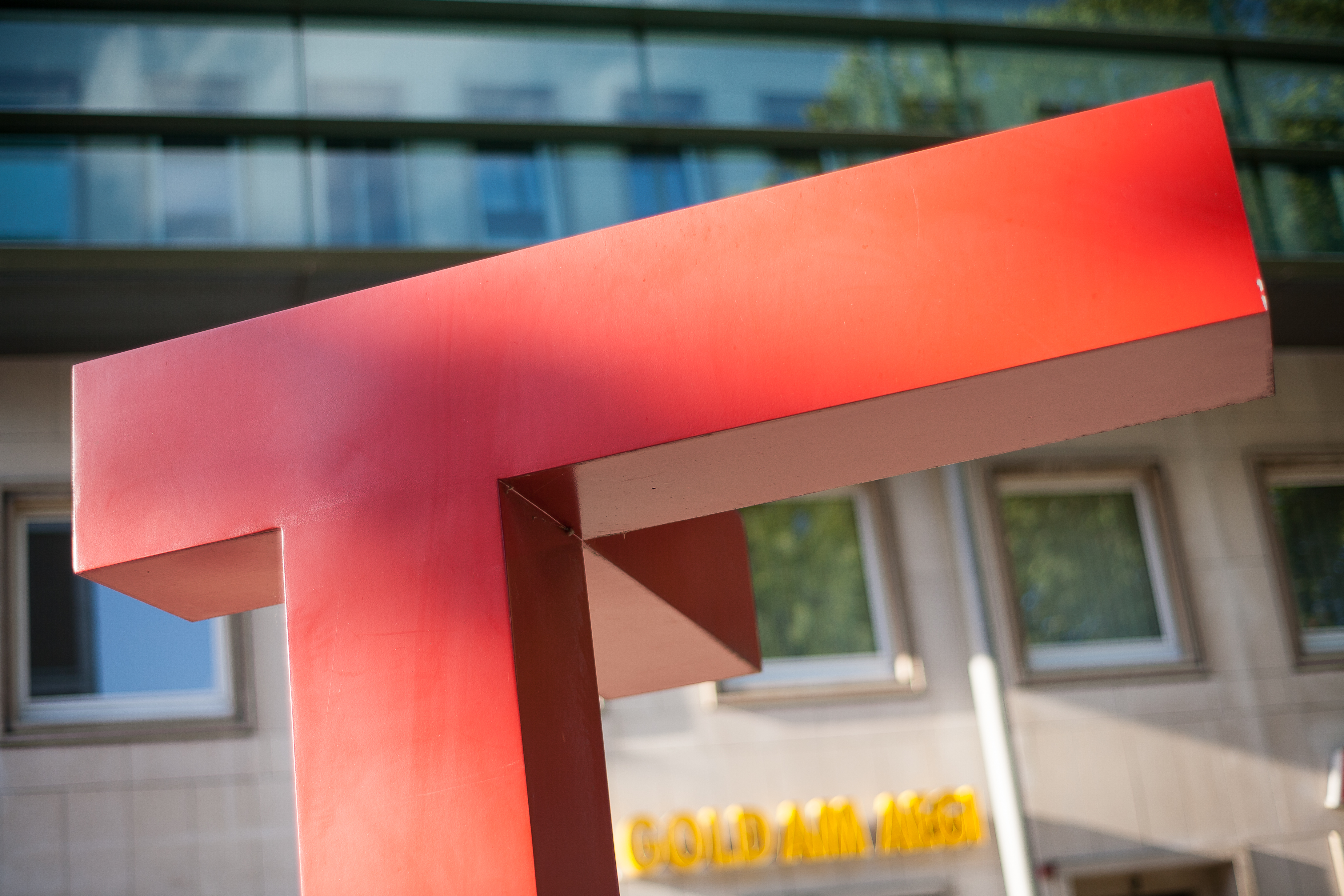
Winkelelemente 1981
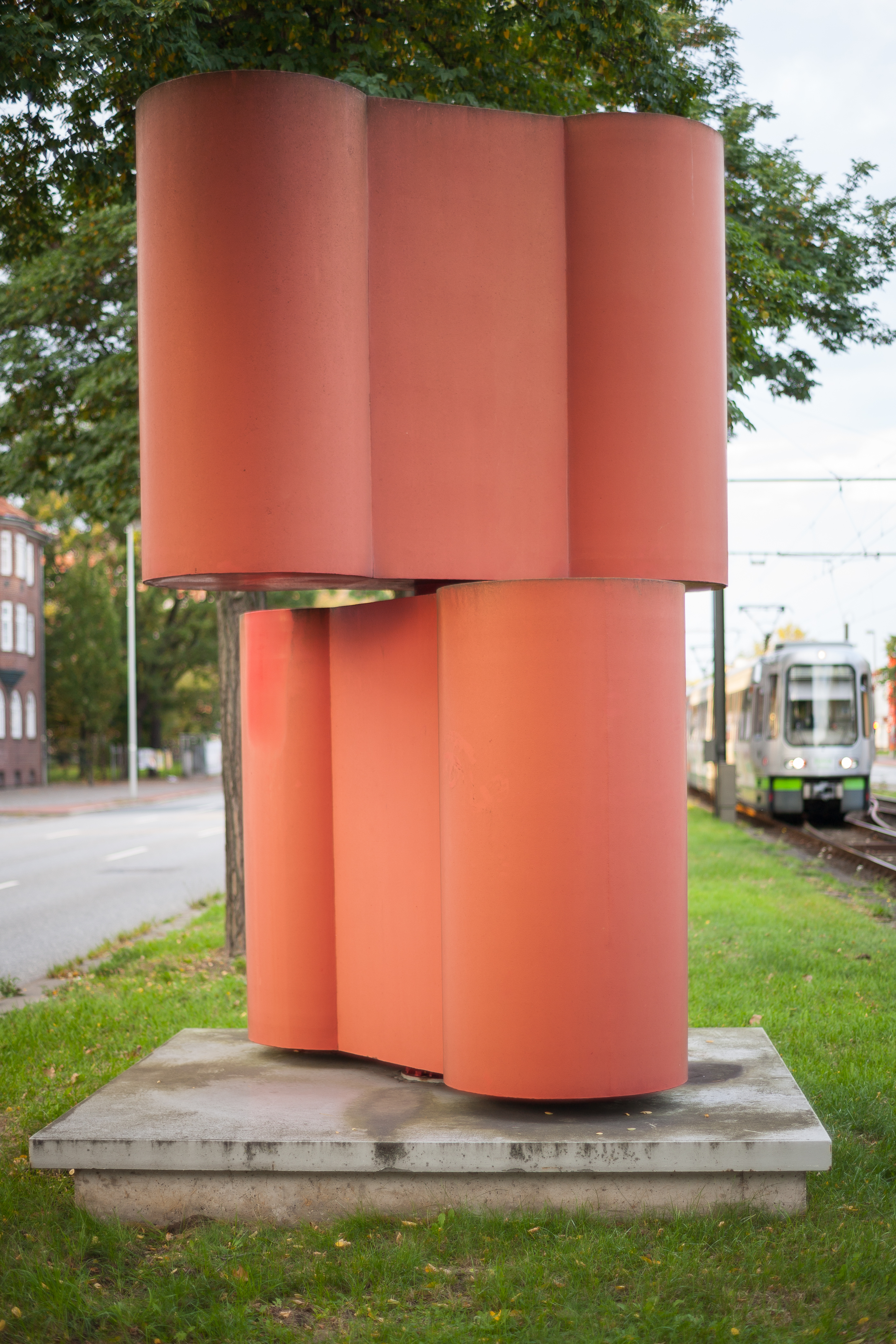
Bewegliche Plastik II
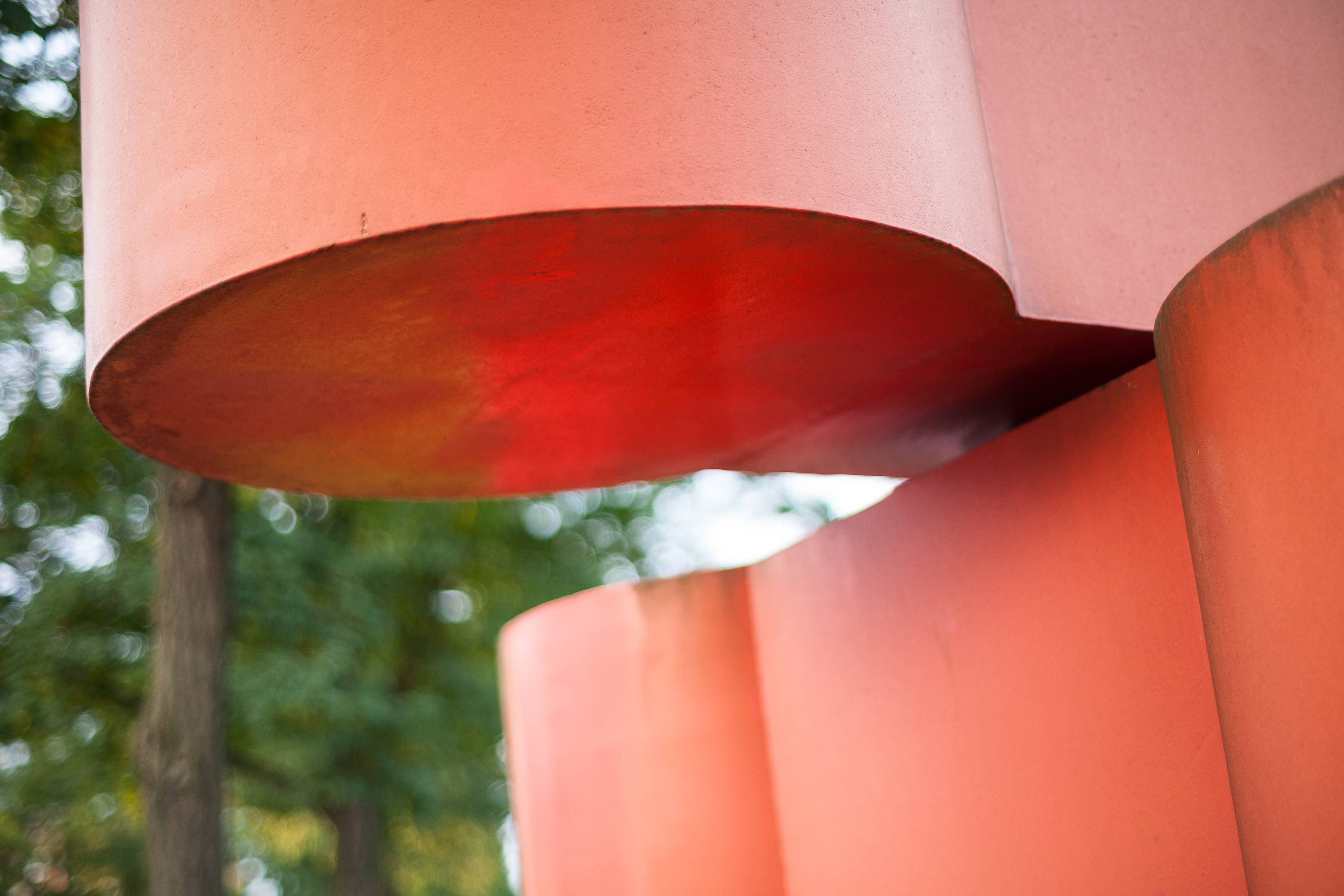
Bewegliche Plastik II

### Hans Uhlmann
Die Arbeit Stahlplastik 1965 von Hans Uhlmann (1900 bis 1975) ergänzte 1966 das im Vorjahr eröffnete Parkhaus in der Schmiedestraße. Uhlmann erhielt den Auftrag, eine Plastik zu gestalten, die mit der Hausfassade in einem engen Bezug stehen sollte. Nach Meinung des städtischen Kulturbüros gebe die Stahlplastik ein gutes Beispiel dafür, wie sich die Kunst in den 1960er Jahren langsam vom Bau trennte. Hier seien Architektur und Objekt schlüssig miteinander verbunden: Über das Kunstwerk übertrage sich die Fassadenstruktur auf ihr städtisches Umfeld. Die Stahlplastik sei aber kein bloßer Schmuck des Gebäudes, sondern stehe für sich, ohne sich unterordnen zu müssen.

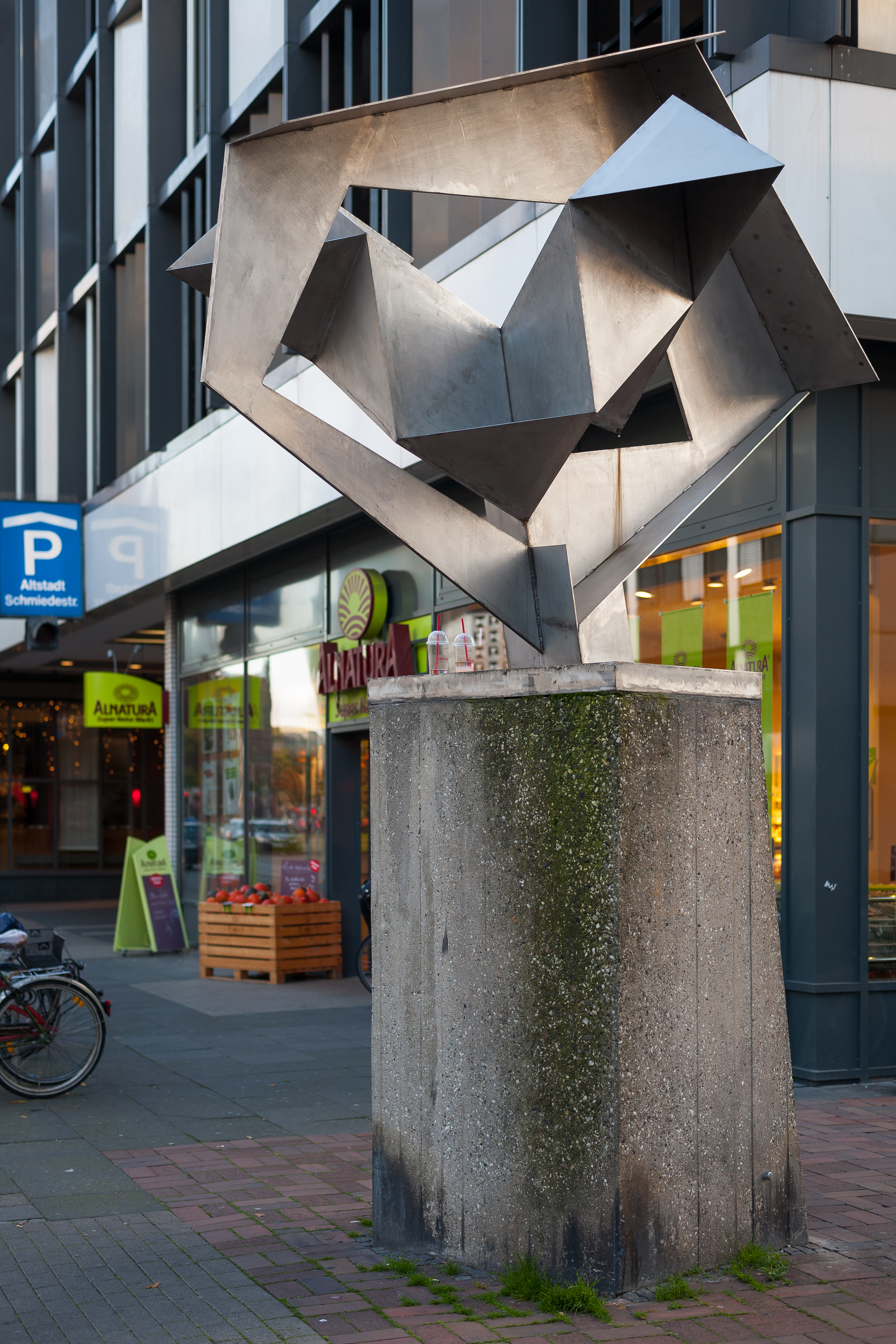
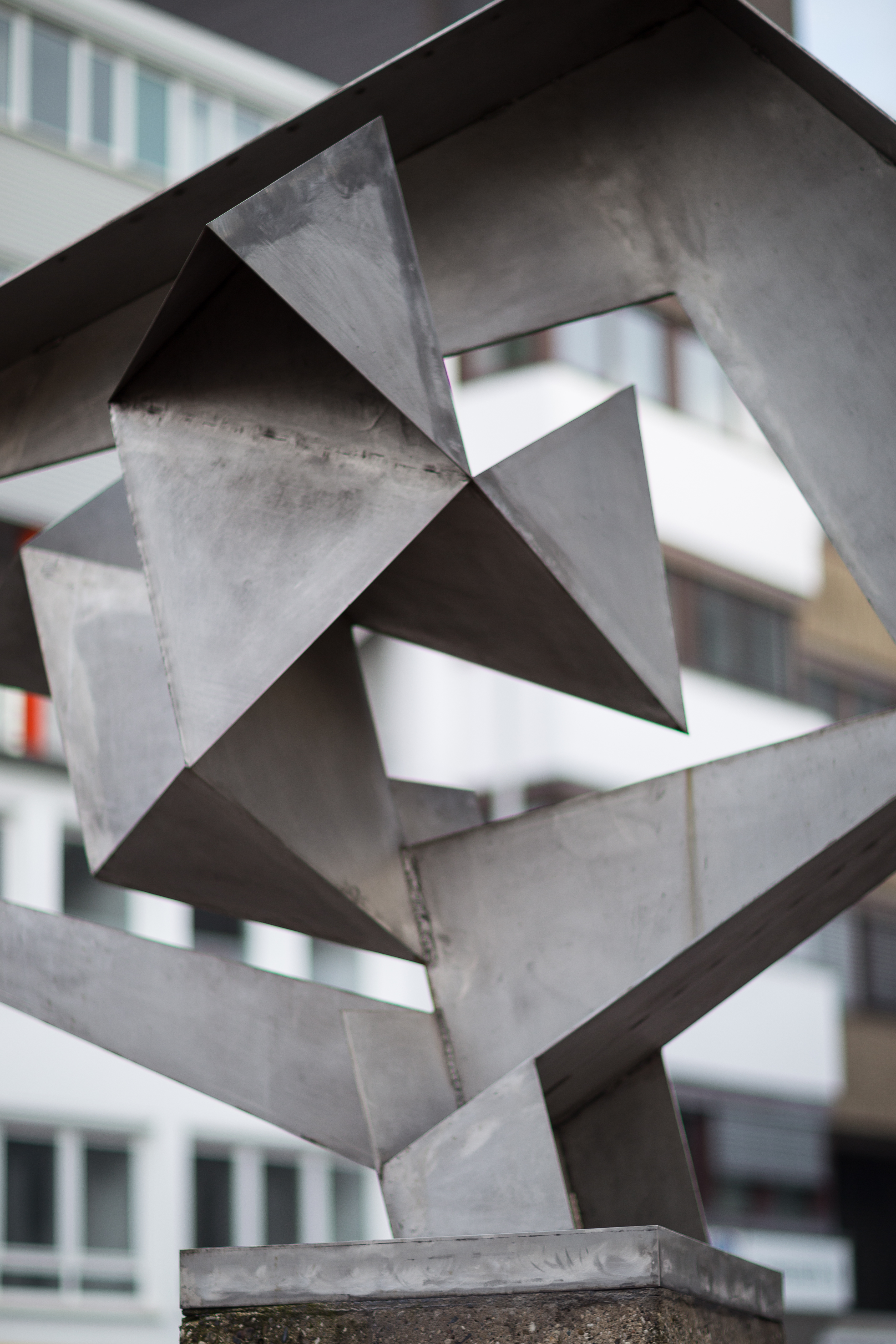
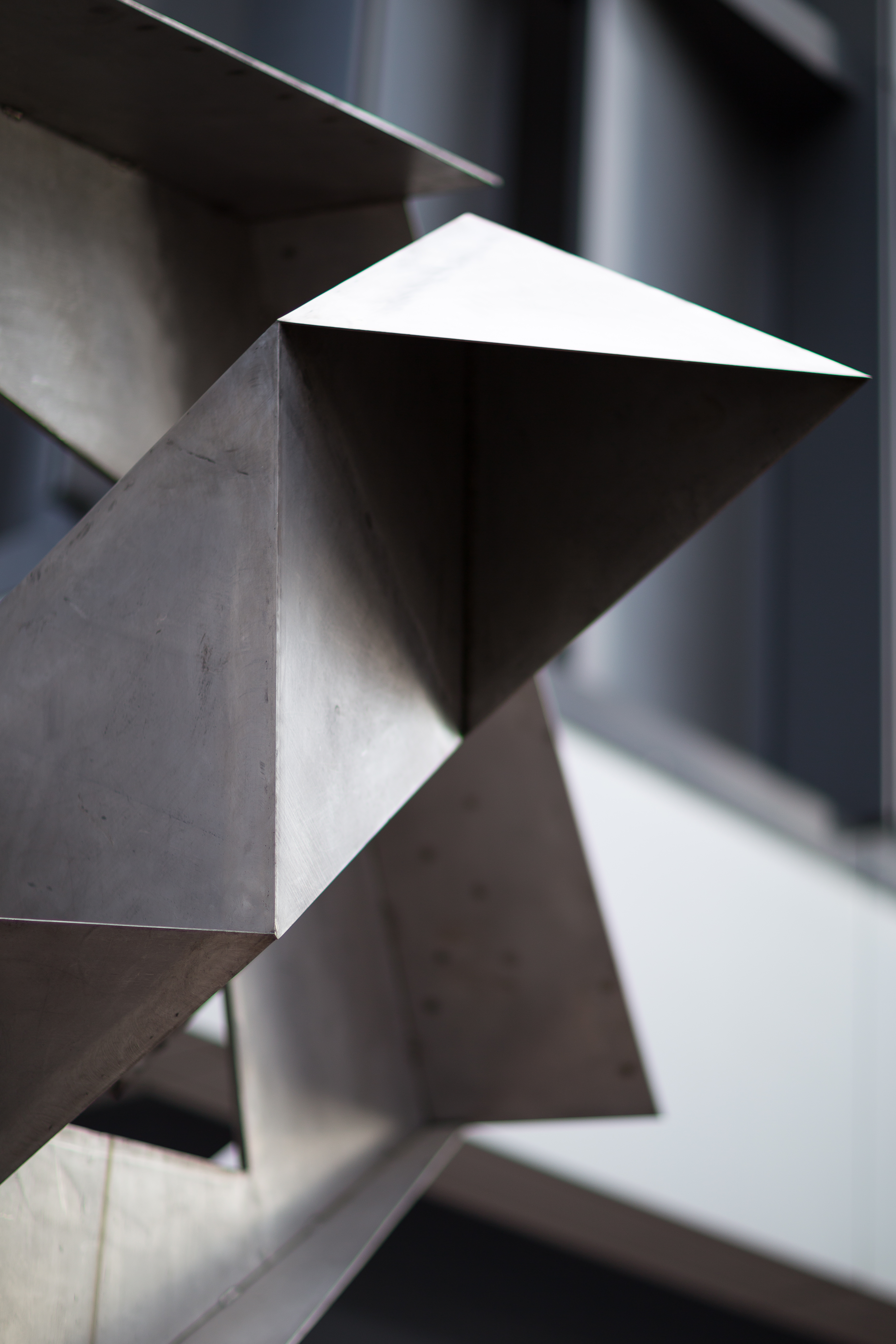

Eine von der Stadt eingesetzte Gutachterkommission lobte 2008 die Arbeit als frühes hervorragendes Beispiel dafür, wie gelungen ein Künstler in einen Bauprozess eingebunden werde könne.:81
- Standort: Schmiedestraße, Ecke Corvinusweg (Lage)

### Timm Ulrichs

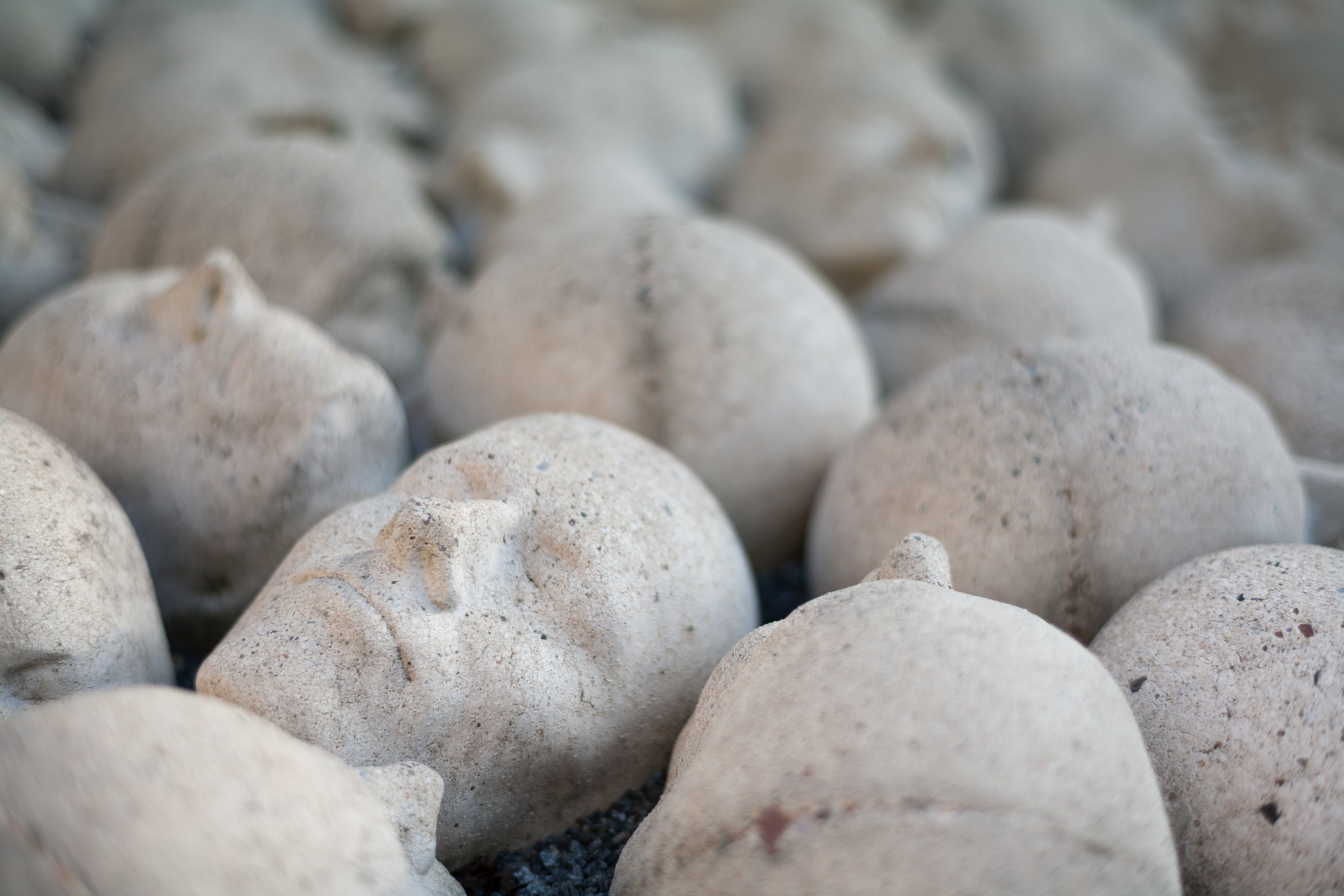
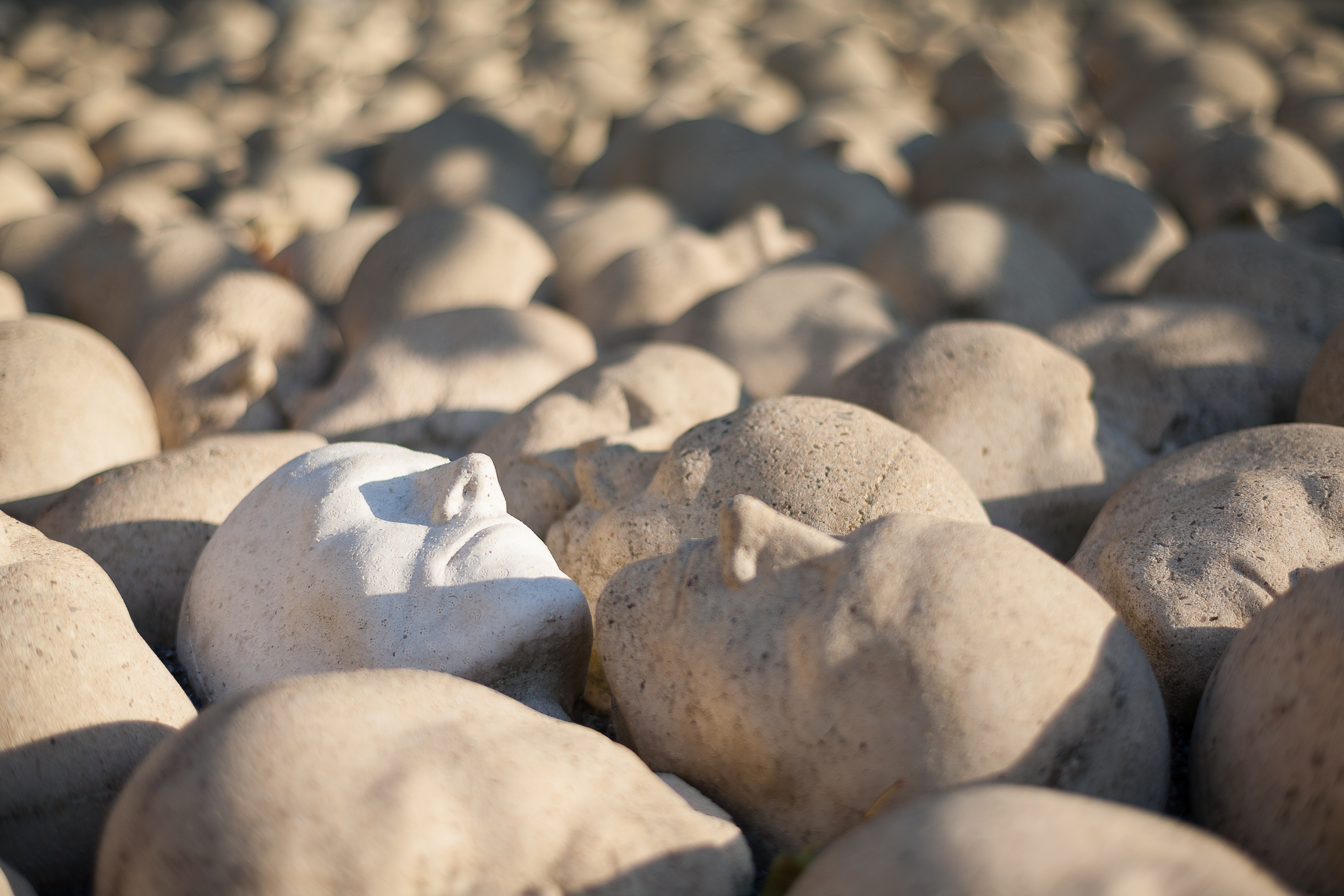

Für die aus Beton gegossene Installation Kopf-Stein-Plaster von Timm Ulrichs (geboren 1940) diente der Kopf des Schöpfers selbst als Vorbild. Die Arbeit entstand unabhängig von ihrem späteren Standort und wurde 1994 platziert, neben der Tiefgaragenauffahrt eines Bürogebäudes. Eigentlich war ein Platz neben der Marktkirche vorgesehen, an dem wahrscheinlich mehr Passanten den Köpfen zufällig begegnet wären. Die Installation liegt neben dem Bürogebäude recht versteckt. Nach Auffassung des städtischen Kulturbüros zwinge sie aber zum Innehalten, nachdem sie entdeckt wurde. Das Wortspiel im Titel der Arbeit sei charakteristisch für Ulrichs' kritischen Blick auf die Sprache. Sein Kopf-Stein-Pflaster bewege sich zwischen einem inhaltlich abstrakten Mahnmal und einem ironischen Beitrag zur Stadtgestaltung. Es ist die erste dauerhafte Installation des Künstlers, der seit den 1960er Jahren zeitlich befristete Kunstaktionen für den öffentlichen Raum gestaltet.
- Standort: Schiffgraben, neben dem Haus des Sparkassenverbandes Niedersachsen (Lage)

### Herbert Volwahsen

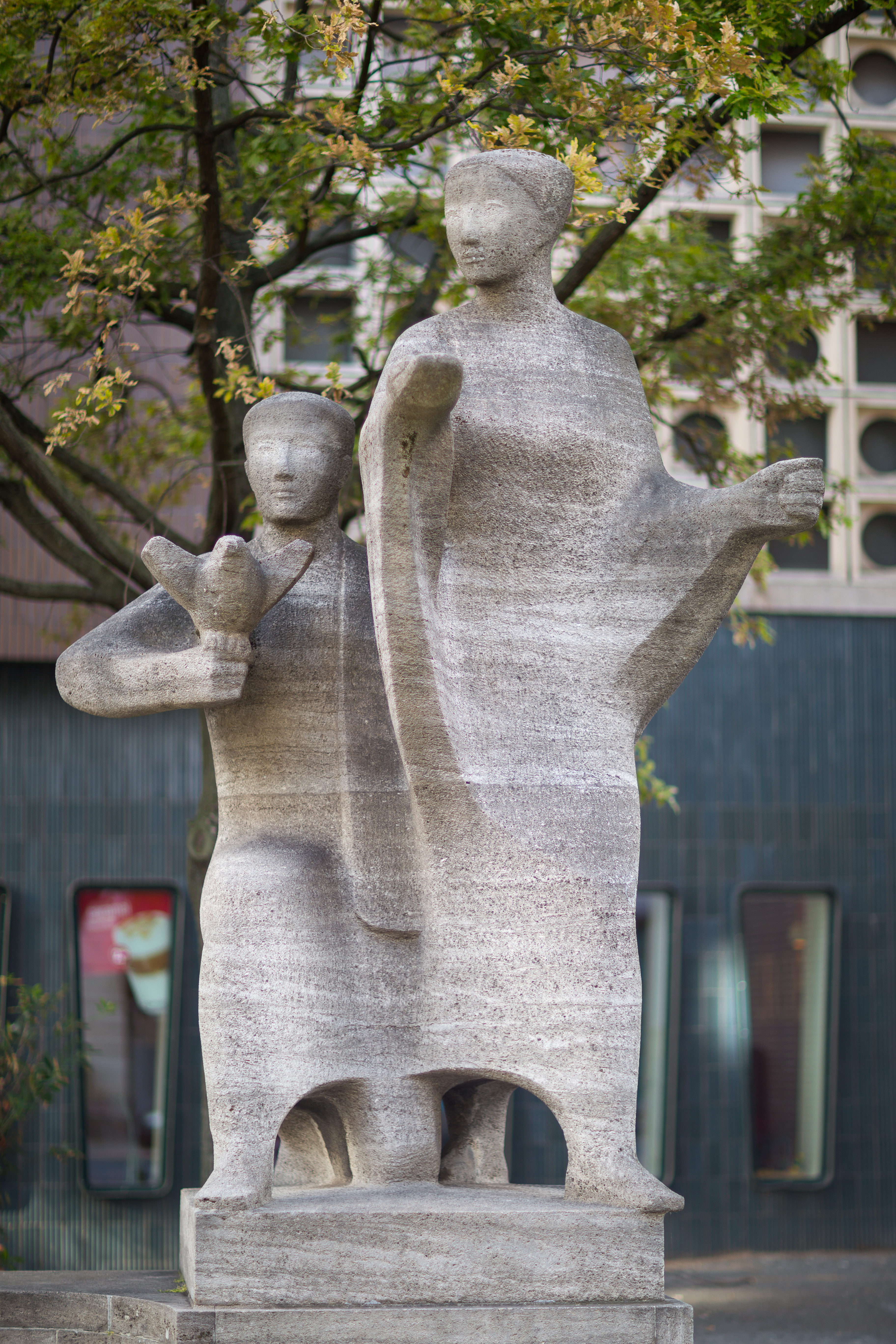
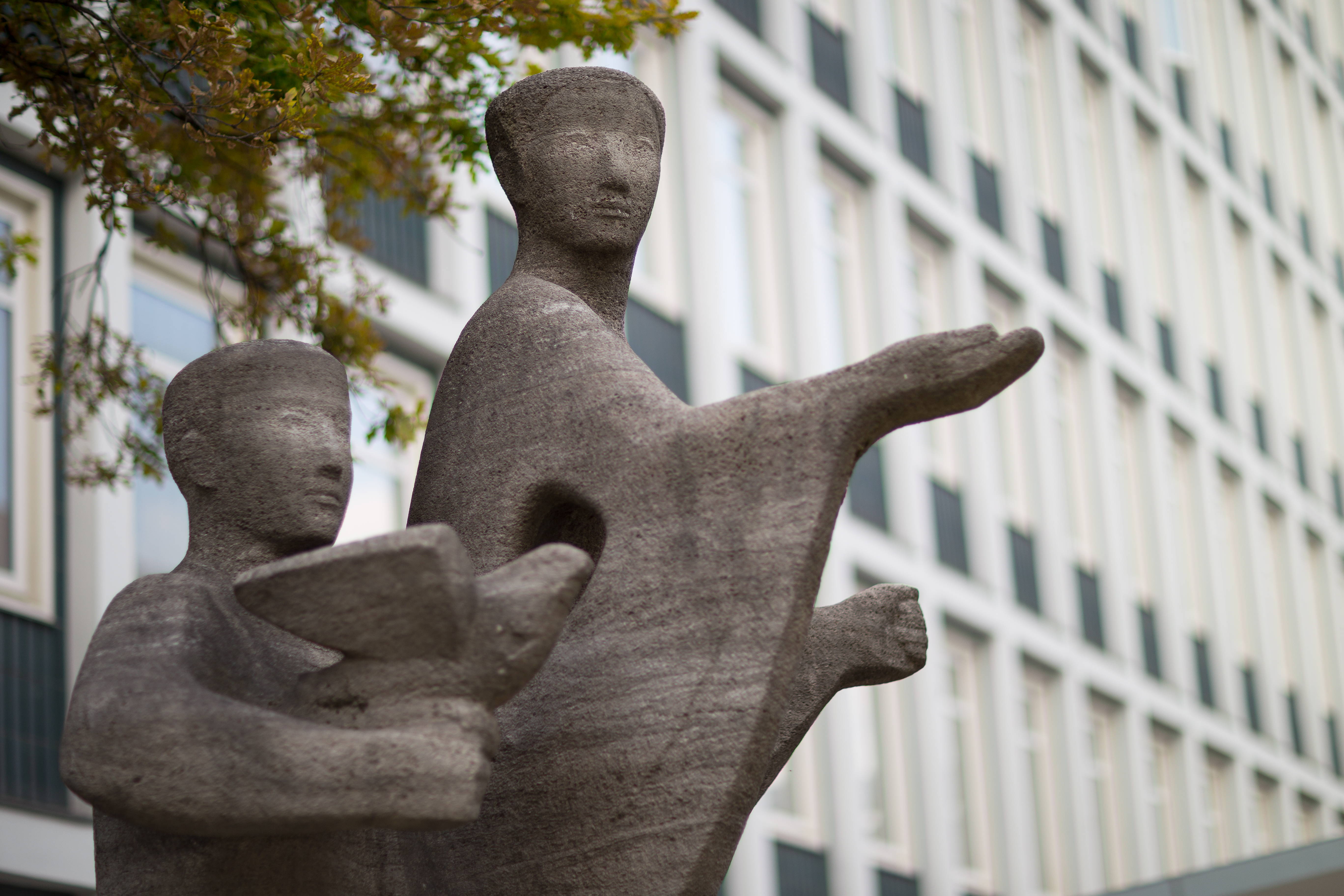

Herbert Volwahsens Brunnenskulptur Sender und Empfänger wurde 1957 aufgestellt, als Kunst am neu erbauten Fernsprechamt. Da das Gebäude heute als Hotel dient, verschöben sich die inhaltlichen Bezüge der Skulptur, so die Meinung des städtischen Kulturbüros: Die Brieftaube, damals als anachronistisches Symbol für das Telefon gebraucht, werde nun zum grundsätzlichen Sinnbild für Kommunikation und Reisen. Die beiden Sandsteinfiguren seien zwei nicht näher bekannte Sender und Empfänger, die die Vielschichtigkeit des zwischenmenschlichen Austausches verdeutlichten. Volwahsen habe sich vom Ausdruckstanz leiten lassen, um die Bewegung und innere Dynamik der Figuren abzubilden.
- Standort: Schillerstraße, am Rosenquartier (Lage)

### Andreas von Weizsäcker

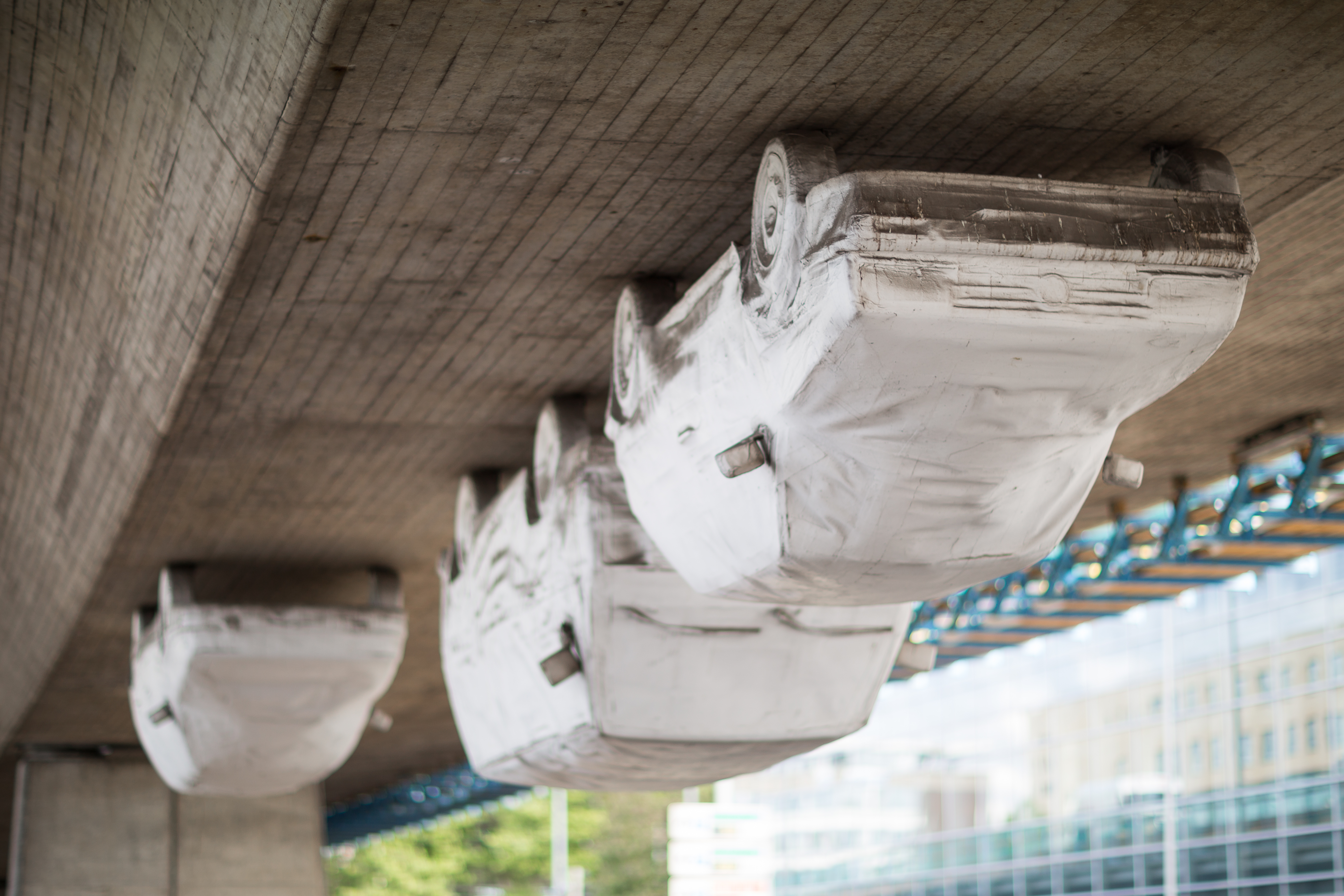
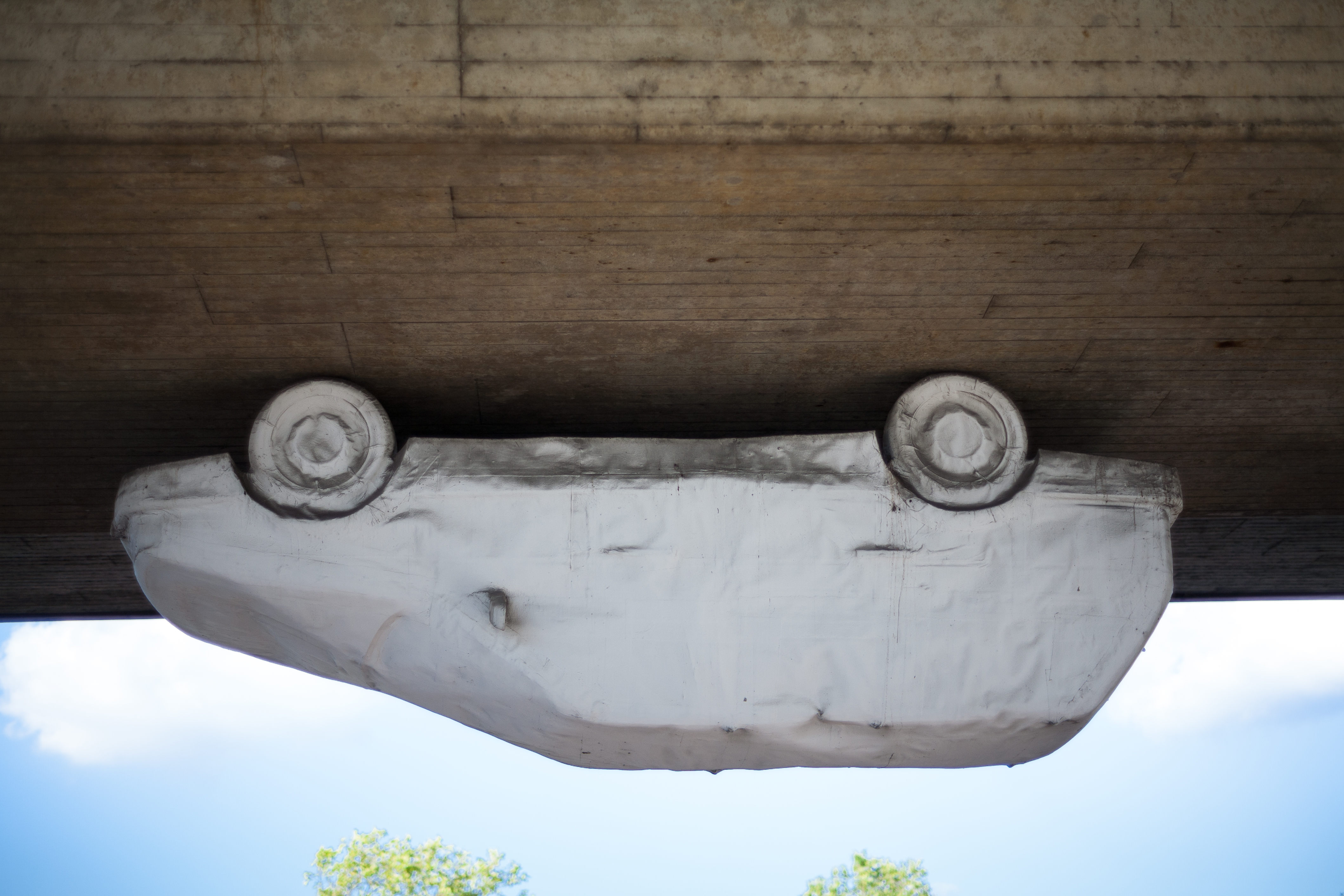
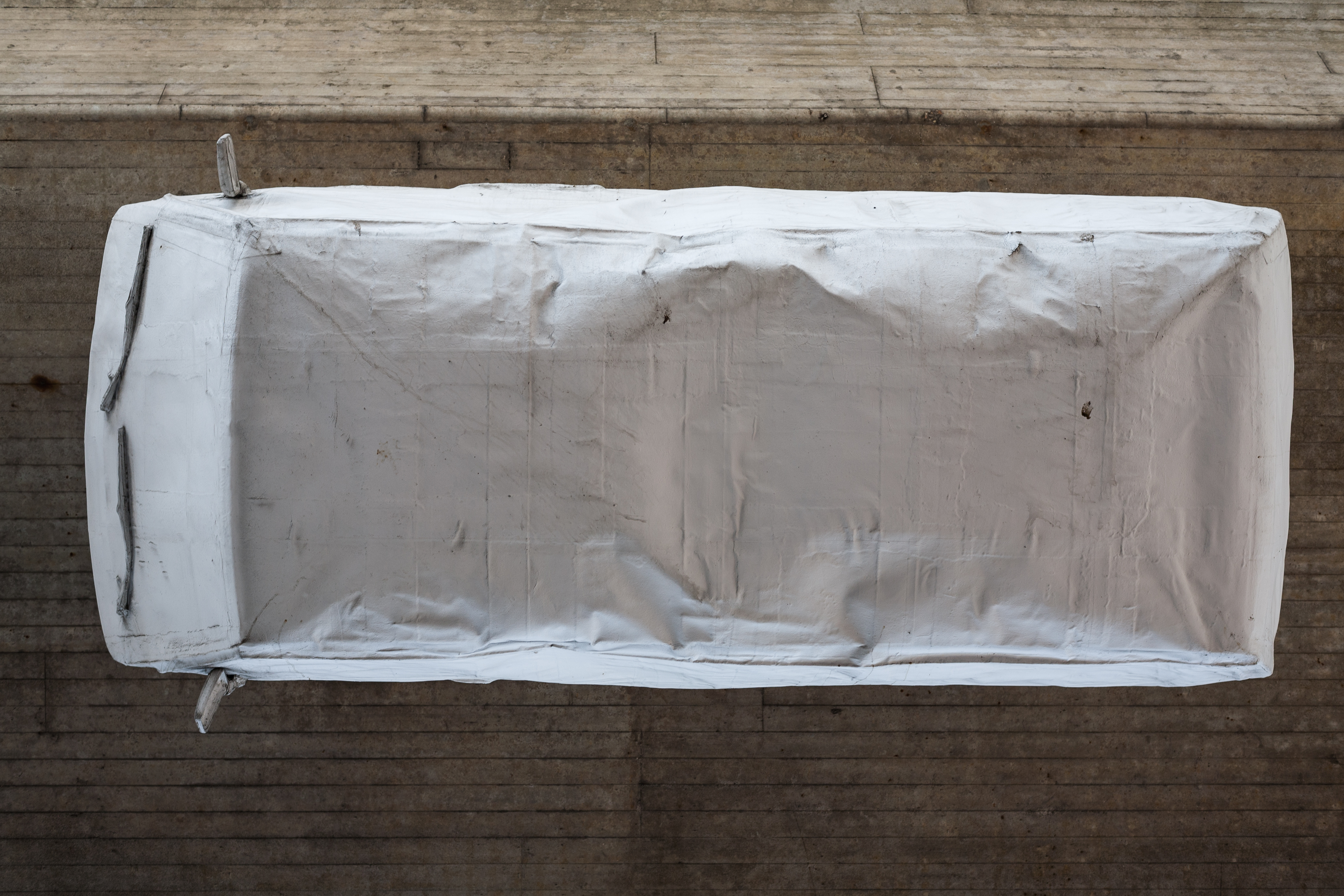

Die unter der Hochstraße am Raschplatz angebrachte Arbeit Hangover stammt von Andreas von Weizsäcker (1956 bis 2008). Sie entstand 1991 als Teil des Kunstprojektes „Im Lärm der Stadt – zehn Installationen in Hannovers Innenstadt“. Zunächst nur befristet, wurde sie zwei Jahre später dann dauerhaft ausgestellt. Das Projekt rief Lothar Romain ins Leben, unterstützt vom Sprengel Museum Hannover und der Stiftung Niedersachsen. Es war die erste gezielte Umsetzung von sich einmischender Kunst in Hannover. Nach Ansicht des städtischen Kulturbüros wirkten Von Weizsäckers in Papier eingepackte Autokarossen wie ein ironisches Denkmal auf das Konzept der autogerechten Stadt, das man sich in den 1960er Jahren ausdachte. Die Arbeit gehört von Weizsäckers Erben.
- Standort: Hängend unter der Hochstraße am Raschplatz (Lage)

### Friederich Werthmann

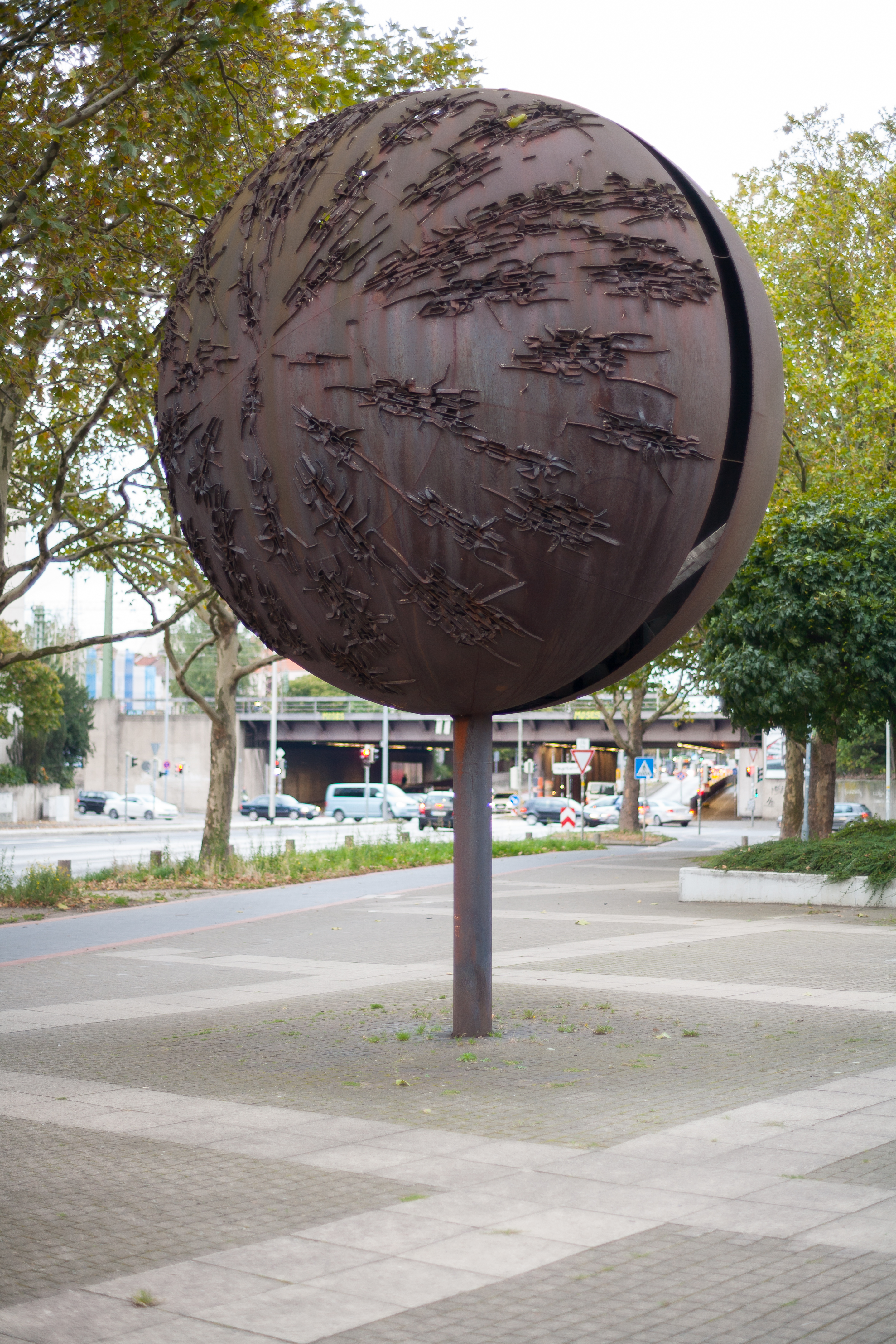
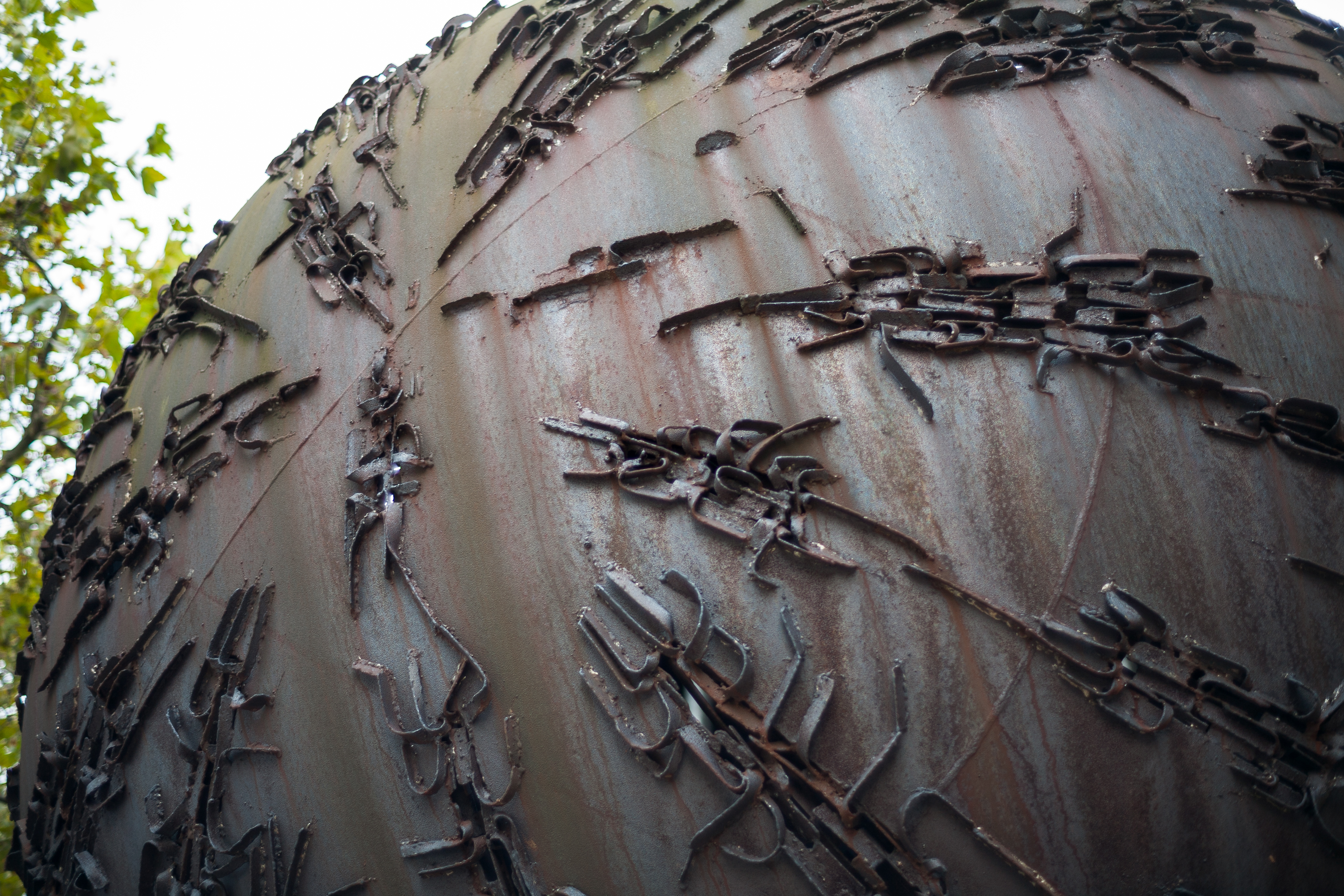
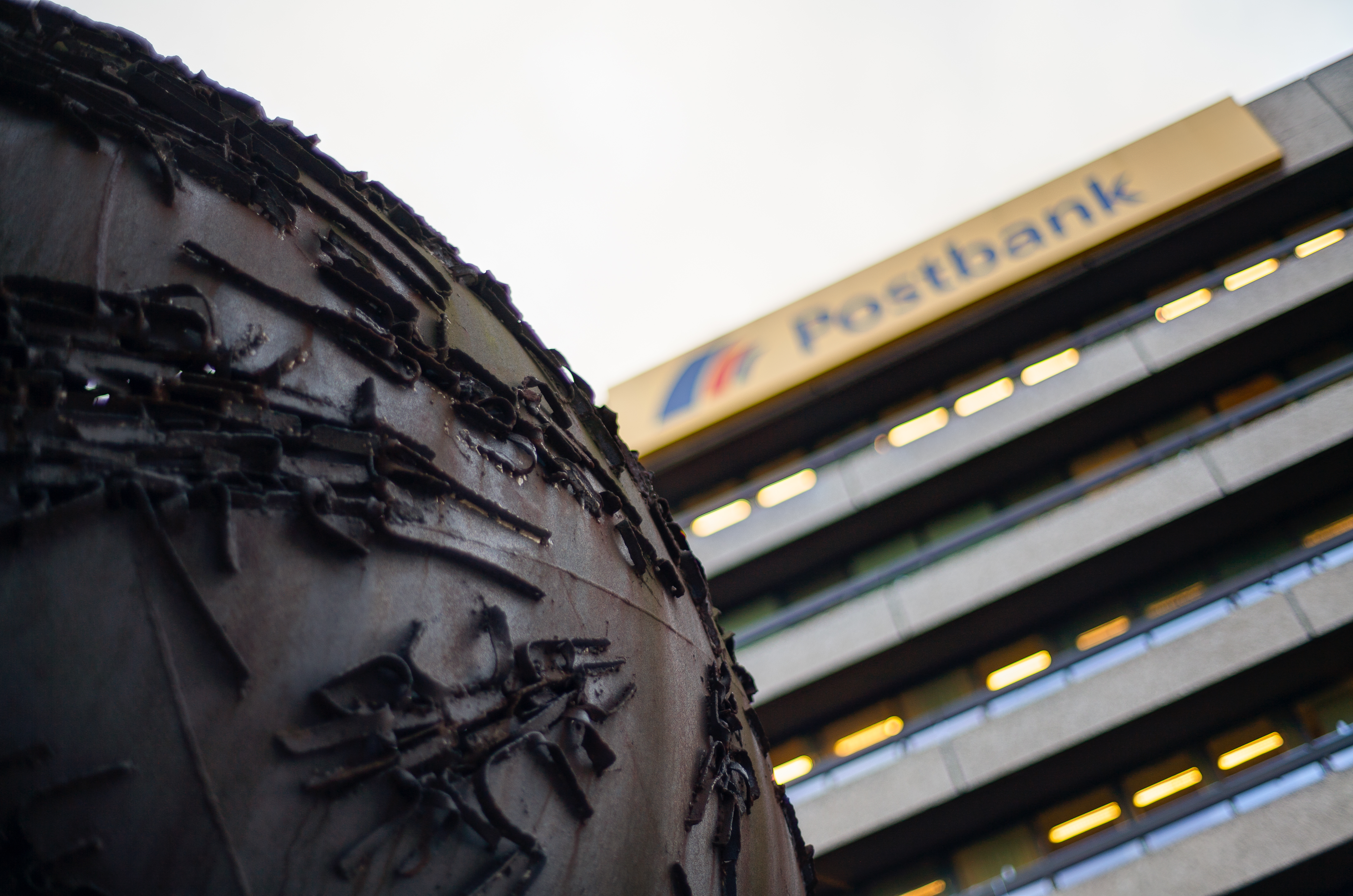

Friederich Werthmann (geboren 1927) schuf 1973 die Dicke Hannoveranerin (Corten Stahl 600 × 400 × 400 cm, Werkverzeichnis Nr. 338) als Kunst am Bau für das damalige Postgebäude (heute Postbank). Das Stahlobjekt steht seit 1973 an der Celler Straße. Eine Gutachterkommission untersuchte im städtischen Auftrag den Zustand der öffentlichen Kunstwerke. Im 2008 veröffentlichten Bericht fanden die Gutachter durchweg positive Worte über Werthmanns Plastik: Die Arbeit sei historisch schlüssig und besitze stimmige Proportionen. Das Objekt werde seiner Aufgabe gerecht, einen Kontext herzustellen mit der Pflasterung, der Fassade und den Fahnen vor dem Gebäude.:89
- Standort: Celler Straße, vor dem Postbank-Gebäude (Lage)

### Joachim Wolff

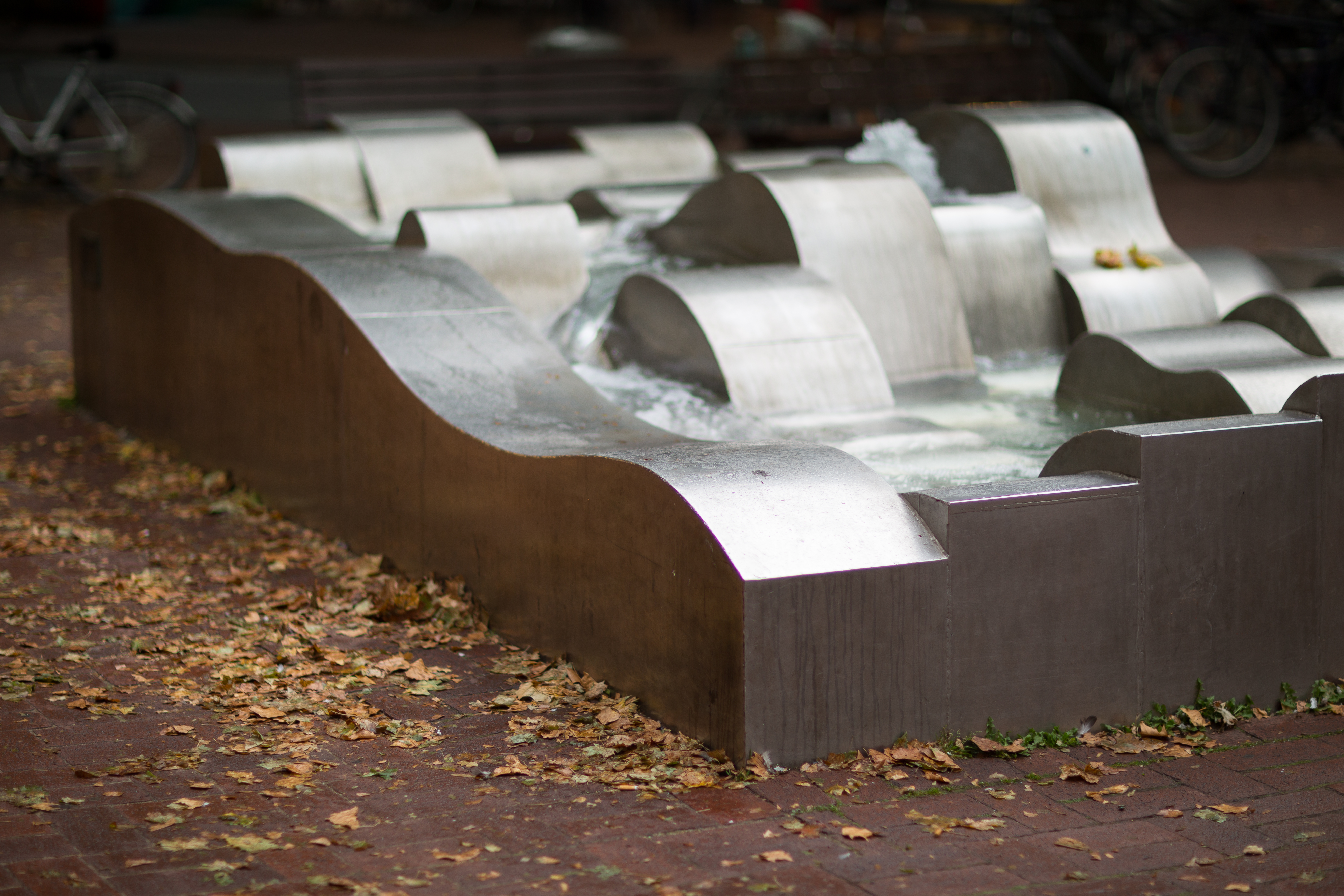
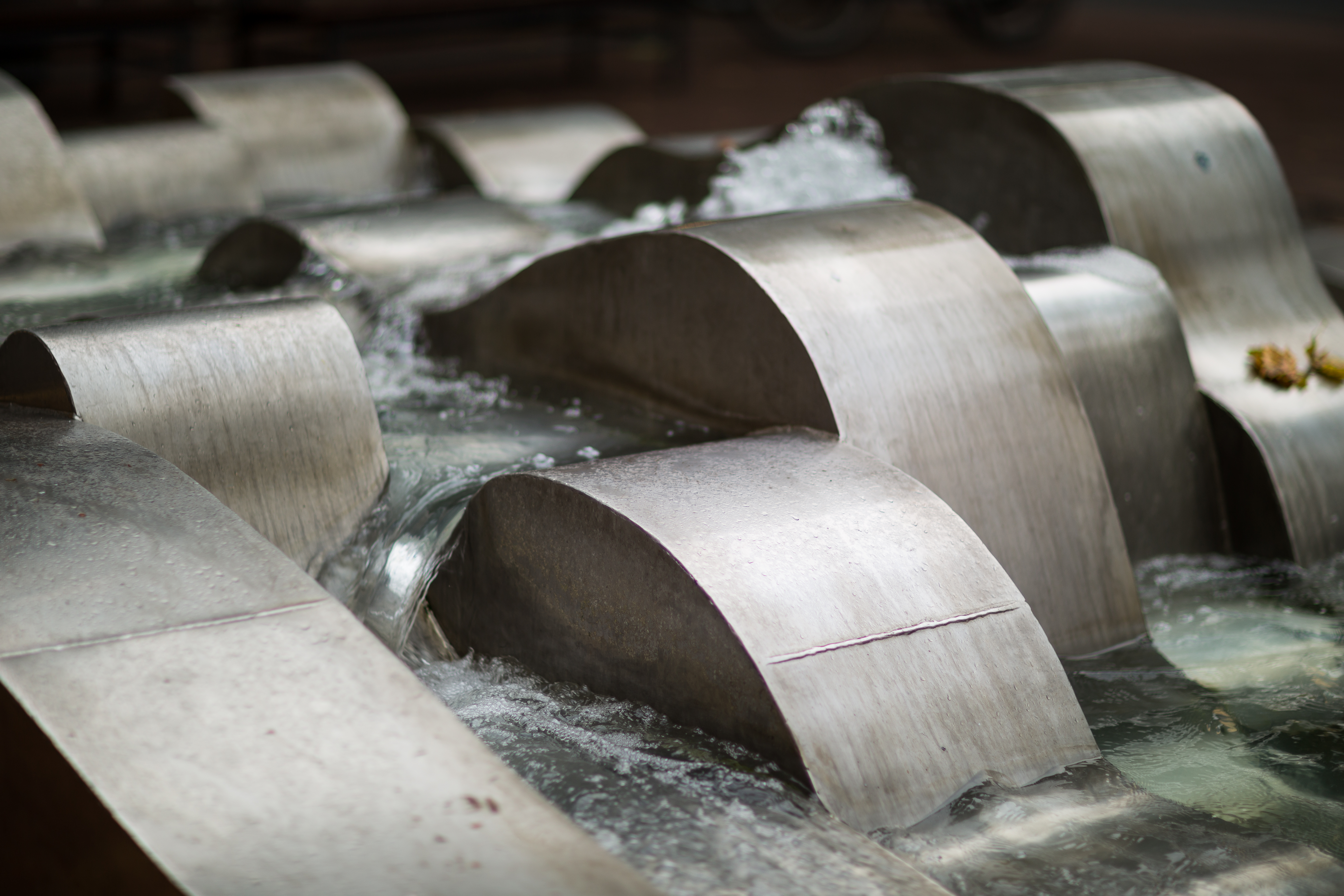
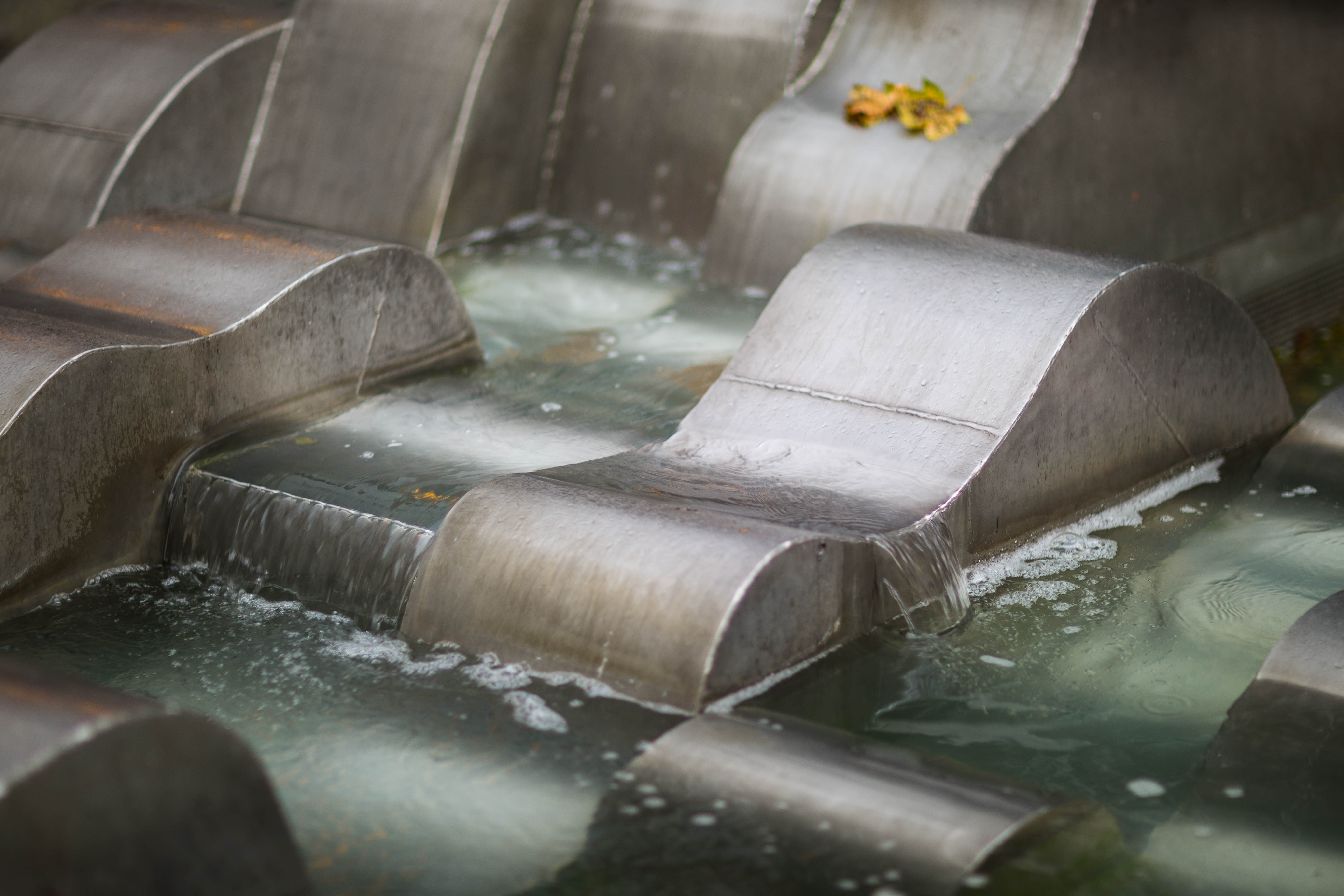

Von dem Lehrter Bilderhauer Joachim Wolff stammt der Lüders-Brunnen, der 1974 an der Lister Meile errichtet wurde. Benannt ist das aus Edelstahl gearbeitete Objekt nach seinem Stifter, dem Schlossermeister Henry Lüders.:71
- Standort: Lister Meile, auf Höhe Sedanstraße (Lage)

### Fritz Wotruba
Die Bronzeplastik Stehende Figur von Fritz Wotruba (1907 bis 1975) fand ihren Platz zunächst neben der Kreuzkirche in der Altstadt. Wie viele andere Arbeiten kam sie 1970 als Teil des „Straßenkunstprogramms“ nach Hannover. Bereits ein Jahr später versetzte man sie an ihren aktuellen Platz in die Fußgängerzone der Innenstadt. Dort, in der engen Nordmannpassage, kann sie ihre Wirkung nicht mehr richtig entfalten, dafür begegnen ihr weit mehr Passanten als am alten Platz. In einem Faltblatt des städtischen Kulturbüros heißt es, während an der Kirche viele die Stehende Figur als Kreuz interpretierten, werde sie zwischen den Ladengeschäften meist als Körper aufgefasst. Diese Wahrnehmung decke sich mit Wotrubas Absicht. Seine Arbeiten zeichneten sich meistens durch geometrische Abstraktionen aus, die als Figuren erschienen.

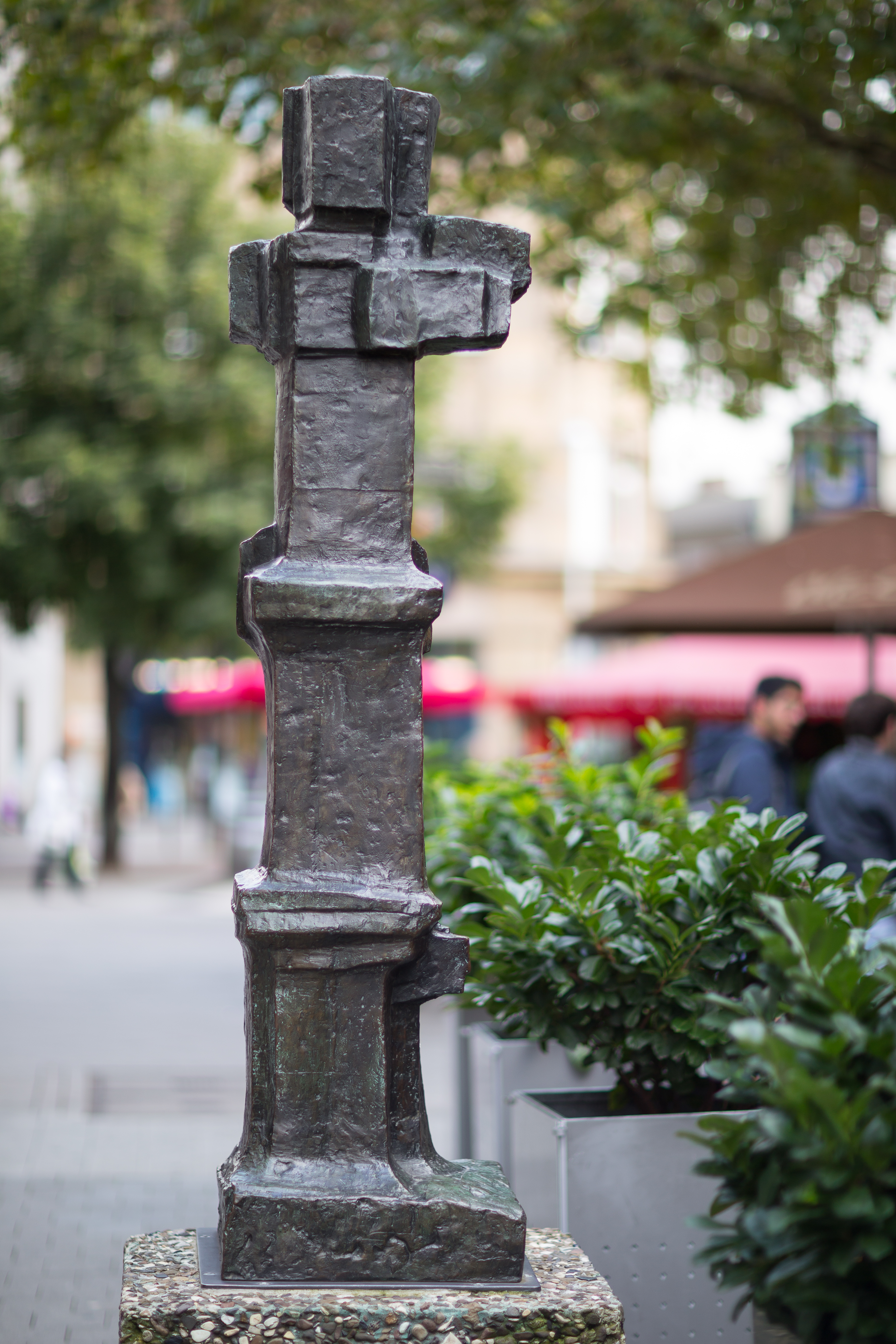
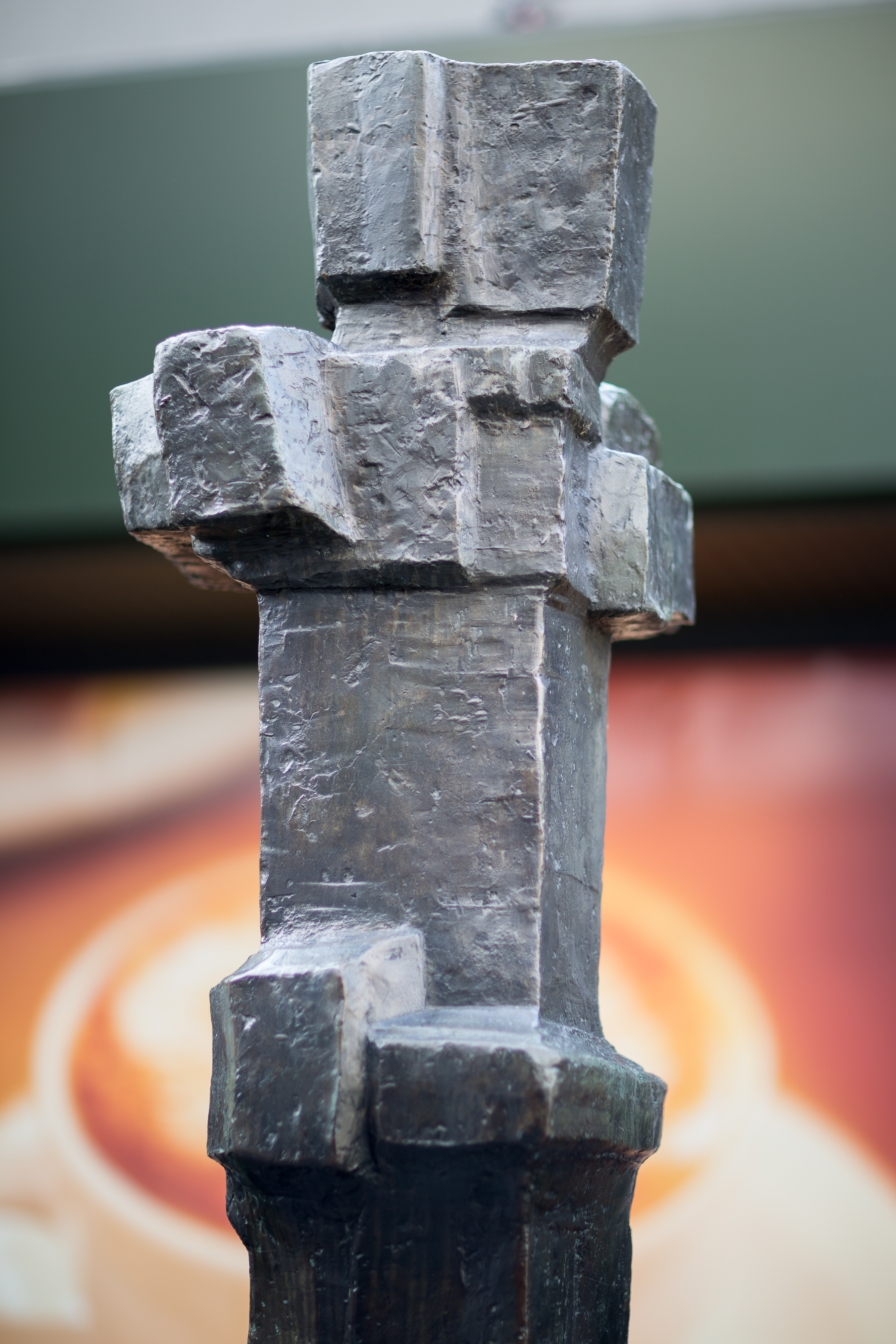

- Standort: Nordmannpassage (Lage)

## Faltblätter mit Stadtplänen
- In der Reihe Kunst in der Stadt, Untertitel Kunst entdecken. Zu Fuß in der Stadt, erschienen bisher 6 Faltblätter, die mit Fotos, Erläuterungen und Ausschnitten aus dem Stadtplan zu Rundgängen durch die Stadt zu den Kunstobjekten einladen sollen und nahtlos von Ort zu Ort führen. Die Faltblätter sind kostenlos bei der Tourist Information, Ernst-August-Platz 8 (gegenüber dem Hauptbahnhof Hannover, Ecke Luisenstraße) und an zahlreichen Kunstorten der Stadt erhältlich, aber auch einzeln als PDF-Dokument herunterladbar:[17]
  - Kunst in der Stadt 1 (PDF; 1 MB) – Zwischen Königsworther Platz und Friederikenplatz
  - Kunst in der Stadt 2 (PDF; 1,6 MB) – Zwischen Friederikenplatz und Kurt-Schwitters-Platz
  - Kunst in der Stadt 3 (PDF; 1,8 MB) – Zwischen Kurt-Schwitters-Platz und Aegidientorplatz
  - Kunst in der Stadt 4 (PDF; 1,1 MB) – Zwischen Aegidientorplatz und Georgsplatz
  - Kunst in der Stadt 5 (PDF; 1,1 MB) – Zwischen Georgsplatz und Andreaeplatz
  - Kunst in der Stadt 6 (PDF; 1,1 MB) – Zwischen Andreaestraße und Nordmannpassage
- Die Faltblattserie "Kunst in der Stadt" des Kulturbüros der Landeshauptstadt ist nun auch in englischer Sprache erschienen und steht als Download zur Verfügung:[18]
  - Art in the City 1 (PDF; 916 kB) – Between Königsworther Platz and Friederikenplatz
  - Art in the City 2 (PDF; 863 kB) –   Between Friederikenplatz and Kurt-Schwitters-Platz
  - Art in the City 3 (PDF; 766 kB) – Between and Aegidientorplatz
  - Art in the City 4 (PDF; 871 kB) – Between Aegidientorplatz and Georgsplatz
  - Art in the City 5 (PDF; 871 kB) – Between Georgsplatz and Andreaeplatz
  - Art in the City 6 (PDF; 877 kB) – Between Andreaeplatz and Nordmannpassage